# Bunuri mobile din domeniul etnografie clasate în patrimoniul cultural național al României aflate în Argeș
Acestă listă conține bunurile mobile din domeniul etnografie clasate în Patrimoniul cultural național al României aflate la momentul clasării în Argeș.

## Tezaur
| Foto | Informații generale                                               | Detalii tehnice | Descriere | Deținător                                         | Legături |
| ---- | ----------------------------------------------------------------- | --- | --- | ------------------------------------------------- | -------- |
|      | Zăvelcă                                                           | Descoperit: jud. ARGEȘ, CURTEA DE ARGEȘ Material: lână; lânică; paiete; mărgele; fir metalic; țesut în 2 ițe; brodat peste fire; cusut; aplicații; feston | Formă dreptunghiulară; din două foi, cusute la mijloc de mână, cu ață neagră; fota este țesută în război în două ițe din lână neagră; de jur-împrejur piesei și a trupului negru există un registru îngust, de 2,5 cm, țesut în patru ițe, cu motive geometrice „cârlige” (?) în culorile roșu, verde și violet; partea centrală este nedecorată; între registrele țesute, este un decor compact, brodat peste fire cu lânică, cu motiv „romburi și cârlige”, în culorile roșu, oliv, mov; romburile sunt marcate de trei rânduri de paiete, cusute cu mărgeluțe albe; romburile au central un decor floral, din fir metalic auriu; de jur-împrejur feston cu lână roșie. | Muzeul Municipal Curtea de Argeș, Curtea de Argeș | Cimec    |
|      | Catrință                                                          | Descoperit: jud. ARGEȘ Material: lână; lânică; paiete; mărgele; fir metalic; țesut în 2 ițe; brodat peste fire; cusut; aplicații; feston | Formă dreptunghiulară; fondul negru, țesută în război în două ițe din lână neagră; două registre, unul în partea superioară și unul central, late de trei cm, cu decor geometric, fond roșu-cărămiziu, cu motive geometrice „cârlige” cu verde oliv și mov; aplicații paiete și mărgele; suprafața dominantă este compusă din două registre, cu decor compact brodat peste fire cu lânică, cu motiv „romburi și cârlige”, în culorile roșu, oliv, mov; romburile sunt marcate de aplicații de paiete și mărgele albe; fiecare romb are în centru un motiv floral mic, marcat cu fir metalic auriu; de jur-împrejur feston cu lânică roșie. | Muzeul Municipal Curtea de Argeș, Curtea de Argeș | Cimec    |
|      | Ie                                                                | Datare: 1/2 sec. XX-lea Descoperit: jud. ARGEȘ Material: pânză, arnici, lânică, fir metalic; țesut în două ițe, croit, brodat, lănțișor, brodat peste fire, încheiat cu acul, tivit. | Alcătuită din 16 bucăți de pânză, din care șase bucăți de pânză de in, cu deschizătură dreaptă, încrețită la gât pe o bentiță îngustă ornamentată cu motive geometrice, cu mâneca încrețită pe o bentiță îngustă, prevăzută cu altiță și încreț. Ia este ornamentată cu motive geometrice dispuse pe piept sub formă de câte două șiruri din pătrate paralele și verticale, pe altiță și pe mânecă sub formă de două șiruri care pornesc de la încreț în jos. Motivele ornamentale sunt mărginite de lânțișor din fir metalic auriu. Încrețul este ornamentat cu motive geometrice: romburi concentrice și coarnele berbecului. Cromatică: alb, grena, muștar, auriu. | Muzeul Viticulturii și Pomiculturii, Golești      | Cimec    |
|      | Boccea                                                            | Datare: 1/4 sec. XX-lea Descoperit: jud. TELEORMAN, com. CRÂNGENI, CRÂNGENI Material: bumbac, lână, fir metalic, panglică; țesut în două ițe, ales legat, aplicație, tivit. | Formă dreptunghiulară, cu decor amplasat pe toată suprafața. În partea superioară, registre înguste cu motive geometrice în alternanță cromatică dispuse orizontal intercalate cu vergi roșii mai late și vergi înguste de diferite culori. În partea inferioară, trei registre, cel din mijloc mai lat, cu motive geometrice: romburi concentrice, triunghiuri, coarnele berbecului în alternanță cromatică despărțite de vergi înguste. Pe trei laturi, aplicație de panglică neagră și panglică portocalie. Capătul superior tivit. Cromatică: roșu, portocaliu, albastru, grena, verde, alb, negru. | Muzeul Viticulturii și Pomiculturii, Golești      | Cimec    |
|      | Zăvelcă cusută cu mătase                                          | Datare: 4/4 sec. XIX-lea Descoperit: jud. VÂLCEA, com. BUNEȘTI, BUNEȘTI Material: bumbac, fir metalic, mătase; țesut în 2 ițe, ales cu mâna, ales peste fire, ales printre fire, croșetat, tivit | Formă dreptunghiulară, decor geometrizant amplasat pe toată suprafața sub formă de romburi de diferite mărimi, dispuse în șiruri oblice în alternanță cromatică din fir „janir”. La capătul inferior, grupuri de vărguțe încadrează un registru cu aceleași motive. Pe trei laturi, colțișori croșetați din fir metalic argintiu. Capătul superior este tivit. Cromatică: negru, roșu, albastru, verde, auriu, argintiu. | Muzeul Viticulturii și Pomiculturii, Golești      | Cimec    |
|      | Zăvelcă cusută cu mătase                                          | Datare: 4/4 sec. XIX-lea Descoperit: jud. VÂLCEA, com. BUNEȘTI, BUNEȘTI Material: bumbac, fir metalic mătase; țesut în 2 ițe, ales peste fire, ales printre fire, croșetat, tivit | Formă dreptunghiulară, decor geometrizant amplasat pe toată suprafața sub formă de romburi de diferite mărimi și pătrate, în alternanță decorativă, sub formă de șiruri oblice, realizate din fir metalic. La capătul inferior două vergi încadrează un registru cu aceleași motive. Pe trei laturi, colțișori croșetați din fir metalic. Capătul superior este tivit. Cromatică: grena, argintiu. | Muzeul Viticulturii și Pomiculturii, Golești      | Cimec    |
|      | Zăvelcă                                                           | Datare: 1/4 sec. XX-lea Descoperit: jud. VÂLCEA, com. MĂLDĂREȘTI, MĂLDĂREȘTI Material: bumbac, lână; țesut în 2 ițe, brodat peste fire, tivit | Formă dreptunghiulară, decor geometrizant amplasat pe toată suprafața; în partea superioară, șiruri cu motive decorative diverse dispuse longitudinal și paralel. În partea inferioară, decor ordonat în două registre alcătuite din pătrate în alternanță cu registre transversale cu motive decorative diverse. Capătul superior este tivit. Cromatică: bleumarin, crem. | Muzeul Viticulturii și Pomiculturii, Golești      | Cimec    |
|      | Zăvelcă                                                           | Datare: 1/4 sec. XX-lea Descoperit: jud. VÂLCEA, com. MĂLDĂREȘTI, MĂLDĂREȘTI Material: lână, bumbac; țesut în 2 ițe, brodat peste fire | Formă dreptunghiulară, decor geometrizant amplasat pe toată suprafața, în partea superioară motive decorative diverse: registre cu motivele: pomul vieții, astrale, pătrate, romburi, în alternanță cu registrele mai înguste din motive geometrice dispuse longitudinal și paralel. În partea inferioară, decor ordonat în 3 registre, alcătuite din pătrate mărginite de motivul zigzag. Capătul superior este tivit. Cromatică: negru, alb. | Muzeul Viticulturii și Pomiculturii, Golești      | Cimec    |
|      | Maramă                                                            | Datare: 1/4 sec. XX-lea Descoperit: BUCUREȘTI, com. MUNICIPIUL BUCUREȘTI, BUCUREȘTI SECTORUL 1 Material: Borangic, arnici, fir metalic; țesut în două ițe, ales cu speteaza | Formă dreptunghiulară, dintr-o singură bucată, ornamentată pe toată suprafața cu motive geometrice dispuse pe tot câmpul în șiruri orizontale și paralele. La capete, câte un registru mai lat cu motivul "coarnele berbecului", mărginit de grupuri de câte două vărguțe. Capetele se termină cu firele libere ale urzelii. Cromatică: alb, galben, albastru. | Muzeul Viticulturii și Pomiculturii, Golești      | Cimec    |
|      | Zăvelci cusute cu muște                                           | Datare: 1/2 sec. XX -lea Descoperit: jud. OLT, com. ORAȘ SCORNICEȘTI, TEIUȘ Material: bumbac, paiete, mărgele, dantelă; țesut în 2 ițe, brodat în punct românesc, brodat peste fire, tivit cu găurele, aplicație, tighel                                                                                     | Piesă de formă dreptunghiulară, cu decor amplasat pe toată suprafața, într-o compoziție compactă tip rețea, cu motive geometrice (romb) în care sunt înscrise motive cruciforme. Piesa prezintă pe trei laturi tighel și aplicație din dantelă industrială. Șorțul are o piesă pereche ce are același decor. Cromatică: alb, mov, bleu, portocaliu, negru, argintiu, galben. | Muzeul Viticulturii și Pomiculturii, Golești      | Cimec    |
|      | Fotă pe negru cu fir mărgelat                                     | Datare: 1/2 sec. XX-lea Descoperit: jud. ARGEȘ, com. ORAȘ ȘTEFĂNEȘTI, ȘTEFĂNEȘTI Material: bumbac, fir metalic creț auriu și argintiu; țesut în 4 ițe, ales peste fire, tivit | Piesă de formă dreptunghiulară, confecționată dintr-o foaie, cu decorul naturalist realizat din fir metalic creț, amplasat sub forma unui registru lat la poale și la unul din capete. La celălalt capăt prezintă vergi dispuse în alternanță cromatică. Partea superioară prezintă o betelie din pânză industrială aplicată. Piesa este tivită pe trei laturi. Cromatică: negru, auriu, argintiu. | Muzeul Viticulturii și Pomiculturii, Golești      | Cimec    |
|      | Ie cu fluturi și mărgele                                          | Datare: 1/4 sec. XX-lea Descoperit: jud. ARGEȘ, com. SĂLĂTRUCU, SĂLĂTRUCU Material: pânză, arnici, paiete, mărgele; țesut în două ițe, croit, brodat peste fire, aplicație, încheiat cu acul, tivit. | Alcătuită din 16 bucăți de pânză, cu deschidere într-o parte, încrețită la gât pe o bentiță îngustă ornamentată cu motive geometrice: mâneca este încrețită în partea inferioară, pe o bentiță îngustă ornamentată cu motive geometrice. Ia este ornamentată cu motive florale stilizate dispuse pe piept sub formă de șiruri verticale și paralele și cu motive geometrice dispuse pe mâneci: romburi concentrice prin aplicație cu mărgele și paiete pe broderia peste fire cu arnici roșu în linii oblice în alternanță cromatică. Ornamentul mănecii este întrerupt de un registru de broderie de culoare crem cu aplicație de mărgele și paiete. Este tivită în partea inferioară. Cromatică: alb, roșu, verde, albastru, galben, crem. | Muzeul Viticulturii și Pomiculturii, Golești      | Cimec    |
|      | Covor în culori vegetale                                          | Datare: 1/4 sec. XX-lea Descoperit: jud. ARGEȘ, com. MUNICIPIUL PITEȘTI, PITEȘTI Material: Lână, bumbac; țesut în două ițe, ales,karamani cu găurele, legat, înnodat. | Formă dreptunghiulară, alcătuit dintr-o singură foaie, cu decorul geometrizant amplasat pe toată suprafața, ordonat în câmpul central și în cele două chenare. Capetele se termină cu ciucuri înnodați din firele urzelii. Cromatică: grena, crem, verde, cărămiziu, negru. | Muzeul Viticulturii și Pomiculturii, Golești      | Cimec    |
|      | Cămașă femeiască cusută cu mărgele multicolore și paiete          | Datare: 1/4 sec. XX-lea Descoperit: jud. VÂLCEA, com. DĂEȘTI, DĂEȘTI Material: Pânză, arnici, mărgele, paiete, fir metalic; țesut în două ițe, croit, brodat în cruci, încheiat cu acul, aplicație, lănțișor.                                                                                                | Alcătuită din 17 bucăți de pânză, deschidere într-o parte, încrețită la gât pe o bentiță ornamentată cu motive geometrice din lănțișor cu fir metalic; mâneca este încrețită, în partea inferioară, pe o bentiță îngustă ornamentată cu arnici negru și aplicație de mărgele. Ia este ornamentată cu motive geometrice dispuse pe piept și mâneci în linie oblică și alternanță cromatică prin aplicație de mărgele și paiete pe broderia în cruci de culoare neagră. Ornamentul mânecii este întrerupt de un registru cu broderie de culoare portocalie, cu aplicație de mărgele și paiete. Cromatică: alb, negru, verde, galben, albastru, roz, portocaliu. | Muzeul Viticulturii și Pomiculturii, Golești      | Cimec    |
|      | Șorț cu motive cusute cu fir                                      | Datare: 1/4 sec. XX-lea Descoperit: jud. ARGEȘ, com. MUNICIPIUL PITEȘTI, PITEȘTI Material: bumbac, fir metalic auriu și argintiu, paiete, mărgele, dantelă croșetată; țesut în 4 ițe, brodat peste fire, aplicație, croșetat.                                                                                | Formă dreptunghiulară, cu decorul amplasat pe toată suprafața, realizat din fir metalic creț, dublat de paiete și mărgele. Câmpul central realizat din registre florale stilizate, dispuse orizontal, este încadrat pe 3 laturi de câte un registru lat cu motive florale stilizate și decorative diverse. În partea inferioară, piesa prezintă 2 registre dispuse orizontal, cu aceleași motive. Pe două laturi, aplicație din dantelă croșetată. Partea inferioară se termină cu ciucuri din arnici negru și fir metalic. Cromatică: negru, galben, alb. | Muzeul Viticulturii și Pomiculturii, Golești      | Cimec    |
|      | Fotă pătrată de Topolog                                           | Datare: 3/4 sec. XIX-lea Descoperit: jud. ARGEȘ Material: Lână, lânică, paiete, mărgele; țesut în două ițe, încheiat cu acul, brodat peste fire, aplicație, feston. | Formă dreptunghiulară, alcătuită din două foi încheiate cu acul, ornamentată cu motive geometrice: romb, cruce dreaptă și motive astrale, dispuse pe cele patru laturi în alternanță cromatică. În spațiile libere, aplicație cu paiete și mărgele. Centrul este neornamentat. Feston pe cele patru laturi. Cromatică: negru, bleu, verde, cărămiziu, crem, auriu, argintiu. | Muzeul Viticulturii și Pomiculturii, Golești      | Cimec    |
|      | Carpetă de lână cu motive oltenești                               | Datare: 1/4 sec. XX-lea Material: Lână, bumbac; țesut în două ițe, ales, legat, înnodat | Formă dreptunghiulară, decor amplasat pe toată suprafața sub forma unui chenar dispus pe toate laturile cu motive decorative diverse, alese pe fond grena la capete și pe fond galben pe cele două laturi. Central, pe fondul negru, motive florale stilizate reprezentând "pomul vieții" și motive avimorfe în cele patru colțuri. Cele două laturi sunt mărginite de motivul "dinți de fierăstrău". Capetele se termină cu ciucuri înnodați din firele libere ale urzelii. Cromatică: negru, roșu, grena, galben, cafeniu, roz, alb, verde. | Muzeul Viticulturii și Pomiculturii, Golești      | Cimec    |
|      | Șorț pe albastru                                                  | Datare: 1/4 sec. XX-lea Descoperit: jud. VÂLCEA, com. GRĂDIȘTEA, VALEA GRĂDIȘTEI Material: Lână, fir metalic, arnici, mătase; țesut în patru ițe, ales printre fire, ales peste fire, brodat peste fire, croșetat, aplicație, tivit.                                                                         | Formă dreptunghiulară, cu decor amplasat pe toată suprafața, sub formă de registre cu motive florale stilizate dispuse orizontal și paralel pe fond bleumarin, în alternanță cu vergi cu fir metalic, mărginite de grupuri de câte două vărguțe. În partea inferioară, trei registre cu motive geometrice cu fir metalic. Pe trei laturi, aplicație cu dantelă croșetată din arnici negru. E tivită la capătul superior. Cromatică: bleumarin, auriu, violet, negru. | Muzeul Viticulturii și Pomiculturii, Golești      | Cimec    |
|      | Prosop                                                            | Datare: 1/4 sec. XX-lea Descoperit: jud. ARGEȘ, com. ORAȘ MIOVENI, MIOVENI Material: Bumbac, arnici; țesut în două ițe, ales cu speteaza, ales printre fire. | Formă dreptunghiulară, ornamentat pe toată suprafața cu motive florale stilizate și motive geometrice. Mijlocul este ornamnetat cu șiruri de motive florale în alternanță cu grupuri de câte trei vărguțe dispuse transversal pe urzeală. Capetele sunt ornamentate cu câte trei registre din motive florale, cel din mijloc, sub formă de ghirlandă în alternanță cu trei grupuri de vargă și se termină cu firele libere ale urzelii. Cromatică: alb, roșu, negru. | Muzeul Viticulturii și Pomiculturii, Golești      | Cimec    |
|      | Carpetă oltenească                                                | Datare: 1/2 sec. XX-lea Descoperit: jud. ARGEȘ, com. SĂPATA, MÂRȚEȘTI Material: Lână, bumbac; țesut în două ițe, ales cu găurele, karamani | Formă dreptunghiulară, ornamentat pe toată suprafața, chenar pe patru laturi pe fond negru cu motive fitomorfe în alternanță cromatică, mărginit de "dinți de fierăstrău". Central pe fond roșu, motive florale stilizate (nalbă) și motive fitomorfe în alternanță cromatică. Capetele se termină cu ciucuri înnodați din firele libere ale urzelii. Cromatică: roșu, negru, verde, alb, galben, liliachiu, bej, roz. | Muzeul Viticulturii și Pomiculturii, Golești      | Cimec    |
|      | Șorț roșu cu lânică, fir și paiete                                | Datare: 1/4 sec. XX-lea Descoperit: jud. OLT, com. COLONEȘTI, COLONEȘTI Material: Lână, lănică, fir metalic, paiete, mărgele, panglică; țesut în patru ițe, brodat peste fire, croșetat, aplicație, tivit, înnodat.                                                                                          | Formă dreptunghiulară, cu decor amplasat pe toată suprafața, cu motive decorative diverse astfel: mijlocul prezintă vergi roșii și negre verticale și paralele în alternanță cromatică, peste care sunt brodate șiruri cu motive florale stilizate. Pe trei laturi, registru mai lat în partea inferioară, mărginit cu aplicație de fluturi și mărgele. Interiorul romburilor are motivul cruce dreaptă din fir metalic. Pe trei laturi, aplicație din dantelă neagră. La capătul inferior este tivit și aplicație din ciucuri înnodați din lânică albastră. Cromatică: roșu, grena, albastru, verde, roz, argintiu. | Muzeul Viticulturii și Pomiculturii, Golești      | Cimec    |
|      | Carpeta oltenească                                                | Datare: 1/2 sec. XX-lea Descoperit: jud. DOLJ, com. ORAȘ BECHET, BECHET Material: Lână, bumbac; țesut în două ițe, ales în tehnica karamany cu găurele | Formă dreptunghiulară, decor amplasat pe toată suprafața, cu chenar pe cele patru laturi cu motive geometrice și fond alb, mărginit pe două laturi, de zigzag din lână neagră. Central, pe fond roșu, trei motive zoomorfe. Capetele se termină cu firele urzelii înnodate. Cromatică: roșu, alb, negru, verde, portocaliu. | Muzeul Viticulturii și Pomiculturii, Golești      | Cimec    |
|      | Șorț ales                                                         | Datare: 1/4 sec. XX-lea Descoperit: jud. OLT, com. SPINENI, ALUNIȘU Material: bumbac, lână, lânică, fir metalic creț, dantelă; țesut în două ițe, ales în tehnica karamany cu găurele, aplicație, tivit | Formă dreptunghiulară, cu decor amplasat pe toată suprafața dispus în registre orizontale, cu motive florale în alternanță cu vergi de culoare roșie. În partea inferioară, trei registre, cel din mijloc mai lat, cu aceleași motive florale stilizate pe fond negru. Florile au în centru fir metalic. Pe trei laturi aplicație cu dantelă neagră. Capătul superior este tivit. Cromatică: roșu, negru, portocaliu, galben, verde, albastru, alb, roz, mov. | Muzeul Viticulturii și Pomiculturii, Golești      | Cimec    |
|      | Șorț ales                                                         | Datare: 1/4 sec. XX-lea Descoperit: jud. OLT, com. SPINENI, ALUNIȘU Material: lână, bumbac, fir metalic, dantelă; țesut în două ițe, ales în tehnica karamany cu găurele, brodat peste fire, brodat printre fire, aplicație, croșetat, tivit                                                                 | Formă dreptunghiulară, cu decor amplasat pe toată suprafața dispus în registre orizontale, cu motive florale în alternanță cu vergi de culoare roșie. În partea inferioară, trei registre, cel din mijloc mai lat, cu aceleași motive florale stilizate pe fond negru. Florile au în centru fir metalic. Pe trei laturi aplicație cu dantelă neagră. Capătul superior este tivit. Cromatică: roșu, negru, portocaliu, galben, verde, albastru, alb, roz, mov. | Muzeul Viticulturii și Pomiculturii, Golești      | Cimec    |
|      | Ie cu arnici, fluturi și mărgele                                  | Datare: 3/4 sec. XIX-lea Descoperit: BUCUREȘTI, com. MUNICIPIUL BUCUREȘTI, BUCUREȘTI SECTORUL 1 Material: pânză, arnici, mărgele, paiete, nasturi; țesut în două ițe, croit, tivit cu găurele, croșetat, aplicație, brodat în cruci                                                                          | Alcătuită din șapte bucăți de pănză încheiate cu acul și tivite cu găurele, cu deschidere într-o parte, încrețită la gât pe o bentiță îngustă ornamentată cu motive florale stilizate, închisă cu doi nasturi. Mâneca este largă, terminată cu colțișori croșetați, fără altiță. Este ornamentată cu motive florale stilizate dispuse sub forma a trei registre pe piept, două pe spate și câte trei pe mâneci de la gât în jos. Registrele sunt mărginite de șiruri cu motive florale stilizate. În spațiile libere ale ornamentelor, aplicație din fluturi și mărgele. Cromatică: alb, vișiniu, verde, albastru, galben. | Muzeul Viticulturii și Pomiculturii, Golești      | Cimec    |
|      | Fotă roșie cu fir metalic                                         | Datare: 1/4 sec. XX-lea Descoperit: jud. ARGEȘ, com. MUNICIPIUL PITEȘTI, PITEȘTI Material: Bumbac, fir metalic tubular auriu și argintiu; țesut în 4 ițe, brodat peste fire, încheiat cu mașina, croșetat, aplicație.                                                                                        | Piesă de formă dreptunghiulară, confecționată dintr-o foaie, cu decorul amplasat pe toată suprafața, capetele și poalele prezintă 3 registre, diferențiate ca mărime, cu motive florale stilizate și motive geometrice (romb) și coarnele berbecului, mărginite de "zimți". În partea superioară prezintă un registru, cu motive florale stilizate. Câmpul central este ornamentat cu fire din bumbac în tehnica brodat peste fire. Poalele și unul din capete prezintă colțișori aplicați. Cromatică: roșu, auriu, argintiu. | Muzeul Viticulturii și Pomiculturii, Golești      | Cimec    |
|      | Șorț Autor: anonim                                                | Datare: 1/4 sec. XX Descoperit: jud. ARGEȘ, PITEȘTI Material: bumbac; lânică; paiete; mărgele; fir metalic; țesut în 2 ițe; brodat peste fire; lănțișor; aplicație; festonat | Formă dreptunghiulară, ornamentat pe toată suprafața, cu motive geometrice diverse: romb, dreptunghi, triunghi, zigzag, vergi în alternanță cromatică. În spațiile libere, aplicație din fir metalic, paiete și mărgele. Pe trei laturi chenar cu motive geometrice diverse și festonat cu lânică roșie. Cromatică: negru, roșu, albastru, verde, liliachiu, alb. | Muzeul Viticulturii și Pomiculturii, Golești      | Cimec    |
|      | Catrințe Autor: anonim                                            | Datare: 1/4 sec. XX Descoperit: jud. GORJ, GLODENI Material: bumbac; lână; lânică; țesut în 2 ițe; ales peste fire; urzeală ascunsă; brodat peste fire; festonat | Formă dreptunghiulară, are o piesă pereche, ornamentat pe toată suprafața, cu motive geometrice diverse dispuse sub formă de cinci registre verticale, trei mai late și două mai înguste cu motivele: romb și „X”, în alternanță cromatică, mărginite de vergi de culoare roșie și vărguțe bleumarin și verzi. Este finisat la capătul inferior, prin festonare. Cromatică: roșu, verde, albastru, bleumarin, piersiciu, alb, galben, portocaliu, liliachiu. | Muzeul Viticulturii și Pomiculturii, Golești      | Cimec    |
|      | Catrință Autor: anonim                                            | Datare: 1/4 sec. XX Descoperit: jud. GORJ, GLODENI Material: bumbac; lână; lânică; țesut în 2 ițe; ales peste fire; urzeală ascunsă; brodat peste fire; festonat | Formă dreptunghiulară, ornamentat pe toată suprafața, cu motive decorative diverse: registre cu motive florale stilizate, în alternanță cromatică, dispuse vertical, intercalate cu grupuri de vergi de diferite culori. Finisat la capătul inferior. Cromatică: cafeniu, violet, bleumarin, alb, verde, portocaliu, piersiciu. | Muzeul Viticulturii și Pomiculturii, Golești      | Cimec    |
|      | Fotă Autor: anonim                                                | Datare: 1/4 sec. XX Descoperit: jud. ARGEȘ Material: lână; bumbac; fir metalic; mătase; țesut în 4 ițe; urzit bumbac; bătut lână; ales printre fire; tivit | Formă dreptunghiulară, ornamentată cu motive geometrice diverse amplasate sub formă de registre la marginea inferioară și la unul din capete: romburi concentrice, triunghiuri, mărginite de zig-zag. La celălalt capăt, grupuri de vărguțe verticale. Capetele sunt tivite. Cromatică: grena, negru, roșu, alb, galben, verde. | Muzeul Viticulturii și Pomiculturii, Golești      | Cimec    |
|      | Fotă Autor: anonim                                                | Datare: 1/4 sec. XX Descoperit: jud. ARGEȘ Material: bumbac; fir metalic; janir auriu și argintiu; țesut în 4 ițe; urzit bumbac; ales peste fire; ales printre fire; tivit | Formă dreptunghiulară, din două bucăți unite cu acul, ornamentată cu motive geometrice: romburi concentrice și coarnele berbecului în alternanță cromatică, dispuse sub forma unui registru lat, în partea inferioară și la unul din capete, mărginit de câte un șir de romburi. La celalalt capăt, grupuri de vărguțe din arnici de diferite culori. Câmpul negru este neornamentat. La unul din capete și pe latura inferioară, colțișori croșetați din fir metalic auriu. La celălalt capăt, tivit. Cromatică: negru, alb, galben. | Muzeul Viticulturii și Pomiculturii, Golești      | Cimec    |
|      | Fotă Autor: anonim                                                | Datare: 1/4 sec. XX Descoperit: jud. ARGEȘ Material: lână; bumbac; fir metalic; țesut în 4 ițe; ales peste fire; tivit | Formă dreptunghiulară, din două bucăți unite cu acul, ornamentată pe toată suprafața cu motive geometrice sub formă de romburi concentrice într-un registru aflat în partea inferioară și la unul din capete. Acest registru este mărginit de câte un registru mai îngust alcătuit din romburi și triunghiuri. La celălalt capăt, un registru din jumătăți de romburi. Câmpul este ornamentat cu două șiruri orizontale din romburi înscrise în pătrate. Capetele sunt tivite. Cromatică: grena, alb, galben. | Muzeul Viticulturii și Pomiculturii, Golești      | Cimec    |
|      | Boccea din lânică cu alesături Autor: anonim                      | Datare: 1/2 sec. XX Descoperit: jud. ARGEȘ, PITEȘTI Material: bumbac; lână; lânică; paiete; mărgele; dantelă industrială; țesut în 2 ițe; brodat peste fire; urzeală ascunsă; aplicație | Formă dreptunghiulară, ornamentat, pe toată suprafața, cu vergi de diferite lățimi, în alternanță cromatică. Pe vergile mai late, de culoare neagră, motive decorative diverse. În partea inferioară, trei registre cu motive florale stilizate, în alternanță cromatică, pe fond negru. Aplicație de paiete și mărgele, la capătul inferior. Pe trei laturi, aplicație de dantelă neagră, industrială. Cromatică: roșu, negru, alb, portocaliu, verde, albastru. | Muzeul Viticulturii și Pomiculturii, Golești      | Cimec    |
|      | Fotă de Muscel Autor: anonim                                      | Datare: 1/2 sec. XX Descoperit: jud. ARGEȘ, PITEȘTI Material: bumbac; lânică; țesut în 2 ițe; brodat peste fire; croșetat; aplicație; tivit | Formă dreptunghiulară, ornamentată cu motive florale stilizate sub formă de registre mai late dispuse la unul din capete și pe marginea inferioară, mărginite de câte o ghirlandă. La celălalt capăt, două registre mai înguste paralele. Pe trei laturi, aplicație de dantelă croșetată din lână albastră. Capetele sunt tivite. Cromatică: negru, roșu, verde, albastru, grena. | Muzeul Viticulturii și Pomiculturii, Golești      | Cimec    |
|      | Catrințe Autor: anonim                                            | Datare: 1/2 sec. XX Descoperit: jud. ARGEȘ, PITEȘTI Material: bumbac; lână; fir metalic; țesut în 2 ițe; urzeală ascunsă; brodat peste fire; tivit | Formă dreptunghiulară, are o piesă pereche, ornamentată, pe toată suprafața, cu motive decorative diverse sub formă de romburi, având, în mijloc, un motiv geometric. În partea inferioară, un registru cu motive geometrice. Pe laturile lungi, două registre înguste cu motivul „val”. Piesa pereche este identică. Cromatică: maroniu, alb, galben. | Muzeul Viticulturii și Pomiculturii, Golești      | Cimec    |
|      | Față de pernă Autor: anonim                                       | Datare: 1/2 sec. XX Descoperit: jud. ARGEȘ, PITEȘTI Material: pânză de casă; arnici; țesut în 2 ițe; brodat în punct românesc; croșetat; tivit | De formă dreptunghiulară, alcătuită din față și dos. Ornamentată pe toată suprafața feței cu motive antropomorfe reprezentând două femei care au, între ele, o umbrelă, motive zoomorfe și avimorfe– un cățel sub umbrelă și câte un cocoș, în fiecare colț. Pe cele patru laturi, motive florale stilizate, sub formă de ghirlandă. Dosul este neornamentat, prins, de față, cu cheiță croșetată, pe trei laturi. Marginea de sus a feței prezintă colțișori croșetați. Cromatică: alb, roșu, negru. | Muzeul Viticulturii și Pomiculturii, Golești      | Cimec    |
|      | Fotă cu fir Autor: anonim                                         | Datare: 1/4 sec. XX Descoperit: jud. ARGEȘ, BROȘTENI Material: bumbac; fir metalic; țesut în 4 ițe; ales peste fire; tivit | Formă dreptunghiulară, dintr-o bucată ornamentată pe toată suprafața cu motive geometrice sub formă de romburi concentrice dispuse într-un registru mai lat, în partea inferioară și la unul din capete, mărginit de un registru mai îngust din romburi și coarnele berbecului. Câmpul este ornamentat cu un șir orizontal de romburi concentrice din fir metalic argintiu. Piesa este tivită pe toate laturile. Cromatică: cafeniu, alb, galben. | Muzeul Viticulturii și Pomiculturii, Golești      | Cimec    |
|      | Șorț la spate Autor: anonim                                       | Datare: 1/2 sec. XX Descoperit: jud. ARGEȘ, BROȘTENI Material: bumbac; lână; lânică; țesut în 4 ițe; brodat peste fire; croșetat | Formă dreptunghiulară, cu decor amplasat, pe toată suprafața, din motive geometrice sub formă de vărguțe negre dispuse longitudinal și paralel, pe care sunt amplasate șiruri de buchete cu motive florale stilizate, în alternanță cromatică. În partea inferioară, un șir de patru buchete cu motive florale stilizate, mărginite de două registre cu motive florale în ghirlande, de vergi înguste și zig-zag. Fondul este roșu. Pe trei laturi, colțișori croșetați din lână neagră. Cromatică: roșu, verde, piersiciu, albastru, negru, crem, mov, portocaliu. | Muzeul Viticulturii și Pomiculturii, Golești      | Cimec    |
|      | Șorț la spate Autor: anonim                                       | Datare: 1/2 sec. XX Descoperit: jud. ARGEȘ, BROȘTENI Material: bumbac; lână; lânică; panglică; țesut în 2 ițe; urzeală ascunsă; ales cu găurele; karamani; ales peste fire; aplicație; tivit | Formă dreptunghiulară, cu decor amplasat pe toată suprafața, din motive geometrice sub formă de cinci registre înguste în alternanță cromatică pe fond roșu. Între registre, șiruri orizontale cu motive geometrice. La capătul inferior, un registru mai lat mărginit de două registre mai înguste. Între registre, vergi înguste prevăzute cu motivul X. Pe trei laturi, aplicație de panglică neagră. Capătul superior este tivit. Cromatică: roșu, negru, verde, alb, piersiciu, liliachiu, albastru, negru, crem. | Muzeul Viticulturii și Pomiculturii, Golești      | Cimec    |
|      | Șorț la spate Autor: anonim                                       | Datare: 1/2 sec. XX Descoperit: jud. ARGEȘ, BROȘTENI Material: bumbac; lână; lânică; fir metalic; janir; panglică; țesut în 2 ițe; urzeală ascunsă; ales legat; aplicație | Formă dreptunghiulară, cu decor amplasat pe toată suprafața, din motive geometrice sub formă de motive decorative diverse. În partea superioară, patru registre înguste cu motive florale stilizate, în alternanță cu vergi late roșii. În partea inferioară, un registru lat cu motive florale stilizate: buchet pe fond grena, mărginit de două registre înguste cu motive florale alese, pe fond albastru. Registrele sunt mărginite de vărgi înguste. Pe toate laturile, aplicație de panglică neagră. Cromatică: roșu, negru, grena, verde, albastru, galben, piersiciu, roz, negru. | Muzeul Viticulturii și Pomiculturii, Golești      | Cimec    |
|      | Șorț la spate Autor: anonim                                       | Datare: 1/2 sec. XX Descoperit: jud. ARGEȘ, BROȘTENI Material: bumbac; lână; lânică; paiete; mărgele; panglică catifea; panglică bumbac; țesut în 2 ițe; urzeală ascunsă; ales legat; ales peste fire; aplicație                                                                                             | Formă dreptunghiulară, cu decor amplasat pe toată suprafața, sub formă de registre cu motive florale stilizate pe fond cafeniu, mai late către partea inferioară. Pe vergile mai late ale fondului, câte un șir de motive florale în alternanță cromatică, mărginite de paiete și mărgele. Între registre, vergi de diferite lățimi. Pe trei laturi, aplicație de panglică din catifea. La capătul superior, aplicație din panglică de bumbac. Cromatică: cafeniu, piersiciu, verde, albastru, roșu, kaki, roz, bleu, grena. | Muzeul Viticulturii și Pomiculturii, Golești      | Cimec    |
|      | Fotă pe negru cu fir mărgelat Autor: anonim                       | Datare: 1/2 sec. XX Descoperit: jud. ARGEȘ, PITEȘTI Material: bumbac; mătase; fir metalic auriu și argintiu; țesut în 4 ițe; ales peste fire; tivit | Formă dreptunghiulară, dintr-o singură bucată, ornamentată cu motive geometrice: romburi concentrice și coarnele berbecului, în alternanță cromatică, sub forma unui registru lat dispus în partea inferioară și la unul din capete. Celălalt capăt este ornamentat cu vergi înguste dispuse vertical. Este tivită pe toate laturile. Câmpul este neornamentat. Cromatică: grena, negru, alb, galben. | Muzeul Viticulturii și Pomiculturii, Golești      | Cimec    |
|      | Fotă cu fond vișiniu Autor: Familia Mihăilă                       | Datare: 1/4 sec. XX Descoperit: jud. ARGEȘ, PITEȘTI Material: bumbac; fir janir; țesut în 4 ițe; ales printre fire; tivit; aplicație | Formă dreptunghiulară, dintr-o singură bucată, ornamentată cu motive geometrice: romburi concentrice și coarnele berbecului, în alternanță cromatică, sub forma unui registru lat dispus în partea inferioară și la unul din capete. Celălalt capăt este ornamentat cu vergi înguste dispuse vertical. Este tivită pe toate laturile. Câmpul este neornamentat. Cromatică: grena, negru, alb, galben. | Muzeul Viticulturii și Pomiculturii, Golești      | Cimec    |
|      | Ie cu „fuști pe grena” Autor: anonim                              | Datare: 1/4 sec. XX Descoperit: jud. ARGEȘ, RUCĂR Material: pânză de casă albă; arnici; fir metalic; țesut în 2 ițe; croit; încheiat cu acul; croșetat; aplicație; brodat peste fire; lănțișor | Cămașă femeiască cu poale, alcătuită din 20 părți de pânză albă, încheiate cu acul, cu deschizătura dreaptă; încrețită la gât pe o bentiță îngustă ornamentată cu motive geometrice. Decor cu motive geometrice: romburi concentrice, cruce în X, dispuse sub formă de table pe piept și registre înguste pe spate. Mânecile prezintă ornamente pe altiță și registre verticale pe mâneci, mărginite de motivul „fuști”. Mânecile sunt încrețite pe o manșetă lată ornamentată cu aceleași motive. Motivul „fuști” este întâlnit pe mijlocul pieptului și la poale. În spațiile libere ale decorului, lănțișor din fir metalic auriu. Cromatică: alb, grena, galben. | Muzeul Viticulturii și Pomiculturii, Golești      | Cimec    |
|      | Șorțuri pe negru cu fir și lânică Autor: anonim                   | Datare: 1/4 sec. XX Descoperit: jud. ARGEȘ, SĂLĂTRUCU Material: bumbac; fir metalic auriu și argintiu; lânică; franjuri; țesut în 4 ițe; brodat peste fire; croșetat; aplicație | Formă dreptunghiulară, dintr-o singură bucată, ornamentat, pe toată suprafața, pe fond negru, cu motive florale stilizate „pomul vieții”, sub formă de registre verticale și paralele. La capătul inferior, un registru orizontal din motive florale stilizate. Pe trei laturi, colțișori croșetați din lânică albastră. La capătul superior, este tivit, prezentând două șnururi de bumbac negru croșetat, pentru prins. Piesa pereche are aceleași dimensiuni și decor, prezentând, în partea inferioară, franjuri metalici aplicați. Cromatică: negru, albastru, verde, galben, piersiciu. | Muzeul Viticulturii și Pomiculturii, Golești      | Cimec    |
|      | Pereche de șorțuri cusute cu fir Autor: anonim                    | Datare: 1/2 sec. XX Descoperit: jud. ARGEȘ, SĂLĂTRUCU Material: bumbac; fir metalic; țesut în 2 ițe; ales peste fire; croșetat; aplicație | Formă dreptunghiulară, dintr-o singură bucată, ornamentat, pe toată suprafața, sub formă de romburi concentrice. Pe cele două laturi lungi și în partea inferioară, registre cu motive geometrice romboidale. Piesa numărul 1 prezintă, pe trei laturi, dantelă cu colți croșetați din fir metalic. Piesa numărul 2 prezintă, pe două laturi, dantelă cu colți croșetați din bumbac negru, în alternanță cu colți din fir metalic și, la capătul inferior, ciucuri din bumbac negru și fir metalic, în alternanță cromatică. Cromatică: negru, alb, galben. | Muzeul Viticulturii și Pomiculturii, Golești      | Cimec    |
|      | Șorțuri Autor: anonim                                             | Datare: 1/4 sec. XX Descoperit: jud. ARGEȘ, MOȘOAIA Material: bumbac; lânică; paiete; mărgele; dantelă; găitan; țesut în 2 ițe; urzeală ascunsă; ales legat; aplicație; tivit; ales printre fire; ales peste fire                                                                                            | Formă dreptunghiulară, dintr-o singură bucată, ornamentat, pe toată suprafața, cu motive decorative diverse: registre orizontale și paralele, cu motive florale stilizate, în diferite culori, intercalate între vergi de culoare roșie, dispuse în partea superioară și un registru mai lat, dispus în partea inferioară, continuat de unul mai îngust. Registrele florale sunt mărginite de vergi de diferite lățimi. Pe trei laturi, aplicație din dantelă neagră industrială și găitan în zig-zag din fir metalic auriu. Capătul superior este tivit și prevăzut cu șnur roșu croșetat, pentru prins. Piesa pereche prezintă aceleași ornamente și dimensiuni și este prevăzută, în partea inferioară, cu aplicație de paiete și mărgele în cinci șiruri orizontale. Cromatică: roșu, negru, bleumarin, galben, portocaliu, verde, alb, piersiciu, albastru. | Muzeul Viticulturii și Pomiculturii, Golești      | Cimec    |
|      | Șorț Autor: anonim                                                | Datare: 1/4 sec. XX Descoperit: jud. ARGEȘ Material: bumbac; fir metalic auriu și argintiu; mătase; arnici; țesut în 4 ițe; brodat peste fire; aplicație; croșetat; tivit; ales peste fire; ales printre fire                                                                                                | Formă dreptunghiulară, ornamentat, pe toată suprafața, cu motive decorative diverse: registre cu motive florale stilizate dispuse orizontal pe fond maro, cu mătase vegetală în diferite culori, având aplicație din fir metalic. Aceste registre, în partea superioară, sunt intercalate între registre cu motive geometrice diverse din fir metalic. În partea inferioară, un registru lat din motive geometrice diverse: romb, cruce în X, vargă întreruptă, este mărginit de câte un șir de romburi orizontale din fir metalic auriu. Pe trei laturi, aplicație de dantelă croșetată din arnici negru. Capătul superior este tivit și prevăzut cu panglică neagră din bumbac, pentru prins. Cromatică: maro, negru, alb, galben, albastru, liliachiu, verde, roz. | Muzeul Viticulturii și Pomiculturii, Golești      | Cimec    |
|      | Șorț Autor: anonim                                                | Datare: 1/4 sec. XX Descoperit: jud. ARGEȘ Material: bumbac; fir metalic auriu și argintiu; mătase; arnici; țesut în 4 ițe; brodat peste fire; ales peste fire; ales printre fire; tivit; înnodat | Formă dreptunghiulară, ornamentat, pe toată suprafața, cu motive decorative diverse: registre cu motive florale stilizate dispuse orizontal pe fond maro, cu mătase vegetală în diferite culori, având aplicație din fir metalic. Aceste registre, în partea superioară, sunt intercalate între registre cu motive geometrice diverse din fir metalic. În partea inferioară, un registru lat din motive geometrice diverse: romb, cruce în X, vargă întreruptă, este mărginit de câte un șir de romburi orizontale din fir metalic auriu. Capătul superior este tivit și prevăzut cu panglică neagră din bumbac, pentru prins. Capătul inferior are o aplicație de ciucuri înnodați din mătase neagră. Cromatică: maro, negru, alb, galben, albastru, | Muzeul Viticulturii și Pomiculturii, Golești      | Cimec    |
|      | Șorț cu motive cusute cu fir Autor: anonim                        | Datare: 1/4 sec. XX Descoperit: jud. ARGEȘ Material: bumbac; fir metalic auriu și argintiu; janir; paiete; mărgele; dantelă croșetată; țesut în 4 ițe; ales peste fire; aplicație | Formă dreptunghiulară, ornamentat, pe toată suprafața, cu motive decorative diverse: registre cu motive florale stilizate sub formă de șiruri orizontale și paralele în câmpul central și, sub formă de registre dispuse pe trei laturi, în partea superioară și două registre în partea inferioară, din care unul mai lat, mărginite din șnururi din paiete și mărgele. Pe două laturi, aplicație din dantelă croșetată din arnici negru și fir metalic; partea inferioară se termină cu ciucuri din arnici negru și fir metalic. Cromatică: negru, galben, alb. | Muzeul Viticulturii și Pomiculturii, Golești      | Cimec    |
|      | Zăvelcă cusută cu fluturi Autor: anonim                           | Datare: 1/4 sec. XX Descoperit: jud. ARGEȘ, PITEȘTI Material: bumbac; arnici; lânică; paiete; mărgele; țesut în 2 ițe; ales cu găurele; karamani; aplicație | Formă dreptunghiulară, ornamentată, pe toată suprafața, cu motive florale stilizate și geometrice, sub formă de registre orizontale cu motive florale stilizate din lânică de diferite culori, în alternanță cromatică și decorativă cu vergi de culoare roșie, mărginite de zig-zag și aplicație din paiete și mărgele. În partea inferioară, un registru mai lat cu motive florale stilizate, mărginit de vergi roșii mai înguste, cu aplicație din paiete și mărgele. Registrele cu alesături florale au fondul cafeniu. Cromatică: roșu, cafeniu, verde, alb, crem, liliachiu, piersiciu. | Muzeul Viticulturii și Pomiculturii, Golești      | Cimec    |
|      | Zăvelcă aleasă Autor: anonim                                      | Datare: 1/4 sec. XX Descoperit: jud. ARGEȘ, PITEȘTI Material: bumbac; lână; lânică; țesut în 4 ițe; brodat peste fire; tivit | Formă dreptunghiulară, ornamentată, pe toată suprafața, cu motive florale stilizate sub formă de buchet, în partea superioară și, sub formă de trei registre orizontale, cel din mijloc mai lat, în partea inferioară. Motivele ornamentale pe fond roșu sunt despărțite prin vărguțe negre, verticale și sunt realizate din lânică multicoloră. Este tivită la ambele capete. Cromatică: roșu, negru, verde, piersiciu, liliachiu, bleumarin, alb, portocaliu, albastru. | Muzeul Viticulturii și Pomiculturii, Golești      | Cimec    |
|      | Ie cu poale cu șabac cusută cu mătăsică albă Autor: anonim        | Datare: 1/2 sec. XX Descoperit: jud. ARGEȘ, CURTEA DE ARGEȘ Material: pânză de casă albă; mătase; bumbac; paiete; șabac; încheiat cu cheiță; încheiat cu acul; încheiat cu mașina; croșetat; aplicație | Cămașă femeiască cu poale, alcătuită din 20 părți de pânză, încheiate cu cheiță croșetată, cu deschizătura dreaptă; încrețită la gât pe o bentiță îngustă. Pieptul este alcătuit din două fâșii de pânză unite cu cheiță din bumbac alb. Mâneca este încrețită pe o bentiță îngustă. Poalele sunt prinse de cămașă, având atașate mai multe fâșii unite prin cheiță, ornamentate cu motive florale stilizate realizate prin broderie cu șabac dispuse în registre verticale, pe piepți și mâneci. Altița este alcătuită din trei registre orizontale. Registrele sunt despărțite prin vergi din paiete aplicate. Poalele se termină cu colțișori croșetați din mătase albă. Cromatică: alb, galben. | Muzeul Viticulturii și Pomiculturii, Golești      | Cimec    |
|      | Ie cu poale Autor: anonim                                         | Datare: 1/4 sec. XX Descoperit: jud. ARGEȘ, CĂLINEȘTI Material: pânză de casă albă; arnici; fir metalic; țesut în 2 ițe; croit; încheiat cu acul; cheiță; brodat „pe gras”; lănțișor; paiete | Cămașă femeiască cu poale, alcătuită din 22 părți de pânză, încheiate cu acul și cheiță, cu deschizătura dreaptă. Pieptul este alcătuit din două fâșii de pânză unite cu cheiță, încrețită la gât pe o bentiță îngustă ornamentată cu motive geometrice și paiete aplicate. Sub bentiță, încreț din bumbac alb. Decorul, cu motive geometrice sub formă de tablă de șah, este amplasat în registre verticale pe piepți, altiță, mâneci și manșete, mărginite de șiruri de pătrate întrerupte. Spatele este ornamentat cu două registre verticale din pătrate cu motive geometrice diverse. Poala prezintă, în partea inferioară, un registru cu motive decorative diverse: flori stilizate, zig-zag, coarnele berbecului și colțișori croșetați din arnici roșu și aplicație paiete. Cromatică: alb, grena. | Muzeul Viticulturii și Pomiculturii, Golești      | Cimec    |
|      | Ie cu poale cu negru Autor: anonim                                | Datare: 1/2 sec. XX Descoperit: jud. ARGEȘ, PITEȘTI Material: bumbac; arnici; fir metalic auriu; țesut în 2 ițe; croit; brodat în cruci; brodat peste fire; lănțișor; încheiat cu mașina; cheiță | Cămașă femeiască cu poale, alcătuită din 17 fâșii, având poalele prinse de ciupag, încrețită la gât, pe o bentiță îngustă, cu deschizătură dreaptă, cu mânecă lungă încrețită pe manșetă; ornamentată cu motive geometrice diverse ( romb, coarnele berbecului, spirală, pătrat, pieptene) dispuse pe piepți, mâneci, altiță, manșetă, spate, poale, bentiță. Pe mâneci, de la altiță, pornesc trei registre longitudinale, iar, pe piepți, ornamentele sunt sub formă de pătrate de diferite mărimi. Ornamentele sunt realizate cu arnici negru și fir metalic auriu. Cromatică: alb, negru, galben. | Muzeul Viticulturii și Pomiculturii, Golești      | Cimec    |
|      | Cămașă cu poale din marchizet Autor: anonim                       | Datare: 1/2 sec. XX Descoperit: jud. ARGEȘ, PITEȘTI Material: pânză albă de casă; marchizet; arnici; fir metalic; țesut în 2 ițe; croit; brodat în punct românesc; lănțișor; încheiat cu acul | Cămașă femeiască cu poale, alcătuită din 21 bucăți de pânză și marchizet, cu deschizătura dreaptă, încrețită la gât pe o bentiță îngustă ornamentată cu motive geometrice. Decor cu motive decorative diverse, dispuse pe piept, spate, mâneci, poale și altiță în registre paralele, de arnici roșu și negru. Mâneca este încrețită pe o bentiță îngustă. Cromatică: alb, roșu, negru, galben. | Muzeul Viticulturii și Pomiculturii, Golești      | Cimec    |
|      | Cămașă cusută „pe gras” Autor: anonim                             | Datare: 1/4 sec. XX Descoperit: jud. ARGEȘ, LEREȘTI Material: pânză de casă albă; pânză industrială; arnici; paiete; țesut în 2 ițe; croit; încheiat cu acul; cheiță; brodat „pe gras”; lănțișor; brodat în punct românesc; aplicație; croșetat                                                              | Cămașă femeiască cu poale, alcătuită din 20 bucăți de pânză încheiate cu acul și cheiță, cu deschizătură dreaptă, încrețită la gât pe bentiță îngustă ornamentată cu motive geometrice. Pieptul este alcătuit din două fâșii de pânză unite cu cheiță roșie. Decorul, cu motive geometrice, este amplasat pe piepți sub formă de dreptunghiuri, pe altiță de la care pornesc câte trei registre verticale. Mâneca este încrețită pe manșetă și are aceleași ornamente. Registrele sunt mărginite de spirală continuă din fir metalic argintiu. În spațiile libere, ornamente geometrice din fir metalic. Partea inferioară este ornamentată cu ghirlandă din motive florale stilizate. În spațiile libere, aplicație din paiete. Colțișori croșetați pe marginea inferioară. Cromatică: alb, grena, galben. | Muzeul Viticulturii și Pomiculturii, Golești      | Cimec    |
|      | Față de pernă Autor: Ionica Andrei                                | Datare: 1943 Descoperit: jud. ARGEȘ, PITEȘTI Material: pânză de casă; arnici; țesut în 2 ițe; brodat în punct românesc; tivit | Formă pătrată, ornamentată, pe toată suprafața, cu motive florale stilizate sub formă de ramură cu frunze și flori. În cele patru colțuri, câte un ornament floral stilizat. Inscripție: DOMNISOARA IONICA Andrei 1943, amplasat pe două laturi. Piesa este tivită pe două laturi. Cromatică: alb, grena, galben, portocaliu, albastru, liliachiu, negru. | Muzeul Viticulturii și Pomiculturii, Golești      | Cimec    |
|      | Ie cu poale aleasă cu grena Autor: anonim                         | Datare: 1/4 sec. XX Descoperit: jud. ARGEȘ, PITEȘTI Material: pânză de casă albă; pânză industrială; arnici; fir metalic; țesut în 2 ițe; croit; încheiat cu acul; cheiță; lănțișor; brodat în punct românesc; brodat peste fire                                                                             | Cămașă femeiască cu poale, alcătuită din 16 bucăți de pânză, încheiate cu acul și cheiță, cu deschizătura dreaptă, încrețită la gât pe o bentiță îngustă, ornamentată cu motive geometrice. Pieptul este alcătuit din două fâșii de pânză unite cu cheiță roșie. Mâneca este încheiată, în partea inferioară, prin încrețire pe o manșetă lată. Poalele sunt prinse de ie și au atașată, în partea inferioară, o bandă lată ornamentată cu o ghirlandă cu motivul frunză de viță de vie și colțișori croșetați. Decorul este alcătuit din motive geometrice: pătrate și spirală continuă, dispus pe piepți, altiță, de la care pornesc câte trei registre verticale și pe manșetă. În jurul deschizăturii și pe spate, șiruri verticale din motive florale stilizate. Spiralele sunt realizate din lănțișor cu fir metalic. Cromatică: alb, portocaliu, grena | Muzeul Viticulturii și Pomiculturii, Golești      | Cimec    |
|      | Fotă cu fir pe negru Autor: anonim                                | Datare: 1/4 sec. XX Descoperit: jud. ARGEȘ, PITEȘTI Material: bumbac; fir janir auriu și argintiu; mătase; țesut în 4 ițe; ales printre fire; tivit | Formă dreptunghiulară, dintr-o singură bucată, ornamentată pe fond negru cu motive florale stilizate sub forma unui registru denumit „cracă”, alcătuit din ramuri cu frunze și flori de garoafe și lalele, dispus în partea inferioară și la unul din capete, mărginit de o parte și de alta de ghirlande. Deasupra acestor ornamente, un șir de buchete florale. Printre motivele florale, motivul cruce dreaptă, din mătase verde și crem. La celălalt capăt, grupuri de câte două vărguțe verticale din fir auriu și argintiu, în alternanță cromatică. Câmpul este neornamentat. Pe trei laturi, este tivită. Cromatică: negru, alb, galben, verde, crem. | Muzeul Viticulturii și Pomiculturii, Golești      | Cimec    |
|      | Față de pernă datată 1938 Autor: Lisandru Mariana                 | Datare: 1938 Descoperit: jud. ARGEȘ, PITEȘTI Material: pânză de casă; arnici; țesut în 2 ițe; brodat în punct românesc; tivit | De formă dreptunghiulară, decor amplasat pe toată suprafața. Pe trei laturi, chenar cu motive geometrice în alternanță cromatică. Central, motive geometrice: pătrat, triunghi, coarnele berbecului, cruce dreaptă, în alternanță cromatică. Pe una din laturi, ghirlandă cu motive stilizate din arnici multicolor. Inscripție: ANUL 1938 CUSUTĂ DE DOMNIȘOARĂ MARIOARA LISANDRU - amplasat pe cele patru laturi. Tivită pe două laturi. Cromatică: alb, roșu, grena, verde, portocaliu, albastru, liliachiu. | Muzeul Viticulturii și Pomiculturii, Golești      | Cimec    |
|      | Cămașă femeiască cu poale Autor: anonim                           | Datare: 1/4 sec. XX Descoperit: jud. ARGEȘ, CĂLINEȘTI Material: pânză de casă albă; arnici; fir metalic; țesut în 2 ițe; croit; lănțișor; brodat în punct românesc; croșetat; încheiat cu acul; încheiat cu mașina                                                                                           | Cămașă femeiască cu poale, alcătuită din 18 bucăți de pânză încheiate cu cheiță executată cu acul, cu deschizătura dreaptă, încrețită la gât pe o bentiță îngustă ornamentată cu motive geometrice: S-uri, pieptul din două bucăți unite între ele cu acul, cu mânecă largă, fără puișor. Poalele sunt prinse de partea superioară, cu mașina de cusut, având, în partea inferioară, atașată o fâșie de pânză ornamentată cu motivele zig-zag, motive florale stilizate și colțișori croșetați. Decor cu motive geometrice: romburi concentrice, amplasat pe piepți, în tablă și pe altiță, de la care pornesc registre verticale și pe marginea mânecilor. Registrele sunt mărginite de motivul zig-zag și motive fitomorfe. Același motiv fitomorf este realizat pe centrul pieptului. Spatele este neornamentat. Cromatică: alb, negru, arămiu. | Muzeul Viticulturii și Pomiculturii, Golești      | Cimec    |
|      | Ie cu poale Autor: anonim                                         | Datare: 1/4 sec. XX Descoperit: jud. ARGEȘ, ȘTEFĂNEȘTI Material: pânză de casă albă; pânză industrială; arnici; fir metalic; țesut în 2 ițe; croit; lănțișor; brodat în punct românesc; brodat la fir; croșetat; încheiat cu acul; încheiat cu mașina                                                        | Cămașă femeiască cu poale, alcătuită din 18 bucăți de pânză încheiate cu acul și mașina de cusut, cu arnici negru și fir metalic, în alternanță; deschizătura dreaptă, încrețită la gât pe o bentiță îngustă ornamentată cu motive geometrice, mâneca încrețită pe o manșetă îngustă, având sub braț câte un „puișor”. Poalele sunt prinse de partea superioară, cu fâșii atașate, unite cu cheiță; ornamentată cu motive geometrice diverse: romburi concentrice, coarnele berbecului și, pe margine, colțișori croșetați din arnici negru. Decorul părții superioare este realizat din motive geometrice diverse: romburi concentrice, S-uri, coarnele berbecului, amplasat pe piepți în tablă, pe altiță de la care pornesc registre verticale și pe manșeta îngustă. Centrul pieptului este ornamentat cu motivul brad. Cromatică: alb, negru, galben. | Muzeul Viticulturii și Pomiculturii, Golești      | Cimec    |
|      | Ie cu poale cusută cu negru și paiete Autor: anonim               | Datare: 1/4 sec. XX Descoperit: jud. ARGEȘ, SCHITU GOLEȘTI Material: pânză de casă albă; arnici; paiete; țesut în 2 ițe; croit; lănțișor; brodat în punct românesc; aplicație; croșetat; încheiat cu croșeta; încheiat cu mașina                                                                             | Cămașă femeiască cu poale, alcătuită din 16 bucăți de pânză încheiate cu cheiță croșetată în partea superioară, cu deschizătura dreaptă și pieptul dint-o singură bucată încrețită pe o bentiță îngustă, cu mâneca largă, având, la sub braț, câte un „puișor”. Poalele sunt prinse de partea superioară, având, în partea inferioară, fâșii de pânză ornamentate cu motivul spirală continuă și cu motive florale stilizate, aplicație din paiete și terminate cu colțișori croșetați din arnici negru. Decorul este realizat din motive geometrice diverse: (în tablă) pe piepți, registre orizontale pe altiță de la care pornesc trei registre verticale și un registru orizontal pe marginea mânecii, având și colțișori croșetați din arnici negru. Cromatică: alb, negru, galben. | Muzeul Viticulturii și Pomiculturii, Golești      | Cimec    |
|      | Fotă de mireasă Autor: anonim                                     | Datare: 1/4 sec. XX Descoperit: BUCUREȘTI Material: bumbac; fir metalic; pânză; țesut în 4 ițe; ales printre fire; căptușit | Formă dreptunghiulară, dintr-o singură bucată, ornamentată pe toată suprafața, cu motive geometrice: romburi concentrice, coarnele berbecului, zig-zag dispuse sub formă de registre la ambele capete și în partea inferioară, mărginite de registre înguste. Centrul are un registru îngust dispus orizontal. Este căptușită cu pânză. Cromatică: crem, galben. | Muzeul Viticulturii și Pomiculturii, Golești      | Cimec    |
|      | Chimir                                                            | Datare: 1936 Descoperit: jud. VÂLCEA, HOREZU Material: piele de vită; catarame; curele; capse; ținte metalice; argăsit; tăbăcit; vopsit; tăiat; croit; ștanțat | Formă dreptunghiulară, cu un buzunar cu clapă, două catarame, două curele, o bucată de piele atașată la unul din capete și două limbi la celălalt capăt, ținte metalice. Decor geometric amplasat central sub formă de romburi. Partea superioară este răsfrântă și decorată cu un registru de rozete. Aceleași rozete, pe marginea clapei și pe cele două limbi. Clapa, bucata de piele atașată și o porțiune către unul din capete prezintă motive florale stilizate. Toate ornamentele florale sunt realizate din metal ștanțat. Cromatică: negru. | Muzeul Viticulturii și Pomiculturii, Golești      | Cimec    |
|      | Chimir                                                            | Datare: 1/4 sec. XX Descoperit: jud. ARGEȘ, com. ALBEȘTII DE ARGEȘ, ALBEȘTII PAMÂNTENI Material: piele de vită; catarame; curele; capse; argăsit; tăbăcit; vopsit; tăiat; croit; ștanțat; aplicație | Formă dreptunghiulară, cu un buzunar, trei catarame, trei curele, capse metalice. Decor amplasat pe toată suprafața, cu motive geometrice diverse. În partea superioară, marginea este răsfrântă și prevăzută cu colți și capse. Aceleași capse, pe curele și pe o bucată atașată sub catarame. Cromatică: maro. | Muzeul Viticulturii și Pomiculturii, Golești      | Cimec    |
|      | Cioltar                                                           | Datare: 1/4 sec. XX Descoperit: jud. OLT, com. CRÂNGENI Material: bumbac; lână; țesut în 2 ițe; urzeală ascunsă; ales cu găurele; karamany; înnodat; tivit | Formă dreptunghiulară, decor amplasat pe toată suprafața cu motive geometrice sub formă de registre orizontale cu motivul „pristolnic” în alternanță cu grupuri de vergi în alternanță cromatică. La unul din capete și la jumătatea laturii, piesa prezintă ciucuri înnodați din lână roșie. La celălalt capăt, tivită. Cromatică: roșu, albastru, verde, alb, negru. | Muzeul Viticulturii și Pomiculturii, Golești      | Cimec    |
|      | Prosop                                                            | Datare: 1/4 sec. XX Descoperit: jud. OLT, com. CRÂNGENI Material: bumbac; arnici; fir metalic; mătase; țesut în 2 ițe; brodat în punct românesc; lănțișor; tivit | Formă dreptunghiulară, ornamentată, pe toată suprafața, cu motive geometrice diverse: cerc, roată, pătrat, romb, dreptunghi, „S”-uri. La capete, motivele: cerc și roată, în partea centrală, trei registre orizontale în alternanță cromatică și decorativă, către mijloc un registru lat cu aceleași motive ornamentale. Motivele ornamentale sunt mărginite cu lănțișor din fir metalic auriu. La unul din capete, tivit. Cromatică: crem, albastru, bleumarin, roz, galben. | Muzeul Viticulturii și Pomiculturii, Golești      | Cimec    |
|      | Catrință                                                          | Datare: 1/4 sec. XX Descoperit: jud. GORJ, GLODENI Material: bumbac; lână; țesut în 2 ițe; urzeală ascunsă; ales peste fire; ales printre fire; feston | Formă dreptunghiulară, ornamentată pe toată suprafața cu motive geometrice diverse: trei registre cu motivul „sfăditele”, ales peste fire cu lână și bumbac în alternanță cromatică pe fond grena, mărginite de vărguțe de diferite culori, intercalate între vergi de culoare roșie, dispuse vertical. Capătul inferior este festonat cu lână neagră. Cromatică: roșu, grena, alb, albastru, verde, galben, liliachiu, crem. | Muzeul Viticulturii și Pomiculturii, Golești      | Cimec    |
|      | Catrință                                                          | Datare: 1/4 sec. XX Descoperit: jud. GORJ, GLODENI Material: bumbac; lână; lânică; țesut în 2 ițe; urzeală ascunsă; ales cu găurele; karamani; ales printre fire; feston | Formă dreptunghiulară, ornamentată, pe toată suprafața, cu motive geometrice diverse dispuse vertical sub formă de trei registre, cel din mijloc mai lat, cu motivele: romb, „X”, triunghi în alternanță cromatică și decorativă, mărginite de vărguțe alese peste fire și de vergi de culoare roșie. Pe trei laturi, feston din lână, în alternanță cromatică. Cromatică: roșu, alb, verde, negru, piersiciu, grena, bleumarin. | Muzeul Viticulturii și Pomiculturii, Golești      | Cimec    |
|      | Catrință                                                          | Datare: 1/4 sec. XX Descoperit: jud. GORJ, GLODENI Material: bumbac; lână; lânică; țesut în 2 ițe; urzeală ascunsă; ales cu găurele; karamani; ales peste fire; feston | Formă dreptunghiulară, finisat, la capătul inferior, prin festonare, ornamentată, pe toată suprafața, cu motive decorative diverse: registre cu motive florale stilizate, în alternanță cromatică, dispuse vertical, intercalate cu grupuri de vergi de diferite culori. Cromatică: cafeniu, violet, bleumarin, alb, verde, portocaliu, piersiciu. | Muzeul Viticulturii și Pomiculturii, Golești      | Cimec    |
|      | Oprege cu „S”-uri                                                 | Datare: 1/4 sec. XX Descoperit: jud. GORJ, GLODENI Dimensiuni: Perechea: L: 72 cm; La: 34 cm Material: bumbac; mătase; arnici; fir metalic; țesut în 2 ițe; urzeală ascunsă; ales printre fire; ales peste fire; feston                                                                                      | Formă dreptunghiulară, ornamentat pe toată suprafața cu motive geometrice diverse pe fondul negru al piesei; trei registre cu motivul „S”, grupuri de vărguțe de diferite culori, dispuse orizontal, în alternanță cu vergi de culoare neagră. Pe trei laturi, feston din lână bleumarin. A doua piesă (perechea) prezintă aceleași motive ornamentale, dar dispuse vertical. Cromatică: negru, roșu, verde, galben, albastru, bleumarin. | Muzeul Viticulturii și Pomiculturii, Golești      | Cimec    |
|      | Oprege cu negru                                                   | Datare: 1/4 sec. XX Descoperit: jud. GORJ, GLODENI Dimensiuni: Perechea: L: 75 cm; La: 35 cm Material: bumbac; lână; mătase; panglică; țesut în 2 ițe; urzeală ascunsă; ales cu găurele; karamani; ales printre fire; ales peste fire; aplicație                                                             | Formă dreptunghiulară, ornamentat pe toată suprafața, pe fond negru, cu motive geometrice și florale dispuse orizontal: cinci registre cu motive florale stilizate intercalate cu vergi de culoare neagră și grupuri de vărguțe divers colorate. Pe trei laturi, aplicație de panglică neagră. Piesa pereche are aceleași motive ornamentale dispuse vertical. Cromatică: negru, verde, liliachiu, albastru, roșu, roz. | Muzeul Viticulturii și Pomiculturii, Golești      | Cimec    |
|      | Oprege cu negru                                                   | Datare: 1/4 sec. XX Descoperit: jud. GORJ, com. TURCINEȘTI Dimensiuni: Perechea: L: 85 cm; La: 47 cm Material: bumbac; arnici; lânică; fir metalic; panglică; găitan; țesut în 4 ițe; ales peste fire; aplicație                                                                                             | Formă dreptunghiulară, ornamentat pe toată suprafața cu motive geometrice diverse: romb, „coarnele berbecului”, dispuse în trei registre verticale și un registru orizontal, în partea inferioară. Cu două motive florale stilizate dispuse în două registre verticale, reprezentând „pomul vieții”, pe fondul negru al țesăturii, în alternanță cromatică. Pe trei laturi, aplicație de panglică albastră. Piesa pereche are aceleași motive ornamentale. Cromatică: negru, albastru, galben, roșu, portocaliu, verde, piersiciu. | Muzeul Viticulturii și Pomiculturii, Golești      | Cimec    |
|      | Covor datat 1891 Autor: Meșteri din familia Gheorghe              | Datare: 1891 Descoperit: jud. DOLJ, com. PODARI Material: lână; urzit și bătut lână; țesut în 2 ițe; ales cu găurele; karamani; ales curb; înnodat | Formă dreptunghiulară, cu urzeala înnodată, la capete. Decor antropomorf, floral stilizat și geometric, dispus pe două chenare și câmpul central. Chenarul, delimitat, la exterior, de triunghiuri este mai lat și are motive antropomorfe, pe un fond grena. Cel de-al doilea chenar, mai îngust, pe fond alb, este despărțit și încadrat de câte un registru alcătuit din romburi și ornamentat cu motive florale stilizate și geometrice (romb în trepte, cruce dreaptă). Pe același chenar se află inscripția „FLOTIA 1891”. Câmpul are fondul maro închis și motive antropomorfe, zoomorfe, florale stilizate și geometrice. Laturile scurte se termină cu câte două vergi. Cromatică: grena, maro, alb, verde, portocaliu. | Muzeul Viticulturii și Pomiculturii, Golești      | Cimec    |
|      | Pieptăraș Autor: Petru Mărie                                      | Datare: 1920 Descoperit: jud. CLUJ, CLUJ-NAPOCA Material: blană de oaie; catifea; arnici; fir metalic; nasturi; bumbi; argăsit; tăbăcit; croit; brodat pe piele după șablon cu punct; feston; aplicație | Deschis pe mijlocul feței, alcătuit din trei bucăți de blană. Răscroiala de pe gât, mâneci, piepți și marginile poalelor sunt finisate cu catifea neagră. Decorul urmărește liniile de croi și este alcătuit din motive florale stilizate, amplasate pe piepți, pe buzunarele aplicate și pe marginea inferioară. Motivele ornamentale sunt realizate după desen, cu arnici multicolor și fir metalic auriu. Pe piepți, sunt aplicați nasturi în câte un șir longitudinal și câte doi bumbi în colțul buzunarelor. Pe buzunare, inscripții cusute cu numele autoarei și anul realizării: Mărie Petru 1920. Cromatică: alb, broderie policoloră cu: negru, roșu, galben, verde, mov, albastru. | Muzeul Viticulturii și Pomiculturii, Golești      | Cimec    |
|      | Zăvelci                                                           | Datare: 1/4 sec. XX Descoperit: jud. ARGEȘ, BROȘTENI Material: bumbac; lână; lânică; fir janir; paiete; mărgele; dantelă industrială; țesut în 2 ițe; urzeală ascunsă; ales legat; aplicație; tivit | Formă dreptunghiulară, ornamentată, pe toată suprafața, cu motive florale stilizate și geometrice. În partea superioară, registre înguste cu motive florale, în alternanță cromatică dispuse orizontal între vergi late roșii pe care se află romburi mărginite de aplicație din fluturi și mărgele. În partea inferioară, două registre mai înguste cu motive florale stilizate, în alternanță cromatică, pe fond verde, iar în mijloc, un registru mai lat cu motive florale, alese pe fond negru, mărginit de două vergi înguste roșii cu aplicație din paiete și mărgele. Florile au în mijloc fir metalic janir. Pe trei laturi, aplicație din dantelă industrială. Tivită la capătul superior. Piesa pereche are aceleași ornamente. Cromatică: roșu, negru, verde, albastru, piersiciu, portocaliu, roz, bleumarin. | Muzeul Viticulturii și Pomiculturii, Golești      | Cimec    |
|      | Zăvelci pe albastru cu fir                                        | Datare: 1/4 sec. XX Descoperit: jud. ARGEȘ, com. BRADU Dimensiuni: Perechea: L: 78 cm; La: 53 cm Material: bumbac; lânică; fir janir auriu și argintiu; fir metalic; dantelă industrială; țesut în 2 ițe; urzeală ascunsă; aplicație; cusut; franjuri                                                        | Formă dreptunghiulară, având cusută, în partea superioară, o fâșie lată de nouă cm. Este ornamentată, pe toată suprafața, cu motive geometrice diverse, dispuse în partea superioară, sub formă de romburi, ce sunt alcătuite din romburi mai mici din fir metalic argintiu, având, în centru, romburi din fir metalic auriu. În partea inferioară, un registru lat din romburi cu fir metalic auriu, având, în centru, motiv geometric: pătrat, din fir metalic argintiu. Registrul este mărginit de registre mai înguste din romburi concentrice și zig-zag. Pe trei laturi, aplicație din franjuri metalice și dantelă neagră din comerț. Piesa pereche are aceleași ornamente. Cromatică: bleumarin, negru, alb, galben. | Muzeul Viticulturii și Pomiculturii, Golești      | Cimec    |
|      | Zăvelci pe negru cu fir și mătase Autor: anonim                   | Datare: 1/4 sec. XX Descoperit: jud. ARGEȘ, com. BRADU Dimensiuni: Perechea: L: 78 cm; La: 53 cm Material: bumbac; fir janir auriu și argintiu; fir metalic auriu; mătase; dantelă industrială; pânză industrială; țesut în 4 ițe; urzeală bumbac; ales peste fire; brodat peste fire; aplicație             | Formă dreptunghiulară, ornamentată, pe toată suprafața, cu motive decorative diverse: romburi, coarnele berbecului, triunghiuri, dreptunghiuri. Pe trei laturi, un registru cu fir metalic auriu, argintiu și mătase divers colorată. În partea superioară, romburi din fir metalic argintiu janir, având, în centru, romburi mai mici din fir metalic janir auriu; acestea au în centru romburi din mătase. În partea inferioară, un dreptunghi, în centru, romburi concentrice și triunghiuri. Fondul negru prezintă romburi concentrice realizate din fir metalic. Pe trei laturi, aplicație de dantelă neagră industrială. La capătul superior, aplicație din pânză neagră, formând două bentițe pentru legat. Piesa este dublată cu pânză neagră industrială. Piesa pereche are aceleași ornamente. Cromatică: negru, galben, alb, verde, liliachiu, albastru. | Muzeul Viticulturii și Pomiculturii, Golești      | Cimec    |
|      | Chimir                                                            | Datare: 1/4 sec. XX Descoperit: jud. OLT, TEIUȘ Material: piele de vită; catarame; curele; capse; argăsit; tăbăcit; vopsit; tăiat; croit; ștanțat; aplicație | Formă dreptunghiulară, cu patru catarame și patru curele, la capete, buzunar cu clapă îngustă, ornamentat, pe centru, cu motive geometrice ștanțate. La unul din capete, aplicație din piele. Pe marginea superioară, aplicație o bucată îngustă de piele, cu colți și capse metalice; aceleași capse, pe bucata de piele atașată și pe clapa buzunarului. Cromatică: maro. | Muzeul Viticulturii și Pomiculturii, Golești      | Cimec    |
|      | Șorț pe albastru cu alesături și fir                              | Datare: 1/4 sec. XX Descoperit: jud. ARGEȘ, PITEȘTI Material: bumbac; fir metalic; mătase; lână; țesut în 4 ițe; ales printre fire; brodat peste fire; aplicație; tivit; croșetat | Formă dreptunghiulară, ornamentat, pe toată suprafața, cu motive geometrice diverse: grupuri de vergi, șiruri de romburi dispuse în partea superioară pe fondul bleumarin și un registru lat din romburi concentrice, mărginite de coarnele berbecului și grupuri de vergi, dispus în partea inferioară, mărginit de câte două șiruri de romburi din fir metalic auriu și argintiu, în alternanță cromatică. Pe trei laturi, aplicație din dantelă neagră croșetată. Capătul superior este tivit, prezentând două șnururi răsucite din lână multicoloră pentru prins. Piesa pereche are aceleași dimensiuni și motive ornamentale. Cromatică: bleumarin, alb, galben, verde, roz, negru, albastru, roșu. | Muzeul Viticulturii și Pomiculturii, Golești      | Cimec    |
|      | Față de pernă                                                     | Datare: 1/4 sec. XX Descoperit: jud. ARGEȘ, com. MUȘĂTEȘTI, VÂLSĂNEȘTI Material: lână; bumbac; urzit bumbac; bătut lână; țesut în 2 ițe; ales cu găurele; karamani; înnodat | Formă dreptunghiulară, decor amplasat pe toată suprafața cu motive geometrice dispuse, transversal, sub formă de trei registre late cu motivul „furcă” și triunghi despărțite de vergi de diferite lățimi, în alternanță cromatică. Cromatică:, verde, albastru, roșu, negru, alb, galben, piersiciu. | Muzeul Viticulturii și Pomiculturii, Golești      | Cimec    |
|      | Zăvelci cu lânică și fir                                          | Datare: 1/4 sec. XX Descoperit: jud. ARGEȘ, PITEȘTI Material: bumbac; lânică; fir metalic; dantelă industrială; țesut în 2 ițe; brodat peste fire; aplicație | Formă dreptunghiulară, decor amplasat pe toată suprafața, cu motive florale stilizate pe fondul grena al piesei, dispuse sub formă de trei șiruri orizontale și paralele, în partea superioară, și sub formă de trei registre mai late, în partea inferioară, cel din mijloc fiind mai lat, alcătuit din două buchete florale. Ornamentele sunt realizate din lânică multicoloră. Pe trei laturi, aplicație din dantelă neagră din comerț. Cromatică: grena, roșu, verde, piersiciu, kaki, liliachiu, alb. | Muzeul Viticulturii și Pomiculturii, Golești      | Cimec    |
|      | Carpetă țesută în „scoarță” Autor: Meșteri din familia Diaconescu | Datare: 1/4 sec. XX Descoperit: jud. ARGEȘ, PITEȘTI Material: lână; bumbac; urzit bumbac; bătut lână; țesut în 2 ițe; urzeală ascunsă; ales cu găurele; karamani; ales peste fire; tivit | Formă dreptunghiulară, decor amplasat pe toată suprafața, transversal, din motive geometrice diverse: cinci registre cu motivul zigzag, în alternanță cromatică cu vergi înguste, de diferite culori și șase vergi înguste albe, cu linii oblice alese peste fire. La ambele capete, tivită. Cromatică: roșu, verde, alb, portocaliu, albastru închis. | Muzeul Viticulturii și Pomiculturii, Golești      | Cimec    |
|      | Față de pernă Autor: Familia Diaconescu                           | Datare: 1/4 sec. XX Descoperit: jud. ARGEȘ, PITEȘTI Material: lână; bumbac; urzit bumbac; bătut lână; urzeală ascunsă; țesut în 2 ițe; ales cu găurele; karamani; tivit | Formă dreptunghiulară, decor amplasat pe toată suprafața, transversal, din motive geometrice: trei registre mai late, cu motivul „furcă”, în alternanță cromatică și vergi de diferite lățimi și culori. La ambele capete, tivită. Cromatică: portocaliu, roșu, galben, verde, albastru închis, cafeniu, alb, liliachiu. | Muzeul Viticulturii și Pomiculturii, Golești      | Cimec    |
|      | Șorț mov cu fir                                                   | Datare: 1/4 sec. XX Descoperit: jud. ARGEȘ, PITEȘTI Material: bumbac; lânică; fir metalic; franjuri; țesut în 2 ițe; ales peste fire; aplicație; croșetat | Formă dreptunghiulară, ornamentat, pe toată suprafața, cu motive florale stilizate, dispuse în șiruri longitudinale, din fir metalic argintiu. Pe cele două laturi, colțișori croșetați din fir metalic auriu. La capătul superior, aplicație o bandă roșie, iar, la cel inferior, franjuri din fir metalic auriu. Cromatică: liliachiu, alb, galben, roșu. | Muzeul Viticulturii și Pomiculturii, Golești      | Cimec    |
|      | Șorț mov cu fir                                                   | Datare: 1/4 sec. XX Descoperit: jud. ARGEȘ, PITEȘTI Material: bumbac; lânică; fir metalic; franjuri; găitan cu paiete; țesut în 2 ițe; ales peste fire; aplicație; aplicație | Formă dreptunghiulară, ornamentat, pe toată suprafața, cu motive florale stilizate, dispuse în șiruri longitudinale, din fir metalic argintiu. Pe trei laturi, aplicație găitan cu paiete. La capătul superior, aplicație o bandă roșie. Cromatică: liliachiu, alb, galben, roșu. | Muzeul Viticulturii și Pomiculturii, Golești      | Cimec    |
|      | Șorț roșu cu fluturi                                              | Datare: 1/4 sec. XX Descoperit: jud. ARGEȘ, PITEȘTI Material: bumbac; lânică; paiete; mărgele; dantelă industrială; țesut în 2 ițe; urzeală ascunsă; ales peste fire; aplicație | Formă dreptunghiulară, ornamentat, pe toată suprafața, cu motive florale stilizate, în alternanță cromatică, dispuse sub formă de patru registre mai înguste, transversale pe urzeală, în partea superioară, în alternanță cu vergi roșii, mărginite de aplicații din paiete și mărgele; în partea inferioară, trei registre, din care, cel din mijloc, mai lat, mărginite de aplicații din paiete și mărgele. Pe trei laturi, aplicație din dantelă neagră, din comerț. Piesa pereche are aceleași dimensiuni și motive decorative. Cromatică: roșu, negru, albastru, negru, verde, piersiciu, alb, vișiniu. | Muzeul Viticulturii și Pomiculturii, Golești      | Cimec    |
|      | Șorț roșu cu fluturi                                              | Datare: 1/4 sec. XX Descoperit: jud. ARGEȘ, PITEȘTI Material: bumbac; lânică; paiete; mărgele; dantelă industrială; țesut în 2 ițe; urzeală ascunsă; ales peste fire; aplicație | Formă dreptunghiulară, ornamentat, pe toată suprafața, cu motive florale stilizate, în alternanță cromatică, dispuse sub formă de patru registre mai înguste, transversale pe urzeală, în partea superioară, în alternanță cu vergi roșii, mărginite de aplicații din paiete și mărgele; în partea inferioară, trei registre, din care, cel din mijloc, mai lat, mărginite de aplicații din paiete și mărgele. Pe trei laturi, aplicație din dantelă neagră, din comerț. Cromatică: roșu, negru, albastru, negru, verde, piersiciu, alb, vișiniu. | Muzeul Viticulturii și Pomiculturii, Golești      | Cimec    |
|      | Căpătâi țesut în scoarțe și dublat cu dimie Autor: Familia Stan   | Datare: 1/2 sec. XX Descoperit: jud. ARGEȘ, PITEȘTI Material: lână; cânepă; bumbac; urzit cânepă; bătut lână; urzeală ascunsă; țesut în 2 ițe; ales cu găurele; karamani; tivit | Formă dreptunghiulară, alcătuit din două foi cusute pe muchie între ele pe trei laturi. Fața este ornamentată, pe toată suprafața, cu motive geometrice dispuse, transversal, sub formă de trei registre înguste, cu motivul cruce dreaptă, în alternanță cromatică și două registre late, cu motivul romb în trepte și cruce dreaptă, în mijloc, în alternanță cromatică. Registrele sunt mărginite de vergi înguste portocalii și despărțite de vergi late albastre. Tivit la unul din capete. Cromatică: albastru, portocaliu, verde, alb, negru, roșu, gri. | Muzeul Viticulturii și Pomiculturii, Golești      | Cimec    |
|      | Căpătâi țesut în scoarțe și dublat cu dimie Autor: Familia Stan   | Datare: 1/2 sec. XX Descoperit: jud. ARGEȘ, PITEȘTI Material: lână; cânepă; bumbac; urzit cânepă; bătut lână; urzeală ascunsă; țesut în 2 ițe; ales cu mâna; cusut peste muchie; tivit | Formă dreptunghiulară, alcătuit din față și dos. Fața din lână este ornamentată, pe toată suprafața, cu registre dispuse transversal, în alternanță cu vergi roșii, despărțite prin vergi înguste de culoare verde. Registrele sunt ornamentate cu motive geometrice: romb în trepte, având în centru motivul pristolnic, dreptunghi și triunghi. Dosul este țesut în două ițe din fire de cânepă și cusut pe muchie, de față, pe trei laturi. Cromatică: roșu, negru, verde, alb, albastru, portocaliu, cenușiu. | Muzeul Viticulturii și Pomiculturii, Golești      | Cimec    |
|      | Căpătâi țesut în scoarțe și dublat cu dimie Autor: Familia Stan   | Datare: 1/2 sec. XX Descoperit: jud. ARGEȘ, PITEȘTI Material: lână; cânepă; bumbac; urzit și bătut lână; țesut în 2 ițe; cusut pe muchie | Formă dreptunghiulară, alcătuită din față și dos. Fața este ornamentată cu motive geometrice diverse: vergi de diferite lățimi dispuse transversal și longitudinal, în alternanță cu pătrate divers colorate. Dosul este neornamentat. Cromatică: verde, albastru, roșu, portocaliu. | Muzeul Viticulturii și Pomiculturii, Golești      | Cimec    |
|      | Carpetă oltenească                                                | Datare: 1/2 sec. XX Descoperit: jud. VÂLCEA, com. SINEȘTI Material: bumbac; lână; țesut în 2 ițe; urzeală ascunsă; ales legat; înnodat | Formă dreptunghiulară, cu decor amplasat pe toată suprafața; câmpul central, pe fond roșu, prezintă un motiv antropomorf, reprezentând o fetiță având, în partea inferioară și superioară, motive avimorfe (pasăre), continuat cu motive florale stilizate. Pe cele două laturi, motivul zigzag din lână albă, care se continuă cu un chenar din lână neagră. Capetele prezintă ciucuri înnodați din firele libere ale urzelii. Cromatică: roșu, alb, negru, verde, portocaliu, albastru. | Muzeul Viticulturii și Pomiculturii, Golești      | Cimec    |
|      | Șorț femeiesc                                                     | Datare: 1/4 sec. XX Descoperit: jud. ARGEȘ, PITEȘTI Material: bumbac; mărgele; paiete; dantelă croșetată; țesut în 2 ițe; ales cu speteaza; aplicație; croșetat; tivit | Formă dreptunghiulară, decor amplasat pe toată suprafața, cu motive florale stilizate, dispuse sub formă de registre: în partea inferioară, un registru lat, mărginit de două registre înguste, de la care pornesc, longitudinal și paralel, cinci registre (trei mai late și două mai înguste). Aplicație de mărgele și paiete multicolore care conturează motivele florale. Pe trei laturi, aplicație de dantelă neagră croșetată. La capătul de sus tivit. Cromatică: negru, galben, roșu, albastru, verde, liliachiu, portocaliu. | Muzeul Viticulturii și Pomiculturii, Golești      | Cimec    |
|      | Șorț femeiesc                                                     | Datare: 1/4 sec. XX Descoperit: jud. ARGEȘ, PITEȘTI Material: bumbac; lână; arnici; lânică; dantelă croșetată; țesut în 2 ițe; urzit bumbac; bătut lână; urzeală ascunsă; brodat peste fire; croșetat; aplicație                                                                                             | Formă dreptunghiulară, decor amplasat pe toată suprafața, cu motive florale stilizate, dispuse transversal, sub formă de registre dispuse pe fondul roșu al câmpului. Patru registre sunt mărginite de câte un șir cu motivul „S”. Pe trei laturi, aplicație de dantelă croșetată din arnici albastru. Cromatică: roșu, albastru, verde, alb, galben, piersiciu, liliachiu. | Muzeul Viticulturii și Pomiculturii, Golești      | Cimec    |
|      | Chimir                                                            | Datare: 1/4 sec. XX Descoperit: jud. BISTRIȚA-NĂSĂUD, com. RUNCU SALVEI, RUNCU SALVEI Material: piele de vită; catarame; bumbi; capse; argăsit; tăbăcit; vopsit; tăiat; croit; ștanțat; aplicație | Formă dreptunghiulară, cu un buzunar, trei catarame, trei curele, ținte metalice, capse, bumbi. Decor amplasat pe toată suprafața cu motive geometrice și florale stilizate, dispuse în registre longitudinale: pe centru, spirală continuă, mărginită de ghirlande cu lalele și panseluțe. Clapa buzunarului este ornamentată cu romburi. La unul din capete, este atașată o bucată de piele cu aceleași motive ornamentale și cu patru bumbi metalici. Marginea superioară are aplicată o fâșie îngustă cu colți, pe care se află capse metalice, întâlnite și pe curele, pe marginea clapei și a fâșiei atașate. Cromatică: maro. | Muzeul Viticulturii și Pomiculturii, Golești      | Cimec    |
|      | Căpătâi țesut în scoarță Autor: Familia Popescu                   | Datare: 1/2 sec. XX Descoperit: jud. ARGEȘ, PITEȘTI Material: lână; cânepă; bumbac; urzit cânepă; bătut lână; țesut în 2 ițe; urzeală ascunsă; ales cu găurele; karamani | Formă dreptunghiulară, alcătuit din două foi cusute pe muchie între ele pe trei laturi. Fața este ornamentată pe toată suprafața cu motive geometrice diverse dispuse transversal: trei registre cu motivele romburi concentrice și triunghiuri în trepte, în alternanță cromatică, având, în centru, motivul pristolnic, în alternanță cu grupuri de vergi de diferite lățimi și culori. Registrele sunt mărginite de câte o vărguță din linii oblice întrerupte. Fața se termină cu ciucuri înnodați din firele urzelii. Dosul, ornamentat cu vergi transversale gri-mov și este tivit la capăt. Cromatică: roșu, negru, portocaliu, verde, alb, gri, mov. | Muzeul Viticulturii și Pomiculturii, Golești      | Cimec    |
|      | Căpătâi țesut în scoarță Autor: Familia Popescu                   | Datare: 1/2 sec. XX Descoperit: jud. ARGEȘ, PITEȘTI Material: lână; cânepă; bumbac; urzit cânepă; bătut lână; țesut în 2 ițe; urzeală ascunsă; ales cu mâna; ales peste fire | Formă dreptunghiulară, alcătuit din două foi cusute pe muchie între ele pe trei laturi. Fața este ornamentată, pe toată suprafața, cu motive florale stilizate (lalea), grupate în patru registre, pe fond verde, dispuse transversal pe urzeală, în alternanță cromatică cu grupuri de vergi divers colorate și se termină cu ciucuri înnodați din firele urzelii. Dosul ornamentat cu vergi gri și mov este tivit la capăt. Cromatică: verde, roșu, portocaliu, mov, alb, liliachiu, gri. | Muzeul Viticulturii și Pomiculturii, Golești      | Cimec    |
|      | Căpătâi țesut în scoarță Autor: Familia Popescu                   | Datare: 1/2 sec. XX Descoperit: jud. ARGEȘ, PITEȘTI Material: lână; cânepă; bumbac; in; urzit cânepă; bătut lână; țesut în 2 ițe; urzeală ascunsă; ales cu găurele; karamani | Formă dreptunghiulară, alcătuit din două foi cusute pe muchie între ele, pe trei laturi. Fața este ornamentată, pe toată suprafața, cu motive geometrice diverse dispuse transversal: trei registre cu motivul pristolnic în alternanță cromatică, în alternanță cu grupuri de vergi divers colorate și se termină cu ciucuri înnodați din firele urzelii. Dosul, ornamentat cu vergi transversale gri și mov, este tivit la capăt. Cromatică: roșu, verde, albastru, negru, portocaliu, mov, alb, gri. | Muzeul Viticulturii și Pomiculturii, Golești      | Cimec    |
|      | Căpătâi țesut în scoarță                                          | Datare: 1/2 sec. XX Descoperit: jud. ARGEȘ, PITEȘTI Material: lână; bumbac; urzit bumbac; bătut lână; țesut în 2 ițe; urzeală ascunsă; ales cu găurele; karamani; tivit | Formă dreptunghiulară, din două foi cusute pe muchie între ele, pe trei laturi. Fața este ornamentată, pe toată suprafața, cu motive geometrice diverse: cinci registre cu motivul „cârlig” și vergi mai înguste, în alternanță cromatică. Dosul este ornamentat cu vergi mai late de culoare gri, în alternanță cu vergi înguste de culoare vișinie și neagră. La unul din capete, tivit. Cromatică: roșu, verde, portocaliu, alb, galben, albastru, gri, negru. | Muzeul Viticulturii și Pomiculturii, Golești      | Cimec    |
|      | Covor oltenesc                                                    | Datare: 1/4 sec. XX Material: lână; bumbac; țesut în 2 ițe; urzeală ascunsă; ales curb; ales cu găurele; karamani; înnodat | Formă dreptunghiulară, decor amplasat pe toată suprafața, pe cele două chenare și în centru – motive florale stilizate, frunze, flori (nalbă, mărgăritar, lalea). Pe cele patru laturi, chenar dublu separate între ele și de câmp, de motivul „dinți de ferăstrău”. Pe laturile scurte, ciucuri înnodați. Cromatică: roșu, grena, alb, verde, albastru, negru. | Muzeul Viticulturii și Pomiculturii, Golești      | Cimec    |
|      | Canceu Transilvania                                               | Datare: 1/4 sec. XIX-lea Dimensiuni: Inălțime = 21 Material: Lut, angobă albă, coloranți (oxid de cobalt, smalț plumbifer); modelat la roată, angobare, decorare prin pictare cu pensula și cornul, smălțuire, ardere oxidantă dublă.                                                                        | formă piriformă, gât alungit ușor evazat, prevăzut cu o toartă plină ce are ca puncte de inserție gâtul și partea centrală a corpului. Angobată și smălțuită la interior și exterior. Prezintă benzi circulare (albastre și maronii) la gură și în treimea inferioară a vasului. Decorul, pe două treimi din suprafață, este compus din două motive fitomorfe și unul floral dispuse pe verticală de-a lungul vasului, prezentate în alternanță cromatică și decorativă. Toarta vasului este decorată cu linii înguste paralele. Pe anumite porțiuni, smalțul este deteriorat. Smalțul este exfoliat pe buză în 3 locuri. Cromatică: alb, albastru, maroniu, verde. | Muzeul Viticulturii și Pomiculturii, Golești      | Cimec    |
|      | Canceu Transilvania                                               | Datare: 1/4 sec. XIX-lea Dimensiuni: Inălțime = 21 Material: Lut, angobă albă, coloranți (oxid de cobalt, smalț plumbifer); modelat la roată, angobare, decorare prin pictare cu pensula și cornul, smălțuire, ardere oxidantă dublă.                                                                        | formă piriformă, gât alungit ușor evazat, prevăzut cu o toartă plină ce are ca puncte de inserție gâtul și partea centrală a corpului. Piesa e angobată și smălțuită și în interior. Prezintă benzi circulare (maronii) la gură în treimea inferioară și la baza vasului. Decor pe două treimi din suprafață, prezentând, central, o pasăre supradimensionată așezată pe un motiv fitomorf semicircular. Pasărea este încadrată de alte motive fitomorfe. Pe anumite porțiuni, smalțul este exfoliat. Buza este ușor ciupită. Cromatică: alb, maroniu, albastru. | Muzeul Viticulturii și Pomiculturii, Golești      | Cimec    |
|      | Canceu Transilvania                                               | Datare: 1/4 sec. XIX-lea Dimensiuni: Inălțime = 24 Material: Lut, angobă albă, coloranți (oxid de cobalt, smalț plumbifer); modelat la roată, angobare, decorare prin pictare cu pensula și cornul, smălțuire, ardere oxidantă dublă.                                                                        | fformă piriformă, gât alungit ușor evazat, prevăzut cu o toartă plină ce are ca puncte de inserție gâtul și partea centrală a corpului. Piesa e angobată și smălțuită și în interior. Prezintă benzi circulare (maronii) la gură, în treimea inferioară și la baza vasului. Decorul prezentat în două registre orizontale, unde sunt dispuse, în alternanță cromatică și decorativă, motive fitomorfe și florale. Toarta vasului este decorată cu linii înguste paralele. Pe anumite porțiuni, smalțul este exfoliat. Buza este ușor ciupită. | Muzeul Viticulturii și Pomiculturii, Golești      | Cimec    |
|      | Canceu Transilvania                                               | Datare: 1/4 sec. XIX-lea Dimensiuni: Inălțime = 22 Material: Lut, angobă albă, coloranți (oxid de cobalt, smalț plumbifer); modelat la roată, angobare, decorare prin pictare cu pensula și cornul, smălțuire, ardere oxidantă dublă.                                                                        | formă piriformă, gât alungit ușor evazat, prevăzut cu o toartă plină ce are ca puncte de inserție gâtul și partea centrală a corpului. Piesa e angobată și smălțuită și în interior. Prezintă benzi circulare (albastre și portocalii) la gură în treimea inferioară și la baza vasului. Decorul prezentat în două registre orizontale, unde sunt dispuse, în alternanță cromatică și decorativă, motive fitomorfe și florale. Toarta vasului este decorată cu linii înguste paralele. Pe anumite porțiuni, smalțul este degradat. Prezintă trei fisuri pe interior de la gură în jos. Cromatică: alb, albastru, portocaliu, verde. | Muzeul Viticulturii și Pomiculturii, Golești      | Cimec    |
|      | Canceu Transilvania                                               | Datare: 1/4 sec. XIX-lea Dimensiuni: Inălțime = 22 Material: Lut, angobă albă, coloranți (oxid de cobalt, smalț plumbifer); modelat la roată, angobare, decorare prin pictare cu pensula și cornul, smălțuire, ardere oxidantă dublă.                                                                        | formă piriformă, gât alungit ușor evazat, prevăzut cu o toartă plină ce are ca puncte de inserție gâtul și partea centrală a corpului. Prezintă benzi circulare (galbene) la gură și în treimea inferioară a vasului. Decorul este compus dintr-un motiv vegetal dispus pe verticală, fiind încadrat de motive florale. Toarta vasului este decorată cu linii înguste paralele. Pe anumite porțiuni, smalțul este exfoliat. Prezintă o fisură a buzei pe exterior de aproximativ 4 cm. Cromatică: alb, albastru, galben, verde. | Muzeul Viticulturii și Pomiculturii, Golești      | Cimec    |
|      | Ulcică                                                            | Datare: 1/4 sec. XIX-lea Descoperit: BUCUREȘTI, com. MUNICIPIUL BUCUREȘTI, BUCUREȘTI SECTORUL 1 Dimensiuni: Inălțime = 22 Material: Lut, angobă albă, coloranți (oxid de cobalt, smalț plumbifer); modelat la roată, angobare, decorare prin pictare cu pensula și cornul, smălțuire, ardere oxidantă dublă. | formă piriformă, gât alungit ușor evazat, prevăzut cu o toartă plină ce are ca puncte de inserție gâtul și partea centrală a corpului. Piesa e angobată și smălțuită și în interior. Decor pe toată suprafața, reprezentând o serie de registre orizontale în care sunt prezentate motive florale, motive fitomorfe și motivul tablă de șah. Toarta vasului este decorată cu linii înguste paralele. Gura este ușor fisurată, fiind prinsă cu o plasă de sârmă. Cromatică: alb, albastru, portocaliu, maroniu. | Muzeul Viticulturii și Pomiculturii, Golești      | Cimec    |
|      | Ulcică                                                            | Datare: 1/4 sec. XIX-lea Descoperit: BUCUREȘTI, com. MUNICIPIUL BUCUREȘTI, BUCUREȘTI SECTORUL 1 Dimensiuni: Inălțime = 23 Material: Lut, angobă albă, coloranți (oxid de cobalt, smalț plumbifer); modelat la roată, angobare, decorare prin pictare cu pensula și cornul, smălțuire, ardere oxidantă dublă. | formă piriformă, gât alungit ușor evazat, prevăzut cu o toartă plină ce are ca puncte de inserție gâtul și partea centrală a corpului. Vasul este angobat și smălțuit și în interior. Prezintă benzi circulare pictate la gură și în treimea inferioară. Decorul prezintă o pasăre supradimensionată încadrată de două motive florale – lalea dispuse în alternanță cromatică și decorativă. Decorul este dispus de-a lungul vasului. Toarta vasului este decorată cu linii înguste paralele. La gură, smalțul este deteriorat pe aproximativ 1cm. Cromatică: alb,maroniu,albastru, verde, portocaliu. | Muzeul Viticulturii și Pomiculturii, Golești      | Cimec    |
|      | Ulcică                                                            | Datare: 1/4 sec. XIX-lea Descoperit: BUCUREȘTI, com. MUNICIPIUL BUCUREȘTI, BUCUREȘTI SECTORUL 1 Dimensiuni: Inălțime = 21 Material: Lut, angobă albă, coloranți (oxid de cobalt, smalț plumbifer); modelat la roată, angobare, decorare prin pictare cu pensula și cornul, smălțuire, ardere oxidantă dublă. | formă piriformă, gât alungit ușor evazat, prevăzut cu o toartă plină ce are ca puncte de inserție gâtul și partea centrală a corpului. Vasul este angobat și smălțuit și în interior. Decorul este organizat în două registre orizontale suprapuse dispuse în alternanță cromatică și decorativă, prezentând un registru cu motivul – tablei de șah, în alternanță cu un registru cu motive fitomorfe. La gură, vasul are pictată o bandă lată albastră. Toarta vasului este decorată cu linii înguste paralele. Pe anumite porțiuni, smalțul este exfoliat. Cromatică: alb,maroniu,albastru, verde. | Muzeul Viticulturii și Pomiculturii, Golești      | Cimec    |
|      | Ulcică                                                            | Datare: 1/4 sec. XIX-lea Descoperit: BUCUREȘTI, com. MUNICIPIUL BUCUREȘTI, BUCUREȘTI SECTORUL 1 Dimensiuni: Inălțime = 22 Material: Lut, angobă albă, coloranți (oxid de cobalt, smalț plumbifer); modelat la roată, angobare, decorare prin pictare cu pensula și cornul, smălțuire, ardere oxidantă dublă. | formă piriformă, gât alungit ușor evazat, prevăzut cu o toartă plină ce are ca puncte de inserție gâtul și partea centrală a corpului. Prezintă benzi circulare (albastre) la gură, în treimea inferioară și la baza vasului. Decorul prezintă patru registre orizontale, având central motive florale și fitomorfe, încadrate de motive geometrice – tablă de șah și triunghiuri. Toarta vasului este decorată cu linii înguste paralele. Pe anumite porțiuni, smalțul este degradat. Cromatică: alb, maroniu, verde, albastru. | Muzeul Viticulturii și Pomiculturii, Golești      | Cimec    |
|      | Ulcică                                                            | Datare: 1/4 sec. XIX-lea Descoperit: BUCUREȘTI, com. MUNICIPIUL BUCUREȘTI, BUCUREȘTI SECTORUL 1 Dimensiuni: Inălțime = 21 Material: Lut, angobă albă, coloranți (oxid de cobalt, smalț plumbifer); modelat la roată, angobare, decorare prin pictare cu pensula și cornul, smălțuire, ardere oxidantă dublă. | formă piriformă, gât alungit ușor evazat, prevăzut cu o toartă plină ce are ca puncte de inserție gâtul și partea centrală a corpului. Vasul este angobat și smălțuit și în interior. Decorul prezent pe două treimi din suprafață, compus din două registre orizontale ce reprezintă, în alternanță decorativă, motive fitomorfe și florale stilizate. Aceste registre sunt delimitate de benzi late (albastre) pictate. Toarta vasului este decorată cu linii înguste paralele. Pe anumite porțiuni, smalțul este exfoliat. Vasul este ciobit la gură . Cromatică: alb,albastru, portocaliu. | Muzeul Viticulturii și Pomiculturii, Golești      | Cimec    |
|      | Ulcică                                                            | Datare: 1/4 sec. XIX-lea Descoperit: BUCUREȘTI, com. MUNICIPIUL BUCUREȘTI, BUCUREȘTI SECTORUL 1 Dimensiuni: Inălțime = 21 Material: Lut, angobă albă, coloranți (oxid de cobalt, smalț plumbifer); modelat la roată, angobare, decorare prin pictare cu pensula și cornul, smălțuire, ardere oxidantă dublă. | formă piriformă, gât alungit ușor evazat, prevăzut cu o toartă plină ce are ca puncte de inserție gâtul și partea centrală a corpului. Vasul este angobat și smălțuit și în interior. Decorul prezent pe două treimi din suprafață, compus din două registre orizontale ce reprezintă, în alternanță decorativă, motive fitomorfe și florale stilizate. Aceste registre sunt delimitate de benzi late (albastre) pictate. Pe mici porțiuni, smalțul este exfoliat . Cromatică: alb,albastru. | Muzeul Viticulturii și Pomiculturii, Golești      | Cimec    |
|      | Ulcică                                                            | Datare: 1/4 sec. XIX-lea Descoperit: BUCUREȘTI, com. MUNICIPIUL BUCUREȘTI, BUCUREȘTI SECTORUL 1 Dimensiuni: Inălțime = 24 Material: Lut, angobă albă, coloranți (oxid de cobalt, smalț plumbifer); modelat la roată, angobare, decorare prin pictare cu pensula și cornul, smălțuire, ardere oxidantă dublă. | formă piriformă, gât alungit ușor evazat, prevăzut cu o toartă plină ce are ca puncte de inserție gâtul și partea centrală a corpului. Vasul este angobat și smălțuit și în interior. Decorul prezent pe două treimi din suprafață, compus din trei registre orizontale ce reprezintă, în alternanță decorativă, motive fitomorfe stilizate. Pe anumite porțiuni, smalțul este exfoliat. Vasul prezintă o fisură de la gură în jos aproximativ 5 cm. Cromatică: alb,albastru. | Muzeul Viticulturii și Pomiculturii, Golești      | Cimec    |
|      | Ulcică                                                            | Datare: 1/4 sec. XIX-lea Descoperit: BUCUREȘTI, com. MUNICIPIUL BUCUREȘTI, BUCUREȘTI SECTORUL 1 Dimensiuni: Inălțime = 21 Material: Lut, angobă albă, coloranți (oxid de cobalt, smalț plumbifer); modelat la roată, angobare, decorare prin pictare cu pensula și cornul, smălțuire, ardere oxidantă dublă. | formă piriformă, gât alungit ușor evazat, prevăzut cu o toartă plină ce are ca puncte de inserție gâtul și partea centrală a corpului. Vasul este angobat și smălțuit și în interior. Decorul este compus central dintr-un registru lat cu motive florale, în partea superioară găsim un registru cu motive fitomorfe stilizate, iar, în partea inferioară, găsim un motiv geometric – tablă de șah. Pe anumite porțiuni, smalțul este exfoliat. Vasul prezintă gura ciobită și o fisură în jos aproximativ 3 cm. Cromatică: alb,verde, maroniu, albastru. | Muzeul Viticulturii și Pomiculturii, Golești      | Cimec    |
|      | Ulcică                                                            | Datare: 1/4 sec. XIX-lea Descoperit: BUCUREȘTI, com. MUNICIPIUL BUCUREȘTI, BUCUREȘTI SECTORUL 1 Dimensiuni: Inălțime = 21 Material: Lut, angobă albă, coloranți (oxid de cobalt, smalț plumbifer); modelat la roată, angobare, decorare prin pictare cu pensula și cornul, smălțuire, ardere oxidantă dublă. | formă piriformă, gât alungit ușor evazat, prevăzut cu o toartă plină ce are ca puncte de inserție gâtul și partea centrală a corpului. Vasul este angobat și smălțuit și în interior. Decorul este compus din trei registre orizontale cu motive geometrice (triunghiuri) separate de câte un brâu cu motivul tablei de șah. Pe mici porțiuni, smalțul este exfoliat, gura este ciobită, având lipsă aproximativ 2 cm . Cromatică: alb,verde,maroniu. | Muzeul Viticulturii și Pomiculturii, Golești      | Cimec    |
|      | Ulcică                                                            | Datare: 1/4 sec. XIX-lea Descoperit: BUCUREȘTI, com. MUNICIPIUL BUCUREȘTI, BUCUREȘTI SECTORUL 1 Dimensiuni: Inălțime = 20 Material: Lut, angobă albă, coloranți (oxid de cobalt, smalț plumbifer); modelat la roată, angobare, decorare prin pictare cu pensula și cornul, smălțuire, ardere oxidantă dublă. | formă piriformă, gât alungit ușor evazat, prevăzut cu o toartă plină ce are ca puncte de inserție gâtul și partea centrală a corpului. Piesa e angobată și smălțuită și în interior. Prezintă benzi circulare (maronii) la gură și în treimea inferioară. Decor pe două treimi din suprafață, prezentând, în câmpul central, un motiv aviform - o pasăre supradimensionată și un motiv floral (lalea). Toarta vasului este decorată cu linii înguste paralele. Prezintă smalț exfoliat. Cromatică: alb, maroniu, verde,albastru. | Muzeul Viticulturii și Pomiculturii, Golești      | Cimec    |
|      | Ulcică                                                            | Datare: 1/4 sec. XIX-lea Descoperit: BUCUREȘTI, com. MUNICIPIUL BUCUREȘTI, BUCUREȘTI SECTORUL 1 Dimensiuni: Inălțime = 21 Material: Lut, angobă albă, coloranți (oxid de cobalt, smalț plumbifer); modelat la roată, angobare, decorare prin pictare cu pensula și cornul, smălțuire, ardere oxidantă dublă. | formă piriformă, gât alungit ușor evazat, prevăzut cu o toartă plină ce are ca puncte de inserție gâtul și partea centrală a corpului. Vasul este angobat și smălțuit și în interior. Decorul este compus din două registre orizontale ce prezintă motive liniare (albastre) dispuse de-a lungul vasului, peste care este pictat un alt motiv liniar (verde), în alternanță decorativă și cromatică. Pe mici porțiuni, smalțul este exfoliat . Cromatică: alb,albastru, verde. | Muzeul Viticulturii și Pomiculturii, Golești      | Cimec    |
|      | Ulcică                                                            | Datare: 1/4 sec. XIX-lea Descoperit: BUCUREȘTI, com. MUNICIPIUL BUCUREȘTI, BUCUREȘTI SECTORUL 1 Dimensiuni: Inălțime = 21 Material: Lut, angobă albă, coloranți (oxid de cobalt, smalț plumbifer); modelat la roată, angobare, decorare prin pictare cu pensula și cornul, smălțuire, ardere oxidantă dublă. | formă piriformă, gât alungit ușor evazat, prevăzut cu o toartă plină ce are ca puncte de inserție gâtul și partea centrală a corpului. Vasul este angobat și smălțuit și în interior. Prezintă benzi circulare la gură, în treimea inferioară și la baza vasului. Decorul este compus dintr-un motiv zoomorf – un cerb alergând, motiv încadrat de două motive florale – lalea, dispuse în alternanță cromatică și decorativă. Toarta vasului este decorată cu linii înguste paralele. Cromatică: alb,maroniu, verde, albastru, portocaliu. | Muzeul Viticulturii și Pomiculturii, Golești      | Cimec    |
|      | Ulcică                                                            | Datare: 1/4 sec. XIX-lea Descoperit: BUCUREȘTI, com. MUNICIPIUL BUCUREȘTI, BUCUREȘTI SECTORUL 1 Dimensiuni: Inălțime = 20 Material: Lut, angobă albă, coloranți (oxid de cobalt, smalț plumbifer); modelat la roată, angobare, decorare prin pictare cu pensula și cornul, smălțuire, ardere oxidantă dublă. | formă piriformă, gât alungit ușor evazat, prevăzut cu o toartă plină ce are ca puncte de inserție gâtul și partea centrală a corpului. Decor pe două treimi din suprafață, prezentând motive fitomorfe bogate dispuse pe verticală. Toarta vasului este decorată cu linii înguste paralele. Cromatică: alb,albastru. | Muzeul Viticulturii și Pomiculturii, Golești      | Cimec    |
|      | Ulcică                                                            | Datare: 1/4 sec. XIX-lea Descoperit: BUCUREȘTI, com. MUNICIPIUL BUCUREȘTI, BUCUREȘTI SECTORUL 1 Dimensiuni: Inălțime = 20 Material: Lut, angobă albă, coloranți (oxid de cobalt, smalț plumbifer); modelat la roată, angobare, decorare prin pictare cu pensula și cornul, smălțuire, ardere oxidantă dublă. | formă piriformă, gât alungit ușor evazat, prevăzut cu o toartă plină ce are ca puncte de inserție gâtul și partea centrală a corpului. Piesa e angobată și smălțuită și în interior. Prezintă benzi circulare (maronii) la gură și în treimea inferioară. Decor pe două treimi din suprafață, prezentând, în câmpul central, un motiv aviform - o pasăre supradimensionată și un motiv floral (lalea). Toarta vasului este decorată cu linii înguste paralele. Cromatică: alb, maroniu, verde,albastru. | Muzeul Viticulturii și Pomiculturii, Golești      | Cimec    |
|      | Ulcică                                                            | Datare: 1/4 sec. XIX-lea Descoperit: BUCUREȘTI, com. MUNICIPIUL BUCUREȘTI, BUCUREȘTI SECTORUL 1 Dimensiuni: Inălțime = 20 Material: Lut, angobă albă, coloranți (oxid de cobalt, smalț plumbifer); modelat la roată, angobare, decorare prin pictare cu pensula și cornul, smălțuire, ardere oxidantă dublă. | formă piriformă, gât alungit ușor evazat, prevăzut cu o toartă plină ce are ca puncte de inserție gâtul și partea centrală a corpului. Piesa e angobată și smălțuită și în interior. Prezintă benzi circulare (albastre) la gură, în treimea inferioară a vasului. Decor pe toată suprafața, prezentând, central, o pasăre supradimensionată așezată pe un motiv fitomorf semicircular, motivul avimorf este încadrat de motive florale(laleaua) și motive fitomorfe. Toarta vasului este decorată cu linii înguste paralele. Pe mici porțiuni, smalțul este exfoliat. Cromatică: alb, albastru, maroniu. | Muzeul Viticulturii și Pomiculturii, Golești      | Cimec    |
|      | Ulcică                                                            | Datare: 1/4 sec. XIX-lea Descoperit: BUCUREȘTI, com. MUNICIPIUL BUCUREȘTI, BUCUREȘTI SECTORUL 1 Dimensiuni: Inălțime = 22 Material: Lut, angobă albă, coloranți (oxid de cobalt, smalț plumbifer); modelat la roată, angobare, decorare prin pictare cu pensula și cornul, smălțuire, ardere oxidantă dublă. | formă piriformă, gât alungit ușor evazat, prevăzut cu o toartă plină ce are ca puncte de inserție gâtul și partea centrală a corpului. Piesa e angobată și smălțuită și în interior. Prezintă benzi circulare (albastre, verzi, portocalii) la gură, în treimea inferioară a vasului. Decorul prezintă, central, o pasăre supradimensionată încadrată de două motive florale și fitomorfe, toate dispuse de-a lungul vasului. Toarta vasului este decorată cu linii înguste paralele. Pe mici porțiuni, smalțul este exfoliat. Gura este ușor ciobită și fisurată în trei locuri. Cromatică: alb, albastru, verde, portocaliu. | Muzeul Viticulturii și Pomiculturii, Golești      | Cimec    |
|      | Ulcică                                                            | Datare: 1/4 sec. XIX-lea Descoperit: BUCUREȘTI, com. MUNICIPIUL BUCUREȘTI, BUCUREȘTI SECTORUL 1 Dimensiuni: Inălțime = 20 Material: Lut, angobă albă, coloranți (oxid de cobalt, smalț plumbifer); modelat la roată, angobare, decorare prin pictare cu pensula și cornul, smălțuire, ardere oxidantă dublă. | formă piriformă, gât alungit ușor evazat, prevăzut cu o toartă plină ce are ca puncte de inserție gâtul și partea centrală a corpului. Piesa e angobată și smălțuită și în interior. Prezintă benzi circulare (maronii) la gură, în treimea inferioară și la baza vasului. Decor pe două treimi din suprafață, prezentând, central, o pasăre supradimensionată așezată pe un motiv fitomorf semicircular. De-a lungul vasului, mai există un motiv fitomorf șerpuit flancat pe alocuri cu motive florale. Toarta vasului este decorată cu linii înguste paralele. Pe anumite porțiuni, smalțul este exfoliat. Cromatică: alb, maroniu, albastru. | Muzeul Viticulturii și Pomiculturii, Golești      | Cimec    |
|      | Ulcică                                                            | Datare: 1/4 sec. XIX-lea Descoperit: BUCUREȘTI, com. MUNICIPIUL BUCUREȘTI, BUCUREȘTI SECTORUL 1 Dimensiuni: Inălțime = 22 Material: Lut, angobă albă, coloranți (oxid de cobalt, smalț plumbifer); modelat la roată, angobare, decorare prin pictare cu pensula și cornul, smălțuire, ardere oxidantă dublă. | formă piriformă, gât alungit ușor evazat, prevăzut cu o toartă plină ce are ca puncte de inserție gâtul și partea centrală a corpului. Piesa e angobată și smălțuită și în interior. Prezintă benzi circulare (albastre) la gură și în treimea inferioară. Decor pe două treimi din suprafață, prezentând motive fitomorfe stilizate. Toarta vasului este decorată cu linii înguste paralele. Pe anumite porțiuni, smalțul este exfoliat. Cromatică: alb, albastru. | Muzeul Viticulturii și Pomiculturii, Golești      | Cimec    |
|      | Ulcică                                                            | Datare: 1/4 sec. XIX-lea Descoperit: BUCUREȘTI, com. MUNICIPIUL BUCUREȘTI, BUCUREȘTI SECTORUL 1 Dimensiuni: Inălțime = 20 Material: Lut, angobă albă, coloranți (oxid de cobalt, smalț plumbifer); modelat la roată, angobare, decorare prin pictare cu pensula și cornul, smălțuire, ardere oxidantă dublă. | formă piriformă, gât alungit ușor evazat, prevăzut cu o toartă plină ce are ca puncte de inserție gâtul și partea centrală a corpului. Prezintă patru brâuri, liniare, în relief, care împart suprafața vasului în tot atâtea registre orizontale, în care se regăsesc motive fitomorfe dispuse în alternanță decorativă. Toarta vasului este decorată cu linii înguste paralele. Pe anumite porțiuni, smalțul este exfoliat. Buza este ciobită pe aproximativ 1 cm Cromatică: alb, verde, albastru. | Muzeul Viticulturii și Pomiculturii, Golești      | Cimec    |
|      | Ulcică                                                            | Datare: 1/4 sec. XIX-lea Descoperit: BUCUREȘTI, com. MUNICIPIUL BUCUREȘTI, BUCUREȘTI SECTORUL 1 Dimensiuni: Inălțime = 25 Material: Lut, angobă albă, coloranți (oxid de cobalt, smalț plumbifer); modelat la roată, angobare, decorare prin pictare cu pensula și cornul, smălțuire, ardere oxidantă dublă. | formă pântecoasă, gură bilobată prevăzut cu o toartă plină ce are ca puncte de inserție gâtul și partea centrală a corpului. Piesa e angobată și smălțuită pe exterior. Prezintă decor floral - o lalea -, dispus în partea centrală a vasului, decor delimitat de două registre cu motivul tablă de șah. Pe anumite porțiuni, smalțul este degradat. Cromatică: alb, albastru. | Muzeul Viticulturii și Pomiculturii, Golești      | Cimec    |
|      | Cană kuty Autor: Colibaba Constantin                              | Datare: 3/4 sec. XX-lea Descoperit: jud. SUCEAVA, com. MUNICIPIUL RĂDĂUȚI, RĂDĂUȚI Dimensiuni: Inălțime = 17 Material: Lut, angobă albă, coloranți; modelare la roată, angobare, pictat cu pensula, smălțuire, ardere oxidantă.                                                                              | Cană dreaptă, ușor bombată în treimea inferioară, cu o toată laterală ce pornește din treimea superioară și se termină în cea inferioară, buza ușor răsfrântă având un cioc de scurgere. Piesa e smălțuită și angobată pe exterior, Compoziția ornamentală se desfășoară în trei registre orizontale, cu motive fitomorfe dispuse în alternanță cromatică și decorativă. Registrele sunt delimitate de benzi subțiri maronii. Marcă: Colibaba, pe fundul piesei. Cromatică: alb, verde,galben, maroniu. | Muzeul Viticulturii și Pomiculturii, Golești      | Cimec    |
|      | Cană kuty Autor: Colibaba Constantin                              | Datare: 3/4 sec. XX-lea Descoperit: jud. SUCEAVA, com. MUNICIPIUL RĂDĂUȚI, RĂDĂUȚI Dimensiuni: Inălțime = 17 Material: Lut, angobă albă, coloranți; modelare la roată, angobare, pictat cu pensula, smălțuire, ardere oxidantă.                                                                              | Cană dreaptă, ușor bombată în treimea inferioară, cu o toartă laterală ce pornește din treimea superioară și se termină în cea inferioară, buza ușor răsfrântă având un cioc de scurgere. Piesa e smălțuită și angobată pe exterior. Compoziția ornamentală se desfășoară în patru registre orizontale, trei registre prezintă motive fitomorfe, iar cel de-al patrulea dispus în partea inferioară a cănii prezintă motive geometrice stilizate (cercuri), motivele din cele patru registre sunt dispuse în alternanță cromatică și decorativă. Registrele sunt delimitate de benzi subțiri maronii. Marcă: Colibaba pe fundul piesei. | Muzeul Viticulturii și Pomiculturii, Golești      | Cimec    |
|      | Cană kuty Autor: Colibaba Constantin                              | Datare: 3/4 sec. XX-lea Descoperit: jud. SUCEAVA, com. MUNICIPIUL RĂDĂUȚI, RĂDĂUȚI Dimensiuni: Inălțime = 17 Material: Lut, angobă albă, coloranți; modelare la roată, angobare, pictat cu pensula, smălțuire, ardere oxidantă.                                                                              | Cană dreaptă, ușor bombată în treimea inferioară, cu o toartă laterală ce pornește din treimea superioară și se termină în cea inferioară, buza ușor răsfrântă având un cioc de scurgere. Piesa e smălțuită și angobată pe exterior. Decorul pe fond alb, compus din două registre, prezintă central o scenă de vânătoare pe una din laturi – un vânător împușcând o căprioară- în plan secund o mică pasăre, cealaltă latură prezintă un cerb furios ce scoate flăcări pe nări. Scenele sunt despărțite de un motiv fitomorf. Al doilea registru se găsește în partea superioară sub buză și este alcătuit din motive fitomorfe stilizate dispuse în alternanță cromatică și decorativă. Registrele sunt delimitate de benzi subțiri maronii. Marcă: Colibaba, pe fundul piesei. Cromatică: alb, verde, galben, maroniu. | Muzeul Viticulturii și Pomiculturii, Golești      | Cimec    |
|      | Cană kuty Autor: Colibaba Constantin                              | Datare: 3/4 sec. XX-lea Descoperit: jud. SUCEAVA, com. MUNICIPIUL RĂDĂUȚI, RĂDĂUȚI Dimensiuni: Inălțime = 17,5 Material: Lut, angobă albă, coloranți; modelare la roată, angobare, pictat cu pensula, smălțuire, ardere oxidantă.                                                                            | Cană dreaptă, ușor bombată în treimea inferioară, cu o toartă laterală ce pornește din treimea superioară și se termină în cea inferioară, buza ușor răsfrântă având un cioc de scurgere. Piesa e smălțuită și angobată pe exterior. Decorul pe fond alb, compus din trei registre, prezintă central o scenă de vânătoare pe una din laturi – un vânător împușcând o căprioară-,cealaltă latură prezintă un alt vânător călare pe cal. Scenele sunt despărțite de un motiv floral vertical. Al doilea și al treilea registru se găsesc în partea superioară și sub buză, fiind alcătuite din motive fitomorfe stilizate dispuse în alternanță cromatică și decorativă. Registrele sunt delimitate de benzi subțiri maronii. Marcă: Colibaba pe fundul piesei. Cromatică: alb, verde, galben, maroniu. | Muzeul Viticulturii și Pomiculturii, Golești      | Cimec    |
|      | Ploscuță kuty Autor: Colibaba Constantin                          | Datare: 3/4 sec. XX-lea Descoperit: jud. SUCEAVA, com. MUNICIPIUL RĂDĂUȚI, RĂDĂUȚI Dimensiuni: Inălțime = 12: Dcorp= 9 Material: Lut, angobă albă, coloranți; modelare la roată, angobare, pictat cu pensula, smălțuire, ardere oxidantă.                                                                    | piesă cu corp discoidal, cu gât profilat, gură îngustă, pe cant, prezintă două toarte superioare pentru prinderea curelei. Plosca se sprijină pe patru piciorușe. Bilateral, pe ambele suprafețe circulare, prezintă în medalion un cerc ce are pe marginea lui exterioară un motiv fitomorf dispus în alternanță cromatică și decorativă, central, pe una din fețe, este prezentată stema Moldovei cu bourul, cealaltă față prezintă un motiv creștin – trei pești. Cromatică: alb, verde,galben, negru. | Muzeul Viticulturii și Pomiculturii, Golești      | Cimec    |
|      | Ploscuță kuty Autor: Colibaba Constantin                          | Datare: 3/4 sec. XX-lea Descoperit: jud. SUCEAVA, com. MUNICIPIUL RĂDĂUȚI, RĂDĂUȚI Dimensiuni: Inălțime = 12: Dcorp= 9 Material: Lut, angobă albă, coloranți; modelare la roată, angobare, pictat cu pensula, smălțuire, ardere oxidantă.                                                                    | piesă cu corp discoidal, cu gât profilat, gură îngustă, pe cant, prezintă două toarte superioare pentru prinderea curelei. Plosca se sprijină pe patru piciorușe. Bilateral, pe ambele suprafețe circulare, prezintă în medalion un cerc ce are pe marginea lui exterioară un motiv fitomorf dispus în alternanță cromatică și decorativă, central, pe una din fețe, este prezentat un motiv zoomorf , cealaltă față prezintă motive astrale. Cromatică: alb, verde,galben, negru. | Muzeul Viticulturii și Pomiculturii, Golești      | Cimec    |
|      | Ploscuță kuty Autor: Colibaba Constantin                          | Datare: 3/4 sec. XX-lea Descoperit: jud. SUCEAVA, com. MUNICIPIUL RĂDĂUȚI, RĂDĂUȚI Dimensiuni: Inălțime = 12: Dcorp= 9 Material: Lut, angobă albă, coloranți; modelare la roată, angobare, pictat cu pensula, smălțuire, ardere oxidantă.                                                                    | piesă cu corp discoidal, cu gât profilat, gură îngustă, pe cant, prezintă două toarte superioare pentru prinderea curelei. Plosca se sprijină pe patru piciorușe. Bilateral, pe ambele suprafețe circulare, prezintă în medalion un cerc ce are pe marginea lui exterioară un motiv fitomorf dispus în alternanță cromatică și decorativă, central, pe una din fețe, este prezentat un motiv floral încadrat de două motive avimorfe, cealaltă față prezintă un motiv antropomorf. Cromatică: alb, verde,galben, negru. | Muzeul Viticulturii și Pomiculturii, Golești      | Cimec    |
|      | Placă kuty Autor: Colibaba Constantin                             | Datare: 3/4 sec. XX-lea Descoperit: jud. SUCEAVA, com. MUNICIPIUL RĂDĂUȚI, RĂDĂUȚI Material: Lut, angobă albă, coloranți; modelare manuală, presare manuală în tipar, angobare, incizare fină (zgrafitto), decorare prin pictare cu cornul, smălțuire, ardere oxidantă dublă.                                | formă pătrată, smălțuită pe față, prezintă un chenar ușor incizat ce are pe marginea lui exterioară un motiv liniar ondulat. Central, prezintă un motiv floral și fitomorf – patru lalele, încadrate de patru frunze late . Decorul este prezentat în alternanță cromatică și decorativă. Cromatică: alb, verde, galben. | Muzeul Viticulturii și Pomiculturii, Golești      | Cimec    |
|      | Placă kuty Autor: Colibaba Constantin                             | Datare: 3/4 sec. XX-lea Descoperit: jud. SUCEAVA, com. MUNICIPIUL RĂDĂUȚI, RĂDĂUȚI Material: Lut, angobă albă, coloranți; modelare manuală, presare manuală în tipar, angobare, incizare fină (zgrafitto), decorare prin pictare cu cornul, smălțuire, ardere oxidantă dublă.                                | formă pătrată, smălțuită pe față, prezintă un chenar ușor incizat ce are pe marginea lui exterioară un motiv liniar ondulat. Central, prezintă un motiv antropomorf și unul zoomorf – un vânător călare . În partea din stânga, jos, un motiv floral – lalea. Cromatică: alb, verde, galben. | Muzeul Viticulturii și Pomiculturii, Golești      | Cimec    |
|      | Placă kuty Autor: Colibaba Constantin                             | Datare: 3/4 sec. XX-lea Descoperit: jud. SUCEAVA, com. MUNICIPIUL RĂDĂUȚI, RĂDĂUȚI Material: Lut, angobă albă, coloranți; modelare manuală, presare manuală în tipar, angobare, incizare fină (zgrafitto), decorare prin pictare cu cornul, smălțuire, ardere oxidantă dublă.                                | formă pătrată, smălțuită pe față, prezintă un chenar ușor incizat ce are pe marginea lui exterioară un motiv liniar ondulat. Central, prezintă un motiv antropomorf - un grup de cinci soldați mărșăluind. În partea superioară, trei motive astrale stilizate. Cromatică: alb, verde, galben. | Muzeul Viticulturii și Pomiculturii, Golești      | Cimec    |
|      | Placă kuty Autor: Colibaba Constantin                             | Datare: 3/4 sec. XX-lea Descoperit: jud. SUCEAVA, com. MUNICIPIUL RĂDĂUȚI, RĂDĂUȚI Material: Lut, angobă albă, coloranți; modelare manuală, presare manuală în tipar, angobare, incizare fină (zgrafitto), decorare prin pictare cu cornul, smălțuire, ardere oxidantă dublă.                                | formă pătrată, smălțuită pe față, prezintă un chenar ușor incizat ce are pe marginea lui exterioară un motiv liniar ondulat. Central, prezintă un motiv astral stilizat – soarele ce radiază căldură și mici puncte de lumină, în partea inferioară alte două motive astrale(luna), dispuse în stânga și dreapta plăcii. Cromatică: alb, galben, maroniu, negru. | Muzeul Viticulturii și Pomiculturii, Golești      | Cimec    |
|      | Placă kuty Autor: Colibaba Constantin                             | Datare: 3/4 sec. XX-lea Descoperit: jud. SUCEAVA, com. MUNICIPIUL RĂDĂUȚI, RĂDĂUȚI Material: Lut, angobă albă, coloranți; modelare manuală, presare manuală în tipar, angobare, incizare fină (zgrafitto), decorare prin pictare cu cornul, smălțuire, ardere oxidantă dublă.                                | formă pătrată, smălțuită pe față, prezintă un chenar dublu ușor incizat ce are în interiorul lui puncte pictate, în alternanță cromatică. Central prezintă un motiv creștin - scena cu Sfântul Gheorghe ucigând balaurul Cromatică: alb, verde,galben, maroniu, negru. | Muzeul Viticulturii și Pomiculturii, Golești      | Cimec    |
|      | Cănuță kuty Autor: Colibaba Constantin                            | Datare: 3/4 sec. XX-lea Descoperit: jud. SUCEAVA, com. MUNICIPIUL RĂDĂUȚI, RĂDĂUȚI Dimensiuni: I= 7.5 Material: Lut, angobă albă, coloranți; modelare manuală, presare manuală în tipar, angobare, incizare fină (zgrafitto), decorare prin pictare cu cornul, smălțuire, ardere oxidantă dublă.             | Cănuță dreaptă, ușor bombată în treimea inferioară, cu o toartă laterală ce pornește din treimea superioară și se termină în cea inferioară, buza ușor răsfrântă având un cioc de scurgere. Piesa e smălțuită și angobată pe exterior. Decorul pe fond alb, compus din trei registre cu motive fitomorfe stilizate dispuse în alternanță cromatică și decorativă. Registrele sunt delimitate de benzi subțiri maronii. Marcă: Colibaba, pe fundul piesei. Cromatică: alb, verde,galben, maroniu. | Muzeul Viticulturii și Pomiculturii, Golești      | Cimec    |
|      | Cănuță kuty Autor: Colibaba Constantin                            | Datare: 3/4 sec. XX-lea Descoperit: jud. SUCEAVA, com. MUNICIPIUL RĂDĂUȚI, RĂDĂUȚI Dimensiuni: I= 7.5 Material: Lut, angobă albă, coloranți; modelare manuală, presare manuală în tipar, angobare, incizare fină (zgrafitto), decorare prin pictare cu cornul, smălțuire, ardere oxidantă dublă.             | Cănuță dreaptă, ușor bombată în treimea inferioară, cu o toartă laterală ce pornește din treimea superioară și se termină în cea inferioară, buza ușor răsfrântă, având un cioc de scurgere. Piesa e smălțuită și angobată pe exterior. Decorul pe fond alb, compus din trei registre cu motive fitomorfe stilizate dispuse în alternanță cromatică și decorativă. Registrele sunt delimitate de benzi subțiri maronii. Marcă: Colibaba, pe fundul piesei. Cromatică: alb, verde,galben, maroniu. | Muzeul Viticulturii și Pomiculturii, Golești      | Cimec    |
|      | Farfurioară kuty Autor: Colibaba Constantin                       | Datare: 3/4 sec. XX-lea Descoperit: jud. SUCEAVA, com. MUNICIPIUL RĂDĂUȚI, RĂDĂUȚI Dimensiuni: D=12,5 Material: Lut, angobă albă, coloranți; modelare la roată, angobare, pictat cu pensula, smălțuire, ardere oxidantă.                                                                                     | Formă rotundă, plată smălțuită pe interior și decorată pe toată suprafața. Pereții prezintă un registru cu motive fitomorfe stilizate dispuse în alternanță cromatică și decorativă. Fundul vasului este bogat ornamentat cu motive fitomorfe pe toată suprafața. Din punct de vedere decorativ, fundul vasului este delimitat de pereți printr-o bandă subțire maronie. Cromatică: alb, verde,galben, maroniu. | Muzeul Viticulturii și Pomiculturii, Golești      | Cimec    |
|      | Farfurioară kuty Autor: Colibaba Constantin                       | Datare: 3/4 sec. XX-lea Descoperit: jud. SUCEAVA, com. MUNICIPIUL RĂDĂUȚI, RĂDĂUȚI Dimensiuni: D=12,5 Material: Lut, angobă albă, coloranți; modelare la roată, angobare, pictat cu pensula, smălțuire, ardere oxidantă.                                                                                     | Formă rotundă, plată, smălțuită și angobată pe interior și decorată pe toată suprafața. Pereții prezintă un registru cu motive fitomorfe stilizate dispuse în alternanță cromatică și decorativă. Fundul vasului este ornamentat cu motiv floral încadrat de două motive aviforme – doi cocoși . Din punct de vedere decorativ, fundul vasului este delimitat de pereți printr-o bandă subțire maronie. Marcă: Colibaba, pe reversul farfuriei. Cromatică: alb, verde,galben, maroniu. | Muzeul Viticulturii și Pomiculturii, Golești      | Cimec    |
|      | Ceșcuță kuty Autor: Colibaba Constantin                           | Datare: 3/4 sec. XX-lea Descoperit: jud. SUCEAVA, com. MUNICIPIUL RĂDĂUȚI, RĂDĂUȚI Dimensiuni: I=6 Material: Lut, angobă albă, coloranți; modelare la roată, angobare, pictat cu pensula, smălțuire, ardere oxidantă.                                                                                        | Formă tronconică, cu o toartă ce pornește de sub buză și se termină în treimea inferioară a piesei, smălțuită și angobată, atât pe interior, cât și pe exterior, pereții prezintă, pe exterior, decor realizat pe toată suprafața pe două nivele suprapuse, cu motive fitomorfe, dispuse în alternanță cromatică și decorativă. Marcă: Colibaba, pe fundul piesei. Cromatică: alb, verde,galben, maroniu. | Muzeul Viticulturii și Pomiculturii, Golești      | Cimec    |
|      | Sfeșnic kuty Autor: Colibaba Constantin                           | Datare: 3/4 sec. XX-lea Descoperit: jud. SUCEAVA, com. MUNICIPIUL RĂDĂUȚI, RĂDĂUȚI Dimensiuni: I=10 Material: Lut, angobă albă, coloranți; modelare la roată, angobare, pictat cu pensula, smălțuire, ardere oxidantă.                                                                                       | piesă alcătuită dintr-o farfurioară cu marginile ușor vălurite peste care există un suport transversal tubular mai gros în partea inferioară. Suportul dispune de o mănușă plină ce are ca puncte de inserție centrul suportului și marginea farfuriuței și întărește suportul de farfuriuță, având și rol de prindere. Piesa este smălțuită și angobată pe exterior, prezentând motive fitomorfe pe toată suprafața, dispuse în alternanță decorativă și cromatică. Cromatică: alb, verde,galben, maroniu. | Muzeul Viticulturii și Pomiculturii, Golești      | Cimec    |
|      | Sfeșnic kuty Autor: Colibaba Constantin                           | Datare: 3/4 sec. XX-lea Descoperit: jud. SUCEAVA, com. MUNICIPIUL RĂDĂUȚI, RĂDĂUȚI Dimensiuni: I=10 Material: Lut, angobă albă, coloranți; modelare la roată, angobare, pictat cu pensula, smălțuire, ardere oxidantă.                                                                                       | piesă alcătuită dintr-o farfurioară cu marginile ușor vălurite peste care există un suport transversal tubular mai gros în partea inferioară. Suportul dispune de o mănușă plină ce are ca puncte de inserție centrul suportului și marginea farfuriuței și întărește suportul de farfuriuță, având și rol de prindere. Piesa este smălțuită și angobată pe exterior, prezentând motive fitomorfe pe toată suprafața, dispuse în alternanță decorativă și cromatică. Cromatică: alb, verde,galben, maroniu. | Muzeul Viticulturii și Pomiculturii, Golești      | Cimec    |
|      | Sfeșnic kuty cu trei brațe Autor: Colibaba Constantin             | Datare: 3/4 sec. XX-lea Descoperit: jud. SUCEAVA, com. MUNICIPIUL RĂDĂUȚI, RĂDĂUȚI Dimensiuni: I=31,5 Material: Lut, angobă albă, coloranți; modelare la roată, angobare, pictat cu pensula, smălțuire, ardere oxidantă.                                                                                     | piesă cu un picior înalt cilindric, tubular, cu baza evazată ce susține trei brațe ce au în partea lor superioară suporturi de lumânări. Piesa este smălțuită și angobată pe exterior, prezentând motive fitomorfe pe toată suprafața, dispuse în alternanță decorativă și cromatică. Cromatică: alb, verde,galben, maroniu. | Muzeul Viticulturii și Pomiculturii, Golești      | Cimec    |
|      | Sfeșnic kuty cu trei brațe Autor: Colibaba Constantin             | Datare: 3/4 sec. XX-lea Descoperit: jud. SUCEAVA, com. MUNICIPIUL RĂDĂUȚI, RĂDĂUȚI Dimensiuni: I=32 Material: Lut, angobă albă, coloranți; modelare la roată, angobare, pictat cu pensula, smălțuire, ardere oxidantă.                                                                                       | piesă cu structură tubulară, fiind gol pe interior, cu un picior înalt cilindric, baza evazată ce susține trei brațe ce au în partea lor superioară suporturi de lumânări. Piesa este smălțuită și angobată pe exterior, prezentând motive fitomorfe pe toată suprafața, dispuse în alternanță decorativă și cromatică. Central, pe una din fețe, prezintă un motiv zoomorf- doi berbeci înfruntându-se, cealaltă față are, central,o scenă avimorfă, prezentând doi cocoși în stânga și dreapta unui motiv floral. Cromatică: alb, verde,galben, maroniu. | Muzeul Viticulturii și Pomiculturii, Golești      | Cimec    |
|      | Sfeșnic kuty mijlociu Autor: Colibaba Constantin                  | Datare: 3/4 sec. XX-lea Descoperit: jud. SUCEAVA, com. MUNICIPIUL RĂDĂUȚI, RĂDĂUȚI Dimensiuni: I=18 Material: Lut, angobă albă, coloranți; modelare la roată, angobare, pictat cu pensula, smălțuire, ardere oxidantă.                                                                                       | : piesă cu suport tubular, (gol pe interior) de formă tronconică cu baza mare în jos. Prezintă o mânușă laterală ce are ca puncte de inserție centrul piesei și partea sa superioară. Piesa este smălțuită și angobată pe exterior, decorul este realizat pe două nivele, prezentând motive fitomorfe, dispuse în alternanță decorativă și cromatică. Cromatică: alb, verde,galben, maroniu. | Muzeul Viticulturii și Pomiculturii, Golești      | Cimec    |
|      | Sfeșnic kuty cu un braț Autor: Colibaba Constantin                | Datare: 3/4 sec. XX-lea Descoperit: jud. SUCEAVA, com. MUNICIPIUL RĂDĂUȚI, RĂDĂUȚI Dimensiuni: I=18 Material: Lut, angobă albă, coloranți; modelare la roată, angobare, pictat cu pensula, smălțuire, ardere oxidantă.                                                                                       | piesă cu suport tubular, (gol pe interior) de formă tronconică, cu baza mare în jos. Prezintă o mânușă laterală ce are ca puncte de inserție centrul piesei și partea sa inferioară. Piesa este smălțuită și angobată pe exterior, decorul este realizat pe trei nivele, prezentând motive fitomorfe, dispuse în alternanță decorativă și cromatică. Cromatică: alb, verde,galben, maroniu. | Muzeul Viticulturii și Pomiculturii, Golești      | Cimec    |
|      | Cămașă femeiască                                                  | Datare: 1/2 sec XX Descoperit: jud. VÂLCEA, RÂMNICU VÂLCEA Material: bumbac; arnici; mărgele; țesut în 2 ițe; croit; încheiat cu acul; aplicație; brodat peste fire; brodat în punct românesc; croșetat; ales cu speteaza                                                                                    | Încrețită la gât, pe o bentiță îngustă, cu deschizătură într-o parte, mâneca cu volan (fodori). Ornamentată cu motive decorative diverse dispuse pe piept, mâneci, de la gât în jos și pe volănașe (fodori). Bentița de la gât este ornamentată cu motive geometrice brodate în punct românesc cu arnici roșu și alb. În față, în partea inferioară a pieptului, este adăugată o fâșie de pânză ornamentată cu motive geometrice (pătrate) și motive astrale alese cu arnici roșu, cu speteaza. Peste ornamente, aplicație de mărgele albastre și verzi. Cromatică: alb, roșu, albastru, verde. | Muzeul Viticulturii și Pomiculturii, Golești      | Cimec    |
|      | Poale femeiești                                                   | Datare: 1/2 sec XX Descoperit: jud. VÂLCEA, RÂMNICU VÂLCEA Material: pânză de bumbac; arnici; mărgele; țesut în 2 ițe; croit; încheiat cu acul; aplicație; brodat peste fire; croșetat | Poala propriu-zisă este neornamentată și încrețită în partea de sus pe un șnur. Marginea poalei este aplicată și ornamentată cu motive decorative diverse, brodate cu arnici roșu și mărgele albastre și verzi. Pe margine, colțișori aplicați din arnici roșu și verde. Cromatică: alb, roșu, albastru, verde. | Muzeul Viticulturii și Pomiculturii, Golești      | Cimec    |
|      | Brâu                                                              | Datare: 1/4 sec XX Descoperit: jud. TELEORMAN, com. CRÂNGENI Material: lână; bumbac; țesut în 2 ițe; urzeală ascunsă; ales peste fire; ales printre fire; tivit | Formă dreptunghiulară, decor amplasat pe toată suprafața, format din motive geometrice sub formă de grupuri de vergi de diferite lățimi în alternanță cromatică și decorativă sub formă de registre cu motivele: romb, cruce în X, punct, val, dispuse transversal. Cromatică: alb, roșu, albastru, verde, portocaliu, negru. | Muzeul Viticulturii și Pomiculturii, Golești      | Cimec    |
|      | Bete                                                              | Datare: 1/4 sec XX Descoperit: jud. VÂLCEA, BUNEȘTI Material: lână; mărgele; țesut în 2 ițe; aplicație; ales peste fire; ales printre fire | Formă dreptunghiulară, decor amplasat pe toată suprafața cu șiruri de romburi și puncte dispuse în alternanță cromatică. Pe margini, aplicație din grupuri de câte trei mărgele; capetele se termină cu firele libere ale urzelii. Cromatică: alb, roșu, galben, verde, negru. | Muzeul Viticulturii și Pomiculturii, Golești      | Cimec    |
|      | Cojoc femeiesc                                                    | Datare: 1/4 sec XX Descoperit: jud. VÂLCEA, com. PERIȘANI, PERIȘANI Material: blană de oaie; meșină; lânică; găitane; argăsit; tăbăcit; răzuit; croit; brodat după desen; aplicație | Alcătuit din două bucăți din blană de oaie, asamblate prin cusătură manuală, închis pe umărul stâng și pe partea stângă prin bumbi de piele și găici. Este răscroit la gât și mâneci și brodat cu meșină albă, iar partea inferioară cu meșină cafenie decupată în semicerc. Este ornamentat cu motive florale stilizate brodate „la fir” cu lânică multicoloră, dispuse pe toată suprafața. Aplicație din meșină și găitan din fir metalic. În partea stângă, este prevăzut cu un buzunar ascuns, mărginit de doi ciucuri din lână. Are despicătură în dreapta. Cromatică: alb, cafeniu, roșu, verde, albastru, liliachiu. | Muzeul Viticulturii și Pomiculturii, Golești      | Cimec    |
|      | Cojoc femeiesc                                                    | Datare: 1957 Descoperit: jud. VÂLCEA, com. VAIDEENI, VAIDEENI Material: blană de oaie; meșină; catifea; bumbac; copci; argăsit; tăbăcit; croit; brodat după desen; aplicație | Alcătuit din trei bucăți din blană de oaie, deschis pe mijlocul feței, cu răscroială la gât și mâneci; se închide cu patru copci. Ornamentat cu motive decorative diverse, amplasate pe piepți, în jurul răscroielii gâtului și mânecilor, pe părțile laterale și pe marginea de jos: rozete, motive florale stilizate, ochișori (semicercuri cu puncte), aplicație: două buzunare cu inscripția ECATERINA BĂIESIU, 1957; copci metalice. Cromatică: alb, negru, maroniu. | Muzeul Viticulturii și Pomiculturii, Golești      | Cimec    |
|      | Cojoc                                                             | Datare: 1/4 sec XX Descoperit: jud. ARGEȘ, com. MERIȘANI, VÂLCELELE Material: blană de oaie; meșină; lânică; copci; argăsit; tăbăcit; croit; brodat pe meșină; brodat după desen; aplicație; tighel | Alcătuit din șase bucăți din blană de miel, cu mâneci și guler îngust, rever, deschis pe mijlocul feței, ornamentat cu motive florale stilizate din lânică multicoloră dispuse pe piepți, spate, mâneci și deasupra buzunarelor. Pe piepți, spate, marginea inferioară a mânecilor și a cojocului, la umeri, pe guler și deasupra buzunarelor aplicație din bucăți de meșină albă, tighelată cu motive decorative diverse și ornamentată cu ochi (semicercuri cu punct). Se încheie cu cinci copci. Cromatică: alb, roșu, piersiciu, verde, albastru, negru, liliachiu. | Muzeul Viticulturii și Pomiculturii, Golești      | Cimec    |
|      | Cojoc cu flori                                                    | Datare: 1/4 sec XX Descoperit: jud. VÂLCEA, com. AMĂRĂȘTI, AMĂRĂȘTI Material: blană de oaie; meșină; lânică; găitane; argăsit; tăbăcit; răzuit; croit; brodat după desen; brodat la fir; aplicație | Alcătuit din două bucăți din blană de oaie, asamblate prin cusătură manuală, închis pe umărul stâng și pe partea stângă, prin bumbi de piele și găici. Este răscroit ia gât și mâneci și brodat cu meșină cafenie, ornamentat cu motive florale stilizate brodate „la fir” cu lânică multicoloră, dispuse pe toată suprafața. Pe piept ornamentele simulează forma celor două buzunare. Aplicație cu meșină albă la gât, pe umeri, lateral și marginea inferioară. Cromatică: alb, cafeniu, grena, verde, albastru, liliachiu, portocaliu, galben. | Muzeul Viticulturii și Pomiculturii, Golești      | Cimec    |
|      | Cojocel                                                           | Datare: 1/4 sec XX Descoperit: jud. VÂLCEA, com. ORLEȘTI, ORLEȘTI Material: blană de oaie; meșină; lânică; găitane; copci; argăsit; tăbăcit; răzuit; croit; brodat după desen; aplicație | Alcătuit din trei bucăți din blană de oaie, deschis pe mijlocul feței, cu răscroiala rotundă la gât și mâneci. Ornamentat cu motive decorative diverse, brodate după desen cu motive florale stilizate: lalea, ghirlandă, cârcel, amplasate pe piepți și spate, părțile laterale și în jurul răscroielii de la gât. În părți prezintă câte o despicătură. Aplicație de meșină pe piepți și în partea inferioară. Cromatică: alb, vișiniu, portocaliu, verde, albastru, roșu, liliachiu. | Muzeul Viticulturii și Pomiculturii, Golești      | Cimec    |
|      | Față de masă                                                      | Datare: 1/2 sec XX Descoperit: jud. ARGEȘ, com. ȘUICI, ȘUICI Material: bumbac; arnici; țesut în 2 ițe; ales peste fire; ales printre fire; croșetat; cusut; aplicație | Formă dreptunghiulară, alcătuită din două foi unite cu acul printr-o dantelă croșetată, din arnici alb și roșu în alternanță cromatică; decor amplasat pe toată suprafața cu grupuri de vergi dispuse orizontal și vertical, cele orizontale mai late, care prin întretăiere formează dreptunghiuri albe. Pe trei laturi, dantelă croșetată din arnici galben și albastru, aplicată. Cromatică: alb, roșu, negru, galben, albastru. | Muzeul Viticulturii și Pomiculturii, Golești      | Cimec    |
|      | Față de masă                                                      | Datare: 4/4 sec XIX Descoperit: jud. ARGEȘ, com. CEPARI, CEPARII PĂMÂNTENI Material: bumbac; arnici; țesut în 2 ițe; ales cu speteaza; încheiat cu acul | Formă dreptunghiulară, alcătuită din trei foi unite cu acul cu arnici roșu; decor amplasat pe toată suprafața denumit popular „lăcriță” (grupuri de câte patru vărguțe orizontale și verticale se întretaie formând câte un pătrat, în centrul căruia se află câte un motiv floral stilizat, ales cu speteaza), în alternanță cromatică. Pe trei laturi, florile sunt mai mari decât pe restul câmpului, iar petalele sunt sub formă de inimă. Laturile înguste se termină cu firele libere ale urzelii. Cromatică: alb, galben, roșu, negru. | Muzeul Viticulturii și Pomiculturii, Golești      | Cimec    |
|      | Scoarță                                                           | Datare: 1/4 sec XX Descoperit: jud. ARGEȘ, com. ȘUICI, ȘUICI Material: lână; țesut în 2 ițe; ales cu găurele; karamani; încheiat cu acul; înnodat | De formă dreptunghiulară, din două foi încheiate cu acul, decor geometric amplasat pe toata suprafața, constând dintr-un chenar cu fondul verde, ornamentat cu romburi mari și mici. Chenarul și câmpul sunt separate prin motivul „dinți de fierăstri”. Laturile mici prezintă ciucuri din firele urzelii înnodate. Cromatică: verde, roșu, alb, portocaliu, albastru, liliachiu, piersiciu. | Muzeul Viticulturii și Pomiculturii, Golești      | Cimec    |
|      | Brâu                                                              | Datare: 1/4 sec XX Descoperit: jud. VÂLCEA, com. PĂUSEȘTI-MĂGLAȘI, PĂUȘEȘTI-MĂGLAȘI Material: lână; bumbac; țesut în 2 ițe; urzeală ascunsă; ales peste fire; ales printre fire | Formă dreptunghiulară, decor geometrizant amplasat pe toată suprafața sub formă de grupuri de vergi de diferite lățimi în alternanță cu vergi roșii prevăzute cu motive geometrice: romb, cruce în X, bob de grâu, vărguțe, în alternanță cromatică cu vergi de culoare neagră. Cromatică: alb, roșu, verde, violet, galben, negru. | Muzeul Viticulturii și Pomiculturii, Golești      | Cimec    |
|      | Brâu                                                              | Datare: 1/4 sec XX Descoperit: jud. GORJ, com. BĂLĂNEȘTI, BĂLĂNEȘTI Material: lână; bumbac; țesut în 2 ițe; urzeală ascunsă; ales peste fire; înnodat | Formă dreptunghiulară, dintr-o bucată, decor amplasat pe toată suprafața sub formă de vergi de culoare albastră, la capete, și negre, în centru, în alternanță cu registre alcătuite din vergi înguste cu motive decorative diverse, în alternanță cromatică, dispuse transversal pe țesătură. Capetele se termină cu ciucuri din firele urzelii înnodate. Cromatică: alb, roșu, verde, albastru, portocaliu, liliachiu, negru. | Muzeul Viticulturii și Pomiculturii, Golești      | Cimec    |
|      | Brâu                                                              | Datare: 1/4 sec XX Descoperit: jud. GORJ, com. BĂLĂNEȘTI, BĂLĂNEȘTI Material: lână; cânepă; țesut în 2 ițe; urzeală ascunsă; ales peste fire; înnodat | Formă dreptunghiulară, dintr-o bucată, decor amplasat pe toată suprafața sub formă de vergi de culoare neagră în alternanță cromatică cu registre alcătuite din vergi înguste cu motive decorative diverse, dispuse transversal pe țesătură. Capetele se termină cu ciucuri înnodați din firele urzelii înnodate. Cromatică: alb, roșu, verde, portocaliu, liliachiu, negru. | Muzeul Viticulturii și Pomiculturii, Golești      | Cimec    |
|      | Fotă cu fir                                                       | Datare: 1/4 sec XX Descoperit: jud. ARGEȘ, com. CĂLINEȘTI Material: bumbac; fir metalic; arnici; țesut în 4 ițe; ales peste fire; ales printre fire; tivit | Formă dreptunghiulară, ornamentată cu motive geometrice: romburi concentrice, pătrat, cruce dreaptă, coarnele berbecului și motive florale stilizate: ghirlandă, dispuse sub forma unui registru mai lat, în partea inferioară și unul mai îngust, la unul din capete, mărginite de o parte și de cealaltă de ghirlande. La celălalt capăt, trei vergi înguste. Central, un șir de pătrate. Pe trei laturi, tivită. Cromatică: negru, galben, albastru, verde. | Muzeul Viticulturii și Pomiculturii, Golești      | Cimec    |
|      | Fotă cu fir                                                       | Datare: 1/2 sec XX Descoperit: jud. ARGEȘ, com. CĂLINEȘTI Material: bumbac; fir metalic; țesut în 4 ițe; ales peste fire; ales printre fire | Formă dreptunghiulară, ornamentată, pe întreg câmpul, cu decor geometrizant alcătuit din romburi concentrice în trepte, cruce în X, coarnele berbecului, dinți de fierăstrău, amplasat sub formă de registre, unul mai lat, în partea inferioară și la unul din capete, mărginit de un chenar pe trei laturi. La unul din capete și central, registre mai înguste. Cromatică: negru, alb, galben. | Muzeul Viticulturii și Pomiculturii, Golești      | Cimec    |
|      | Fotă cu fir                                                       | Datare: 1/4 sec XX Descoperit: jud. ARGEȘ, CURTEA DE ARGEȘ Material: bumbac; fir metalic; țesut în 4 ițe; ales peste fire; ales printre fire; tivit | Formă dreptunghiulară, ornamentată cu motive geometrice, romburi în trepte, coarnele berbecului, dispuse sub forma unui registru mai lat, în partea inferioară și la unul din capete, mărginit de o parte și de cealaltă de un registru mai îngust cu coarnele berbecului, în alternanță cromatică. La celălalt capăt, vărguțe paralele din fir metalic. În partea superioară, un șir de romburi în trepte. Pe toate laturile, tivită. Cromatică: negru, alb, galben. | Muzeul Viticulturii și Pomiculturii, Golești      | Cimec    |
|      | Șorț femeiesc                                                     | Datare: 1/4 sec XX Descoperit: jud. OLT Material: lână; bumbac; lânică; paiete; mărgele; fir metalic; janir; țesut în 2 ițe; karamani; ales cu găurele; ales legat; aplicație | Formă dreptunghiulară, ornamentată pe toată suprafața cu motive decorative diverse sub formă de benzi orizontale late. Benzile roșii alternează cu benzi ornamentate cu motive florale stilizate din lânică multicoloră, mărginite de șiruri de paiete și mărgele. Motivele florale au inserție din fir „janir”. În partea inferioară, o bandă lată cu motive florale stilizate. Pe trei laturi, aplicație din panglică neagră. Cromatică: roșu, grena, verde, liliachiu, piersiciu, galben, negru. | Muzeul Viticulturii și Pomiculturii, Golești      | Cimec    |
|      | Față de masă                                                      | Datare: 1/4 sec XX Descoperit: jud. ARGEȘ, com. HÂRTIEȘTI, HÂRTIEȘTI Material: bumbac; arnici; țesut în 2 ițe; ales peste fire; ales cu speteaza; brodat în punct românesc; cheiță; croșetat; tighel | Formă dreptunghiulară, alcătuită din trei foi unite între ele printr-o cheiță; decor amplasat pe toată suprafața sub forma unor vergi grupate câte trei, alese peste fire cu arnici multicolor. La unul din capete, vărguțele încadrează registre cu motive avimorfe (pasăre), alese cu speteaza pe cate o vargă galbenă și registre cu motive florale întrerupte, brodate în punct românesc, care alternează. Pe trei laturi, colțișori croșetați cu amici roșu. Pe lățime, tiv realizat cu mașina de cusut (tighel). Cromatică: alb, roșu, galben, verde, albastru, vișiniu, liliachiu. | Muzeul Viticulturii și Pomiculturii, Golești      | Cimec    |
|      | Față de masă                                                      | Datare: 4/4 sec XIX Descoperit: jud. ARGEȘ, com. HÂRTIEȘTI Material: bumbac; arnici; țesut în 2 ițe; ales peste fire; ales cu speteaza; croșetat; tivit; încheiat cu acul | Formă dreptunghiulară, alcătuită din două foi unite între ele cu acul, printr-o dantelă croșetată în alternanță cromatică alb-roșu; decor amplasat pe toată suprafața sub forma unor grupuri de câte trei vergi în alternanță decorativă cu motive florale stilizate întrerupte, alese cu speteaza. Laturile înguste sunt tivite. Cromatică: alb, roșu, negru. | Muzeul Viticulturii și Pomiculturii, Golești      | Cimec    |
|      | Fotă                                                              | Datare: 1/4 sec XX Descoperit: jud. ARGEȘ, CURTEA DE ARGEȘ Material: bumbac; fir metalic; mătase; țesut în 4 ițe; ales peste fire; ales printre fire; croșetat | Formă dreptunghiulară, ornamentată cu motive florale stilizate, dispuse în partea inferioară și la unul din capete, sub forma unui registru lat, mărginit, în interior, de un registru mai îngust, cu aceleași motive. La celălalt capăt, două șiruri de motive astrale (stea), dispuse alternativ. Pe trei laturi, colțișori croșetați din mătase. Cromatică: negru, alb, galben, albastru, verde, portocaliu, liliachiu. | Muzeul Viticulturii și Pomiculturii, Golești      | Cimec    |
|      | Șorț femeiesc                                                     | Datare: 1/2 sec XX Descoperit: jud. ARGEȘ, com. MOȘOAIA Material: lână; lânică; janir; dantelă; țesut în 4 ițe; ales peste fire; ales printre fire; aplicație | Primul șorț are formă dreptunghiulară; ornamentat pe toată suprafața cu vergi înguste verticale și paralele, de culoare neagră, pe fond roșu. În partea superioară, vărguțe orizontale și paralele din lânică colorată, iar în partea inferioară, trei registre, unul mai lat, în mijloc, din trei grupuri de motive florale stilizate, care au inserat fir metalic, janir. Pe trei laturi, aplicație din dantelă neagră. Al doilea șorț are formă dreptunghiulară; ornamentat pe toată suprafața cu vergi înguste verticale și paralele, de culoare neagră, pe fond roșu. În partea superioară, registre înguste orizontale și paralele cu motive florale stilizate, în alternanță cu vergi mai late de culoare roșie; în partea inferioară, trei registre mai late cu motive florale stilizate din lânică multicoloră, în alternanță cu vergi roșii. Pe trei laturi, dantelă din comerț, cumpărată. Cromatică: roșu, albastru, verde, liliachiu, piersiciu, portocaliu. | Muzeul Viticulturii și Pomiculturii, Golești      | Cimec    |
|      | Covor de Argeș                                                    | Datare: 1/4 sec XX Descoperit: jud. ARGEȘ, GOLEȘTI Material: lână; bumbac; țesut în 2 ițe; urzit bumbac; bătut lână; karamani; ales cu găurele; ales legat; încheiat cu acul; înnodat | De formă dreptunghiulară, din două foi încheiate cu acul, decor geometric amplasat pe toată suprafața bazat pe principiul alternanței decorative și cromatice: motivul cruce dreaptă în alternanță cu romburi concentrice de diferite culori pe un fond verde. Cromatică: verde, roșu, alb, galben, portocaliu, albastru, liliachiu, maro. | Muzeul Viticulturii și Pomiculturii, Golești      | Cimec    |
|      | Bete                                                              | Datare: 1/2 sec XX Descoperit: jud. ARGEȘ, com. ȘTEFĂNEȘTI Material: bumbac; fir metalic; țesut în 2 ițe; ales peste fire; ales printre fire | De formă dreptunghiulară, decor amplasat pe toată suprafața cu motive geometrice sub forma unui registru central, mărginit pe cele două laturi de câte un registru mai îngust, din romburi concentrice, triunghiulare. Capetele se termină cu firele libere ale urzelii. Cromatică: alb, galben. | Muzeul Viticulturii și Pomiculturii, Golești      | Cimec    |
|      | Scoarță                                                           | Datare: 1/4 sec XX Descoperit: jud. MEHEDINȚI, BAIA DE ARAMĂ Material: lână; bumbac; țesut în 2 ițe; urzit bumbac; bătut lână; karamani; ales cu găurele; încheiat cu acul; înnodat | De formă dreptunghiulară, din două foi încheiate cu acul, decor geometric amplasat pe toată suprafața în alternanță decorativă și cromatică: motive geometrice alcătuite din romburi în trepte, având în centru romburi mai mici unite între ele, pe fond divers colorat, ce alternează cu grupuri de vărgi înguste și late. Cromatică: roșu, negru, vișiniu, piersiciu, alb, galben, portocaliu, verde, liliachiu. | Muzeul Viticulturii și Pomiculturii, Golești      | Cimec    |
|      | Față de masă                                                      | Datare: 1/4 sec XX Descoperit: jud. ARGEȘ, PITEȘTI Material: pânză albă de casă; arnici; țesut în 2 ițe; brodat în punct românesc; șabac; tivit cu găurele; încheiat cu acul | Formă dreptunghiulară, alcătuită din trei foi încheiate cu acul, decor amplasat pe toată suprafața, dispus sub formă de chenar pe toate cele patru laturi plasat lângă tivul cu găurele și șabac, reprezentând motive florale stilizate: lalea, frunză. Câmpul este ornamentat cu motive geometrice și florale întrerupte: cruce dreaptă, lalea. Cromatică: alb, roșu, negru. | Muzeul Viticulturii și Pomiculturii, Golești      | Cimec    |
|      | Covor de perete                                                   | Datare: 4/4 sec XIX Descoperit: jud. Argeș, COSTEȘTI Material: lână; bumbac; țesut în 2 ițe; urzit bumbac; bătut lână; ales legat; înnodat | De formă dreptunghiulară, dintr-o singură foaie, decor amplasat pe toată suprafața cu motive decorative diverse dispuse în două registre: unul mai lat cu romburi concentrice dințate, pătrate, cruce dreaptă, în alternanță cromatică, separat în registre mai mici de patru vergi cu motivul „furcă” și unul mai îngust cu motive fitomorfe (frunză) pe un fond cafeniu. Registrul mai îngust este mărginit de „dinți de fierăstrău”. La capete, ciucuri din urzeala înnodată. Cromatică: cafeniu închis, cafeniu deschis, alb, galben, albastru, piersiciu. | Muzeul Viticulturii și Pomiculturii, Golești      | Cimec    |
|      | Covor muntenesc                                                   | Datare: 1/4 sec XX Descoperit: jud. ARGEȘ, PITEȘTI Material: lână; bumbac; țesut în 2 ițe; urzit bumbac; bătut lână; karamani; ales cu găurele; înnodat | De formă dreptunghiulară, dintr-o singură foaie, decor amplasat pe toată suprafața, într-o dispunere uniformă bazată pe principiul alternanței cromatice; motive geometrice romburi concentrice, cruce dreaptă, jumătăți de romb. La capete ciucuri din urzeală înnodată. Cromatică: roșu, albastru închis și deschis, portocaliu, alb, liliachiu, verde, galben. | Muzeul Viticulturii și Pomiculturii, Golești      | Cimec    |
|      | Șorț femeiesc                                                     | Datare: 4/4 sec XIX Descoperit: jud. ARGEȘ, PITEȘTI Material: bumbac; fir metalic; paiete; șnur; țesut în 4 ițe; ales peste fire; ales printre fire; aplicație | Formă dreptunghiulară, ornamentat pe toată suprafața cu motive geometrice sub formă de zigzag, romb, dispuse longitudinal. Pe trei laturi, aplicație din șnur și paiete, iar la poale ciucuri din fir metalic. Cromatică: alb, galben. | Muzeul Viticulturii și Pomiculturii, Golești      | Cimec    |
|      | Șorț femeiesc                                                     | Datare: 1/2 sec XX Descoperit: jud. ARGEȘ, ȚUȚULEȘTI Material: lână; lânică; dantelă; țesut în 4 ițe; ales peste fire; aplicație; tivit | Formă dreptunghiulară, ornamentate pe toată suprafața cu motive florale stilizate, dispuse sub formă de registre: cinci, mai înguste, în partea superioară și trei, în partea inferioară, mai late, cel din mijloc fiind cel mai lat, în alternanță cu vergi roșii, de diferite lățimi. Registrele florale sunt mărginite de vărguțe albe. Pe fondul piesei sunt dispuse vărguțe longitudinale și paralele, de culoare neagră. Pe trei laturi, aplicație din dantelă neagră. Capătul superior este tivit. Cromatică: roșu, negru, piersiciu, verde, albastru, liliachiu, portocaliu. | Muzeul Viticulturii și Pomiculturii, Golești      | Cimec    |
|      | Fotă din janir                                                    | Datare: 1/4 sec XX Descoperit: jud. ARGEȘ, ȚUȚULEȘTI Material: bumbac; fir metalic; țesut în 2 ițe; ales peste fire; aplicație | Formă dreptunghiulară, dintr-o singură foaie, ornamentată pe toată suprafață cu motive geometrice: romb sub formă de trei șiruri orizontale, în partea superioară și de un registru în partea inferioară, mărginit de câte un șir de triunghiuri. Pe trei laturi, aplicație cu franjuri din fir metalic. Cromatică: negru, argintiu. | Muzeul Viticulturii și Pomiculturii, Golești      | Cimec    |
|      | Șorț femeiesc                                                     | Datare: 1/2 sec XX Descoperit: jud. ARGEȘ, PITEȘTI Material: lână; lânică; bumbac; paiete; dantelă; mărgele; țesut în 2 ițe; ales peste fire; aplicație; tivit | Formă dreptunghiulară, decor amplasat pe toată suprafața cu motive florale stilizate, dispuse sub formă de registre orizontale și paralele: trei mai înguste, în partea superioară și trei, mai late, în partea inferioară, pe fond negru, în alternanță cu vergi roșii. Registrele mai late sunt mărginite de „zig-zag” de culoare verde. Vergile roșii, din partea superioară, prezintă buchete de flori stilizate, având aplicație de paiete și mărgele, care se află și pe vergile în zig-zag. Pe trei laturi, aplicație din dantelă neagră. Capătul superior tivit. Cromatică: roșu, negru, albastru, verde, piersiciu, portocaliu, liliachiu, roz, vișiniu. | Muzeul Viticulturii și Pomiculturii, Golești      | Cimec    |
|      | Șorț femeiesc                                                     | Datare: 1/2 sec XX Descoperit: jud. ARGEȘ, SĂLĂTRUCU Material: bumbac; lânică; fir metalic auriu și argintiu; țesut în 2 ițe; ales cu speteaza | Formă dreptunghiulară, decor amplasat pe toată suprafața cu motive florale stilizate: frunze și flori, dispuse sub formă de șiruri verticale, în alternanță cromatică. În partea inferioară, un registru cu motive florale. Pe două laturi, colțișori croșetați din lânică multicoloră. Capătul inferior se termină cu franjuri din fir metalic auriu. Cromatică: negru, alb, galben, roșu, liliachiu, verde, albastru. | Muzeul Viticulturii și Pomiculturii, Golești      | Cimec    |
|      | Catrință                                                          | Datare: 1/2 sec XX Descoperit: jud. ARGEȘ, CURTEA DE ARGEȘ Material: lână; lânică; fir metalic; beteală; țesut în 2 ițe; brodat în punct românesc; lănțișor; festonat | Formă dreptunghiulară, decor amplasat pe toată suprafața cu motive geometrice: romb, motive astrale (stea), coarnele berbecului. Spațiile libere dintre romburi sunt completate cu beteală. Pe două laturi, feston. La capătul inferior, un registru cu motive geometrice în punct românesc; ciucuri din lână multicoloră. Neornamentată pe 13 cm, în partea superioră. Cromatică: negru, roșu, liliachiu, verde. | Muzeul Viticulturii și Pomiculturii, Golești      | Cimec    |
|      | Șorț femeiesc                                                     | Datare: 1/4 sec XX Descoperit: jud. ARGEȘ, com. BRADU Material: bumbac; lână; lânică; paiete; mărgele; dantelă; țesut în 2 ițe; ales cu mâna; aplicație | Formă dreptunghiulară, decor amplasat pe toată suprafața sub forma unor registre orizontale și paralele cu motive florale stilizate, mărginite de vărguțe cu motivul „boabe trase”, în alternanță cu vărgi din lână verde. În partea inferioară, un registru mai lat mărginit de un registru cu aplicație de paiete și mărgele sub formă de triunghi. Pe trei laturi, aplicație din dantelă cumpărată. Cromatică: verde închis, verde deschis, piersiciu, maro. | Muzeul Viticulturii și Pomiculturii, Golești      | Cimec    |
|      | Fotă din janir                                                    | Datare: 1/4 sec XX Descoperit: jud. ARGEȘ, RUCĂR Material: bumbac; fir metalic; mătase; țesut în 4 ițe; ales peste fire; ales printre fire; tivit | Formă dreptunghiulară, ornamentată cu motive florale stilizate (cracă): frunze, flori, dispuse sub forma unui registru mai lat, în partea inferioară și la unul din capete, mărginite de o parte și de alta de registre mai înguste. Câmpul central prezintă un șir de frunze și flori. La capete este tivită. Cromatică: negru, galben, alb, verde, cafeniu, liliachiu, portocaliu. | Muzeul Viticulturii și Pomiculturii, Golești      | Cimec    |
|      | Zăvadă Autor: Nedelcu (familia)                                   | Datare: 1/4 sec XX Descoperit: jud. ARGEȘ, RUCĂR Material: lână; țesut în 2 ițe; urzit și bătut lână; karamani; ales cu găurele; încheiat cu acul; înnodat | De formă dreptunghiulară, din două foi cusute cu acul între ele; decor amplasat pe toată suprafața cu motivul „rac” în alternanță cromatică pe un fond divers colorat, alcătuind patru registre despărțite de câte un motiv în zigzag din lână galbenă. La exterior, laturile lungi prezintă motivul „dinți de fierăstrău”, iar cele scurte motivul zigzag. Capetele se termină cu firele libere ale urzelii înnodate. Cromatică: galben, roșu, nergu, grena, verde închis, albastru, alb, liliachiu, roz. | Muzeul Viticulturii și Pomiculturii, Golești      | Cimec    |
|      | Șorț femeiesc                                                     | Datare: 1/2 sec XX Descoperit: jud. ARGEȘ, com. MOȘOAIA Material: bumbac; lână; lânică; paiete; mărgele; fir metalic janir; dantelă; panglică; țesut în 4 ițe; brodat peste fire; aplicație | Formă dreptunghiulară, ornamentată pe toată suprafața cu motive decorative diverse. Câmpul este ornamentat cu vărguțe roșii și negre, dispuse vertical. În partea superioară, registre cu motive florale stilizate din lânică multicoloră dispuse transversal, având aplicație din fir metalic janir, fluturi și mărgele în alternanță cu vărguțe din lânică. În partea inferioară, trei registre, unul mai lat în mijloc cu motivele: coarnele berbecului, romb, cruce dreaptă, mărginite cu vergi din paiete și mărgele. O piesă are pe trei laturi aplicație din dantelă neagră și cealaltă piesă, aplicație din panglică neagră. Cromatică: roșu, negru, verde, piersiciu, cafeniu, kaki, albastru, liliachiu. | Muzeul Viticulturii și Pomiculturii, Golești      | Cimec    |
|      | Șorț femeiesc                                                     | Datare: 1/2 sec XX Descoperit: jud. ARGEȘ, com. MOȘOAIA Material: bumbac; lână; lânică; paiete; mărgele; dantelă; țesut în 2 ițe; brodat peste fire; aplicație | Formă dreptunghiulară, decor amplasat pe toată suprafața cu motive decorative diverse sub formă de registre transversale din lânică multicoloră, în alternanță cu vergi late de culoare roșie, mărginite de vergi din paiete și mărgele aplicate. În partea inferioară, un registru mai lat cu motive florale stilizate. Pe trei laturi, aplicație din dantelă neagră. Cromatică: roșu, negru, portocaliu, piersiciu, grena, albastru, alb, verde. | Muzeul Viticulturii și Pomiculturii, Golești      | Cimec    |
|      | Chilim                                                            | Datare: 1/4 sec XX Descoperit: jud. ARGEȘ, VÂLSĂNEȘTI Material: lână; bumbac; țesut în 2 ițe; urzit bumbac; bătut lână; karamani; ales cu găurele; înnodat | De formă dreptunghiulară, dintr-o foaie, ornamentat pe toată suprafața cu motive geometrice dispuse în trei registre, unul central mai lat cu romburi concentrice în trepte, în alternanță cromatică, mărginit de două registre mai înguste cu motivul pristornic, pe fond roșu. Registrele sunt despărțite de câte o vargă albă în trepte. Capetele se termină cu firele urzelii înnodate. Cromatică: roșu, negru, alb, verde, galben, portocaliu, albastru. | Muzeul Viticulturii și Pomiculturii, Golești      | Cimec    |
|      | Velință                                                           | Datare: 1/4 sec XX Descoperit: jud. ARGEȘ, VÂLSĂNEȘTI Material: lână; bumbac; țesut în 2 ițe; urzit bumbac; bătut lână; karamani; ales cu găurele; încheiat cu acul; tivit | Formă dreptunghiulară, alcătuită din două foi, încheiată cu acul; decor amplasat pe toată suprafața. Motive geometrice (romb și jumătate de romb) și motive fitomorfe (frunză), alese pe câte un fond divers colorat, sunt delimitate de câte un registru din linii oblice piersicii pe fond galben. Capetele sunt tivite. Cromatică: roșu, portocaliu, verde, liliachiu, galben, piersiciu, albastru. | Muzeul Viticulturii și Pomiculturii, Golești      | Cimec    |
|      | Șorț femeiesc                                                     | Datare: 1/2 sec XX Descoperit: jud. ARGEȘ, PITEȘTI Material: bumbac; lânică; fir metalic janir; țesut în 4 ițe; ales peste fire; aplicație | Formă dreptunghiulară, decor amplasat pe toată suprafața cu motive geometrice sub formă de romburi cu fir metalic argintiu în care sunt înscrise motive stelare (astrale) din fir metalic auriu. În partea inferioară, două registre înguste sub formă de ghirlandă cu „boboci” din lânică piersicie, mărginite de linie în zig-zag. Pe trei laturi, aplicație din dantelă neagră din comerț. Crormatică: negru, alb, galben, piersiciu. | Muzeul Viticulturii și Pomiculturii, Golești      | Cimec    |
|      | Șorț femeiesc                                                     | Datare: 1/2 sec XX Descoperit: jud. ARGEȘ, com. BRADU Material: bumbac; lână; lânică; paiete; mărgele; fir metalic; dantelă; șnur; țesut în 2 ițe; ales legat; aplicație; croșetat | Formă dreptunghiulară, decor amplasat pe toată suprafața cu motive decorative diverse, sub formă de registre orizontale: trei mai înguste, în partea superioară, ornamentate cu motive florale stilizate, în alternanță cu vergi din lânică grena; în partea inferioară, trei registre mai late, din care cel din mijloc, foarte lat, ornamentate cu motive florale stilizate din lânică multicoloră, în alternanță cu vergi de culoare grena pe care se află aplicate paiete și mărgele. Motivele florale au inserat fir metalic janir. Pe trei laturi, aplicație din dantelă neagră, croșetată și șnur cu paiete. Cromatică: grena, verde, albastru, piersiciu, portocaliu, liliachiu. | Muzeul Viticulturii și Pomiculturii, Golești      | Cimec    |
|      | Covor românesc                                                    | Datare: 1/2 sec XX Descoperit: jud. ARGEȘ, VÂLSĂNEȘTI Material: lână; bumbac; țesut în 2 ițe; urzit bumbac; bătut lână; karamani; ales cu găurele | De formă dreptunghiulară, dintr-o foaie, decor amplasat pe toată suprafață alcătuit dintr-un chenar mărginit de motivul dinți de fierăstrău, ornamentat cu motive geometrice (romburi dințate). Câmpul este ornamentat cu registre transversale pe urzeală, având motive decorative diverse, pe fonduri divers colorate. Cromatică: vișiniu, albastru, alb, galben, verde, cafeniu. | Muzeul Viticulturii și Pomiculturii, Golești      | Cimec    |
|      | Păretar                                                           | Datare: 1/4 sec XX Descoperit: jud. ARGEȘ, CURTEA DE ARGEȘ Material: lână; bumbac; țesut în 2 ițe; urzit bumbac; bătut lână; ales legat; înnodat | Formă dreptunghiulară, dintr-o singură foaie, decor amplasat pe toată suprafața, cu chenar cu fond crem și motive geometrice întrerupte (pristornic). Câmpul de culoare roșie este ornamentat cu motive geometrice (romb), care se repetă. Capetele au ciucuri din firele urzelii înnodate. Cromatică: roșu, crem, grena, verde. | Muzeul Viticulturii și Pomiculturii, Golești      | Cimec    |
|      | Șorț femeiesc                                                     | Datare: 1/2 sec XX Descoperit: jud. ARGEȘ, PITEȘTI Material: bumbac; lână; lânică; mărgele; fir metalic janir; dantelă; șnur; fluturi; țesut în 2 ițe; ales legat; aplicație; croșetat | Formă dreptunghiulară, decor amplasat pe toată suprafața cu motive decorative diverse sub formă de registre orizontale: trei mai înguste, în partea superioară, ornamentată cu motive florale stilizate, în alternanță cu vergi din lânică roșie; în partea inferioară, trei registre mai late cu motive florale stilizate în alternanță cu vergi din lânică roșie, pe care sunt aplicate paiete și mărgele. Motivele florale au inserat fir metalic janir. Pe trei laturi, aplicație din dantelă neagră și șnur metalic, ondulat. Cromatică: roșu, negru, verde, piersiciu, roz, alb, albastru. | Muzeul Viticulturii și Pomiculturii, Golești      | Cimec    |
|      | Scoarță                                                           | Datare: 1/4 sec XX Descoperit: jud. ARGEȘ, PITEȘTI Material: lână; țesut în 2 ițe; urzit lână; bătut lână; karamani; ales cu găurele; încheiat cu acul; înnodat | De formă dreptunghiulară, din două foi încheiate cu acul; decor geometric amplasat pe toată suprafața în alternanță decorativă: motive geometrice diverse alese pe un fond negru și roșu, în alternanță cu grupuri de vărguțe care încadrează câte o vargă mai lată. Capetele se termină cu urzeala înnodată. Cromatică: roșu, nergu, alb, verde, sein, piersiciu. | Muzeul Viticulturii și Pomiculturii, Golești      | Cimec    |
|      | Covor cu alesături                                                | Datare: 1/4 sec XX Descoperit: jud. ARGEȘ, PITEȘTI Material: lână; bumbac; țesut în 2 ițe; urzit bumbac; bătut lână; karamani; ales cu găurele; încheiat cu acul; înnodat | De formă dreptunghiulară, din două foi încheiate cu acul; decor amplasat pe toată suprafața, alcătuit din registre transversale, în alternanță decorativă: grupuri de vărgi divers colorate în alternanță cu registre alese cu motive decorative diverse: romb în trepte, cruce dreaptă, pristornic. Capetele se tremină cu firele libere ale urzelii. Cromatică: vișiniu, verde închis, verde deschis, alb, galben, portocaliu, maro. | Muzeul Viticulturii și Pomiculturii, Golești      | Cimec    |
|      | Bete                                                              | Datare: 1/4 sec. XX Descoperit: jud. Argeș, com. ȘUICI, ȘUICI Material: lână; mărgele; țesut în 2 ițe; aplicație | Formă dreptunghiulară, ornamentat cu motive geometrice dispuse longitudinal sub formă de vergi înguste, alcătuite din romburi, X, despărțite de vergi roșii, în alternanță cromatică. Pe margini, aplicație din grupuri de câte trei mărgele albe, la distanță de circa 2 cm. Cromatică: roșu, galben, verde, alb. | Muzeul Viticulturii și Pomiculturii, Golești      | Cimec    |
|      | Maramă                                                            | Datare: 4/4 sec. XIX Descoperit: jud. Vâlcea, com. MĂLDĂREȘTI, MĂLDĂREȘTI Material: borangic; bumbac; fir metalic; țesut în 2 ițe; ales printre fire | Formă dreptunghiulară, decor amplasat pe toata suprafața, câmpul este ornamentat cu motive florale stilizate dispuse în șiruri orizontale. Pe cele patru laturi are chenar alcătuit din motive geometrice sub formă de romb, în trepte. La capete, motive florale stilizate sub formă de trei buchete. Capetele se termină cu fire libere ale urzelii. Cromatică: alb. | Muzeul Viticulturii și Pomiculturii, Golești      | Cimec    |
|      | Fotă de Topolog                                                   | Datare: 4/4 sec. XIX Descoperit: jud. Argeș, com. COSTEȘTI, COSTEȘTI Material: lână; lânică; beteală; fluturi; mărgele; țesut în 2 ițe; brodat la fir; brodat peste fire; încheiat cu acul; lănțișor; festonat; aplicație                                                                                    | Formă dreptunghiulară, din două foi încheiate cu acul, ornamentate cu motive decorative diverse, decor ordonat în registre. Centrul neornamentat este continuat de un registru îngust, mărginit spre exterior de un chenar cu motive geometrice, care se repetă pe toate laturile, încadrând un registru mai lat. În spațiile libere, cruci din beteală și aplicație din fluturi și mărgele. Festonată pe cele patru laturi cu lânică albastră. Cromatică: roșu, bleumarin, verde, galben, albastru, liliachiu. | Muzeul Viticulturii și Pomiculturii, Golești      | Cimec    |
|      | Crătință                                                          | Datare: 1/4 sec. XX Descoperit: jud. Argeș, com. SĂLĂTRUCU, SĂLĂTRUCU Material: lână; lânică; beteală; fir metalic; mărgele; paiete; țesut în 2 ițe; brodat peste fire; festonat; aplicație | Formă dreptunghiulară, decor amplasat pe toata suprafața, cu motive decorative diverse: inimioară, romb, motive florale stilizate, dispuse în patru registre; în partea superioară, un registru lat din șiruri de inimioare având intercalate romburi, din lână roșie, mărginite de lănțișor din fir metalic și lânică de diferite culori; urmează un registru îngust cu motive geometrice: romburi, cruce în X, cu lânică roșie, verde și beteală; în partea de jos, un registru lat cu motivele: inimioară, stea, romb, urmat de același registru îngust. Câmpul este presărat cu cruci din beteală. Partea de jos se termină cu ciucuri din lânică multicoloră. Pe cele două laturi, feston roșu. Cromatică: negru, roșu, verde, liliachiu. | Muzeul Viticulturii și Pomiculturii, Golești      | Cimec    |
|      | Zăvelcă                                                           | Datare: 1/4 sec. XX Descoperit: jud. Vâlcea, com. ORLEȘTI, ORLEȘTI Material: bumbac; lână; lânică; beteală; fir metalic; arnici; țesut în 4 ițe; brodat peste fire; brodat printre fire; croșetat; aplicație; lănțișor; franjuri                                                                             | Formă dreptunghiulară, decor amplasat pe toată suprafața, sub formă de motive geometrice reprezentând romburi concentrice și zig-zag din bumbac și beteală argintie și aurie, în alternanță cromatică, dispuse în șiruri paralele și longitudinale. La capătul inferior, un registru cu motivul romb și cruce în X, mărginit de două vergi cu motivul cruce din beteală. Pe două laturi, colțișori croșetați cu lânică multicoloră. Capătul inferior se termină cu o linie în zig-zag în punctul lănțișor, cu arnici roșu și franjuri din fir metalic. Cromatică: negru, bleumarin, roșu, galben, verde, piersică. | Muzeul Viticulturii și Pomiculturii, Golești      | Cimec    |
|      | Zăvelcă                                                           | Datare: 1/4 sec. XX Descoperit: jud. Olt, com. CURTIȘOARA, CURTIȘOARA Material: lână; lânică; beteală; fluturi; mărgele; țesut în 2 ițe; brodat peste fire; aplicație; lănțișor; festonat | Formă dreptunghiulară, decor amplasat pe toata suprafața, cu motive geometrice sub formă de romburi, în alternanță cromatică. În spațiile libere dintre romburi se află „steluțe” din beteală argintie. În mijlocul romburilor, aplicație din fluturi și mărgele. În partea inferioară a piesei, grupuri din câte două vărguțe din lănțișor. Festonat pe trei laturi. Cromatică: bleumarin, roșu, portocaliu, alb. | Muzeul Viticulturii și Pomiculturii, Golești      | Cimec    |
|      | Cămașă femeiască                                                  | Datare: 1/2 sec. XX Descoperit: jud. Vâlcea, com. DĂEȘTI, DĂEȘTI Material: bumbac; arnici; țesut în 2 ițe; ales cu speteaza; croit; încheiat cu acul | Cămașă femeiască, încrețită la gât pe bentiță îngustă, deschizătură pe mijlocul pieptului, mânecă lungă încrețită pe o bentiță îngustă și întoarsă; ornamentată cu motive florale stilizate dispuse pe mâneci în câte trei registre, cel din mijloc pe fond galben; pe piepți, guler, bentiță și mânecă găsim motive geometrice cu arnici roșu și negru. Spatele și poalele, neornamentate. Cromatică: alb, negru, roșu, galben. | Muzeul Viticulturii și Pomiculturii, Golești      | Cimec    |
|      | Zăvelcă                                                           | Datare: 1/4 sec. XX Descoperit: jud. Vâlcea, com. SCUNDU, SCUNDU Material: lână; lânică; beteală; arnici; țesut în 4 ițe; brodat peste fire; brodat printre fire; croșetat; festonat | Formă dreptunghiulară, decor amplasat pe toata suprafața, cu motive decorative diverse: cerc, romb, cruce, dispuse în șiruri paralele și longitudinale, despărțite prin motive realizate cu beteală. Pe două laturi, colțișori croșetați cu lânică piersicie și pe latura inferioară, feston din lână roșie. Cromatică: albastru, piersiciu, roșu, verde. | Muzeul Viticulturii și Pomiculturii, Golești      | Cimec    |
|      | Zăvelcă                                                           | Datare: 1/4 sec. XX Descoperit: jud. Vâlcea, com. ORLEȘTI, ORLEȘTI Material: lână; lânică; beteală; țesut în 4 ițe; brodat peste fire; croșetat | Formă dreptunghiulară, decor amplasat pe toata suprafața, cu motive geometrice sub formă de romburi și linie în zig-zag, executate din lânică și beteală, dispuse în șiruri paralele și longitudinale. Pe trei laturi, colțișori croșetați cu lână roșie. Cromatică: albastru, negru, roșu, auriu. | Muzeul Viticulturii și Pomiculturii, Golești      | Cimec    |
|      | Zăvelcă                                                           | Datare: 1/4 sec. XX Descoperit: jud. Vâlcea, com. GLĂVILE, GLĂVILE Material: bumbac; lână; lânică; beteală; fir metalic; țesut în 4 ițe; brodat peste fire; brodat printre fire; lănțișor; aplicație | Formă dreptunghiulară, decor amplasat pe toată suprafața, cu motive geometrice sub formă de romb, pătrat, cruce, stea, vargă întreruptă. Romburile sunt realizate din fir de beteală având în centru motivul „stea”. În partea inferioară, motivul zigzag din beteală. Pe trei laturi, franjuri din fir metalic. Cromatică: albastru, negru. | Muzeul Viticulturii și Pomiculturii, Golești      | Cimec    |
|      | Batistă de nuntă                                                  | Datare: 4/4 sec. XIX Descoperit: jud. Argeș, com. CORBENI, CORBENI Material: pânză; lânică; țesut în 2 ițe; brodat peste fire; croșetat | Formă pătrată, ornamentată pe două laturi cu grupuri de vergi galbene de diferite lățimi; pe cele patru laturi prezintă motive geometrice diverse. De jur împrejur, ciucuri din lânică în alternanță cromatică. Cromatică: alb, galben, roșu. | Muzeul Viticulturii și Pomiculturii, Golești      | Cimec    |
|      | Zăvelcă                                                           | Datare: 1/4 sec. XX Descoperit: jud. Olt, com. CURTIȘOARA, CURTIȘOARA Material: lână; lânică; beteală; fluturi; mărgele; țesut în 4 ițe; brodat peste fire; aplicație; festonat | Formă dreptunghiulară, decor amplasat pe toată suprafața, sub formă de romburi concentrice amplasate în șiruri longitudinale, în alternanță cromatică. În spațiile libere dintre romburi se află motivul stea din beteală. În mijlocul romburilor, aplicație din fluturi și mărgele. În partea inferioară, două grupuri din câte două vergi dispuse paralel și orizontal. Festonat pe trei laturi. Cromatică: negru, violet, roșu, portocaliu. | Muzeul Viticulturii și Pomiculturii, Golești      | Cimec    |
|      | Cămașă femeiască                                                  | Datare: 1/2 sec. XX Descoperit: jud. Vâlcea, com. DĂEȘTI, DĂEȘTI Material: bumbac; arnici; țesut în 2 ițe; ales cu speteaza; croit; încheiat cu mașina | Cămașă femeiască, alcătuită din nouă fâșii, încrețită la gât pe bentiță îngustă, cu deschizătură dreaptă, mânecă lungă încrețită pe o bentiță și întoarsă; ornamentată cu motive geometrice (romb) dispuse pe guler (bentiță), piepți și pe mâneci în trei registre, cel din mijloc, mai îngust, cu arnici galben „încreț”. Spatele și poalele, neornamentate. Cromatică: alb, grena, potocaliu. | Muzeul Viticulturii și Pomiculturii, Golești      | Cimec    |
|      | Fotă de Argeș                                                     | Datare: 3/4 sec. XIX Descoperit: jud. Argeș, PITEȘTI Material: lână; lânică; beteală; țesut în 2 ițe; brodat peste fire; cusut; festonat | Formă dreptunghiulară, din două foi cusute, ornamentată pe cele patru laturi cu un registru, mai lat la capete și mai îngust în partea superioară și inferioară, mărginit de câte un registru mai îngust. Registrul lat este ornamentat cu motive diverse în alternanță cromatică, având în spațiile libere „steluțe” din beteală albă. Registrele înguste sunt cu motive geometrice: romburi concentrice. Către interior un șir de motive geometrice: jumătăți de romb, mărginite de steluțe din beteală. Câmpul central neornamentat. Cromatică: roșu, negru, piersiciu, verde. | Muzeul Viticulturii și Pomiculturii, Golești      | Cimec    |
|      | Fotă de Argeș                                                     | Datare: 1/2 sec. XIX Descoperit: jud. Argeș, com. SĂLĂTRUCU, SĂLĂTRUCU Material: lână; lânică; fir metalic; beteală; țesut în 2 ițe; brodat peste fire; încheiat cu acul; lănțișor | Formă dreptunghiulară, alcătuită din două foi încheiate cu acul, cu centrul neornamentat, decor geometrizant, ordonat în registre, cu motive decorative diverse (romb, cruce dreaptă, cruce în X) dispuse pe cele patru laturi sub formă de trei registre, din care unul mai lat. În spațiile libere, aplicație de beteală și fir metalic. Feston pe cele patru laturi. Cromatică: roșu, bleumarin, verde, liliachiu. | Muzeul Viticulturii și Pomiculturii, Golești      | Cimec    |
|      | Maramă                                                            | Datare: 4/4 sec. XIX Descoperit: jud. Argeș, PITEȘTI Material: borangic; bumbac; fir metalic; țesut în 2 ițe; ales printre fire; înnodat | Formă dreptunghiulară, decor amplasat pe toata suprafața cu motive florale stilizate. Câmpul este ornamentat cu șiruri de ramuri cu frunze și flori. Pe cele patru laturi, chenar cu ghirlandă. La extremități câte două ramuri cu frunze și flori. Capetele se termină cu ciucuri înnodați din bumbac alb. Cromatică: alb. | Muzeul Viticulturii și Pomiculturii, Golești      | Cimec    |
|      | Fotă bătrânească                                                  | Datare: 4/4 sec. XIX Descoperit: jud. Argeș, com. SĂLĂTRUCU, SĂLĂTRUCU Material: lână; lânică; beteală; țesut în 2 ițe; brodat peste fire; încheiat cu acul; brodat la fir; brodat în punct românesc; lănțișor; festonat; aplicație                                                                          | Formă dreptunghiulară, alcătuită din două foi încheiate cu acul, cu lânică multicoloră, în alternanță cromatică. Decor geometrizant, cu motive decorative diverse. Cromatică: roșu, bleumarin, verde, liliachiu. | Muzeul Viticulturii și Pomiculturii, Golești      | Cimec    |
|      | Maramă de Muscel                                                  | Datare: 4/4 sec. XIX Descoperit: jud. București Material: borangic; bumbac; fir metalic; țesut în 2 ițe; ales printre fire | Formă dreptunghiulară, decor amplasat pe toata suprafața. Câmpul este ornamentat cu trei șiruri longitudinale alcătuite din motive florale stilizate, întrerupte, la extremități, de câte un registru orizontal cu motive geometrice, mărginit de grupuri de câte două vărguțe. Pe laturile lungi, decor geometrizant sub formă de zig-zag. Capetele se termină cu firele libere ale urzelii. Cromatică: alb. | Muzeul Viticulturii și Pomiculturii, Golești      | Cimec    |
|      | Maramă                                                            | Datare: 1/4 sec. XX Descoperit: jud. Vrancea, com. VIDRA, VIDRA Material: borangic; bumbac; țesut în 2 ițe; ales printre fire | Formă dreptunghiulară, decor amplasat pe toata suprafața. Câmpul este ornamentat cu motive geometrice în V, dispuse în șiruri transversale. La extremități, câte patru șiruri cu motivul „rozetă”, dispuse în alternanță decorativă cu șiruri cu motivul „cruce dreaptă”, continuate cu un registru cu motivul „furcă”, mărginite de câte două vărguțe. Capetele se termină cu firele libere ale urzelii. Cromatică: alb, galben. | Muzeul Viticulturii și Pomiculturii, Golești      | Cimec    |
|      | Fotă bătrânească                                                  | Datare: 3/4 sec. XIX Descoperit: jud. Argeș, com. SĂLĂTRUCU, SĂLĂTRUCU Material: lână; lânică; beteală; fir metalic; țesut în 2 ițe; brodat peste fire; încheiat cu acul; lănțișor; croșetat; aplicație | Formă dreptunghiulară, alcătuită din două foi încheiate cu acul, cu centrul neornamentat, decor amplasat pe cele patru laturi cu motive decorative diverse (romburi concentrice, „V”, „S”, zăluțe). În spațiile libere dintre romburi, aplicație cu beteală și lănțișor din fir metalic. Motivele ornamentale sunt dispuse în trei registre, cel din mijloc mai lat, separate prin vărguțe din beteală. Pe trei laturi, colțișori croșetați din lânică și fir metalic în alternanță cromatică. Cromatică: roșu, bleumarin, verde, albastru, liliachiu. | Muzeul Viticulturii și Pomiculturii, Golești      | Cimec    |
|      | Covor                                                             | Datare: 1/4 sec. XX Descoperit: jud. Bacău, com. COȚOFĂNEȘTI Material: lână prelucrată în gospodărie; urzit și bătut lână; țesut în 2 ițe cu urzeală ascunsă; ales legat cu fire întrepătrunse; înnodat | Formă dreptunghiulară, fond negru, dintr-o singură foaie, ornamentată pe toată suprafața cu motive florale stilizate și avimorfe. Mijlocul este ornamentat cu două grupuri, în alternanță decorativă cu motivul lalea cu frunze. Pe laturile longitudinale, câte un registru alcătuit din motive florale stilizate. Capetele se termină cu ciucuri înnodați din firele libere ale urzelii. Cromatică: negru, roșu, galben, verde, piersiciu, alb, cafeniu, albastru. | Muzeul Viticulturii și Pomiculturii, Golești      | Cimec    |
|      | Catrință                                                          | Datare: ¾ sec. al XIX-lea Descoperit: jud. Olt, Drăgănești - Olt Material: Bumbac, lânică, fir metalic, fluturi, mărgele, panglică ; țesut în 2 ițe, ales în tehnica karamani (cu găurele), ales legat, aplicație                                                                                            | Formă dreptunghiulară, decor amplasat pe toată suprafața, sub formă de registre orizontale, cu motive decorative diverse, în alternanță cu vergi de diferite lățimi și culori. În partea inferioară, piesa prezintă trei registre mai late, cu motive geometrice: romburi concentrice în trepte, în alternanță cu registre mai înguste și vergi. În jumătatea inferioară, aplicație cu fluturi și mărgele. Pe trei laturi, aplicație din panglică neagră și portocalie cu fir metalic. În partea superioară, aplicație cu panglică roșie învărgată. Cromatică: roșu, alb, galben, albastru, verde, galben. | Muzeul Viticulturii și Pomiculturii, Golești      | Cimec    |
|      | Șorț femeiesc                                                     | Datare: ¾ sec. al XIX-lea Descoperit: jud. Olt, Drăgănești - Olt Material: Bumbac, lânică, fir metalic, fluturi, mărgele; țesut în 2 ițe, ales legat, ales peste fire, aplicație | Formă dreptunghiulară, decor amplasat pe toată suprafața, sub formă de registre orizontale, cu motive decorative diverse: coarnele berbecului, pristornic, romb în alternanță cu vergi de diferite mărimi și culori. În partea inferioară, decorul este constituit dintr-un registru mai lat, alcătuit din romburi concentrice, în trepte, mărginit de două registre cu motive geometrice diverse. Registrele părții inferioare sunt încadrate de câte un motiv în zigzag, realizat cu bumbac alb. Pe jumătatea inferioară și pe trei laturi, piesa prezintă aplicație de fluturi și mărgele. Pe trei laturi, aplicație din panglică neagră și portocalie cu fir metalic. Cromatică: roșu, negru, alb, portocaliu, verde, violet. | Muzeul Viticulturii și Pomiculturii, Golești      | Cimec    |
|      | Zăvelcă în scoarță                                                | Datare: ¾ sec. al XIX-lea Descoperit: jud. Vâlcea, com. COSTEȘTI Material: Lână, bumbac; țesut în 2 ițe, ales peste fire, croșetat | Formă dreptunghiulară, decor amplasat pe toată suprafața; în partea superioară și la capătul inferior, găsim registre cu motivul „pomul vieții”. Între ele, trei registre: unul mai lat, central, mărginit de două mai înguste, ce prezintă motivul astral – stea. Pe trei laturi, piesa prezintă colțișori croșetați, din lână roșie. Cromatică: roșu, alb, verde, piersiciu, liliachiu, albastru. | Muzeul Viticulturii și Pomiculturii, Golești      | Cimec    |
|      | Șorț femeiesc                                                     | Datare: 1906 Descoperit: jud. Argeș, Costești Material: Bumbac, lânică, fir metalic, dantelă; țesut în 2 ițe, ales legat, aplicație | Formă dreptunghiulară, urzit bumbac, bătut lână, decor amplasat pe toată suprafața, sub formă de trei registre orizontale, cu motive florale stilizate din lână policromă, în alternanță cu vergi de culoare roșie, în partea superioară. În partea inferioară, trei registre, mai late, cu motive florale stilizate, cel din mijloc cu trandafiri, în alternanță cu vergi roșii înguste, realizat cu fir metalic în mijloc. Pe trei laturi, aplicație din dantelă neagră. Cromatică: roșu, verde, alb, portocaliu, vișiniu, piersiciu, albastru, muștar. | Muzeul Viticulturii și Pomiculturii, Golești      | Cimec    |
|      | Maramă                                                            | Datare: ¼ sec. al XX-lea Descoperit: jud. Dolj, com. AMĂRĂȘTII DE JOS, Amărești Material: borangic, arnici, bumbac, fir metalic; țesut în 2 ițe, ales printre fire | Formă dreptunghiulară, decor amplasat pe toată suprafața, motive decorative diverse, sub forma unor șiruri transversale. La extremități, câte un registru îngust, cu decor geometrizant, urmat de câte două registre, cu decor geometrizant. Capetele se termină cu firele libere ale urzelii. Cromatică: alb, liliachiu. | Muzeul Viticulturii și Pomiculturii, Golești      | Cimec    |
|      | Șorț femeiesc                                                     | Datare: ¼ sec. al XX-lea Descoperit: jud. Argeș, Pitești Material: Bumbac, mătase, fir metalic, dantelă; țesut în 4 ițe, ales peste fire, ales cu mâna, aplicație, croșetat | Alcătuit din două piese, față și spate, cu formă dreptunghiulară, decor amplasat pe toată suprafața, sub formă de registre verticale: „ghirlandă” cu mătase neagră, întretăiate, în partea inferioară, de trei registre orizontale cu același motiv. În spatele dintre registre, se află alese, motive florale. Mătasea neagră este completată de fir metalic. Pe trei laturi, aplicație din dantelă croșetată, cu colți. Celălalt șorț are dantelă pe două laturi, iar la marginea de jos, are franjuri din mătase neagră. Cromatică: negru, galben. | Muzeul Viticulturii și Pomiculturii, Golești      | Cimec    |
|      | Maramă de Muscel                                                  | Datare: ¾ sec. al XIX-lea Descoperit: București Material: borangic, bumbac; țesut în 2 ițe, ales peste fire, ales printre fire | Formă dreptunghiulară, decor amplasat pe toată suprafața. Câmpul este ornamentat, cu șiruri cu motive geometrice, dispuse orizontal. La extremități, câte un registru lat, alcătuit din motive geometrice, sub formă de romb, având, în interior, câte un motiv floral stilizat, în alternanță cu motivul trifoiului cu patru foi. Capetele se termină cu firele libere ale urzelii. Cromatică: alb. | Muzeul Viticulturii și Pomiculturii, Golești      | Cimec    |
|      | Maramă de Muscel                                                  | Datare: ¾ sec. al XIX-lea Descoperit: jud. București Material: borangic, arnici, mătase, fir metalic; țesut în 2 ițe, ales cu speteaza | Formă dreptunghiulară, decor amplasat pe toată suprafața, cu motive florale stilizate, dispuse în șiruri orizontale. La extremități, câte un registru cu motivul trifoi cu patru foi, mărginit de grupuri de câte două vărguțe. Capetele se termină cu firele libere ale urzelii. Cromatică: alb, albastru, piersiciu. | Muzeul Viticulturii și Pomiculturii, Golești      | Cimec    |
|      | Zăvelcă aleasă                                                    | Datare: 1/4 sec. al XX-lea Descoperit: jud. Olt, Scornicești Material: bumbac, lânică, fir metalic, panglică; țesut în 2 ițe, ales în tehnica karamani (cu găurele), ales peste fire, aplicație | Formă dreptunghiulară, decor amplasat pe toată suprafața, sub formă de registre orizontale cu decor geometrizant în alternanță cu vergi roșii și vărguțe negre și fir. În partea inferioară, un registru mai lat, cu motive florale stilizate și motive geometrice. Pe trei laturi, aplicație cu panglică albastră. Cromatică: roșu, verde, albastru, galben, alb, piersiciu, negru, liliachiu. | Muzeul Viticulturii și Pomiculturii, Golești      | Cimec    |
|      | Maramă                                                            | Datare: 4/4 sec. al XIX-lea Descoperit: jud. Argeș, com. RUCĂR, RUCĂR Material: borangic, bumbac, fir metalic; țesut în 2 ițe, ales printre fire | Formă dreptunghiulară, decor amplasat pe toată suprafața. Central, motive florale stilizate, sub formă de șiruri alcătuite din ramuri cu frunze și flori, dispuse transversal. La extremități, câte un registru cu aceleași motive florale, mărginit de câte două grupuri de vărguțe. Capetele se termină cu firele libere ale urzelii. Cromatică: alb. | Muzeul Viticulturii și Pomiculturii, Golești      | Cimec    |
|      | Maramă Autor: Radu (familia)                                      | Datare: 1/4 sec. al XX-lea Descoperit: jud. Argeș, Pitești Material: borangic, mătase, fir metalic; țesut în două ițe, ales printre fire | Formă dreptunghiulară, decor amplasat pe toată suprafața. Câmpul este ornamentat cu motive florale stilizate, sub formă de șiruri alcătuite din ramuri cu frunze și flori. Pe laturile lungi, piesa prezintă câte o ghirlandă, cu motive florale stilizate. La extremități, câte un registru cu decor geometrizant, alcătuit din romburi concentrice, din mătase și fir metalic, mărginit de câte un șir de romburi. Capetele se termină cu firele libere ale urzelii. Cromatică: alb. | Muzeul Viticulturii și Pomiculturii, Golești      | Cimec    |
|      | Maramă                                                            | Datare: 1/4 sec. al XX-lea Descoperit: jud. Argeș, Pitești Material: borangic, bumbac, fir metalic; țesut în două ițe, ales printre fire | Formă dreptunghiulară, decor amplasat pe toată suprafața. Câmpul central este alcătuit din șiruri cu motive florale stilizate (buchet), dispuse orizontal. Pe toate laturile, are chenar cu decor geometrizant (romb). La extremități, câte două ornamente alcătuite din motivele: coarnele berbecului și romb. Capetele se termină cu firele libere ale urzelii. Cromatică: alb, auriu. | Muzeul Viticulturii și Pomiculturii, Golești      | Cimec    |
|      | Șorț femeiesc                                                     | Datare: 3/4 sec. al XIX-lea Descoperit: jud. Argeș, Pitești Material: bumbac, fir metalic; țesut în 2 ițe, ales peste fire, croșetat | Formă dreptunghiulară, decor amplasat pe toată suprafața, sub formă de șiruri din motive florale stilizate, ce au, în spațiile libere, romburi din fir metalic argintiu, pe fond albastru închis. În partea inferioară, o vargă orizontală din fir metalic auriu. Pe două laturi, colțișori croșetați din fir metalic argintiu. Cromatică: albastru închis, alb, galben. | Muzeul Viticulturii și Pomiculturii, Golești      | Cimec    |
|      | Maramă                                                            | Datare: 4/4 sec. al XIX-lea Descoperit: jud. Gorj, com. BĂLĂNEȘTI, GLODENI Material: borangic galben, arnici, lânică; țesut în 2 ițe, ales cu speteaza | Formă dreptunghiulară, decor amplasat pe toată suprafața, cu motive decorative diverse, dispuse în șiruri transversale, în alternanță decorativă. Capetele se termină cu firele libere ale urzelii. Cromatică: galben, alb, verde, roșu, albastru, liliachiu, piersiciu. | Muzeul Viticulturii și Pomiculturii, Golești      | Cimec    |
|      | Față de masă                                                      | Datare: 3/4 sec. XIX Descoperit: jud. Argeș, com. VULTUREȘTI, VULTUREȘTI Material: bumbac; arnici; țesut în 2 ițe; ales cu speteaza; tivit; croșetat | Formă dreptunghiulară, alcătuită din două foi unite prin dantelă croșetată, din bumbac alb, cu motivul rombului. Piesa este ornamentată pe toată suprafața cu motive florale stilizate în alternanță cu vărguțe din arnici. Cromatică: alb, roșu, negru, galben. | Muzeul Viticulturii și Pomiculturii, Golești      | Cimec    |
|      | Față de pernă                                                     | Datare: 1/2 sec. XX Descoperit: jud. Vâlcea, com. BOIȘOARA, GĂUJANI Material: pânză; arnici; țesut în 2 ițe; brodat în cruci; încheiat cu acul | Formă dreptunghiulară, fața ornamentată pe toată suprafața. Central, buchet cu motive florale și motive fitomorfe stilizate. În cele patru colțuri, buchet în alternanță cu motive avimorfe (pasăre). Pe cele patru laturi, chenar cu motive florale stilizate, mărginite pe cele două laturi de grupuri din vărguțe țesute cu bumbac galben, portocaliu, albastru, liliachiu, alb. Cromatică: portocaliu, albastru, liliachiu, roșu, negru, galben. | Muzeul Viticulturii și Pomiculturii, Golești      | Cimec    |
|      | Față de pernuță                                                   | Datare: 1/2 sec. XX Descoperit: jud. Vâlcea, com. STOENEȘTI, ZMEURĂTU Material: pânză; arnici; țesut în 2 ițe; brodat în cruci; încheiat cu acul | Formă pătrată, alcătuită din față și dos, ornamentată numai pe față, cu decor amplasat pe toată suprafața. Central, glastră cu flori (trandafiri). În cele patru colțuri, motive florale (trandafiri). Pe margine, chenar, reprezentând o ghirlandă. Cromatică: alb, roșu, negru. | Muzeul Viticulturii și Pomiculturii, Golești      | Cimec    |
|      | Față de pernă                                                     | Datare: 1/4 sec. XX Descoperit: jud. Argeș, com. ȘUICI, ȘUICI Material: pânză; arnici; țesut în 2 ițe; brodat în punct românesc; șabac; cheiță | Formă dreptunghiulară, alcătuită din 3 foi unite, pe trei laturi, cu cheița croșetată, ornamentată pe față și pe dos cu motive florale stilizate, dispuse în șiruri verticale și șabac. La capătul prevăzut cu 6 butoniere și năsturași prezintă un șir orizontal de motive florale stilizate. Cromatică: alb, negru, roșu. | Muzeul Viticulturii și Pomiculturii, Golești      | Cimec    |
|      | Față de pernă                                                     | Datare: 1/4 sec. XX Descoperit: jud. Olt, DRĂGĂNEȘTI Material: pânză; arnici; țesut în 2 ițe; brodat în punct românesc; încheiat cu acul | Formă dreptunghiulară, alcătuită din față și dos; ornamentată numai pe față cu câte o ghirlandă cu trandafiri, dispuse în partea superioară și inferioară a feței. Central, un motiv zoomorf: cal și unul antropomorf: femeie cu umbrela în mână. În cele patru colțuri, câte un motiv antropomorf: femeie. Cromatică: alb, negru, galben. | Muzeul Viticulturii și Pomiculturii, Golești      | Cimec    |
|      | Față de pernă Autor: Maria, A.                                    | Datare: 1932 Descoperit: jud. Olt, DRĂGĂNEȘTI Material: pânză; arnici; țesut în 2 ițe; brodat în cruci; încheiat cu mașina; tivit cu găurele | Formă pătrată alcătuită din față și dos, încheiat cu mașina. Fața este ornamentată pe toată suprafața. Central, prezintă motive antropomorfe și zoomorfe: femeie cu umbrelă, ținând calul de frâu. În spațiul liber, cinci glastre cu flori și inscripția: MARIA.A 1932. Pe cele patru laturi chenar. Latura neprinsă e tivită cu găurele. Cromatica: alb, roșu, negru, portocaliu. | Muzeul Viticulturii și Pomiculturii, Golești      | Cimec    |
|      | Față fultuc                                                       | Datare: 1/2 sec. XX Descoperit: jud. Argeș, PITEȘTI Material: pânză; arnici; țesut în 2 ițe; brodat în cruci; încheiat cu mașina | De formă dreptunghiulară, alcătuită din față și dos, ornamentată numai pe față cu decor amplasat pe toată suprafața. Central, glastră, motive florale, motive fitomorfe, motive avimorfe. Chenarul este reprezentat de o ghirlandă. Încheiată cu mașina, pe trei laturi. Cromatica: alb, roșu, albastru, negru, portocaliu. | Muzeul Viticulturii și Pomiculturii, Golești      | Cimec    |
|      | Față de pernă cu papagal                                          | Datare: 1/2 sec. XX Descoperit: jud. Argeș, PITEȘTI Material: pânză; arnici; țesut în 2 ițe; brodat în cruci; croșetat; încheiat cu acul | De formă dreptunghiulară, alcătuită din față și dos, ornamentată numai pe față cu motive avimorfe: pasăre și motive florale stilizate: ramură cu frunze și flori. Pe cele patru laturi, chenar din motive florale stilizate. Laturile neunite prezintă colțișori croșetați. Cromatică: alb, roșu, negru, galben. | Muzeul Viticulturii și Pomiculturii, Golești      | Cimec    |
|      | Fultucă                                                           | Datare: 1/2 sec. XX Descoperit: jud. Vâlcea, com. PERIȘANI, PERIȘANI Material: bumbac; arnici; țesut în 2 ițe; ales cu speteaza; încheiat cu mașina | Formă dreptunghiulară, alcătuită din față și dos, decor amplasat pe toată suprafața, cu motive avimorfe: păsări, în alternanță, cu motive astrale (stea). Pe cele patru laturi, chenar cu ghirlandă din motive florale stilizate. Cromatică: alb, roșu, galben, negru. | Muzeul Viticulturii și Pomiculturii, Golești      | Cimec    |
|      | Față de pernă Autor: Bănică                                       | Datare: 1/2 sec. XX Descoperit: jud. Argeș, com. CĂLINEȘTI, CĂLINEȘTI Material: pânză; arnici; țesut în 2 ițe; brodat în cruci; încheiat cu acul; aplicație | De formă dreptunghiulară, alcătuită numai din față și volan din șapte bucăți încheiate cu acul, aplicat pe toate laturile. Decor amplasat pe toată suprafața; central, un motiv floral stilizat, având în centru o stea și pe margini motive zoomorfe: cerb. În cele patru colțuri, motive florale. Chenar cu motive zoomorfe: cerb, înscris în stea, mărginit de două chenare înguste. Volanul are motive florale stilizate. Cromatică: alb, roșu și negru. | Muzeul Viticulturii și Pomiculturii, Golești      | Cimec    |
|      | Față de pernă cusută cu pupăză                                    | Datare: 1/4 sec. XX Descoperit: jud. Argeș, com. SĂLĂTRUCU, SĂLĂTRUCU Material: pânză; arnici; țesut în 2 ițe; brodat în cruci; șabac; încheiat cu acul | Formă dreptunghiulară, alcătuită din față și dos. Fața este ornamentată pe toată suprafața. Central, motiv avimorf și floral: pasăre pe o ramură cu frunze și flori. Pe margine, chenar reprezentând o ghirlandă mărginită de șabac. Cromatică: alb, roșu, galben, albastru. | Muzeul Viticulturii și Pomiculturii, Golești      | Cimec    |
|      | Față de pernă cusută cu motive florale                            | Datare: 1/2 sec. XX Descoperit: jud. Argeș, PITEȘTI Material: pânză; arnici; țesut în 2 ițe; brodat în cruci | Formă dreptunghiulară, ornamentată pe toată suprafața cu motive florale dispuse central sub formă de buchet (garoafe) și pe cele patru laturi, un chenar sub formă de ghirlandă cu frunză de viță de vie. Cromatică: alb, roșu, negru. | Muzeul Viticulturii și Pomiculturii, Golești      | Cimec    |
|      | Față de pernă Autor: Dicuț, Aneta                                 | Datare: 1928 Descoperit: jud. Argeș, PITEȘTI Material: pânză; arnici; țesut în 2 ițe; brodat la fir; brodat peste fire; șabac; cusut; festonat | Formă dreptunghiulară, alcătuită din față, dos și volan pe toate laturile; ornamentată pe față cu registre din motive florale stilizate în alternanță cu șabac. Central, găsim înscrisul, unde autoarea își menționează numele și anul realizării feței de pernă - ANETA DICUȚ ANU 1928 -. Volanul este cusut cu mâna de restul piesei și este festonat. Cromatică: alb, roșu, albastru, verde, galben. | Muzeul Viticulturii și Pomiculturii, Golești      | Cimec    |
|      | Față de pernă                                                     | Datare: 13 ianuarie 1916 Descoperit: jud. Argeș, PITEȘTI Material: pânză; arnici; țesut în 2 ițe; brodat în punct românesc; încheiat cu acul | Formă pătrată, cu față și dos, având ca decor un motiv avimorf – pasăre (papagal) și motive fitomorfe: crenguță cu frunză și viță de vie cu strugure; dosul neornamentat. Conform textului aflat în partea central superioară a piesei, fața de pernă menționează data unui cutremur puternic ce s-a resimțit în zonă în anul 1916, 13 ianuarie. Cromatică: alb, roșu, galben, negru. | Muzeul Viticulturii și Pomiculturii, Golești      | Cimec    |
|      | Perdea                                                            | Datare: 1/2 sec. XX Descoperit: jud. Mehedinți, TURNU SEVERIN Material: bumbac; lână; fir metalic; țesut în 2 ițe; karamani cu găurele | Formă dreptunghiulară, alcătuită din trei foi, din care două au aceeași dimensiune. Ornamentate pe toată suprafața cu vergi din lână roșie întrerupte de câte o vărguță neagră în alternanță cu registre din motive geometrice: romb, alese cu fir metalic și motive geometrice alese cu lână multicoloră. Cromatică: roșu, negru, galben, liliachiu, alb, albastru, portocaliu. | Muzeul Viticulturii și Pomiculturii, Golești      | Cimec    |
|      | Scoarță                                                           | Datare: 1/4 sec. XX Descoperit: jud. Mehedinți, com. ISVERNA, BUSEȘTI Material: bumbac; lână; țesut în 2 ițe; ales peste fire; înnodat | Formă dreptunghiulară, alcătuită din două foi cusute între ele, ornamentată pe toată suprafața cu grupuri de vergi în alternanță cromatică, având între ele registre cu motive florale stilizate întrerupte (buchet) alese pe fond negru. Capetele se termină cu franjuri din urzeală înnodată. Cromatică: negru, roșu, piersiciu, galben, verde. | Muzeul Viticulturii și Pomiculturii, Golești      | Cimec    |
|      | Scoarță                                                           | Datare: 1/4 sec. XX Descoperit: jud. Mehedinți, com. ISVERNA, BUSEȘTI Material: lână; țesut în 2 ițe; ales peste fire; ales legat | Formă dreptunghiulară, alcătuită din două foi cusute între ele, pe fond negru, ornamentată cu registre în alternanță decorativă, alcătuite din motive florale mărginite de brăduți și vergi cu motivul „zăluță”. Cromatică: negru, galben, roșu, verde, roz. | Muzeul Viticulturii și Pomiculturii, Golești      | Cimec    |
|      | Scoarță cu motive oltenești Autor: Bălteanu (familia)             | Datare: 1/4 sec. XX Descoperit: jud. Mehedinți, TURNU SEVERIN Material: bumbac; lână; țesut în 2 ițe; ales curb; karamani; franjuri din urzeală | Formă dreptunghiulară, dintr-o singură foaie. Chenar dublu: cel exterior, pe fond maro este mărginit de o vargă din lână albastră; cel de-al doilea, delimitat de celălalt și câmp prin motivul „dinții babei”, are fondul alb. Câmpul de culoare albastră este ornamentat cu motive florale stilizate și motive vegetale dispuse transversal pe lungime: nalbă, mărgăritar. Cromatică: albastru, maro, alb, galben, portocaliu, roșu, verde deschis, gri. | Muzeul Viticulturii și Pomiculturii, Golești      | Cimec    |
|      | Cămașă femeiască                                                  | Datare: 3/4 sec. XIX Descoperit: jud. Argeș, com. CICĂNEȘTI, MIOARELE Material: bumbac; arnici; fir metalic; țesut în 2 ițe; ales cu speteaza; croit; încheiat cu acul | Din 11 foi, încheiate cu acul, gură dreaptă, încrețită la gât și la mâneci pe bentiță, sub braț „puișor”. Este ornamentată cu motive florale stilizate, alese cu speteaza, din arnici roșu, dispuse în două registre pe piept și trei registre pe mâneci, care pornesc de la baza gâtului. În spațiile libere, lănțișor din fir metalic, formând motivele: „coarnele berbecului” și inimioare. Fâșiile de pânză au pe margine grupuri de vărguțe galbene, roșii și albastre. Cromatică: alb, roșu, galben, albastru. | Muzeul Viticulturii și Pomiculturii, Golești      | Cimec    |
|      | Cămașă femeiască                                                  | Datare: 3/4 sec. XIX Descoperit: jud. Olt, com. DRĂGĂNEȘTI, CRÂNGENI Material: pânză; arnici; paiete; fir metalic; țesut în 2 ițe; încheiat cu acul; brodat în cruci; brodat peste fire; aplicație | Cămașă femeiască până în talie, încrețită pe bentiță îngustă, cu deschidere dreaptă, mâneca întoarsă, încrețită pe bentiță; ornamentată cu motive florale stilizate dispuse în șiruri verticale pe piept și pe mâneci, de la altiță în jos. Altița este în trei registre. Primul registru, mai lat, dispus în șiruri verticale cu motive geometrice executate cu lănțișor din fir metalic. Al doilea registru este ornamentat cu motive geometrice: romb și stelare, iar al treilea registru este ornamentat cu motive cruce în X. Motivele ornamentale sunt completate de paiete și lănțișor din fir metalic. Cromatică: alb, roșu, galben. | Muzeul Viticulturii și Pomiculturii, Golești      | Cimec    |
|      | Cămașă femeiască                                                  | Datare: 1/4 sec. XX Descoperit: jud. Argeș, com. TOPOLOVENI, GOLEȘTII-BADII Material: pânză; arnici; fir metalic; țesut în 2 ițe; încheiat cu acul; brodat la fir; lănțișor | Cămașă femeiască până în talie, încrețită pe bentiță, mâneca cu manșeta, deschidere dreaptă, ornamentată cu motive geometrice sub formă de decor în table pe piepți și sub formă de șiruri verticale pe mâneci de la altiță în jos și pe manșetă cu motive geometrice. Altița este alcătuită din două registre, unul mai lat cu decor geometrizant în romburi și unul mai îngust cu motiv în „S”. Sub altiță, găsim câte trei rânduri de romburi. Pe margini, pânza are șiruri de vergi din arnici galben. Cromatică: alb, negru, galben, roșu. | Muzeul Viticulturii și Pomiculturii, Golești      | Cimec    |
|      | Ie                                                                | Datare: 1/4 sec. XX Descoperit: jud. Argeș, com. DRAGOSLAVELE, DRAGOSLAVELE Material: pânză; lânică; arnici; fir metalic; bumbac; țesut în 2 ițe; croit; încheiat cu acul; brodat în „muște”; lănțișor; colțișori croșetați                                                                                  | Din 17 foi, ciupag și poale atașate, prinse cu acul. Gură dreaptă, încrețită pe bentiță îngustă, mâneca încrețită pe manșetă. Este ornamentată cu motivul „spirală” continuă, executată din „lănțișor” cu fir metalic, înscris pe „table”, aflate pe piepți și șiruri aflate pe mânecă și pe altiță, brodate „în muște”, cu lânică și pe manșete, cu arnici negru. La poale, un șir de motive florale stilizate. Fâșiile de pânză sunt mărginite de grupuri de vergi țesute cu arnici galben – portocaliu. Cromatică: alb, kaki, negru, galben. | Muzeul Viticulturii și Pomiculturii, Golești      | Cimec    |
|      | Ie Autor: Polexe, Elena                                           | Datare: 1/2 sec. XX Descoperit: jud. Argeș, PITEȘTI Material: pânză; arnici; fir metalic; fluturi; țesut în 2 ițe; brodat în punct bătrânesc; lănțișor; tivit cu găurele; croșetat | Alcătuită din 17 părți de pânză albă, încheiate la trup și mâneci cu cheiță croșetată cu arnici negru. Gura încrețită pe o bentiță îngustă cu romburi și „X” din fir metalic, cu despicătură dreaptă, șnur răsucit terminat cu ciucuri. Decor geometrizant: romb, coarnele berbecului și floral stilizat: frunze, garoafe, dispuse pe piept în patru registre verticale, pe altițe și în registre verticale terminate cu un registru orizontal, pe spate cu 2 registre verticale. Mâneca este tivită cu găurele și terminată cu colțișori croșetați cu arnici negru. Poalele au 2 clini drepți și patru trapezoidali neornamentați; au atașată o fâșie cu un registru către margine cu aceleași motive ornamentale; tiv cu găurele; colțișori croșetați. Ornamentele sunt conturate cu lănțișor din fir metalic auriu și aplicații de fluturi cusuți. Cromatică: alb, negru, galben.                                                                                      | Muzeul Viticulturii și Pomiculturii, Golești      | Cimec    |
|      | Ie Autor: Polexe, Elena                                           | Datare: 1/4 sec. XX Descoperit: jud. Argeș, PITEȘTI Material: pânză; arnici; fir metalic; țesut în 2 ițe; croit; brodat în „muște”; lănțișor; încheiat cu croșeta; încheiat cu mașina; cheiță; colțișori croșetați                                                                                           | Din 19 foi, alcătuită din ciupag și poale atașate cu mașina și cu cheiță croșetată. Gură dreaptă, încrețită pe bentiță îngustă, mâneca largă, terminată cu colțișori croșetați. Piesa este ornamentată cu motive fitomorfe (ghirlandă) și „coarnele berbecului”, cusute sub formă de „lănțișor”, cu fir metalic și „în muște” cu arnici albastru. Motivele sunt dispuse în șiruri orizontale, pe altiță, la baza mânecii și pe piept, în table și în șiruri verticale, de la altiță în jos. Aceleași ornamente se găsesc și pe poale. Cromatică: alb, albastru, galben. | Muzeul Viticulturii și Pomiculturii, Golești      | Cimec    |
|      | Ie                                                                | Datare: 1/4 sec. XX Descoperit: jud. Argeș, PITEȘTI Material: pânză; mătase; paiete; țesut în 2 ițe; ales peste fire; încheiat cu acul; croșetat; încheiat cu croșeta | Cămașă femeiască încrețită la gât pe bentiță, cu deschidere într-o parte mărginită de colțișori croșetați; mâneca largă cu poale prinse. Decor geometrizant amplasat pe piept în șiruri sub formă de „V” pe altiță și pe mâneci. Deasupra altiței și în partea inferioară a mânecii găsim un șir de motive florale stilizate. Sub altiță, un registru cu motive astrale înscrise în romburi. Poalele sunt alcătuite din mai mulți clinișori trapezoidali și sunt ornamentate cu un registru din motive astrale înscrise în romburi. Pe marginea mânecilor și a poalelor, colțișori croșetați. Cromatică: alb, galben. | Muzeul Viticulturii și Pomiculturii, Golești      | Cimec    |
|      | Catrință                                                          | Datare: 1/4 sec. XX Descoperit: jud. Vâlcea, RÂMNICU-VÂLCEA Material: lână; bumbac; lânică; țesut în 2 ițe; ales legat | Formă dreptunghiulară, decor amplasat pe toată suprafața cu motive geometrice sub formă de romb, cruce dreaptă înscrisă în romb, coarnele berbecului și rac, dispuse în registre orizontale în alternanță cu vergi roșii de diferite lățimi. Cromatică: vișiniu, roșu, alb, verde, albastru, piersiciu, galben. | Muzeul Viticulturii și Pomiculturii, Golești      | Cimec    |
|      | Fotă cu fir Autor: Polexe (familia)                               | Datare: 1/4 sec. XX Descoperit: jud. Argeș, PITEȘTI Material: bumbac; fir; arnici; țesut în 4 ițe; ales peste fire | Formă dreptunghiulară, ornamentată cu un registru din motive geometrice sub formă de romburi și coarnele berbecului dispus în partea inferioară și la unul din capete. La celălalt capăt, piesa prezintă aceleași motive grupate pe un registru mai îngust. Registrul părții inferioare este prevăzut în partea superioară cu un șir de romburi. Cromatică: albastru, galben, alb, roșu, liliachiu. | Muzeul Viticulturii și Pomiculturii, Golești      | Cimec    |
|      | Fotă cu fir Autor: Cebuc (familia)                                | Datare: 3/4 sec. XIX Descoperit: jud. Argeș, com. SĂLĂTRUCU, SĂLĂTRUCU Material: bumbac; lânică; beteală; fir metalic; țesut în 2 ițe; brodat peste fire; lănțișor; brodat în cruci | Formă dreptunghiulară, din două foi, încheiate cu acul, ornamentată pe cele patru laturi cu un registru cu motive florale stilizate din lânică multicoloră, mărginit de câte un chenar cu decor geometrizant. În spațiile libere, brodat în cruci cu beteală albă. În centru și pe trei laturi, piesa prezintă aplicație cu găitan din fir metalic. Câmpul central este neornamentat. La unul din capete, o foaie prezintă o intervenție ulterioară. Cromatică: negru, roșu, albastru, galben, liliachiu, verde. | Muzeul Viticulturii și Pomiculturii, Golești      | Cimec    |
|      | Fotă de mireasă                                                   | Datare: 1/4 sec. XX Descoperit: jud. Argeș, PITEȘTI Material: bumbac; fir metalic; țesut în 4 ițe; ales peste fire; aplicație | Formă dreptunghiulară, dintr-o singură foaie, ornamentată pe toată suprafața cu decor geometrizant dispus în mai multe registre. Câmpul central este ornamentat cu romburi și este mărginit de un registru mai îngust cu motivul „coarnele berbecului”, ce are pe margini zigzag. Urmează un registru mai lat alcătuit din romburi. Pe cele trei laturi, un alt registru cu motivul „coarnele berbecului”. La partea inferioară, piesa prezintă aplicație cu franjuri din fir metalic. Cromatică: alb. | Muzeul Viticulturii și Pomiculturii, Golești      | Cimec    |
|      | Șorț femeiesc Autor: Radu (familia)                               | Datare: 1/4 sec. XX Descoperit: jud. Argeș, PITEȘTI Material: bumbac; lânică; fir metalic; paiete; mărgele; panglică; țesut în 4 ițe; ales peste fire | Formă dreptunghiulară, ornamentat pe toată suprafața cu motive florale stilizate dispuse în șiruri orizontale în alternanță cu șiruri cu motive geometrice – romb, mărginite de fluturi și mărgele. În partea inferioară, un registru cu motive florale. În spațiile libere, fir metalic argintiu. Fondul roșu este ornamentat cu vărguțe verticale de culoare neagră. Pe trei laturi, aplicație cu panglică neagră. Cromatică: roșu, negru, verde, galben, albastru, piersiciu. | Muzeul Viticulturii și Pomiculturii, Golești      | Cimec    |
|      | Șorț femeiesc Autor: Radu (familia)                               | Datare: 1/4 sec. XX Descoperit: jud. Argeș, PITEȘTI Material: bumbac; lânică; fir metalic; paiete; mărgele; panglică; țesut în 4 ițe; ales peste fire | Formă dreptunghiulară, ornamentat pe toată suprafața cu motive florale stilizate dispuse în șiruri orizontale în alternanță cu șiruri cu motive geometrice – romb, mărginite de fluturi și mărgele. În partea inferioară, un registru cu motive florale. În spațiile libere, fir metalic argintiu. Fondul roșu este ornamentat cu vărguțe verticale de culoare neagră. Pe trei laturi, aplicație cu panglică neagră. Cromatică: roșu, negru, verde, galben, albastru, piersiciu. | Muzeul Viticulturii și Pomiculturii, Golești      | Cimec    |
|      | Vâlnic                                                            | Datare: 3/4 sec. XIX Descoperit: jud. Gorj, TURCINEȘTI Material: bumbac; lână; lânică; țesut în 2 ițe; ales peste fire; aplicație | Formă dreptunghiulară, ornamentat pe toată suprafața cu motive florale stilizate dispuse sub formă de șiruri verticale paralele cu lânică multicoloră pe fond roșu. La cele două capete și în partea inferioară, ghirlanda pe fond negru. Aplicație pe trei laturi din panglică. Cromatică: roșu, negru, verde, alb, portocaliu, albastru, vișiniu, piersiciu, liliachiu. | Muzeul Viticulturii și Pomiculturii, Golești      | Cimec    |
|      | Zăvelcă                                                           | Datare: 1/4 sec. XX Descoperit: jud. Vâlcea, com. MĂLDĂREȘTI, MĂLDĂREȘTI Material: bumbac; lână; lânică; țesut în 2 ițe; ales peste fire | Formă dreptunghiulară, decor amplasat pe toată suprafața sub formă de registre cu motive florale stilizate, dispuse orizontal și paralel, mărginite de vărguțe. Cromatică: roșu, verde, albastru, galben, piersiciu, liliachiu. | Muzeul Viticulturii și Pomiculturii, Golești      | Cimec    |
|      | Zăvelcă                                                           | Datare: 3/4 sec. XIX Descoperit: jud. Olt, CURTIȘOARA Material: lână; lânică; beteală; fluturi; țesut în 4 ițe; lănțișor; brodat peste fire; festonat | Formă dreptunghiulară, ornamentată pe toată suprafața în registre; în partea superioară, trei sferturi din suprafață este decorată cu șiruri de inimioare, în alternanță cromatică, având în spațiile libere steluțe din beteală; în partea de jos, un registru de motive florale stilizate, în alternanță cromatică, mărginite de steluțe din beteală, încadrat de două registre cu motivul „val” și linii drepte, mărgele. Pe margini, zavelca are feston. Cromatică: negru, roșu, portocaliu, alb, albastru. | Muzeul Viticulturii și Pomiculturii, Golești      | Cimec    |
|      | Chiup                                                             | Datare: 3/4 sec. XIX Descoperit: jud. Argeș, com. COTMEANA, DRĂGOLEȘTI Dimensiuni: Î: 43 cm; Dt: 33 cm Material: lut; coloranți; smalț; frământat prin călcare; modelat la roată; modelat manual; aplicare; smălțuire; ardere oxidantă                                                                       | Chiup de formă bitronconică, cu două toarte laterale ce pornesc de pe porțiunea de gabarit maxim și se prind de vas pe buza acestuia. Decorul este realizat din mai multe brâuri alveolare orizontale și verticale ce înconjoară vasul, împărțindu-l în mai multe registre, în interiorul acestora găsindu-se spirale în relief. Chiupul are un capac rotund cu un bumb de prindere. Vasul este smălțuit exterior și interior cu smalț de culoare verde. | Muzeul Viticulturii și Pomiculturii, Golești      | Cimec    |
|      | Oală                                                              | Datare: 1817 Descoperit: jud. Argeș Dimensiuni: Î: 33 cm Material: lut; coloranți; angobă; smalț; frământat prin călcare; modelat la roată; modelat manual; angobare; smălțuire; zgâriere; aplicație; ardere oxidantă                                                                                        | Oală de formă bitronconică, cu pântecele amplu și bombat. Gura este dreaptă, cu buza ușor răsfrântă. Piesa are o toartă ce pornește din regiunea de gabarit maxim și se prinde de vas sub buza acestuia. Decorul este realizat de patru linii concentrice realizate prin zgâriere, iar în partea superioară, sub gură, este decorată cu bumbi de lut. Oala prezintă datarea GH.I.L. 1817. Piesa este smălțuită integral la exterior. Cromatică: verde. | Muzeul Viticulturii și Pomiculturii, Golești      | Cimec    |
|      | Ulcior de nuntă                                                   | Datare: 3/4 sec. XIX Descoperit: jud. Argeș, GOLEȘTII BADII Material: lut; coloranți; smalț; frământat prin călcare; modelat la roată; modelat manual; aplicare; smălțuire; decorat cu pensula; ardere oxidantă                                                                                              | Din lut ars, în formă de pelican, cu trei pui și doi șerpi, decorat prin aplicații de lut și incizare. Ulciorul are o mănușă tubulară pe care este fixată „țâța” prin care se poate bea și are două toarte îngemănate smălțuite, cu bumbi decorativi. În lateral, găsim câte o figură antropomorfă. Ulciorul se sprijină pe patru picioare scurte. Cromatica: verde, galben. | Muzeul Viticulturii și Pomiculturii, Golești      | Cimec    |
|      | Covor                                                             | Datare: 1883 Descoperit: MĂCĂNEȘTI Material: lână; urzit lână; bătut lână; țesut în 2 ițe; ales legat; franjuri din firele înnodate ale urzelii | Formă dreptunghiulară, piesă dintr-o foaie. Decor geometric dispus pe toată suprafața: registre transversale înguste și mai late din vergi în alternanță cromatică. Chenar dispus pe toate laturile, alcătuit din motive geometrice, pe un fond negru. Datare în țesătură, cu lână roșie: 1883. Cromatică în culori naturale: negru, roșu, galben, muștar, liliachiu, verde deschis, portocaliu. | Muzeul Viticulturii și Pomiculturii, Golești      | Cimec    |
|      | Covor                                                             | Datare: 1/4 sec. XX Descoperit: jud. MEHEDINȚI, DROBETA-TURNU SEVERIN Material: bumbac; lână; țesut în 2 ițe; ales legat; ciucuri înnodați | Formă dreptunghiulară, dintr-o singură bucată, ornamentat pe toată suprafața cu motive florale stilizate și geometrice dispuse alternativ pe un fond de culoare cărămizie, mărginit de un chenar pe cele patru laturi, ornamentat cu aceleași motive, încadrat de două chenare mai înguste din vergi albe și negre cu motivul „zăluță” pe mijloc. Capetele se termină cu ciucuri înnodați. Cromatică: cărămiziu, roșu, alb, negru, verde, albastru, portocaliu. | Muzeul Viticulturii și Pomiculturii, Golești      | Cimec    |
|      | Velință                                                           | Datare: 1/4 sec. XIX Descoperit: jud. OLT, SCORNICEȘTI Material: bumbac; lână; țesut în 2 ițe; karamani cu tăieturi | Formă dreptunghiulară, alcătuită din două foi cusute între ele. Decor geometric dispus pe toată suprafața în registre transversale, în alternanță decorativă: grupuri de vergi paralele alternează cu registre alese în tehnica karamani, reprezentând romburi și cruci din lână policromă. Cromatică: roșu, galben, alb, albastru, mov, verde, grena. | Muzeul Viticulturii și Pomiculturii, Golești      | Cimec    |
|      | Zăvelcă                                                           | Datare: 3/4 sec. XIX Descoperit: jud. OLT, CURTIȘOARA Material: lână; lânică; beteală; fluturi; mărgele; țesut în 4 ițe; lănțișor; brodat peste fire; festonat | Formă dreptunghiulară, ornamentată pe toată suprafața cu decor geometrizant: romb și motive florale stilizate din lânică portocalie. În partea inferioară decorul este întrerupt de două registre cu motive în formă de „V” și vărgi din lănțișor. Marginea de jos se termină cu un registru orizontal cu motivul „val”. În spațiile libere, steluțe cusute din beteală și fluturi cu mărgele. Pe trei laturi zăvelca are feston. Cromatică: negru, bleumarin, vișiniu, portocaliu, liliachiu, piersiciu, alb. | Muzeul Viticulturii și Pomiculturii, Golești      | Cimec    |
|      | Zăvelcă                                                           | Datare: 3/4 sec. XIX Descoperit: jud. OLT, CURTIȘOARA Material: lână; lânică; beteală; țesut în 4 ițe; lănțișor; brodat peste fire; festonat | Formă dreptunghiulară, ornamentată pe toată suprafața cu motive geometrice sub formă de șiruri verticale în zigzag în inimioare în alternanță cromatică. În partea inferioară, decorul este întrerupt de două registre orizontale cu motive în formă de „V” și vărguțe din lănțișor. În spațiile libere, se găsesc steluțe cusute din beteală. Pe trei laturi zavelca are feston. Cromatică: roșu, albastru, vișiniu, portocaliu, alb, verde. | Muzeul Viticulturii și Pomiculturii, Golești      | Cimec    |
|      | Zăvelcă                                                           | Datare: 3/4 sec. XIX Descoperit: jud. OLT, CURTIȘOARA Material: lână; lânică; beteală; țesut în 4 ițe; lănțișor; brodat peste fire; festonat | Formă dreptunghiulară, ornamentată pe toată suprafața. Decor geometrizant sub formă de romb în șiruri dispuse oblic în alternanță cromatică. În partea inferioară, decorul este întrerupt de două registre mărginite de vergi sub formă de lănțișor. În spațiile libere, se găsesc steluțe cusute din beteală. Pe trei laturi zăvelca are feston. Cromatică: roșu, vișiniu, bleumarin, cafeniu, liliachiu. | Muzeul Viticulturii și Pomiculturii, Golești      | Cimec    |
|      | Icoană                                                            | Datare: 1732 Descoperit: jud. Argeș, PITEȘTI Dimensiuni: gr: 2 cm Material: Blatul și rama din lemn de fag, baițuri; Tăiat, cioplit, fasonat, incizat, sculptat | Icoanele de vatră specifice pentru zona Olteniei se puneau deasupra vetrei pentru a o feri de duhurile rele. Piesă de formă dreptunghiulară. Icoana este împărțită în patru scene separate de linii drepte: Maica Domnului cu Pruncul, Iisus Hristos, Răstignirea lui Iisus Hristos, Arhanghelul Mihail, Sf. Paraschiva. Contururile sunt realizate prin incizie în blat. Desenul extrem de naiv cu multe linii incizate dovedesc vechimea piesei. Fond: maron – culoarea naturală a lemnului patinat. | Muzeul Viticulturii și Pomiculturii, Golești      | Cimec    |
|      | Catrință Autor: Dineț (familia)                                   | Datare: ¾ sec al XIX-lea Material: lână, lânică, beteală, fir metalic; țesute în două ițe, cusut, brodat peste fire, lănțișor, festonat | Catrință de formă dreptunghiulară ornamentată pe toată suprafața cu motive geometrice romboidale și motive astrale: stea, înscrise în romb. În spațiile libere piesa prezintă lănțișor din fir metalic și cruci din beteală. În partea de jos regăsim un registru orizontal cusut cu motive geometrice. Catrința are ciucuri în partea inferioară și este festonată pe margini. Cromatică: roșu, vernil, mov, argintiu, negru. | Muzeul Viticulturii și Pomiculturii, Golești      | Cimec    |
|      | Catrință                                                          | Datare: ¾ sec al XIX-lea Material: lână, lânică, beteală, fir metalic; țesute în două ițe, cusut, brodat peste fire, croșetat | Catrință de formă dreptunghiulară, realizată din două foi cu decor geometrizant pe toată suprafața, dispus în registre paralele orizontale. În spațiul dintre ornamente sunt cusute steluțe cu beteală argintie. În partea de jos există un registru cu motive geometrice: romb și ciucuri din lânică multicoloră. Pe două dintre laturi catrința are colțișori croșetați cu lânică roșie. În partea de sus, foaia atașată este neornamentată. Cromatică: negru, roșu, albastru, verde, galben, liliachiu. | Muzeul Viticulturii și Pomiculturii, Golești      | Cimec    |
|      | Cămașă bărbătească Autor: Bălăceanu (familia)                     | Datare: ¾ sec al XIX-lea Material: pânză de casă cu marginea învărgată cu galben, bumbac, mătase, fir metalic, paiete; țesut în 2 ițe, brodat la fir, croșetat, încheiat cu acul | Cămașă bărbătească cu mâneci largi, alcătuită din 14 bucăți de pânză albă, cu margine învărgată cu galben, încheiată cu cheița, ornamentată pe bentiță și în jurul gurii drepte care se leagă cu doi ciucuri din mătase. Decor: geometrizant - stea și decor naturalist - crenguță cu frunze. La mâneci și poale are colțișori croșetați. Cromatică: alb, galben. | Muzeul Viticulturii și Pomiculturii, Golești      | Cimec    |
|      | Cămașă bărbătească Autor: Bălăceanu (familia)                     | Datare: ¾ sec al XIX-lea Material: pânză de casă cu marginea învărgată cu galben șI albastru, mătase, fir metalic, paiete; țesut în 2 ițe, brodat la fir, croșetat, șabac cusut | Cămașă bărbătească cu mâneci largi, alcătuită din 13 bucăți de pânză albă, cu margine învărgată cu galben și albastru, unite între ele cu cheiță croșetată cu bumbac alb. Piesa are șase clini trapezoidali. Decor geometrizant amplasat în jurul gurii drepte sub formă de romb și coarnele berbecului, din mătase albă. La mâneci și poale prezintă motivele zig-zag și stea. Cămașa are colțișori croșetați și șabac. Cromatică: alb, maro, galben. | Muzeul Viticulturii și Pomiculturii, Golești      | Cimec    |
|      | Ie fără poale                                                     | Datare: ¾ sec al XIX-lea Material: pânză, lânică, bumbac, arnici, fir metalic, fluturi; țesut în două ițe, brodat, cheiță, cusut, încheiat cu acul, tivit | Cămașă femeiască alcătuită din 12 bucăți de pânză albă, încheiate cu cheiță de bumbac alb și roșu, executate cu acul. Gura este rotundă cu despicătura dreaptă. Pe piept, cămașa prezintă câte un regsitru de șiruri de pătrate mărginite de șiruri de motive florale stilizate, cusute cu arnici roșu, fir metalic și fluturi. Pe mâneci, piesa are altiță dublă cu decor geometrizant în pătrate, cusute cu arnici roșu, fir metalic și paiete. De la altiță pornesc șiruri de pătrate mărginite de șiruri florale stilizate. Gura și mânecile sunt încrețite pe bentiță cu broderie realizată în punct românesc cruci. Mâneca este răsfrântă. Cromatică: alb, roșu, galben. | Muzeul Viticulturii și Pomiculturii, Golești      | Cimec    |
|      | Cămașă femeiască                                                  | Datare: ¾ sec al XIX-lea Material: pânză de casă, arnici, fir metalic, fluturi, mărgele; țesut în patru ițe, cheiță, brodat peste fire, lănțișor, încrețit, brodat în punct românesc | Cămașă femeiască alcătuită din 9 bucăți de pânză albă, cusute între ele, fără poale. Piesa are despicătura dreaptă, încrețită la gât și mâneci largi, întoarse pe câte o bentiță; cămașa este ornamentată cu motive florale stilizate și geometrice dispuse în alternanță pe piept. Mâneca are altița ornamentată cu motive geometrice romboidale. Sub încreț sunt șiruri verticale de motive florale în alternanță cu motive decorative diverse. Ornamentele sunt completate cu fluturi și mărgele. Cromatica: alb, roșu. | Muzeul Viticulturii și Pomiculturii, Golești      | Cimec    |
|      | Ie cu poale                                                       | Datare: ¾ sec al XIX-lea Material: pânză de casă cu margine învărgată, bumbac, arnici, fir metalic, țesut în două ițe, brodat în punct românesc, broderie plină, încheiată cu acul în partea superioară, cheiță                                                                                              | Cămașă femeiască cu poale alcătuită din 22 de bucăți de pânză albă, cu margine învărgată în partea superioară, gură încrețită pe bentiță, deschizătură dreaptă pe piept, mânecă cu altiță separată și încrețită pe manșetă, poale atașate pe trup. Decor geometrizant sub formă de spirală dispus în table, pe piept, și manșetă; "în zăluțe" pe altiță; decor floral stilizat în trei registre perpendiculare pe altiță și la poale. Cromatică: alb, negru, galben. | Muzeul Viticulturii și Pomiculturii, Golești      | Cimec    |
|      | Cămașă femeiască                                                  | Datare: ¾ sec al XIX-lea Material: pânză albă de casă, arnici, fir metalic, paiete; țesut în 2 ițe, broderie plină, brodat în punct românesc, croșetat | Cămașă femeiască cu poale alcătuită din 21 de bucăți de pânză albă, unite în partea superioară cu cheiță cusută cu acul, gură încrețită pe bentiță, deschizătură dreaptă pe piept, mâneca largă. Decor geometrizant sub formă de spirală dispus pe "piepți" în table. Pe spate, pe altiță, pe mâneci și pe poale decor geometrizant (hexagon), încadrat de câte un registru cu motivul spirală. La mâneci și poale, colțișori croșetați. Cromatică: alb, negru, galben. | Muzeul Viticulturii și Pomiculturii, Golești      | Cimec    |
|      | Cojoc                                                             | Datare: ¾ sec al XIX-lea Material: blană de oaie, lânică, meșină; tăbăcit, brodat, aplicație | Cojoc fără mâneci, cu gura croită pe rotund, despicat pe piept cu motive buzunare aplicate; ornamentată cu motive decorative diverse, din lânică multicoloră dispuse în jurul gurii, pe piepți, pe buzunare, la răscroiala umărului și pe marginea inferioară. Pe spate și în părțile laterale are aplicații din piele albă, ornamentată cu linie șerpuită, mărginită de bumbișori din lânică neagră. Pe marginea piepților și la buzunare are aplicații din fâșii de meșină cafenie. Cromatică: alb, roșu, vișiniu, verde, liliachiu. | Muzeul Viticulturii și Pomiculturii, Golești      | Cimec    |
|      | Cojoc bărbătesc                                                   | Datare: ¼ sec. XX-lea Material: piele de miel, blană de miel, arnici; tăbăcire, argăsire, răzuire cu "gripca", murare, uscare, netezire, lustruire, aplicație de blăniță | Cojoc bărbătesc cu decor naturalist și geometrizant amplasat sub forma unor registre, cu motive florale și vegetale dar și naturaliste (spirala, linia șerpuită, rozeta), amplasate pe piept, partea superioară a spatelui, subraț și la bază. Cojocul are aplicație de blăniță neagră de miel la gât, partea de închidere, în zona inferioară și la manșete. Nasturii sunt sub formă de ciucuri. Cromatică: alb, negru, roșu, verde, liliachiu, cenușiu. | Muzeul Viticulturii și Pomiculturii, Golești      | Cimec    |
|      | Fotă                                                              | Datare: ¾ sec al XIX-lea Material: lână, lânică, beteală, fir metalic; țesut în două ițe, brodat peste fire, lănțișor, cusut, festonat | Fotă de formă dreptunghiulară alcătuită din două foi cusute între ele cu ornamente florale stilizate, astrale și geometrice, mărginite de lănțișor, dispuse pe cele patru laturi sub formă de registre încadrate de un chenar cu motive geometrice romboidale. În spațiile libere piesa prezintă cruci din beteală. Câmpul central este neornamentat. Fota este festonată pe mergini. Cromatică: roșu, negru, albastru, verde, liliachiu. | Muzeul Viticulturii și Pomiculturii, Golești      | Cimec    |
|      | Fotă                                                              | Datare: ¾ sec al XIX-lea Material: lână, bumbac, paiete, beteală; țesut în două ițe, brodat peste fire, brodat în punct românesc, feston, croșetat | Fotă realizată din două foi, de formă dreptunghiulară, unite cu acul între ele, decor geometrizant pe toate laturile. Trei dintre cele patru laturi prezintă registre cu motive geometrice: romb, stea, inimă, încadrate de câte un chenar. Cea de-a patra latură prezintă un registru alcătuit din romburi concentrice. Câmpul central este neornamentat. Cromatică: roșu, bleumarin, verde, liliachiu. | Muzeul Viticulturii și Pomiculturii, Golești      | Cimec    |
|      | Șubă cu găitane                                                   | Datare: ¼ sec. XX-lea Material: lână, găitane; țesut în 4 ițe, aplicație, cusut | Haină lungă, evazată prin adăugare de clinișori, despicată în părți și la mâneci, cu gura pe rotund, mâneca largă și întoarsă în partea de jos. Șuba este ornamentată cu găitane negre aplicate, dispuse: la gât, pe margini, pe manșete, pe partea interioară a mânecii și în dreptul buzunarelor false. Marginile au realizat tighel cu mașina de cusut, sub formă de linii drepte și semicerc, dispuse pe piepți, manșete, colțuri. Cromatica: alb, negru. | Muzeul Viticulturii și Pomiculturii, Golești      | Cimec    |
|      | Zăvelcă                                                           | Datare: ¾ sec al XIX-lea Material: lână, lânică, beteală, mărgele, fluturi; țesut în două ițe, brodat peste fire, cusut | Zăvelcă de formă dreptunghiulară, ornamentată pe toată suprafața în două registre: în partea superioară, un registru alcătuit din motive florale în alternanță cu motive astrale - stea; în partea inferioară, un registru cu motive geometrice - romb - având înscrise motive astrale - stea. Cele două registre sunt despărțite printr-o vargă cu motive geometrice romboidale care se repetă și la bază. Spațiile libere dintre ornamente prezintă cruci din beteală, fluturi și mărgele. Piesa prezintă franjuri din lânică în alternanță cromatică. Marginile sunt festonate. Cromatică: roșu, alb, verde, liliachiu. | Muzeul Viticulturii și Pomiculturii, Golești      | Cimec    |
|      | Zăvelcă cu fluturi                                                | Datare: ¼ sec. XX-lea Material: lână, lânică, mărgele, fluturi; țesut în patru ițe, brodat peste fire, croșetat | Zăvelcă de formă dreptunghiulară, ornamentată cu motive geometrice romboidale, dispuse pe toată suprafața sub formă de registre longitudinale, brodate cu lânică, având spațiile libere umplute cu fluturi și mărgele, precum și X-uri din mărgele în alternanță cromatică. Registrele sunt mărginite de șiruri din fluturi și mărgele. În partea de jos o porțiune îngustă este neornamentată. Pe trei laturi are colțișori croșetați din lânică. Cormatică: albastru, verde, liliachiu, piersiciu. | Muzeul Viticulturii și Pomiculturii, Golești      | Cimec    |
|      | Zăvelcă cu fluturi                                                | Datare: ¼ sec. XX-lea Material: lână, lânică, mărgele, fluturi; țesut în patru ițe, brodat peste fire, croșetat, cusut, lănțișor | Zăvelcă de formă dreptunghiulară, ornamentată pe toată suprafața cu motive geometrice romboidale și zig-zag din lănțișor, dispuse în șiruri verticale întrerupte în partea inferioară de două vergi orizontale. Spațiile libere sunt completate cu fluturi și mărgele formându-se astfel niște romburi. Pe trei dintre cele patru laturi, piesa prezintă colțișori croșetați. Cromatică: negru, albastru, piersiciu. | Muzeul Viticulturii și Pomiculturii, Golești      | Cimec    |
|      | Cortel cu găitane                                                 | Datare: ½ sec. XX-lea Material: dimie, găitane din lână, țesut în patru ițe, dat la dârstă, cusut, aplicație | Haină lungă, cu guler îngust, răscroit pe rotund, evazată prin adăugare de clinișori. Haina are mâneca largă, răsfrântă (întoarsă) și despicată; piesa este lateral despicată pe partea inferioară; ornamentată cu motive decorative diverse: romburi și linie în zig-zag, cusute cu lână și găitane aplicate la gură, pe piept, pe margini, pe manșete, în partea interioară a mânecii, sub braț și pe buzunarele false. În partea inferioară, la despicături și colțuri, are motive florale stilizate din găitane și cusute cu acul. Cromatică: alb, negru, roșu, cenușiu-galben. | Muzeul Viticulturii și Pomiculturii, Golești      | Cimec    |
|      | Scoarță                                                           | Datare: ¾ sec al XIX-lea Material: lână; țesut în două ițe, urzit lână, bătut lână, ales în tehnica Karamani (cu găurele), ales curb, franjuri din fire de urzeală înnodate | Covor de formă dreptungiulară, dintr-o singură bucată, cu franjuri la capete. Piesa are un chenar pe toate laturile, cu decor amplasat în table: dreptunghiuri zimțate în alternanță cromatică, ornamente cu motive florale stilizate (lalea) și motive avimorfe (pasăre). Chenarul celor două lățimi are ca ornament pomul vieții. Cromatică: roșu, verde, liliachiu, albastru, portocaliu, galben, alb, piersiciu. | Muzeul Viticulturii și Pomiculturii, Golești      | Cimec    |
|      | Covor Autor: Gurski, Varvara                                      | Datare: 1914 Material: lâna lucrată în gospodărie; urzit lâna, bătut lâna, țesut în două ițe, ales printre fire | Are formă dreptunghiulară, o piesă dintr-o foaie. Prezintă decor floral stilizat, dispus pe chenar și câmpul de culoare maro, iar pe o lungime de 129 cm, de culoare neagră. Câmpul prezintă patru buchete mari de flori, iar între acestea motive avimorfe: păsări. Datarea se află între buchetele trei și patru, în țesătură, cu lână de culoare roșie. Chenar pe toate laturile în motive florale stilizate. Franjuri din firele urzelii libere. Cromatica: maro, negru, roșu, verde, galben, portocaliu, roz, liliachiu, alb. | Muzeul Viticulturii și Pomiculturii, Golești      | Cimec    |
|      | Zăvastră                                                          | Datare: 1/4 sec. XX Material: lînă prelucrată în gospodărie, vopsită în culori naturale, bumbac cumpărat din comerț; urzit bumbac, bătut lână, țesut în două ițe, ales Karamani, cu găurele, franjuri din fire de urezeală înnodată                                                                          | Piesă unicat, de dimensiuni foarte mari, cu franjuri la capete din firele urzelii înnodate. Decor geometric dispus pe toată suprafața piesei. Central, pe fond roșu, motivul "rac", cu romb și pristolnic, în alternanță cromatică, mărginit de un decor geometric întrerupt, continuat de câte un registru din două verigi în zig-zag. Chenar pe toate laturile, în table, cu motive romboidale și mâna cu cinci degete în alternanță cromatică. La un capăt, covorul se lățește prin decalarea chenarului. Cromatica: roșu, alb, portocaliu, verde, vișiniu, albastru, galben, liliachiu, gri și cafeniu. | Muzeul Viticulturii și Pomiculturii, Golești      | Cimec    |
|      | Furcă de tors Autor: Popescu, M. Mihail                           | Datare: 1906 Material: lemn de corn; tăiat, fasonat, traforat, incizat | Unealtă de lemn folosită pentru tors, dintr-o singură bucată, din lemn de corn, având în partea superioară un vârf în formă de triunghi perforat, prin care se introducea firul ce susținea caierul. În partea centrală are două aripi bogat decorate cu crestături și elemente traforate, una dintre ele având în partea sa superioară o mică parte lipsă. Central, pe o treime din suprafața furcii, regăsim incizate motive geometrice și florale, motivul rozetei și al rombului fiind predominante. Pe furcă, între două aripi, avem ușor incizate numele autorului și datarea "Mihail M. Popescu, 1906". | Muzeul Viticulturii și Pomiculturii, Golești      | Cimec    |
|      | Furcă ciobănească                                                 | Datare: 1878 Material: lemn; cioplit, tăiat, fasonat, incizat | Unealtă de lemn folosită pentru tors, dintr-o singură bucată, cu margini profilate în diferite feluri, având în partea partea superioară un inel mic de metal prin care se introducea firul de susținere a caierului. Furca prezintă în partea sa inferioară datarea incizată: 1878. Furca este decorată pe mai bine de două treimi din suprafață cu motive geometrice, solare și florale dispuse în registre. | Muzeul Viticulturii și Pomiculturii, Golești      | Cimec    |
|      | Furcă de tors Autor: Tincu, Sora                                  | Datare: 1876 Material: lemn; tăiat, crestat, fasonat, incizat | Unealtă de lemn folosită pentru tors, dintr-o singură bucată, formă fusiformă, mai ascuțită la capete, partea de sus terminată cu o stea din lemn. În treimea superioară are două aripioare cioplite în formă de colți, care "cresc" dintr-o prismă poligonală. Sub aceasta apare datarea: 1876, și inscripția cu numele meșterului care a realizat-o: Sora Tincu. Motive geometrice incizate sunt dispuse în registre, dar și motivul dintelui de lup, bradul pomul vieții, steluțe alternative pe toată suprafața. | Muzeul Viticulturii și Pomiculturii, Golești      | Cimec    |
|      | Icoană Autor: Argeșanu, Ghiță                                     | Datare: 13.05.1854 Material: lemn stejar, grund; tempera pe ou | Icoană pe lemn reprezentând pe Maica Domnului ca împărăteasă, mijlocitoare către Sfânta Treime, imaginea e înconjurată de 14 registre cu dimensiuni 18 x 12 ce îi reprezintă pe cei 12 apostoli și sfânta Hristina și sfântul Simeon. În partea de jos dreapta a imaginii centrale găsim datarea: 1854 maiu 13, precum și numele meșterului: Ghiță Argeșeanu. În fiecare registru numele apostolilor este scris în română cu caractere chirilice. Icoana este pictată pe cinci scânduri de stejar fixate în două traverse din același material (stejar) prin tehnica "coada de rândunică" ce se găsesc pe spatele icoanei. Stilisitic icoana aparține spațiului grecesc cu influență neoclasică, icoana fiind realizată în tempera cu ou pe un strat subțire de preparație. | Muzeul Viticulturii și Pomiculturii, Golești      | Cimec    |
|      | Taler                                                             | Datare: 1881 Dimensiuni: G: 1 Material: lemn; tăiat, cioplit, șlefuit, pirogravat | Vas executat dintr-o singură bucată de lemn prin cioplire, confecționat cu ocazia încoronării lui Carol I și a reginei Elisabeta. Pe margine are pirogravat textul "SERBAREA ÎNCORONĂRII REGELUI ROMÂNIEI MAIU 10 1881, iar central - REGELE CAROL I REGINA ELISABETA". | Muzeul Viticulturii și Pomiculturii, Golești      | Cimec    |
|      | Rindea Autor: G.M.                                                | Datare: 1832 Dimensiuni: I: 10 Material: lemn; cioplit, fasonat, găurit, incizat | Unealtă din lemn de stejar, prevăzută cu un orificiu pentru cuțit ce se fixa cu ajutorul unei pene de lemn și cu loc pentru scos talaș. Pe ambele laturi rindeaua prezintă ușor incizat motivul funiei răsucite. Pe o latură are inițiala meșterului: G.M., iar pe cealaltă datarea:1832. | Muzeul Viticulturii și Pomiculturii, Golești      | Cimec    |
|      | Teasc                                                             | Datare: 1899 Dimensiuni: I: 36; Gard (I: 60, L: 66, LA: 47); Urs (L: 520, GR: 35); Picior susținere (I: 206, GR: 38); :urub (I:300, D:19) Material: lemn; tăiat, cioplit, găurit, scobit, asamblat, filetat, îmbinat, incizat                                                                                | Format dintr-o piuă de lemn de formă dreptunghiulară, scobită în interior, având un cioc de scurgere prin una din laturile mari și un stâlp de susținere înfipt în pământ. Stâlpul are un orificiu în partea superioară (cca. 2 m de sol) în care este introdus "ursul". La celălalt capăt teascul este prevăzut cu un șurub mare care ajută la urcarea și coborârea "ursului". Șurubul este fixat de 3 pietre de râu neregulate. Peste piuă este așezat un gard din lemn de formă paralelipipedică, prevăzut cu orificii de scurgere. Între șurub și stâlp se află un sistem de susținere a gardului, având incizat datarea: 1899. Piua este așezată pe un suport de bârne groase. | Muzeul Viticulturii și Pomiculturii, Golești      | Cimec    |
|      | Teasc                                                             | Datare: 1817 Dimensiuni: GR: 27; Picior susținere (I: 337, GR: 50); Furca (L: 630); Șurub (I:330) Material: lemn, piatră de râu, benzi metalice; tăiat, cioplit, găurit, scobit, filetat, îmbinat, asamblat, incizat                                                                                         | Format dintr-o piuă de lemn de formă dreptunghiulară, scobită în interior, cu colțurile rotunjite, susținută pe două bârne. Una din bârne prezintă un canal de scurgere a mustului în piuă. La marginea ei se află un stâlp de susținere înfipt în pământ. Stâlpul are un orificiu în partea superioară (cca. 2 m de sol) în care este introdus "ursul" (furca). La celălalt capăt al ursului se găsește un șurub care prezintă trei benzi metalice de întărire în partea inferioară și un orificiu în care se introducea maiul. Șurubul este fixat de patru pietre de râu neregulate așezate pe un suport de lemn. Peste piuă este așezat un gard din lemn de formă paralelipipedică. Ursul este incizat cu textul: PHB ANNO 817. | Muzeul Viticulturii și Pomiculturii, Golești      | Cimec    |
|      | Pristolnic                                                        | Datare: 1840 Material: lemn; tăiat, cioplit, fasonat, incizat | Obiect de cult în formă de cruce, cu un mâner de prindere de aproximativ 8 cm, are în partea lui inferioară două incizii circulare superficiale. Decor geometrizat, linii drepte. Pe față pristolnicul are incizate inițialele: ICXC NICA (cuvântul NIKA este despărțit pe jumătate între NI și KA, regăsim reprezentarea unui înger), apoi apare datarea: 7348 (în litere chirilice, ceea ce duce la datarea 1840, ușor incizată). | Muzeul Viticulturii și Pomiculturii, Golești      | Cimec    |
|      | Pristolnic                                                        | Datare: 1859 Material: lemn; tăiat, cioplit, fasonat, incizat, perforat | Obiect de cult în formă de cruce, decor geometrizat, linie dreaptă, având pe o față incizate inițialele: ICXC NICA, iar pe verso, ușor incizat: 1859. În partea inferioară pristolnicul este în formă de piramidă și inscripționat pe bază. Perforat pe partea superioară pentru susținere. | Muzeul Viticulturii și Pomiculturii, Golești      | Cimec    |
|      | Pristolnic                                                        | Datare: 1833 Material: lemn; tăiat, cioplit, fasonat, incizat, găurit | Obiect de cult în formă de cruce, cu un mâner de prindere de aproximativ 6 cm, linie dreaptă, având pe o față incizate inițialele: ICXC NIK. Pe laterale crucea este datată: 7341 (în litere chirilice, ceea ce duce la datarea 1833, ușor incizată). În partea superioară este perforat pentru susținere. | Muzeul Viticulturii și Pomiculturii, Golești      | Cimec    |
|      | Pristolnic                                                        | Datare: 1898 Material: lemn; tăiat, cioplit, fasonat, incizat, găurit | Obiect de cult în formă de cruce, decor geometrizat, linie dreaptă, având pe o față incizate inițialele: ICXC NIKA, iar pe verso, ușor incizat: 1898. În partea inferioară pristolnicul este în formă de piramidă și inscripționat pe bază, cu același text. Perforat pe partea superioară pentru susținere. | Muzeul Viticulturii și Pomiculturii, Golești      | Cimec    |
|      | Pristolnic                                                        | Datare: 1857 Material: lemn; tăiat, cioplit, fasonat, incizat, vopsit | Obiect de cult, forma unei cruci late, cu un mâner de prindere de aproximativ 6 cm, decor geometrizat, linie dreaptă, Pe față având incizate inițialele: ICXC NIKA, iar pe verso apare datarea cu vopsea roșie: 1857. | Muzeul Viticulturii și Pomiculturii, Golești      | Cimec    |
|      | Pristolnic                                                        | Datare: 1847 Material: lemn; tăiat, cioplit, fasonat, traforat, incizat | Obiect de cult în formă de troiță realizat prin crestare și traforare, decor geometrizat, linie dreaptă, având pe față incizate inițialele: ICXC NIKA (de trei ori). Partea inferioară are formă piramidală având incizată pe bază același text. Iar pe verso apare ușor incizată datarea: 1847. | Muzeul Viticulturii și Pomiculturii, Golești      | Cimec    |
|      | Pristolnic                                                        | Datare: 1869 Material: lemn; tăiat, cioplit, fasonat, traforat, incizat | Obiect de cult în formă de troiță, realizat prin crestare și traforare, decor geometrizat, linie dreaptă, având pe față incizate în trei rânduri inițialele: ICXC NIKA, în partea inferioară apare datarea: 1847, iar pe bază inscripția: IC XC NIKA. | Muzeul Viticulturii și Pomiculturii, Golești      | Cimec    |
|      | Pristolnic                                                        | Datare: 1903 Material: lemn; tăiat, cioplit, fasonat, traforat | Obiect de cult în formă de cruce, linii drepte, având pe bază incizate inițialele: ICXC NIKA, iar pe verso, ușor incizat: 1903. | Muzeul Viticulturii și Pomiculturii, Golești      | Cimec    |
|      | Pristolnic                                                        | Datare: 1909 Material: lemn; tăiat, cioplit, fasonat, traforat | Obiect de cult în formă de troiță, decor geometrizat, linii curbe. Troița prezintă incizat textul: ICXC NIKA (de trei ori), în partea inferioară piesa are formă de piramidă, având pe bază incizate: ICXC NIKA; tot în partea inferioară găsim și datarea: 1909. | Muzeul Viticulturii și Pomiculturii, Golești      | Cimec    |
|      | Pristolnic                                                        | Datare: 1871 Material: lemn; tăiat, cioplit, fasonat, traforat, incizat | Obiect de cult în formă de cruce, cu un mâner de prindere de aproximativ 6 cm, pe față având incizate inițialele: ICXC NIKA. În partea superioară este perforat pentru susținere. Pe verso apare datarea, usor incizată: 1871. | Muzeul Viticulturii și Pomiculturii, Golești      | Cimec    |
|      | Pristolnic                                                        | Datare: 1852 Material: lemn; tăiat, cioplit, fasonat, traforat, incizat | Obiect de cult în formă de troiță prin crestare și traforare, decor geometrizat și floral, linii drepte și șerpuite. Troița prezintă incizat textul: ICXC NIKA (de trei ori), în partea inferioară piesa are formă de piramidă, având incizate o cruce, iar pe bază: IC NIKA XC. În partea superioară este perforat pentru susținere. Pe spate apare ușor incizată datarea: 1852. Troița prezintă o fisură verticală pe toată lungimea piesei. | Muzeul Viticulturii și Pomiculturii, Golești      | Cimec    |
|      | Pristolnic                                                        | Datare: 1864 Material: lemn; tăiat, cioplit, șlefuit, fasonat | Obiect de cult în formă de cruce, cu un mâner de prindere de aproximativ 7 cm, decor geometrizat, având incizat textul pe față: ICXC NIKA, iar pe verso apare datarea, ușor incizată: 1864. | Muzeul Viticulturii și Pomiculturii, Golești      | Cimec    |
|      | Pristolnic                                                        | Datare: 1849 Material: lemn; tăiat, cioplit, fasonat, incizat | Obiect de cult în formă de cruce, decor geometrizat, linie dreaptă, având pe bază incizate inițialele: ICXC NIKA, iar pe verso, ușor incizat: 1849. La bază crucea are formă piramidală, având pe bază același text. | Muzeul Viticulturii și Pomiculturii, Golești      | Cimec    |
|      | Pristolnic                                                        | Datare: 1815 Material: lemn; tăiat, cioplit, fasonat, incizat | Obiect de cult în formă de cruce, decor geometrizat, linie dreaptă, având pe față incizate inițialele: ICXC NIKA, iar pe verso apare textul cu caractere chirilice: LEAT 7273, ceea ce reprezintă datarea 1815. La bază crucea are formă piramidală, având pe bază același text, fiind ușor fisurat. | Muzeul Viticulturii și Pomiculturii, Golești      | Cimec    |
|      | Pristolnic                                                        | Datare: 1886 Material: lemn; tăiat, cioplit, fasonat, incizat, perforat | Obiect de cult în formă de cruce, decor geometrizat, linie dreaptă, având pe față incizate inițialele: ICXC NIKA, dar și textul: ÎNGERUL MEU, ȚĂRÂNĂ UȘOARĂ. În partea inferioară crucea are formă de piramidă având un X ușor incizat. Baza prezintă textul: IC NICA XC, iar pe verso apare datarea 1886, ușor incizată. Este perforat pe partea superioară pentru suținere. | Muzeul Viticulturii și Pomiculturii, Golești      | Cimec    |
|      | Pristolnic                                                        | Datare: 1882 Material: lemn; cioplit, tăiat, incizat | Obiect de cult în formă de cruce, decor geometrizat, linie dreaptă, având pe față incizate inițialele: IC NIKA XC, iar pe verso apare datarea 1882, ușor incizată. | Muzeul Viticulturii și Pomiculturii, Golești      | Cimec    |
|      | Pristolnic                                                        | Datare: 1872 Material: lemn; tăiat, cioplit, fasonat, traforat, incizat, perforat | Obiect de cult în formă antropomorfă, reprezentând o femeie stilizată, decor geometrizat, linie dreaptă, având pe față incizate inițialele: ICXC NI + KA, inscripția este pe vericală de sus în jos. Pe spate apare pe partea inferioară datarea 1872, iar în partea superioară textul: MARA, ușor incizată. Perforat în partea superioară pentru susținere. | Muzeul Viticulturii și Pomiculturii, Golești      | Cimec    |
|      | Pristolnic                                                        | Datare: 1915 Material: lemn; tăiat, cioplit, fasonat, incizat | Obiect de cult în formă de cruce, decor geometrizat, linii dreapte, având pe față incizate inițialele: IC NIKA XC. Partea inferioară este în formă de piramidă, pe bază având incizate textul: IC XC NIKA, iar pe spate apare incizată datarea 1915. | Muzeul Viticulturii și Pomiculturii, Golești      | Cimec    |
|      | Pristolnic                                                        | Datare: 1899 Material: lemn; tăiat, cioplit, fasonat, incizat | Obiect de cult în formă specifică, decor geometrizat, linie dreaptă, având pe față incizate inițialele: ICXC NIKA, iar pe verso apare ușor incizată datarea 1899. În partea inferioară pristolnicul este în formă de piramidă și inscripționat pe bază. Perforat în partea superioară pentru susținere. | Muzeul Viticulturii și Pomiculturii, Golești      | Cimec    |
|      | Pristolnic                                                        | Datare: 1884 Material: lemn; tăiat, cioplit, fasonat, incizat, traforat | Obiect de cult în formă de cruce, cu un mâner de prindere de aproximativ 4 cm, partea inferioară este în formă de piramidă, pe bază având incizat textul: IC XC NIKA. Același text îl găsim incizat și pe fața pristolnicului. Pe verso apare datarea, ușor incizată: 1884. | Muzeul Viticulturii și Pomiculturii, Golești      | Cimec    |
|      | Pristolnic                                                        | Datare: 1852 Material: lemn; tăiat, cioplit, fasonat, incizat | Obiect de cult în formă specifică, decor geometrizat, linie dreaptă, având pe față incizate inițialele: ICXC NIKA, iar pe verso apare incizată datarea 1852. Crucea prezintă ușoare urme de degradare. | Muzeul Viticulturii și Pomiculturii, Golești      | Cimec    |
|      | Ladă de alimente                                                  | Datare: Prima jumătate a secolului XX Dimensiuni: Înălțime 46 cm Material: Fag/taiat, îmbinat în nud și feder, incizat, ansamblat | Din lemn de fag de formă paralelipipedică cu capac și patru picioare. Capacul, parte din față și lateralele sunt ornamentate cu motive geometrice produse prin incizie: linii frânte, triunghiuri, romburi, patru rozete cu șase brațe înscrise în cerc (motiv solar). Lada este în uz. | Muzeul Viticulturii și Pomiculturii, Golești      | Cimec    |
|      | Conteș                                                            | Datare: Prima jumătate a secolului XX Material: Lână, lânică, fir metalic, urzeală; țesut în patru ițe, cusut, feston, tivit | Piesă de port popular femeiesc care face parte din costumul popular femeiesc de pe Valea Topologului, purtată în față în completarea fotei dreptunghiulare. Formă dreptunghiulară, decor geometrizant pe toată suprafața; romburi concentrice cusute cu lânică roșie, portocalie, albastră în alternanță cu romburi din beteală albă în motivul "stea". În centru rombului, "H"-uri din lânică albă, portocalie și roșie. La poale, două registre orizontale cu motive geometrice: "X"-uri romburi în alternanță, mărginite de câte două șiruri orizontale de lănțișor din fir metalizat (oxidat). Pe trei laturi, festonat din lânică în alternanță cromatică: liliachiu și roșu. În partea superioară, tivit. | Muzeul Viticulturii și Pomiculturii, Golești      | Cimec    |
|      | Fotă Autor: Dineț, Florica                                        | Datare: Prima jumătate a secolului XX Material: Lână, lânică, fir metalic, fluturi, mărgele; tors, țesut, vopsit în două ițe, cusut, festonat | Piesă de port popular femeiesc care face parte din costumul popular de pe Valea Topologului - Argeș și îmbracă partea inferioară a corpului. Formă dreptunghiulară, din două foi cusute între ele; decor geometrizant ordonat în registre, dispuse pe patru laturi: registrul central este ornamentat cu decor geometrizant: romburi concentrice din lânică, beteală și fir metalic având în centru motivul "stea", încadrat de fluturi și mărgele, mărginit de către un registru ornamentat cu decor geometrizant: romburi și linii oblice în alternanță cromatică. Centrul, neornamentat, este mărginit de motive geometrice întrerupte: "coarnele berbecului", mărginite de puncte din beteală și lănțișor din fir metalic. Festonată pe margini. Culori: albastru închis, roșu, verde, liliachiu. | Muzeul Viticulturii și Pomiculturii, Golești      | Cimec    |
|      | Fotă de mireasă cusută cu fir "cordonet" Autor: Mazăre, Ioana     | Datare: Prima jumătate a secolului XX Material: bumbac, fir metalic/țesut în două ițe, ales peste fire, tivit | Piesă de port popular femeiesc care face parte din costumul popular de mireasă din Muntenia și îmbracă partea inferioară a corpului. Formă dreptunghiulară ornamentată pe întreg câmpul cu decor geometrizant: motivul romb continuat de un registru din motive geometrice: romburi concentrice "coarnele berbecului", "punct", mărginit de un chenar dispus pe trei laturi cu motivele: romb, "coarnele berbecului" și "dinți de ferăstrău". Pe fond alb, culori argintiu și auriu. | Muzeul Viticulturii și Pomiculturii, Golești      | Cimec    |
|      | Oală untură Autor: Pătrașcu Petre                                 | Datare: 1/2 sec. al XX-lea Descoperit: jud. ARGEȘ, com. MUȘĂTEȘTI, STROEȘTI Dimensiuni: Î=30 cm Material: Lut, angobă, smalț; frământare prin călcare, modelat la roată, angobare, smălțuire, ardere dublu-oxidantă.                                                                                         | Oala, de formă bitronconică, cu gură largă și buza răsfrântă la exterior, are două mănuși late, cu puncte de inserție pe buza vasului și pe diametrul maxim al pântecelui. La exterior, oala prezintă humă albă pe toată suprafața. Decorul este amplasat în partea superioară și este format din linii drepte orizontale. Oala este nesmălțuită, doar gura prezintă pete de smalț verde. Cromatică: alb, verde. | Muzeul Viticulturii și Pomiculturii, Golești      | Cimec    |
|      | Oală untură Autor: Dragu Ilie                                     | Datare: 1/2 sec. al XX-lea Descoperit: jud. ARGEȘ, com. MUȘĂTEȘTI, VÂLSĂNEȘTI Dimensiuni: Î=46 cm Material: Lut, angobă, smalț; frământare prin călcare, modelat la roată, angobare, smălțuire, ardere dublu-oxidantă.                                                                                       | Oala, de formă bitronconică, are gură mică rotundă și două mănuși late, cu puncte de inserție zona de gabarit maxim. Decorul este realizat cu pieptenele și prezintă două registre cu motive liniare șerpuite. În partea inferioară, se observă o zonă în care mai multe straturi de lut sunt descuamate. Piesa este smălțuită doar în treimea superioară. Tot în partea superioară există un mic orificiu de aproximativ 1 cm lungime. Cromatică: cărămiziu, galben. | Muzeul Viticulturii și Pomiculturii, Golești      | Cimec    |
|      | Borcan mare de untură Autor: Dragu Ilie                           | Datare: 1/2 sec. al XX-lea Descoperit: jud. ARGEȘ, com. MUȘĂTEȘTI, VÂLSĂNEȘTI Dimensiuni: Î=42 cm Material: Lut, angobă, smalț; frământare prin călcare, modelat la roată, angobare, smălțuire, ardere dublu-oxidantă.                                                                                       | Oala, de formă bitronconică, are două toarte, cu puncte de inserție sub buza vasului și pe diametrul maxim al pântecelui, decorate pe margini, prin imprimare cu degetul. Gura vasului prezintă două linii excizate suprapuse. Oala este smălțuită la exterior cu smalț brun-verzui și este decorată cu motive liniare stilizate, în partea superioară. Are un capac, cu bumb de prindere, decorat cu aceleași motive liniare. Capacul prezintă fisuri. Cromatică: cărămiziu, verde, galben, brun. | Muzeul Viticulturii și Pomiculturii, Golești      | Cimec    |
|      | Oală mare de untură Autor: Pavel Constantin                       | Datare: 1961 Descoperit: jud. ARGEȘ, com. BĂLILEȘTI, POIENIȚA Dimensiuni: Î=42 cm Material: Lut, angobă, coloranți, smalț; frământare prin călcare, modelat la roată, angobare, pictare, smălțuire, ardere dublu-oxidantă.                                                                                   | Oala, de formă bitronconică, cu gură largă, prezintă două mănuși, ce pornesc de sub buza vasului și se termină în zona de gabarit maxim. Smălțuită în treimea superioară, oala prezintă un registru lat cu motive florale și fitomorfe, dispuse în alternanță decorativă, încadrat de linii drepte și ondulate. În cadrul acestui registru, găsim inițialele meșterului C. P. și alte inițiale, posibil ale unui alt meșter ajutor - R. M., dar și inițialele zonei unde a fost realizat vasul, regiunea Argeș - R. AG. și anul realizării - 1961. Cromatică: cărămiziu, brun, verde, galben. | Muzeul Viticulturii și Pomiculturii, Golești      | Cimec    |
|      | Borcan untură Autor: Pavel Constantin                             | Datare: 3/4 sec. al XX-lea Descoperit: jud. ARGEȘ, com. BĂLILEȘTI, BĂLILEȘTI Dimensiuni: Î=36 cm Material: Lut, angobă, coloranți, smalț; frământare prin călcare, modelat la roată, angobare, pictare, smălțuire, ardere dublu- oxidantă.                                                                   | Oala, de formă bitronconică, cu gură mică și buză dreaptă, are două mănuși late, cu puncte de inserție pe buza vasului și pe diametrul maxim al pântecelui. Toartele sunt decorate cu linii paralele înguste. Smălțuit parțial, vasul prezintă un decor, amplasat în jumătatea superioară, cu motive florale stilizate. Cromatică: cărămiziu, verde, galben. | Muzeul Viticulturii și Pomiculturii, Golești      | Cimec    |
|      | Borcan untură Autor: Toteanu Constantin                           | Datare: 3/4 sec. al XX-lea Descoperit: jud. ARGEȘ, com. MUȘĂTEȘTI, STROEȘTI Dimensiuni: Î=27 cm Material: Lut, angobă, coloranți, smalț; frământare prin călcare, modelat la roată, angobare, pictare, smălțuire, ardere dublu- oxidantă.                                                                    | De formă tronconică, smălțuită parțial la interior și aproape total la exterior, prezintă două prelungiri cu rol de toarte, pline, aplicate, ce pornesc din zona de gabarit maxim și care sunt decorate prin imprimare cu degetul. Decorul este prezent în porțiunea smălțuită, fiind realizat din motive florale și fitomorfe stilizate. Cromatică: cărămiziu, verde, galben. | Muzeul Viticulturii și Pomiculturii, Golești      | Cimec    |
|      | Borcan mare Autor: Ilie Dragu                                     | Datare: 1/2 sec. al XX-lea Descoperit: jud. ARGEȘ, com. MUȘĂTEȘTI, VÂLSĂNEȘTI Dimensiuni: Î=35 cm Material: Lut, smalț; frământare prin călcare, modelat la roată, angobare, aplicare, ardere dublu-oxidantă.                                                                                                | Oală de formă bitronconică, smălțuită la exterior, cu două toarte ce pornesc de sub buza vasului și se prind în zona de gabarit maxim al pântecelui. Toartele sunt decorate prin imprimare cu degetul. Decorul este realizat din mai multe brâuri alveolare orizontale și verticale, ce înconjoară vasul, împărțindu-l în mai multe registre. Piesa prezintă caracteristicile școlii de la Curtea de Argeș, o ceramică superioară, de curte. Cromatică: brun. | Muzeul Viticulturii și Pomiculturii, Golești      | Cimec    |
|      | Borcan de untură Autor: Pătrașcu Nicolae                          | Datare: 3/4 sec. al XX-lea Descoperit: jud. ARGEȘ, com. MUȘĂTEȘTI, STROEȘTI Dimensiuni: Î=36 cm Material: Lut, smalț; frământare prin călcare, modelat la roată, angobare, aplicare, ardere dublu-oxidantă.                                                                                                  | Oala, de formă tronconică, prezintă două prelungiri cu rol de mănuși, pline, aplicate, ce pornesc din zona de gabarit maxim și care sunt decorate prin imprimare cu degetul. Piesa nu prezintă decor. Cromatică: verde, brun. | Muzeul Viticulturii și Pomiculturii, Golești      | Cimec    |
|      | Oală smălțuită Autor: Roventa Vasile                              | Datare: 1/2 sec. al XX-lea Descoperit: jud. GORJ, com. CÂLNIC, GĂLEȘOAIA Dimensiuni: Î=22 cm Material: Lut, smalț; frământare prin călcare, modelat la roată, angobare, decorare cu cornul, ardere dublu-oxidantă.                                                                                           | Oala, de formă bitronconică, are o singură toartă, ce pleacă din buza vasului și se termină în zona de circumferință maximă, decorată cu linii orizontale. Prezintă smalț brun pe gură. Decorul este realizat din linii drepte, dispuse în alternanță decorativă cu linii șerpuite, realizate cu cornul. Cromatică: cărămiziu, brun. | Muzeul Viticulturii și Pomiculturii, Golești      | Cimec    |
|      | Oală Autor: Roventa Vasile                                        | Datare: 1/2 sec. al XX-lea Descoperit: jud. GORJ, com. CÂLNIC, GĂLEȘOAIA Dimensiuni: Î=38 cm Material: Lut, coloranți; frământare prin călcare, modelat la roată, decorat cu pensula, ardere oxidantă. | Oala, de formă bitronconică, prezintă două mănuși dispuse asimetric, decorate cu linii înguste, paralele. Decorul este amplasat pe întreaga suprafață și este realizat din două brâuri alveolare și din mai multe benzi circulare intercalate de motive liniare șerpuite, decorate cu pensula. Oala nu este smălțuită. Cromatică: cărămiziu, brun. | Muzeul Viticulturii și Pomiculturii, Golești      | Cimec    |
|      | Oală cu două mănuși Autor: anonim                                 | Datare: 1/2 sec. al XX-lea Dimensiuni: Î=46 cm Material: Lut, angobă, coloranți, smalț; frământare prin călcare, modelat la roată, angobare, pictare, aplicare, ardere dublu-oxidantă. | Oala, de formă bitronconică, cu gură largă și buză dreaptă, are două mănuși de prindere, cu puncte de inserție sub buza vasului și pe diametrul maxim al pântecelui. Piesa este smălțuită pe toată suprafața. Decorul, realizat cu tiparul, este amplasat în jumătatea superioară și constă dintr-un registru lat, cu motive florale și vegetale, încadrat de motive liniare. Sub gură, la nivelul de inserție a mănușilor, există un brâu alveolar, îngust. Cromatică: cărămiziu, verde. | Muzeul Viticulturii și Pomiculturii, Golești      | Cimec    |
|      | Oală din ceramică Autor: anonim                                   | Datare: 3/4 sec. al XX-lea Descoperit: jud. ARGEȘ, PITEȘTI Dimensiuni: Î=50 cm Material: Lut, angobă, smalț; frământare prin călcare, modelat la roată, angobare, aplicare, ardere dublu-oxidantă. | Oala, de formă bitronconică, cu „brâne” alveolare, smălțuită în jumătatea superioară, prezintă două toarte, ce pleacă de sub buză și se termină în zona de gabarit maxim al pântecelui, decorate prin imprimare cu degetul. La jumătatea distanței dintre punctele de inserție, toartele se bifurcă. Decorul este amplasat în jumătatea superioară, fiind realizat din brâuri alveolare aplicate, dispuse orizontal, ce se unesc cu alte brâuri alveolare, dispuse în diagonală. Piesa prezintă caracteristicile școlii de la Curtea de Argeș, o ceramică superioară, de curte, cu influență bizantină. Cromatică: cărămiziu, brun. | Muzeul Viticulturii și Pomiculturii, Golești      | Cimec    |
|      | Berbeșel Autor: Badea Gavrilă                                     | Datare: 3/4 sec. al XX-lea Descoperit: jud. ARGEȘ, CURTEA DE ARGEȘ Dimensiuni: Î=32 cm Material: Lut, angobă albă smalț; frământare prin călcare, modelat la roată, angobare, ardere dublu-oxidantă. | De formă bitronconică, bază îngustă și gură largă, are două mănuși dispuse simetric, ce pleacă din buza oalei și se termină în zona de gabarit maxim al pântecelui. Vasul este smălțuit la interior, iar la exterior prezintă pe toată suprafața, o humă albă. Nu este decorat. Gura prezintă pete verzi de smalț. Cromatică: alb, cărămiziu, verde. | Muzeul Viticulturii și Pomiculturii, Golești      | Cimec    |
|      | Cațaveică mare Autor: Badea Gavrilă                               | Datare: 3/4 sec. al XX-lea Descoperit: jud. ARGEȘ, CURTEA DE ARGEȘ Dimensiuni: Î=15 cm Material: Lut, smalț, angobă; frământare prin călcare, modelat la roată, angobare, ardere oxidantă. | De formă bitronconică, cu bază îngustă, gură largă, buză ușor răsfrântă, prezintă o toartă, ce pleacă de sub buza oalei și se termină în zona de maximă circumferință. Decorul este amplasat în jumătatea superioară și este alcătuit din motive liniare și decorative diverse - melci stilizați. Oala este nesmălțuită, prezentând doar pete de smalț verde pe gură și în treimea superioară. Cromatică: cărămiziu, verde, alb. | Muzeul Viticulturii și Pomiculturii, Golești      | Cimec    |
|      | Cațaveică roșie Autor: Badea Gavrilă                              | Datare: 3/4 sec. al XX-lea Descoperit: jud. ARGEȘ, CURTEA DE ARGEȘ Dimensiuni: Î=15 cm Material: Lut, smalț, angobă; frământare prin călcare, modelat la roată, angobare, ardere oxidantă. | De formă bitronconică, cu bază îngustă, gură largă, buză ușor răsfrântă, prezintă o toartă, ce pleacă de sub buza oalei și se termină în zona de maximă circumferință. Decorul este amplasat în jumătatea superioară și este alcătuit din motive liniare și decorative diverse - melci stilizați. Oala este nesmălțuită, prezentând doar pete de smalț verde pe gură și în treimea superioară. Cromatică: cărămiziu, verde, alb. | Muzeul Viticulturii și Pomiculturii, Golești      | Cimec    |
|      | Cațaveică roșie Autor: Badea Gavrilă                              | Datare: 3/4 sec. al XX-lea Descoperit: jud. ARGEȘ, CURTEA DE ARGEȘ Dimensiuni: Î=15 Material: Lut, smalț, angobă; frământare prin călcare, modelat la roată, angobare, ardere oxidantă. | De formă bitronconică, cu bază îngustă, gură largă, buză ușor răsfrântă, prezintă o toartă, ce pleacă de sub buza oalei și se termină în zona de maximă circumferință. Decorul este amplasat în jumătatea superioară și este alcătuit din motive liniare și decorative diverse - melci stilizați. Oala este nesmălțuită, prezentând doar pete de smalț verde pe gură și în treimea superioară. Cromatică: cărămiziu, verde, alb. | Muzeul Viticulturii și Pomiculturii, Golești      | Cimec    |
|      | Cațaveică roșie Autor: Badea Gavrilă                              | Datare: 3/4 sec. al XX-lea Descoperit: jud. ARGEȘ, CURTEA DE ARGEȘ Dimensiuni: Î=15 cm Material: Lut, smalț, angobă; frământare prin călcare, modelat la roată, angobare, ardere oxidantă. | De formă bitronconică, cu bază îngustă, gură largă, buză ușor răsfrântă, prezintă o toartă, ce pleacă de sub buza oalei și se termină în zona de maximă circumferință. Decorul este amplasat în jumătatea superioară și este alcătuit din motive liniare și decorative diverse - melci stilizați. Oala este nesmălțuită, prezentând doar pete de smalț verde pe gură și în treimea superioară. Cromatică: cărămiziu, verde, alb. | Muzeul Viticulturii și Pomiculturii, Golești      | Cimec    |
|      | Cațaveică roșie Autor: Badea Gavrilă                              | Datare: 3/4 sec. al XX-lea Descoperit: jud. ARGEȘ, CURTEA DE ARGEȘ Dimensiuni: Î=15 cm Material: Lut, smalț, angobă; frământare prin călcare, modelat la roată, angobare, ardere oxidantă. | De formă bitronconică, cu bază îngustă, gură largă, buză ușor răsfrântă, prezintă o toartă, ce pleacă de sub buza oalei și se termină în zona de maximă circumferință. Decorul este amplasat în jumătatea superioară și este alcătuit din motive liniare și decorative diverse - melci stilizați. Oala este nesmălțuită, prezentând doar pete de smalț verde pe gură și în treimea superioară. Cromatică: cărămiziu, verde, alb. | Muzeul Viticulturii și Pomiculturii, Golești      | Cimec    |
|      | Cațaveică mică roșie Autor: Badea Gavrilă                         | Datare: 3/4 sec. al XX-lea Descoperit: jud. ARGEȘ, CURTEA DE ARGEȘ Dimensiuni: Î=15 cm Material: Lut, smalț, angobă; frământare prin călcare, modelat la roată, angobare, ardere oxidantă. | De formă bitronconică, cu bază îngustă, gură largă, buză ușor răsfrântă, prezintă o toartă, ce pleacă de sub buza oalei și se termină în zona de maximă circumferință. Decorul este amplasat în jumătatea superioară și este alcătuit din motive liniare și decorative diverse - melci stilizați. Oala este nesmălțuită, prezentând doar pete de smalț verde pe gură și în treimea superioară. Sunt vizibile urme ale utilizării vasului pe foc. Cromatică: cărămiziu, verde, alb. | Muzeul Viticulturii și Pomiculturii, Golești      | Cimec    |
|      | Cațaveică mică roșie Autor: Badea Gavrilă                         | Datare: 3/4 sec. al XX-lea Descoperit: jud. ARGEȘ, CURTEA DE ARGEȘ Dimensiuni: Î=15 cm Material: Lut, smalț, angobă; frământare prin călcare, modelat la roată, angobare, ardere oxidantă. | De formă bitronconică, cu bază îngustă, gură largă, buză ușor răsfrântă, prezintă o toartă, ce pleacă de sub buza oalei și se termină în zona de maximă circumferință. Decorul este amplasat în jumătatea superioară și este alcătuit din motive liniare și decorative diverse - melci stilizați. Oala este nesmălțuită, prezentând doar pete de smalț verde pe gură și în treimea superioară. Sunt vizibile urme ale utilizării vasului pe foc. Cromatică: cărămiziu, verde, alb. | Muzeul Viticulturii și Pomiculturii, Golești      | Cimec    |
|      | Cațaveică mică roșie Autor: Badea Gavrilă                         | Datare: 3/4 sec. al XX-lea Descoperit: jud. ARGEȘ, CURTEA DE ARGEȘ Dimensiuni: Î=12 cm Material: Lut, smalț, angobă; frământare prin călcare, modelat la roată, angobare, ardere oxidantă. | De formă bitronconică, cu bază îngustă, gură largă, buză ușor răsfrântă, prezintă o toartă, ce pleacă de sub buza oalei și se termină în zona de maximă circumferință. Decorul este amplasat în jumătatea superioară și este alcătuit din motive liniare și decorative diverse - melci stilizați. Oala este nesmălțuită, prezentând doar pete de smalț verde pe gură și în treimea superioară. Sunt vizibile urme ale utilizării vasului pe foc. Cromatică: cărămiziu, verde, alb. | Muzeul Viticulturii și Pomiculturii, Golești      | Cimec    |
|      | Borcan Autor: Ban Gheorghe                                        | Datare: 3/4 sec. al XX-lea Descoperit: jud. ARGEȘ, com. MUȘĂTEȘTI, VÂLSĂNEȘTI Dimensiuni: Î=48 cm Material: Lut, angobă albă smalț; frământare prin călcare, modelat la roată, angobare, ardere dublu-oxidantă.                                                                                              | De formă bitronconică, bază îngustă și gură largă, are două mănuși dispuse simetric, ce pleacă din buza oalei și se termină în zona de gabarit maxim al pântecelui. Mănușile sunt decorate prin imprimare cu degetul pe margini. Vasul este smălțuit la interior, iar la exterior prezintă pe toată suprafața, o humă albă. Decorul este amplasat în partea superioară - linii drepte. Gura prezintă pete verzi de smalț. Cromatică: alb, cărămiziu, verde. | Muzeul Viticulturii și Pomiculturii, Golești      | Cimec    |
|      | Borcan untură cu capac cu motivul șopârlă Autor: Ban Gheorghe     | Datare: 3/4 sec. al XX-lea Descoperit: jud. ARGEȘ, com. MUȘĂTEȘTI, VÂLSĂNEȘTI Dimensiuni: Î=49 cm Material: Lut, smalț; frământare prin călcare, modelat la roată, angobare, ardere dublu-oxidantă. | De formă bitronconică și bază îngustă, are două mănuși, dispuse simetric, ce pleacă din buza oalei și se termină în zona de gabarit maxim al pântecelui. Toartele sunt decorate prin imprimare cu degetul, pe margini. Decorul este amplasat în jumătatea superioară și este alcătuit dintr-un brâu alveolar, orizontal și din motive zoomorfe - două șopârle mari. Tot în partea superioară există rozete aplicate cu tiparul. Oala prezintă un capac, cu buton de prindere dantelat și are ca decor patru rozete aplicate. Piesă este smălțuită la exterior și la interior. Cromatică: cărămiziu, verde. | Muzeul Viticulturii și Pomiculturii, Golești      | Cimec    |
|      | Borcan Autor: Ban Gheorghe                                        | Datare: 3/4 sec. al XX-lea Descoperit: jud. ARGEȘ, com. MUȘĂTEȘTI, VÂLSĂNEȘTI Dimensiuni: Î=49 cm Material: Lut, angobă, smalț; frământare prin călcare, modelat la roată, angobare, aplicare, ardere dublu-oxidantă.                                                                                        | De formă bitronconică și bază îngustă, are două mănuși, dispuse simetric, ce pleacă de sub buza oalei și se termină în zona de maximă circumferință a pântecelui. Mănușile sunt decorate prin imprimare cu degetul, pe margini. Decorul este amplasat în jumătatea superioară și este alcătuit din brâuri alveolare, verticale, ce se termină într-un brâu alveolar, orizontal. În registrele astfel formate, găsim motive avimorfe – berze, una din berze având o șopârlă în cioc. Pe toarte, sub buză și în marginea inferioară a decorului găsim rozete, aplicate cu tiparul. Oala prezintă un capac cu buton de prindere și ca decor trei rozete aplicate. Este smălțuită la exterior și la interior. Cromatică: cărămiziu, verde. | Muzeul Viticulturii și Pomiculturii, Golești      | Cimec    |
|      | Borcan Autor: Ban Gheorghe                                        | Datare: 3/4 sec. al XX-lea Descoperit: jud. ARGEȘ, com. MUȘĂTEȘTI, VÂLSĂNEȘTI Dimensiuni: Î=49 cm Material: Lut, angobă, smalț; frământare prin călcare, modelat la roată, angobare, aplicare, ardere dublu-oxidantă.                                                                                        | De formă bitronconică și bază îngustă, are două mănuși, dispuse simetric, ce pleacă de sub buza oalei și se termină în zona de maximă circumferință a pântecelui. Mănușile sunt decorate prin imprimare cu degetul, pe margini. Decorul este amplasat în jumătatea superioară și este alcătuit din brâuri alveolare, verticale, ce se termină într-un brâu alveolar, orizontal. În registrele astfel formate, găsim motive avimorfe – berze, una din berze având o șopârlă în cioc. Pe toarte, sub buză și în marginea inferioară a decorului găsim rozete, aplicate cu tiparul. Oala prezintă un capac cu buton de prindere și ca decor trei rozete aplicate. Este smălțuită la exterior și la interior. Cromatică: cărămiziu, verde. | Muzeul Viticulturii și Pomiculturii, Golești      | Cimec    |
|      | Borcan untură cu capac cu motivul șarpe Autor: Ban Gheorghe       | Datare: 3/4 sec. al XX-lea Descoperit: jud. ARGEȘ, com. MUȘĂTEȘTI, VÂLSĂNEȘTI Dimensiuni: Î=44 cm Material: Lut, angobă, smalț; frământare prin călcare, modelat la roată, angobare, aplicare, ardere dublu-oxidantă.                                                                                        | De formă bitronconică și bază îngustă, are două mănuși, dispuse simetric, ce pleacă de sub buza oalei și se termină în zona de maximă circumferință a pântecelui. Mănușile sunt decorate prin imprimare cu degetul, pe margini. Decorul este amplasat în treimea superioară și este alcătuit dintr-un brâu alveolar, orizontal și din motive zoomorfe - șerpi încolăciți. Pe toarte, sub buză și în marginea inferioară a decorului găsim rozete, aplicate cu tiparul. Oala prezintă un capac cu buton de prindere dantelat (deteriorat) și ca decor trei rozete aplicate. Este smălțuită la exterior și la interior. Cromatică: cărămiziu, verde. | Muzeul Viticulturii și Pomiculturii, Golești      | Cimec    |
|      | Borcan Autor: Ban Gheorghe                                        | Datare: 3/4 sec.al XX-lea Descoperit: jud. ARGEȘ, com. MUȘĂTEȘTI, VÂLSĂNEȘTI Dimensiuni: Î=42 cm Material: Lut, angobă, smalț; frământare prin călcare, modelat la roată, angobare, aplicare, ardere dublu-oxidantă.                                                                                         | De formă bitronconică și bază îngustă, are două mănuși, dispuse simetric, ce pleacă de sub buza oalei și se termină în zona de maximă circumferință a pântecelui. Mănușile sunt decorate prin imprimare cu degetul, pe margini. Decorul este amplasat în jumătatea superioară și este alcătuit din brâuri alveolare șerpuite, verticale, ce sunt încadrate, de câte un brâu alveolar, orizontal. Sub buza vasului, se regăsesc o serie de rozete aplicate cu tiparul. Oala prezintă un capac cu buton de prindere dantelat și care are ca decor, trei rozete aplicate, tot cu tiparul. Piesa este smălțuită la exterior și la interior. Cromatică: cărămiziu, verde. | Muzeul Viticulturii și Pomiculturii, Golești      | Cimec    |
|      | Tigaie cu trei picioare Autor: Ban Gheorghe                       | Datare: 3/4 sec. al XX-lea Descoperit: jud. ARGEȘ, com. MUȘĂTEȘTI, VÂLSĂNEȘTI Dimensiuni: Î=13 cm Material: Lut, angobă, coloranți, smalț; frământare prin călcare, modelat la roată, angobare, smălțuire, ardere dublu-oxidantă.                                                                            | De formă tronconică, bază îngustă, se sprijină pe trei picioare, dispuse la distanțe egale unele față de altele. Piesa prezintă un mâner tubular gros, ce se termină cu un mic orificiu. Este smălțuită pe coadă, dar și la interior și parțial la exterior, smalț ce s-ar suprapune unui strat de humă albă. Cromatică: cărămiziu, verde. | Muzeul Viticulturii și Pomiculturii, Golești      | Cimec    |
|      | Ghiveci Autor: Ban Gheorghe                                       | Datare: 3/4 sec. al XX-lea Descoperit: jud. ARGEȘ, com. MUȘĂTEȘTI, VÂLSĂNEȘTI Dimensiuni: Î=32 cm Material: Lut, angobă, smalț; frământare prin călcare, modelat la roată, angobare, ardere dublu-oxidantă.                                                                                                  | De formă tronconică, cu bază îngustă, gură dantelată, este intens decorată, în tehnica alveolară. În partea superioară, prezintă un registru realizat dintr-un brâu alveolar șerpuit, ce este intercalat de rozete aplicate cu tiparul. Central, vasul prezintă motive zoomorfe – șerpi încolăciți și rozete aplicate, tot cu tiparul, iar în partea inferioară se observă un brâu alveolar, orizontal. Piesa este smălțuită la exterior, iar în interior are un strat alb de humă. Fundul vasului prezintă un orificiu de aerisire. Cromatică: cărămiziu, verde. | Muzeul Viticulturii și Pomiculturii, Golești      | Cimec    |
|      | Ghiveci Autor: Ban Gheorghe                                       | Datare: 3/4 sec. al XX-lea Descoperit: jud. ARGEȘ, com. MUȘĂTEȘTI, VÂLSĂNEȘTI Dimensiuni: Î=32 cm Material: Lut, angobă, smalț; frământare prin călcare, modelat la roată, angobare, ardere dublu-oxidantă.                                                                                                  | De formă tronconică, cu bază îngustă, gură dantelată, este intens decorată, în tehnica alveolară. În partea superioară, prezintă un registru realizat dintr-un brâu alveolar șerpuit, ce este intercalat de rozete aplicate cu tiparul. Central, vasul prezintă motive zoomorfe – șerpi încolăciți și rozete aplicate, tot cu tiparul, iar în partea inferioară se observă un brâu alveolar, orizontal. Piesa este smălțuită la exterior, iar în interior are un strat alb de humă. Fundul vasului prezintă un orificiu de aerisire. Cromatică: cărămiziu, verde. | Muzeul Viticulturii și Pomiculturii, Golești      | Cimec    |
|      | Oală de prins lapte Autor: Ban Gheorghe                           | Datare: 3/4 sec. al XX-lea Descoperit: jud. ARGEȘ, com. MUȘĂTEȘTI, VÂLSĂNEȘTI Dimensiuni: Î=20 cm Material: Lut, angobă albă smalț; frământare prin călcare, modelat la roată, angobare, ardere oxidantă. | Oala, cu gură rotundă, ușor evazată, are două mănuși, ce pleacă din buză și se termină la mijlocul vasului. Pereții drepți prezintă, în treimea superioară, un registru liniar simplu. Piesa are pete de smalț galben și verde, pe toarte. Cromatică: alb, cărămiziu, galben, verde. | Muzeul Viticulturii și Pomiculturii, Golești      | Cimec    |
|      | Borcan de untură Autor: Ban Gheorghe                              | Datare: 3/4 sec. al XX-lea Descoperit: jud. ARGEȘ, com. MUȘĂTEȘTI, VÂLSĂNEȘTI Dimensiuni: Î=38 cm Material: Lut, angobă albă, smalț; frământare prin călcare, modelat la roată, angobare, ardere oxidantă.                                                                                                   | De formă bitronconică, cu pereții relativ drepți și bază îngustă, are două prelungiri, cu rol de mânere, pline, aplicate, ce pleacă din zona de gabarit maxim al pântecelui. Mânerele sunt decorate prin imprimare cu degetul, pe margini. Decorul este amplasat sub buza vasului, fiind realizat dintr-un brâu alveolar orizontal, urmat de șase rozete aplicate și un motiv zoomorf alveolar aplicat - două șopârle, realizat prin tehnica îmbrânării. Oala prezintă un capac, cu buton de prindere dantelat, având ca decor patru rozete aplicate. Piesă este smălțuită la exterior și parțial la interior. Cromatică: cărămiziu, verde. | Muzeul Viticulturii și Pomiculturii, Golești      | Cimec    |
|      | Borcan drept Autor: Ban Gheorghe                                  | Datare: 3/4 sec. al XX-lea Descoperit: jud. ARGEȘ, com. MUȘĂTEȘTI, VÂLSĂNEȘTI Dimensiuni: Î=38 cm Material: Lut, angobă albă, smalț; frământare prin călcare, modelat la roată, angobare, ardere oxidantă.                                                                                                   | De formă bitronconică, cu pereții relativ drepți și bază îngustă, are două prelungiri, cu rol de mânere, pline, aplicate, ce pleacă din zona de gabarit maxim al pântecelui. Mânerele sunt decorate prin imprimare cu degetul, pe margini. Decorul este amplasat sub buza vasului, fiind realizat dintr-un brâu alveolar orizontal, urmat de șase rozete aplicate. Oala prezintă un capac, cu buton de prindere dantelat, având ca decor patru rozete aplicate. Piesă este smălțuită la exterior și parțial la interior. Cromatică: cărămiziu, verde. | Muzeul Viticulturii și Pomiculturii, Golești      | Cimec    |
|      | Găină - oală mare Autor: Diaconu Gheorghe Ion                     | Datare: 3/4 sec. al XX-lea Descoperit: jud. ARGEȘ, com. COȘEȘTI, PETREȘTI Dimensiuni: Î=33 cm Material: Lut, smalț; frământare prin călcare, modelat la roată, smălțuire, ardere dublu-oxidantă. | De formă bitronconică, bază îngustă, gură largă, prezintă două mănuși, dispuse simetric, ce pleacă din buza oalei și se termină în zona de gabarit maxim al pântecelui. Piesa este smălțuită la interior și 3/4 la exterior. Prezintă un decor floral stilizat. Cromatică: cărămiziu, albastru, verde, alb, brun. | Muzeul Viticulturii și Pomiculturii, Golești      | Cimec    |
|      | Găină - oală mare Autor: anonim                                   | Datare: 3/4 sec. al XX-lea Descoperit: jud. ARGEȘ, com. COȘEȘTI, PETREȘTI Dimensiuni: Î=35 cm Material: Lut, coloranți, smalț; frământare prin călcare, modelat la roată, pictare, smălțuire, ardere dublu-oxidantă.                                                                                         | De formă bitronconică, bază îngustă, gură mică, are două mănuși, dispuse simetric, ce pleacă din buza oalei și se termină în zona de gabarit maxim al pântecelui. Piesa este smălțuită la interior și în jumăatea superioară, la exterior. Prezintă un decor floral și vegetal. Cromatică: cărămiziu, galben, verde. | Muzeul Viticulturii și Pomiculturii, Golești      | Cimec    |
|      | Oală mare cu două mănuși                                          | Datare: 3/4 sec. al XX-lea Descoperit: jud. ARGEȘ, CURTEA DE ARGEȘ Dimensiuni: Î=36 cm Material: Lut, coloranți, smalț; frământare prin călcare, modelat la roată, pictare, smălțuire, ardere dublu-oxidantă.                                                                                                | De formă bitronconică și gură mică, are două mănuși, ce pleacă de sub buză și se termină în zona de gabarit maxim al pântecelui. Este smălțuită în jumătatea superioară și la interior și prezintă un decor alcătuit dintr-o serie de motive decorative diverse (linii și "ghiare"), dispuse în alternanță decorativă și cromatică. Cromatică: cărămiziu, brun, galben, verde. | Muzeul Viticulturii și Pomiculturii, Golești      | Cimec    |
|      | Găină - oală mare Autor: anonim                                   | Datare: 3/4 sec. al XX-lea Descoperit: jud. ARGEȘ, com. COȘEȘTI, PETREȘTI Dimensiuni: Î=37 cm Material: Lut, coloranți, humă, smalț; frământare prin călcare, modelat la roată, pictare, smălțuire, ardere dublu-oxidantă.                                                                                   | De formă bitronconică, are două mănuși, dispuse simetric, ce pleacă din buza oalei și se termină în zona de maximă circumferință a pântecelui. Piesa este smălțuită la interior și în jumătatea superioară, la exterior. Decorul este alcătuit din motive florale și vegetale, pictate, dispuse în alternanță cromatică și decorativă. În partea inferioară, prezintă colți de humă albă, dispuși vertical. Cromatică: cărămiziu, alb, albastru, verde. | Muzeul Viticulturii și Pomiculturii, Golești      | Cimec    |
|      | Chiup                                                             | Datare: 1/2 sec. al XX-lea Descoperit: jud. ARGEȘ, com. CIOMĂGEȘTI, CIOMĂGEȘTI Dimensiuni: Î=45 cm Material: Lut, angobă; frământare prin călcare, modelat la roată, angobare, ardere oxidantă. | De formă bitronconică, gură ușor evazată, gât înalt, prezintă un brâu excizat, de la nivelul căruia pleacă două mănuși, ce se termină în zona de gabarit maxim al pântecelui. Decorul, prezent în treimea superioară, este alcătuit din motive liniare stilizate, dispuse circular pe vas, cu motivul valului multiplicat. În partea inferioară, oala prezintă două zone în care straturile de lut sunt exfoliate, fiecare având un diametru de aproximativ 6 cm. Vasul prezintă urme a unei angobe, dispusă la exterior. Cromatică: cărămiziu, alb. | Muzeul Viticulturii și Pomiculturii, Golești      | Cimec    |
|      | Oală mare pentru untură                                           | Datare: 1/2 sec. al XX-lea Descoperit: jud. ARGEȘ, PITEȘTI Dimensiuni: Î=45 cm Material: Lut, coloranți, smalț; frământare prin călcare, modelat la roată, angobare, decorat cu cornul, ardere oxidantă. | De formă bitronconică, prezintă două mănuși, ce pleacă de sub buza vasului și se termină în zona de circumferință maximă a pântecelui. Piesa este nesmălțuită, având doar niște pete verzi de smalț, în partea superioară. Decorul este amplasat în partea superioară și este realizat din linii drepte și vălurite. Cromatică: cărămiziu, galben, verde. | Muzeul Viticulturii și Pomiculturii, Golești      | Cimec    |
|      | Oală mare pentru untură                                           | Datare: 1/2 sec. al XX-lea Descoperit: jud. ARGEȘ, PITEȘTI Dimensiuni: Î=40 cm Material: Lut, smalț; frământare prin călcare, modelat la roată, decorat cu cornul, ardere oxidantă. | De formă bitronconică, prezintă două mănuși, ce pleacă de sub buza vasului și se termină în zona de maximă circumferință a pântecelui. Oala este nesmălțuită, prezentând doar pete de smalț brun, în treimea superioară. Decorul este amplasat pe toată suprafața, fiind compus din linii șerpuite - motivul valului multiplicat, realizat cu cornul și linii orizontale concentrice. În partea inferioară, piesa prezintă colți verticali din humă albă. Cromatică: cărămiziu, alb, brun. | Muzeul Viticulturii și Pomiculturii, Golești      | Cimec    |
|      | Oală mare cu două mănuși                                          | Datare: 1/2 sec. al XX-lea Descoperit: jud. ARGEȘ, PITEȘTI Dimensiuni: Î=37 cm Material: Lut, angobă, smalț; frământare prin călcare, modelat la roată, angobare, ardere dublu oxidantă. | De formă bitronconică, prezintă două mănuși, dispuse simetric, ce pleacă de sub buza vasului și se termină în zona de gabarit maxim al pântecelui. Mănușile sunt decorate, pe lateral, prin imprimare cu degetul. Piesa este smălțuită pe două treimi din suprafață, cu un smalț galben-verzui. Decorul este amplasat în partea superioară și constă din motive liniare drepte și șerpuite, realizate prin decorare cu pieptenul. Partea inferioară nesmălțuită, înnegrită, prezintă urme ale utilizării oalei în contact cu focul. Cromatică: cărămiziu, verde, galben. | Muzeul Viticulturii și Pomiculturii, Golești      | Cimec    |
|      | Oală mare cu două mănuși                                          | Datare: 3/4 sec. al XX-lea Descoperit: jud. ARGEȘ, com. CIOMĂGEȘTI, CIOMĂGEȘTI Dimensiuni: Î=37 cm Material: Lut, angobă, coloranți, smalț; frământare prin călcare, modelat la roată, angobare, pictare, ardere dublu-oxidantă.                                                                             | De formă bitronconică, prezintă două mănuși, dispuse simetric, ce pleacă din buza vasului și se termină în punctul de maximă circumferință al pântecelui. Piesa este smălțuită în jumătatea superioară a vasului, unde este amplasat și decorul, care este realizat din motive florale și vegetale, dispuse în alternanță cromatică și decorativă. Partea inferioară nesmălțuită, înnegrită, prezintă urme ale utilizării oalei în contact cu focul. Cromatică: cărămiziu, verde, galben. | Muzeul Viticulturii și Pomiculturii, Golești      | Cimec    |
|      | Oală mare                                                         | Datare: 3/4 sec. al XX-lea Descoperit: jud. ARGEȘ, PITEȘTI Dimensiuni: Î=26 cm Material: Lut, angobă, coloranți, smalț; frământare prin călcare, modelat la roată, angobare, pictare, ardere dublu-oxidantă.                                                                                                 | De formă bitronconică, cu gură largă, prezintă o singură mănușe, ce pleacă din buza vasului și se termină în punctul de maximă circumferință al pântecelui. Piesa este nesmălțuită. Decorul este amplasat pe aproape toată suprafața, cu motivul calea rătăcită, realizat cu humă albă. În partea inferioară, o porțiune destul de mare este înnegrită, prezentând urmele contactului cu focul. Cromatică: cărămiziu, alb. | Muzeul Viticulturii și Pomiculturii, Golești      | Cimec    |
|      | Cămașă femeiască                                                  | Descoperit: jud. TELEORMAN, com. CRÂNGENI Material: pânză; bumbac; arnici; mărgele; paiete; țesut în 2 ițe; croit; încheiat cu acul; brodat în punct românesc; croșetat; aplicație; încrețit; șabac | Cămașă femeiască cu poale, alcătuită din 14 părți de pânză în partea superioară, încheiate cu acul, deschidere dreaptă cu colțișori pe margini, încrețită la gât pe o bentiță ascunsă. Mâneca pornește de la gât și se termină cu o încrețitură formând un volănaș cu șabac și colțișori croșetați din bumbac alb. Este ornamentată cu motive decorative diverse sub formă de benzi longitudinale pe piepți, spate, mânecă și volan. Ornamentele sunt mărginite de aplicație din paiete și mărgele albe, iar, în spațiile libere, șiruri de aplicație de paiete și mărgele. Poalele sunt atașate de cămașă și sunt alcătuite din fâșii de pânză la care sunt adăugați clinișori în părțile laterale. Au pe marginea inferioară o ghirlandă din motive florale stilizate brodate cu arnici roșu și negru în alternanță cromatică. Pe margine, este atașată o dantelă cu colți croșetată din bumbac alb. Cromatică: alb, roșu, negru.                                       | Muzeul Viticulturii și Pomiculturii, Golești      | Cimec    |
|      | Fotă verde cu fir                                                 | Descoperit: jud. ARGEȘ, com. POIENARII DE MUSCEL, JUGUR Material: arnici; fir metalic; mătase; țesut în 4 ițe; ales peste fire; tivit | Formă dreptunghiulară, ornamentată, pe toată suprafața cu motive geometrice: romburi concentrice, romb în trepte, cruce dreaptă, zig-zag, dispuse sub forma unui registru, la capete și în partea inferioară mărginit de un registru mai îngust. În centrul romburilor, un registru din romburi concentrice, romburi mai mici din arnici roșu și albastru, în alternanță cromatică. Este tivită la capete și în partea inferioară. Cromatică: negru, verde, roșu, albastru, galben, alb. | Muzeul Viticulturii și Pomiculturii, Golești      | Cimec    |
|      | Fotă cu fir                                                       | Descoperit: jud. ARGEȘ, GOLEȘTII-BADII Material: bunbac; fir metalic; țesut în 4 ițe; ales peste fire; tivit | Formă dreptunghiulară ornamentată cu motive geometrice: romburi concentrice și zigzag dispuse sub forma unui registru, la unul din capete și în partea inferioară, mărginit de zig-zag. Deasupra acestui registru lat, un șir de romburi. Restul câmpului neornamentat. La celălalt capăt, cinci vergi înguste verticale. Tivit la ambele capete și în partea inferioară. Cromatică: negru, alb, galben. | Muzeul Viticulturii și Pomiculturii, Golești      | Cimec    |
|      | Fotă cu fir                                                       | Descoperit: jud. ARGEȘ, GOLEȘTII-BADII Material: lână; bumbac; lânică; fir metalic; mărgele; paiete; dantelă industrială; țesut în 2 ițe; urzeală ascunsă; ales peste fire; brodat peste fire; aplicație; tivit                                                                                              | Formă dreptunghiulară, ornamentată cu motive decorative diverse dispuse la capete sub formă de vergi longitudinale cu motive geometrice: romb din fir metalic în alternanță cu vergi roșii și vergi cu motive florale stilizate, în alternanță cromatică. În partea inferioară, un registru mai lat din romburi având în mijloc romburi mai mici cu lânică multicoloră, mărginit de vergi din fir metalic auriu și de câte un șir cu motive florale stilizate, în alternanță cromatică. Pe motivele ornamentale, aplicație de paiete și mărgele. În partea inferioară, aplicație de panglică și dantelă terminate cu paiete. Centrul de culoare neagră este neornamentat. Capetele sunt tivite. Cromatică: negru, roșu, alb, verde, crem, bleumarin, piersiciu, galben. | Muzeul Viticulturii și Pomiculturii, Golești      | Cimec    |
|      | Fotă cu fir                                                       | Descoperit: jud. ARGEȘ, GOLEȘTII-BADII Material: bumbac; fir metalic; arnici; țesut în 2 ițe; ales peste fire; tivit | Formă dreptunghiulară ornamentată pe toată suprafața cu motive geometrice diverse: romburi concentrice, romb cu cârlig, triunghi, vargă. La capete și în partea inferioară, registrul cu motive geometrice diverse este mărginit de unul mai îngust. Centrul este ornamentat cu motivul romb având la capete patru romburi mai mici și în centru romburi concentrice înscrise într-un romb cu cârlige. Este tivită la capete și în partea inferioară. Cromatică: roșu, alb, galben, albastru. | Muzeul Viticulturii și Pomiculturii, Golești      | Cimec    |
|      | Fotă cu fir                                                       | Descoperit: jud. ARGEȘ, GOLEȘTII-BADII Material: bumbac; lână; lânică; fir metalic; țesut în 2 ițe; urzit bumbac; bătut lână; ales peste fire; ales printre fire; încheiat cu acul; tivit; festonat | Formă dreptunghiulară alcătuită din două bucăți, încheiate cu acul, ornamentată cu motive decorative diverse: motive geometrice: vergi longitudinale dispuse la cele două capete, în alternanță cromatică, mărginite de câte un șir de motive florale stilizate din fir metalic. În partea inferioară și la unul din capete un șir cu motive florale stilizate întrerupte. Centrul este neornamentat. Festonată la unul din capete cu lânică în alternanță cromatică, iar la celălalt capăt și în partea inferioară este tivită. Cromatică: negru, piersiciu, verde, albastru, galben, roșu. | Muzeul Viticulturii și Pomiculturii, Golești      | Cimec    |
|      | Cămașă                                                            | Descoperit: jud. TELEORMAN, com. CRÂNGENI Material: pânză; arnici; paiete; țesut în 2 ițe; croit; încheiat cu acul; brodat în punct românesc; șabac; croșetat; aplicație; încrețit; tivit | Cămașă femeiască alcătuită din 13 fâșii de pânză încheitate cu acul (cheiță), deschidere într-o parte, încrețită la gât pe o bentiță îngustă terminată cu colțișori croșetați din arnici negru. Mâneca pornește de la bentița gâtului și se termină cu o fâșie de pânză atașată și încrețită formând un volanaș (fodor) cu colțișori croșetați din arnici în alternanță cromatică. la este ornamentată cu motive geometrice sub formă de registre înguste verticale și paralele în alternanță cu șiruri de șabac, dispuse pe piept, spate, bentiță de la gât, mânecă și volan. Pe ornamente, aplicație din paiete. Cromatică: alb, galben, portocaliu, negru. | Muzeul Viticulturii și Pomiculturii, Golești      | Cimec    |
|      | Șervet                                                            | Descoperit: jud. ARGEȘ, com. ȘUICI Material: pânză; arnici; țesut în 2 ițe; brodat în cruci; tivit cu găurele; înnodat | Formă dreptunghiulară, ornamentată pe toată suprafața. La capete, un registru din trei buchete de flori și frunze stilizate mărginit de câte o ghirlandă din flori și frunze stilizate. Centrul prezintă șiruri paralele cu motive avimorfe în alternanță cromatică. Capetele sunt tivite cu găurele și ciucuri înnodați din arnici, dispuși în alternanță cromatică. Cromatică: alb, negru, roșu. | Muzeul Viticulturii și Pomiculturii, Golești      | Cimec    |
|      | Șervet                                                            | Descoperit: jud. ARGEȘ, com. CICĂNEȘTI, MIOARELE Material: bumbac; arnici; țesut în 2 ițe; ales peste fire; brodat peste fire | Formă dreptunghiulară, decor amplasat pe toată suprafața. La capete, grupuri de vergi alese intercalate cu motive decorative diverse: zig-zag, „ciutură", în alternanță cromatică. Centrul prezintă grupuri de vărguțe orizontale și paralele și motive geometrice în alternanță cromatică. Capetele se termină cu firele libere ale urzelii. Cromatică: alb, negru, roșu, galben. | Muzeul Viticulturii și Pomiculturii, Golești      | Cimec    |
|      | Căpătâi                                                           | Descoperit: jud. OLT, com. VÂLCELE, VÂLCELE Material: bumbac; lână; țesut în 4 ițe; urzeală ascunsă; ales legat; încheiat cu acul | Formă dreptunghiulară, alcătuit din față și dos. Dosul, de culoare grena este neornamentat. Fața este ornamentată pe toată suprafața cu motive geometrice dispuse sub formă de registre orizontale, cu motivul pristornic în alternanță cu vergi late în alternanță cromatică. Cromatică: grena, verde cafeniu, alb, roșu, galben, albastru. | Muzeul Viticulturii și Pomiculturii, Golești      | Cimec    |
|      | Căpătâi de pernă                                                  | Descoperit: jud. ARGEȘ, com. COTMEANA, COTMEANA Material: bumbac; lână; țesut în 2 ițe; karamani; încheiat cu acul; tivit | Formă dreptunghiulară, alcătuit din față și dos. Dosul, de culoare liliachie este neornamentat. Fața este ornamentată pe toată suprafața cu motive geometrice dispuse sub formă de două registre mai late cu motivele: cruce dreaptă, romburi concentrice în trepte, în alternanță cu grupuri de câte două vergi mai late și registre mai înguste cu jumătăți de romburi în trepte, mărginite de vergi întrerupte. Piesa este deschisă la unul din capete. Cromatică: liliachiu, roșu, albastru, allb, verde, portocaliu, piersiciu, kaki. | Muzeul Viticulturii și Pomiculturii, Golești      | Cimec    |
|      | Șervet cu pupăză                                                  | Descoperit: jud. ARGEȘ, com. ȘTEFĂNEȘTI Material: bumbac; arnici; țesut în 2 ițe; ales cu speteaza | Formă dreptunghiulară, decor amplasat la extemități, reprezentând un motiv avimorf: pupăză pe o ramură cu frunze și flori stilizate (trandafiri). Decorul este mărginit de câte o ghirlandă din frunze și flori stilizate. Către capete, câte un șir de găurele. Capetele se termină cu firele libere ale urzelii. Cromatică: alb, negru, roșu, portocaliu. | Muzeul Viticulturii și Pomiculturii, Golești      | Cimec    |
|      | Ie cu arnici negru și fir                                         | Descoperit: jud. DÂMBOVIȚA, TÂRGOVIȘTE Material: pânză; arnici; fir metalic; țesut în 2 ițe; croit; încheiat cu acul; încheiat cu mașina; încrețit; festonat; croșetat; brodat în punct românesc; lănțișor                                                                                                   | Cămașă femeiască alcătuită din 11 fâșii de pânză cu margine (vergi portocalii) încheiate cu acul și cu mașina. Deschidere dreaptă cu marginile festonate și mărginite de câte un șir cu motive florale stilizate. Este încrețită la gât pe o bentiță îngustă ornamentată cu motive geometrice: două registre cu pătrate pe piept. Mâneca este ornamentată cu patru registre având pe margine motivul „fuști", iar în mijloc motivul spirală care continuă cu lănțișor din fir metalic care de la gât în jos până la o porțiune încrețită, mai lată și terminată cu un volan (fodor) ornamentat cu aceleași motive decorative care are colțișori croșetați. Are „puișori" la subraț. Cromatică: alb, negru, portocaliu. | Muzeul Viticulturii și Pomiculturii, Golești      | Cimec    |
|      | Fotă roșie aleasă cu fir                                          | Descoperit: jud. ARGEȘ, PITEȘTI Material: arnici; fir metalic; găitan; țesut în 2 ițe; ales peste fire; aplicație; tivit | Formă dreptunghiulară, ornamentată pe toată suprafața cu motive florale stilizate sub forma unui registru lat alcătuit din buchete (frunze și flori stilizate) dispus în partea inferioară și la unul din capete, mărginit de câte un registru mai îngust alcătuit din flori stilizate. Centrul prezintă șiruri de flori dispuse alternativ. Marginea inferioară are aplicație de franjuri din fir metalic, la unul din capete aplicație găitan din fir metalic în zig-zag; capetele sunt tivite, iar marginea superioară are adăugată o bandă dublă pentru introdus șnurul de prindere. Cromatică: roșu, alb, galben, piersiciu, verde, liliachiu. | Muzeul Viticulturii și Pomiculturii, Golești      | Cimec    |
|      | Prosop cusut cu franjuri                                          | Descoperit: jud. ARGEȘ, PITEȘTI Material: pânză; arnici; țesut în 2 ițe; brodat în punct românesc; tivit cu găurele; înnodat | Formă dreptunghiulară, ornamentată pe toată suprafața. La capete, câte două registre alcătuite din ramură, frunze și flori în alternanță cromatică, mărginite de ghirlande cu arnici roșu și negru. Mijlocul este ornamentat cu șiruri de motive fitomorfe - frunze - orizontale și paralele, în alternanță cromatică. Capetele sunt tivite cu găurele și terminate cu ciucuri din arnici roșu și gri. Cromatică: alb, negru, roșu, gri, albastru, galben. | Muzeul Viticulturii și Pomiculturii, Golești      | Cimec    |
|      | Ie cusută cu fir alb                                              | Descoperit: jud. ARGEȘ, PITEȘTI Material: pânză; arnici; fir metalic; țesut în 2 ițe; croit; încheiat cu acul; încrețit; tivit cu găurele; brodat peste fire; lănțișor; brodat în punct românesc | Alcătuită din 9 fâșii de pânză, încheiate cu acul cu arnici negru, deschidere într-o parte, încrețită la gât pe o bantă îngustă ornamentată cu motive geometrice brodate în punct românesc cu arnici negru. Piesa este ornamentată cu vărguțe de diferite lățimi țesute pe marginea fâșiilor de pânză și cu motive decorative diverse de lănțișor din fir metalic și arnici negru dispuse pe piept și pe mânecă de la gât în jos. Mâneca este încrețită sub formă de volănaș (fodor) în partea inferioară și este ornamentată cu șiruri din motive florale stilizate și este tivită. Cromatică: alb, galben, negru, albastru. | Muzeul Viticulturii și Pomiculturii, Golești      | Cimec    |
|      | Ie cu poale                                                       | Descoperit: jud. ARGEȘ, com. CĂLINEȘTI Dimensiuni: L poale: 80 cm; La poale: 152 cm Material: pânză; arnici; fir metalic; paiete; nasture; țesut în 2 ițe; croit; încheiat cu cheiță; încheiat cu acul; lănțișor; brodat în punct românesc; aplicație; tivit cu găurele; croșetat                            | Cămașă femeiască cu poale detașate. le alcătuită din 10 bucăți de pânză, încheiate cu cheiță din arnici negru. Are deschiderea dreaptă cu colțișori croșetați pe margine și tivită cu găurele, se încheie cu nasture. Este încrețiță la gât pe o bentiță îngustă ornamentată cu motivul romb legat. Piesa este ornamentată cu motive geometrice sub formă de dreptunghi dispuse pe piepți și două registre pe spate. Mâneca largă este prevăzută cu altiță de la care pornesc trei registre longitudinale având la bază un registru orizontal, cu tiv cu găurele și colțișori croșetați. Are un puișor la sub braț. Poalele sunt alcătuite din 3 bucăți de pânză învărgată și are în partea inferioară, adăugate o margine lată de 15 cm, alcătuită din 2 bucăți de pânză ornamentată cu aceleași ornamente ca ale iei. În partea superioară sunt încrețite pe o bentiță îngustă cu capetele libere. Cromatică: alb, galben, negru.                                       | Muzeul Viticulturii și Pomiculturii, Golești      | Cimec    |
|      | Maramă de borangic                                                | Descoperit: jud. ARGEȘ, PITEȘTI Material: bumbac; arnici; fir metalic; borangic; țesut în 2 ițe; croit; brodat peste fire | Formă dreptunghiulară, ornamentată pe toată suprafața cu motive geometrice diverse dispuse la capete sub forma unui registru mai lat, mărginit de câte trei registre mai înguste în alternanță cromatică: cruce în X, romb, vargă, intercalate cu grupuri de câte două vergi înguste din fir metalic. Mijlocul este ornamentat cu vărguțe țesute din bumbac în alternanță cu vărguțe din fir metalic dispuse orizontal. Capetele se termină cu firele libere ale urzelii. Cromatică: alb, roșu, galben, albastru, piersiciu. | Muzeul Viticulturii și Pomiculturii, Golești      | Cimec    |
|      | Șorț doljan                                                       | Descoperit: jud. ARGEȘ, PITEȘTI Material: arnici; fir metalic; pânză industrială; țesut în 2 ițe; ales peste fire; înnodat; aplicație | Formă dreptunghiulară, ornamentat pe toată suprafața cu motive geometrice: romb - dispus în șiruri longitudinale și paralele în alternanță cromatică din fir metalic argintiu și arnici negru. Pe trei laturi, aplicație cu franjuri din fir metalic argintiu. La unul din capete, ciucuri înnodați din capetele libere ale urzelii. Dosul este căptușit cu pânză industrială. Cromatică: alb, negru. | Muzeul Viticulturii și Pomiculturii, Golești      | Cimec    |
|      | Față de masă cu roșu și negru                                     | Descoperit: jud. ARGEȘ, PITEȘTI Material: pânză; arnici; bumbac; țesut în 2 ițe; brodat în punct românesc; tivit cu găurele; cheiță | Formă dreptunghiulară, alcătuită din trei fâșii de pânză albă de casă unite prin cheiță croșetată din bumbac. Este ornamentată pe toată suprafață cu un registru din motive florale stilizate pe cele patru laturi și cu șiruri de pătrate alcătuite din motive florale stilizate pe restul câmpului, în alternanță cromatică. Tivită cu găurele pe toate laturile. Cromatică: alb, negru, roșu. | Muzeul Viticulturii și Pomiculturii, Golești      | Cimec    |
|      | Șervet cu păsări                                                  | Descoperit: jud. ARGEȘ, com. ȘTEFĂNEȘTI Material: pânză; arnici; țesut în 2 ițe; brodat în punct românesc; tivit cu găurele; înnodat | Formă dreptunghiulară, decor amplasat pe toată suprafața sub forma a câte două registre alcătuite din motive avimorfe și fitomorfe - păsări pe ramură - și un registru la mijloc, mai îngust, alcătuit din șiruri de păsări pe ramură, în alternanță cromatică, mărginit de inscripția: „Domnișoara Mariea". Mijlocul este ornamentat cu șiruri de motive geometrice dispuse orizontal și paralel, în alternanță cromatică. Către capete, ghirlandă în zigzag. Capetele sunt tivite cu găurele și se termină cu ciucuri înnodați din arnici roșu și bleu. Cromatică: alb, roșu, albastru, bleu. | Muzeul Viticulturii și Pomiculturii, Golești      | Cimec    |
|      | Ie cu „fuști pe grena”                                            | Descoperit: jud. ARGEȘ, com. RUCĂR Material: pânză; arnici; fir metalic; țesut în 2 ițe; croit; brodat peste fire; încheiat cu acul; croșetat; aplicație; lănțișor | Cămașă femeiască cu poale, alcătuită din 20 părți de pânză albă, încheiate cu acul, cu deschizătura dreaptă; încrețită la gât pe o bentiță îngustă ornamentată cu motive geometrice. Decor cu motive geometrice: romburi concentrice, cruce în X dispuse sub formă de table pe piept și registre înguste pe spate. Mânecile prezintă ornamente pe altiță și registre verticale pe mâneci mărginite de motivul „fuști". Mânecile sunt încrețite pe o manșetă lată ornamentată cu aceleași motive. Motivul „fuști" este întâlnit pe mijlocul pieptului și la poale. În spațiile libere ale decorului, lănțișor din fir metalic auriu. Cromatică: alb, grena, galben. | Muzeul Viticulturii și Pomiculturii, Golești      | Cimec    |
|      | Prosop cu flori                                                   | Descoperit: jud. ARGEȘ, PITEȘTI Material: bumbac; arnici; țesut în 2 ițe; ales cu speteaza | Formă dreptunghiulară, ornamentat pe două laturi cu grupuri de vărguțe de diferite lățimi, în alternanță cromatică și la cele două capete cu motive florale stilizate sub formă de câte două registre cu buchete de flori cu arnici roșu, mărginite de un ancadrament cu arnici albastru având între ele un șir de motive florale. Către centru trei registre cu motive florale stilizate (lalele) în alternanță cromatică. Capetele se termină cu firele libere ale urzelii. Cromatică: alb, roșu, albastru. | Muzeul Viticulturii și Pomiculturii, Golești      | Cimec    |
|      | Prosop cusut cu roșu                                              | Descoperit: jud. ARGEȘ, PITEȘTI Material: pânză; arnici; țesut în 2 ițe; brodat în punct românesc; tivit cu găurele; înnodat | Formă dreptunghiulară, ornamentat pe toată suprafață cu motive decorative diverse. La capete, două registre din câte trei pătrate cu motive geometrice, mărginite de câte nu șir cu motive avimorfe (cocoș). Mijlocul este ornamentat cu șiruri din motive geometrice întrerupte. Capetele sunt tivite cu găurele și terminate cu ciucuri înnodați din arnici roșu. Cromatică: alb, roșu. | Muzeul Viticulturii și Pomiculturii, Golești      | Cimec    |
|      | Ie cusută cu fir metalic și fluturi                               | Descoperit: jud. DÂMBOVIȚA, TÂRGOVIȘTE Material: pânză; arnici; fir metalic; nasturi; țesut în 2 ițe; croit; brodat în punct românesc; lănțișor; aplicație; încrețit; croșetat; încheiat cu acul; încheiat cu mașina                                                                                         | Cămașă femeiască alcătuită din 13 bucăți de pânză cu margine (vergi portocalii) încheiate cu acul și Ia mașină, are deschidere dreaptă, este încrețită la gât pe o bentiță prevăzută cu nasture. Mâneca este alcătuită din altiță încheiată cu mașina de restul ei. În partea inferioară are adăugată o fâșie încrețită formând un volan (fodor) care se termină cu colțișori croșetați cu arnici negru. Are „puișori” la subraț. Ia este ornamentată cu motive florale stilizate sub formă de ghirlandă dispuse în șiruri verticale pe piept, spate, de la încreț în jos și pe volan. Altița, încrețul și bentița de la gât este ornamentată cu motive geometrice: cercuri concentrice, triunghiuri. În spațiile libere ale motivelor ornamentale are aplicație cu lănțișor din fir metalic și paiete. Cromatică: alb, portocaliu, negru, galben, albastru, crem. | Muzeul Viticulturii și Pomiculturii, Golești      | Cimec    |
|      | Ie cu poale cusută cu arnici, mărgele și fluturi                  | Descoperit: BUCUREȘTI Material: pânză; arnici; pânză industrială; nasturi; mărgele; țesut în 2 ițe; croit; brodat în punct românesc; aplicație; încrețit; croșetat; încheiat cu acul; încheiat cu mașina | Cămașă femeiască alcătuită din 15 bucăți de pânză încheiate cu acul și la mașină, are deschidere dreaptă cu colțișori croșetați pe margine și cu câte un șir de motive „fușt”, este încrețită la gât cu o dantelă croșetată din arnici roșu. Mâneca are altiță și este încrețită pe o manșetă îngustă încheiată cu un nasture. Este completată cu câte 2 clinișori. Este ornamentată cu motive decorative diverse: motive florale stilizate și "fuștT dispuse sub formă de trei registre verticale pe piept, patru registre orizontale pe altiță, trei registre verticale de la altiță în jos și pe manșetă. Registrele de pe piept și cele de la alțiță în jos sunt mărginite de motivul „fuști”. Poalele sunt atașate de ie și sunt alcătuite din 2 bucăți de pânză industrială, având în partea inferioară o fâșie de pânză lată de 11 cm colțișori croșetați din arnici verde. Cromatică: alb, negru, roșu, verde, liliachiu, albastru.                               | Muzeul Viticulturii și Pomiculturii, Golești      | Cimec    |
|      | Maramă                                                            | Descoperit: jud. ARGEȘ, PITEȘTI Material: borangic; bumbac; fir metalic; țesut în 2 ițe; ales printre fire | Formă dreptunghiulară, ornamentată cu motive geometrice și florale stilizate, dispuse pe toată suprafața sub formă de romburi în care se află înscrise ramuri de frunze și flori. Pe cele două laturi, câte un șir în val din bumbac alb. Capetele se termină cu firele libere ale urzelii. Cromatică: crem, alb, galben. | Muzeul Viticulturii și Pomiculturii, Golești      | Cimec    |
|      | Ie cu fir metalic și arnici negru                                 | Descoperit: jud. ARGEȘ, PITEȘTI Material: pânză; arnici; fir metalic; țesut în 2 ițe; croit; brodat în punct românesc; lănțișor; încrețit; croșetat; tivit; încheiat cu acul; încheiat cu mașina; încheiat cu croșeta                                                                                        | Cămașă femeiască cu poale, alcătuită din 18 bucăți de pânză, are deschidere dreaptă și este încrețită la gât, mâneca, cu altiță încrețită, în partea inferioară pe o bentiță îngustă, are un puișor la sub braț. Piesa este ornamentată cu motive decorative diverse: motive florale stilizate (lalea), motive geometrice, inimă, S, vargă, dispuse sub formă de trei registre verticale pe piept, două registre orizontale pe altiță și trei registre verticale de la altiță în jos. Ornamentele sunt completate de lănțișor din fir metalic auriu. Poala prinsă de ie are în partea inferioară aplicată o fâșie de pânză din două bucăți ornamentată cu motive geoemtrice: romb, cruce dreaptă. Este tivită și prevăzută cu colțișori croșetați din arnici negru. Cromatică: alb, negru, roșu. | Muzeul Viticulturii și Pomiculturii, Golești      | Cimec    |
|      | Prosop cu păsări                                                  | Descoperit: jud. ARGEȘ, com. COȘEȘTI Material: pânză; arnici; țesut în 2 ițe; ales cu speteaza; ales peste fire | Formă dreptunghiulară, decor pe toată suprafața sub formă de câte două registre cu motive avimorfe - pasăre pe ramură - în alternanță cromatică, mărginite de registre mai înguste alcătuite din vergi de diferite lățimi. Mijlocul este ornamentat cu grupuri de vărguțe dispuse orizontal și paralel. Capetele se termină cu firele libere ale urzelii. Cromatică: alb, grena, albastru, verde, galben, portocaliu, liliachiu. | Muzeul Viticulturii și Pomiculturii, Golești      | Cimec    |

## Fond
| Foto | Informații generale                                             | Detalii tehnice | Descriere | Deținător                                         | Legături |
| ---- | --------------------------------------------------------------- | --- | --- | ------------------------------------------------- | -------- |
|      | Maramă                                                          | Descoperit: jud. ARGEȘ, com. ALBEȘTII DE ARGEȘ Material: borangic; bumbac; fir metalic auriu; țesut în 2 ițe; ales cu mâna; ales printre fire | Ștergar de formă dreptunghiulară, țesut în două ițe, din borangic; decor amplasat pe toată suprafața, motive florale stilizate, de mici dimensiuni, alese cu mâna printre fire, încadrate de un chenarlat cu motive geometrice stilizate, alese cu bumbac alb și fir metalic auriu; la capete, grupaj de motive fitomorfe stilizate sub formă de „ghindă”, alese cu mâna printre fire cu bumbac alb și fir metalic auriu; la extremități, franjuri din urzeală. | Muzeul Municipal Curtea de Argeș, Curtea de Argeș | Cimec    |
|      | Bete femeiești                                                  | Descoperit: jud. ARGEȘ, com. ALBEȘTII DE ARGEȘ Material: bumbac; fir metalic; țesut în 2 ițe | Bete înguste țesute în război în două ițe; din bumbac mercerizat și fir metalic auriu; pe toată suprafața motive geometrice (romburi); la capete franjuri din urzeală. | Muzeul Municipal Curtea de Argeș, Curtea de Argeș | Cimec    |
|      | Ie                                                              | Descoperit: jud. ARGEȘ, com. VALEA DANULUI, VALEA DANULUI Material: bumbac; arnici; mătase; paiete; fir metalic; țesut în 2 ițe; cheiță; cusut pe dos; cusut în cruci; aplicații | Cămașă femeiască deschisă în față, încrețită la gât, cu o bentiță cusută cu motive geometrice pe dos, cu vișiniu; părțile componente sunt încheiate cu cheiță cu arnici roșu; mâneca prinsă de la bentița de la gât în cute mărunte; la umăr un registru decorativ amplu, numit „altiță” cusut în cruci cu motive geometrice, cu roșu și vișiniu, aplicații paiete; sub altiță, încrețul este marcat de o zonă îngustă decorativă, realizată în cruci cu mătase crem și fir metalic auriu, cu motive geometrice; pe fața mânecii, până la încheietură, coboară șase șiruri cu aceleași motive decorative ca la altiță; la încheietura mânecii o bentiță cusută în cruci, cu aceleași motive și cromatică; aceeași compoziție decorativă de pe mânecă, dispusă în cinci șiruri verticale, se repetă și pe piept, de o parte și de alta a gurii cămășii. | Muzeul Municipal Curtea de Argeș, Curtea de Argeș | Cimec    |
|      | Ie                                                              | Datare: 1/4 sec. XX-lea Descoperit: jud. VÂLCEA, com. MĂLDĂREȘTI, MĂLDĂREȘTI Material: pânză, arnici, beteală; țesut în două ițe, croit, brodat în cruci, brodat peste fire, încrețit, încheiat cu acul, tivit, aplicație.                                                                                      | Alcătuită din 19 bucăți de pânză, dechidere dreaptă pe spate, încrețită la gât pe o bentiță îngustă, ornamentată cu motive geometrice. Mâneca cu altiță și încreț, este încrețită în partea inferioară, pe o bentiță îngustă. Piesa este ornamentată cu motive geometrice dispuse pe piept sub formă de două registre din romburi, cruce dreaptă, pe altiță; pe încreț sub formă de romburi din arnici negru având în centru motive astrale și romburi concentrice de la încreț în jos. În spațiile libere ale ornamentelor, aplicație din betea aurie.Tivită în partea inferioară. Cromatică: alb, negru, crem, galben. | Muzeul Viticulturii și Pomiculturii, Golești      | Cimec    |
|      | Zăvelcă                                                         | Datare: 1/4 sec. XX-lea Descoperit: jud. VÂLCEA, com. MĂLDĂREȘTI, MĂLDĂREȘTI Material: bumbac, lână, panglică, pânză industrială; țesut în două ițe, ales peste fire, aplicație, tivit. | Formă dreptunghiulară, cu decor amplasat pe toată suprafața, dispus sub formă de registre orizontale, în alternanță cromatică si decorativă, cu motivul "S" și motivul "cruce în X", intercalate de vergi roșii, din tesătură, despărțite de o vărguță neagră. Pe două laturi, aplicație cu panglică roșie și tivită la capete. Este dublată cu pânză industrială. Cromatică: roșu, portocaliu, alb, negru, verde, roz. | Muzeul Viticulturii și Pomiculturii, Golești      | Cimec    |
|      | Zăvelcă                                                         | Datare: 1/4 sec. XX-lea Descoperit: jud. VÂLCEA, com. BUDEȘTI, BUDEȘTI Material: lână, bumbac, fir metalic lamelar; țesut în 2 ițe, brodat în punct românesc, brodat peste fire, tivit | Formă dreptunghiulară, decor geometrizant amplasat pe toată suprafața sub formă de pătrate cu motive florale stilizate, având în centru motivul „cruce dreaptă”. În spațiile libere, fir metalic lamelar. Piesa este tivită pe toate laturile. Cromatică: crem, negru, albastru, auriu. | Muzeul Viticulturii și Pomiculturii, Golești      | Cimec    |
|      | Zăvelcă cu beteală                                              | Datare: 4/4 sec. XIX-lea Descoperit: jud. VÂLCEA, com. BUNEȘTI, BUNEȘTI Material: lână, fir metalic lamelar, lânică; țesut în 2 ițe, brodat în punct românesc, festonat, tivit | Formă dreptunghiulară, decor geometrizant amplasat pe toată suprafața, alcătuit din romburi, pătrate, triunghiuri, executate cu fir metalic lamelar, mărginit pe 3 laturi de un registru îngust cu motive decorative diverse și festonat cu lână. Capătul superior este tivit. Cromatică: negru, argintiu, mov. | Muzeul Viticulturii și Pomiculturii, Golești      | Cimec    |
|      | Zăvelcă cu beteală                                              | Datare: 4/4 sec. XIX-lea Descoperit: jud. VÂLCEA, com. BUNEȘTI, BUNEȘTI Material: lână, fir metalic, lânică; țesut în 2 ițe, brodat în punct românesc, festonat, tivit | Formă dreptunghiulară, cu decorul amplasat pe toată suprafața, într-o compoziție compactă tip rețea, cu motive geometrice (romb) în care sunt înscrise motive florale stilizate. Pe trei laturi, piesa este festonată cu lânică multicoloră în alternanță cromatică. Capătul superior este tivit. Cromatică: bleumarin, argintiu, verde, albastru, roșu, galben, mov, crem, grena, lila, ciclam. | Muzeul Viticulturii și Pomiculturii, Golești      | Cimec    |
|      | Zăvelcă cusută                                                  | Datare: 1/4 sec. XX-lea Descoperit: jud. VÂLCEA, com. COSTEȘTI, COSTEȘTI Material: bumbac; țesut în 2 ițe, brodat peste fire, croșetat, tivit | Formă dreptunghiulară, decor geometrizant amplasat pe toată suprafața. În partea superioară, șiruri cu pomul vieții, în alternanță cu șiruri alcătuite din motive geometrice: triunghiuri. În partea inferioară, decor ordonat în două registre, alcătuite din pătrate cu motive decorative diverse, în alternanță cu registre cu motive decorative diverse. Pe trei laturi, colțișori croșetați din bumbac. Capătul superior este tivit. Cromatică: negru, alb. | Muzeul Viticulturii și Pomiculturii, Golești      | Cimec    |
|      | Crătință                                                        | Datare: 3/4 sec. XIX-lea Descoperit: jud. VÂLCEA, com. PERIȘANI, PERIȘANI Material: lână, lânică, beteală; țesut în 2 ițe, brodat în punct românesc, brodat la fir, lănțișor | Formă dreptunghiulară, decor amplasat pe toată suprafața cu motive florale stilizate din lânică multicoloră, în alternanță cromatică. În spațiile libere, cruci din beteală. La capătul inferior, un registru cu motive geometrice, brodate la fir din lânică multicoloră. Capătul inferior se termină cu ciucuri multicolori înnodați. Capătul superior este tivit. Piesa prezintă o întăritură de culoare roz pe spate. Cromatică: negru, roșu, verde, albastru, alb, lila, argintiu. | Muzeul Viticulturii și Pomiculturii, Golești      | Cimec    |
|      | Zăvelcă                                                         | Datare: 1/4 sec. XX-lea Descoperit: jud. VÂLCEA, com. AMĂRĂȘTI, AMĂRĂȘTI Material: bumbac, fir metalic, lânică, panglică; țesut în 2 ițe, brodat peste fire, aplicație, tivit | Formă dreptunghiulară, decor geometrizant amplasat pe toată suprafața sub formă de vergi dispuse oblic din fir metalic argintiu și lânică albastră, în alternanță cromatică. Pe trei laturi, aplicație cu panglică albastră. Capătul superior este tivit. Cromatică: negru, albastru, argintiu. | Muzeul Viticulturii și Pomiculturii, Golești      | Cimec    |
|      | Zăvelcă                                                         | Datare: 1/4 sec. XX-lea Descoperit: jud. VÂLCEA, com. MĂLDĂREȘTI, MĂLDĂREȘTI Material: lână, bumbac, fir metalic lamelar; țesut în 2 ițe, brodat peste fire, festonat, tivit | Formă dreptunghiulară, decor geometrizant amplasat pe toată suprafața, în partea superioară, șiruri cu motive florale stilizate, în alternanță cu șiruri din motive geometrice dispuse longitudinal și paralel. În partea inferioară, un registru lat din motive astrale – stea – mărginit de două registre mai înguste, cu decor geometrizant. În spațiile libere ale ornamentelor, cruci din beteală. Pe trei laturi, feston cu bumbac alb. Capătul superior este tivit. Cromatică: negru, alb, argintiu. | Muzeul Viticulturii și Pomiculturii, Golești      | Cimec    |
|      | Fotă                                                            | Datare: 1/4 sec. XX-lea Descoperit: jud. ARGEȘ, com. ORAȘ TOPOLOVENI, TOPOLOVENI Material: bumbac, fir metalic tubular auriu; țesut în 4 ițe, ales peste fire, tivit | Piesă de formă dreptunghiulară, confecționată dintr-o foaie, cu decorul amplasat pe toată suprafața, capetele și poalele sunt decorate cu registre geometrice: romburi, "coarnele berbecului". Câmpul central prezintă motivul "prescură" înscris în romb. Piesa este tivită pe cele patru laturi. Prezintă o pată maronie cu o circumferință de aproximativ 7 cm. Cromatică: alb, auriu. | Muzeul Viticulturii și Pomiculturii, Golești      | Cimec    |
|      | Velință                                                         | Datare: 1/2 sec. XX-lea Descoperit: jud. OLT, com. CURTIȘOARA, CURTIȘOARA Material: Lână, bumbac; țesut în două ițe, karamani cu găurele, înnodat, încheiat cu acul. | Formă dreptunghiulară, alcătuită din două foi încheiate cu acul, cu decor amplasat pe toată suprafața sub formă de registre cu motive geometrice, romb concentric, coarnele berbecului, vargă, cruce dreaptă, S, romb în trepte, vergi dispuse oblic și în zig-zag. Piesa prezintă registre dispuse în alternanță cromatică și decorativă. La capete, ciucuri înnodați din firele urzelii. Cromatică: roșu, verde, negru, alb, portocaliu, galben, mov. | Muzeul Viticulturii și Pomiculturii, Golești      | Cimec    |
|      | Ie pe negru                                                     | Datare: 3/4 sec. XIX-lea Descoperit: jud. ARGEȘ, com. BOTENI, BOTENI Material: pânză, arnici, lânică, fir metalic; țesut în două ițe, croit, brodat în cruci, lănțișor, încheiat cu acul. | Alcătuită din 13 bucăți de pânză cu margine din arnici portocaliu, cu deschiderea dreaptă, încrețită la gât pe o bentiță ornamentală cu motive geometrice. Mâneca are altiță, încreț și manșetă. Este ornamentată cu motive geometrice realizate cu lânică neagră. Prezintă romburi,S-uri, T-uri, dispuse sub formă de șiruri de pătrate pe piept, altiță și câte două registre de la altiță în jos și pe manșetă. Este ornamentată și pe deschiderea pieptului, dar și pe spate. Cromatică: alb, negru, portocaliu, galben. | Muzeul Viticulturii și Pomiculturii, Golești      | Cimec    |
|      | Oprege cu fir                                                   | Datare: 1/2 sec. XX -lea Descoperit: jud. MEHEDINȚI, com. ORAȘ BAIA DE ARAMĂ, NEGOEȘTI Material: bumbac, fir metalic tubular argintiu; țesut în 2 ițe, ales peste fire, aplicație | Piesă de formă dreptunghiulară, cu decor amplasat pe toată suprafața, realizat din fir metalic tubular argintiu, ordonat în registre verticale, dispuse în alternanță decorativă, cu motive geometrice (cruce în X înscrisă în romb) și motive florale. Pe trei laturi, prezintă franjuri din fir metalic. În partea superioară prezintă o panglică aplicată. Cromatică: negru, albastru, argintiu. Șorțul are o piesă pereche ce are același decor. | Muzeul Viticulturii și Pomiculturii, Golești      | Cimec    |
|      | Oprege                                                          | Datare: 1/2 sec. XX -lea Descoperit: jud. MEHEDINȚI, com. ORAȘ BAIA DE ARAMĂ, NEGOEȘTI Material: bumbac, fir metalic tubular auriu și argintiu; țesut în 2 ițe, ales peste fire, aplicație | Piesă de formă dreptunghiulară, cu decor amplasat pe toată suprafața, ordonat în registre verticale, cu motive decorative diverse, realizate din fir metalic tubular argintiu. Pe laturile lungimii, prezintă colțișori croșetați, iar la poale franjuri din fir metalic. Cromatică: negru, argintiu, auriu. Șorțul are o piesă pereche ce are aceleași dimensiuni și decor. | Muzeul Viticulturii și Pomiculturii, Golești      | Cimec    |
|      | Ie cu poale și șabac pentru mireasă                             | Datare: 3/4 sec. al XX-lea Descoperit: jud. ARGEȘ, com. CORBENI, OEȘTII PAMÂNTENI Material: pânză industrială, mătase vegetală; croit, croșetat, ajur; șabac, tivit cu găurele, încheiat cu mașina, încheiat cu croșeta                                                                                         | Alcătuită din 11 bucăți de pânză industrială, încrețită la gât pe o bentiță îngustă, deschiderea dreaptă, cu colțișori croșetați pe margine, piepții din două bucăți încheiate cu dantelă croșetată mărginită de șabac. Mâneca este încrețită pe elastic și are puișor. Este ornamentată cu motive florale stilizate sub formă de ajur dispuse în câte un registru pe piepți, pe altiță de la care pornesc trei registre verticale. Ajurul este mărginit de șabac. Spatele are atașat o bucată de pânză încheiată la mașină. Cromatică: alb. | Muzeul Viticulturii și Pomiculturii, Golești      | Cimec    |
|      | Plocad cu colț verde                                            | Datare: 1/2 sec. XX-lea Descoperit: jud. ARGEȘ, com. PIETROȘANI, PIETROȘANI Material: Lână; țesut în două ițe, înnodat, dat la vâltoare, dat la dârstă. | Formă dreptunghiulară, alcătuită dintr-o singură foaie, decor amplasat pe toată suprafața, colți din lână verde pe margine, reprezentând motivul dinți de lup și motivul romb, pe centru lână de culoare albă. Cromatică: verde, alb, cărămiziu | Muzeul Viticulturii și Pomiculturii, Golești      | Cimec    |
|      | Polcoviță                                                       | Datare: 1/2 sec. XX-lea Descoperit: jud. ARGEȘ, com. RUCĂR, RUCĂR Material: Lână; țesut în două ițe;dat la vâltoare, înnodat | Formă dreptunghiulară, dintr-o singură foaie, decor amplasat pe toată suprafața sub formă de pătrate negre și albe, în alternanță cromatică. Capetele se termină cu ciucuri înnodați din firele urzelii. Cromatică: alb, negru. | Muzeul Viticulturii și Pomiculturii, Golești      | Cimec    |
|      | Ie cu ajur                                                      | Datare: 1/2 sec. XX -lea Descoperit: jud. ARGEȘ, com. MUNICIPIUL PITEȘTI, PITEȘTI Material: Pânză, mătase, mărgele, dantelă; țesut în două ițe, croit, brodat peste fire, șabac, ajur, încheiat cu acul, aplicație, tivit cu găurele.                                                                           | Alcătuită din șapte bucăți de pânză încheiate cu acul și tivite cu găurele, cu deschiderea dreaptă, încrețită la gât și aplicație de mărgele rotunde cafenii. Mâneca este largă cu aplicație, în partea inferioară, din dantelă cu colți. Este ornamentată cu motive geometrice: romburi concentrice, având în centru motive astrale brodate peste fire, dispuse sub forma unui registru pe piept, altiță și pe mâneci. Registrele sunt mărginite de altele mai înguste din ajur cu motive astrale și șabac. Pe spate, două șiruri de ajur cu motive astrale. Cromatică: alb, crem | Muzeul Viticulturii și Pomiculturii, Golești      | Cimec    |
|      | Fotă cu fir janir                                               | Datare: 1/2 sec. XX-lea Descoperit: jud. ARGEȘ, com. MUNICIPIUL PITEȘTI, PITEȘTI Material: Bumbac, mătase, fir metalic creț auriu și argintiu; țesut în 4 ițe, ales peste fire, ales printre fire, tivit. | Piesă de formă dreptunghiulară, confecționată dintr-o foaie, cu decorul amplasat pe una din laturi și la poale. Prezintă motive decorative: coarnele berbecului, prescură, dinți de fierăstrău; cealalta latură prezintă grupuri de vergi late și înguste. Câmpul central prezintă în partea inferioară un registru orizontal cu aceleeași motive. Piesa este tivită pe trei laturi. Cromatică: negru, auriu, argintiu, kaki, cărămiziu, roz, lila. | Muzeul Viticulturii și Pomiculturii, Golești      | Cimec    |
|      | Față de pernă Autor: anonim                                     | Datare: 1/2 sec. XX Descoperit: jud. ARGEȘ, VULTUREȘTI Material: pânză de casă albă; arnici; țesut în 2 ițe; ales cu speteaza; încheiat cu acul; tivit | De formă dreptunghiulară, alcătuită din față și dos. Fața este ornamentată cu motive florale stilizate, reprezentând o glastră cu flori stilizate – garoafă și câte o ghirlandă pe cele patru laturi. În cele patru colțuri, în interior, motive avimorfe reprezentate de câte o pasăre. În partea superioară și inferioară, între cele două păsări, motivul cruce dreaptă. La capătul superior, fața este tivită, iar dosul este neornamentat și prins de față, încheiat cu mâna. Cromatică: alb, roșu, negru, portocaliu. | Muzeul Viticulturii și Pomiculturii, Golești      | Cimec    |
|      | Față de pernă Autor: anonim                                     | Datare: 1/2 sec. XX Descoperit: jud. ARGEȘ, CURTEA DE ARGEȘ Material: pânză de casă albă; arnici; țesut în 2 ițe; brodat în punct românesc; încheiat cu acul | De formă dreptunghiulară, alcătuită din față și dos. Fața este ornamentată cu motive florale stilizate dispuse sub formă de ghirlandă, pe patru laturi și, sub formă de ramuri cu flori și frunze de trandafir, în centru, și cu motive avimorfe – cocoș – în cele patru colțuri, unul negru spre capătul superior. Dosul este neornamentat și prins de față pe trei laturi. Cromatică: alb, roșu, negru, galben. | Muzeul Viticulturii și Pomiculturii, Golești      | Cimec    |
|      | Fotă aleasă cu fir janir Autor: anonim                          | Datare: 1/4 sec. XX Descoperit: jud. ARGEȘ, PITEȘTI Material: bumbac; fir janie; mătase; țesut în 4 ițe; ales printre fire; ales peste fire; tivit | Formă dreptunghiulară, dintr-o singură bucată, ornamentată cu motive geometrice dispuse sub forma unui registru lat, amplasat la unul din capete și în partea inferioară, mărginit de un registru îngust. Cele două registre prezintă, pe margine, vergi cu colț. Mijlocul este ornamentat cu un registru îngust și un șir de șase romburi. Motive geometrice: romb, cruce în X, zig-zag, triunghi. La celălalt capăt, grupuri de vărguțe galbene. Pe trei laturi, este tivită. Cromatică: negru, galben, albastru, liliachiu, roz, roșu, verde, alb. | Muzeul Viticulturii și Pomiculturii, Golești      | Cimec    |
|      | Ie cu poale cusută cu fir Autor: anonim                         | Datare: 1/2 sec. XX Descoperit: jud. ARGEȘ, CÂMPULUNG Material: pânză de casă albă; arnici; fir metalic; paiete; țesut în 2 ițe; croit; lănțișor; cheiță; brodat în punct românesc; ales cu speteaza; aplicație; croșetat; încheiat cu acul                                                                     | Cămașă femeiască cu poale, alcătuită din 16 bucăți de pânză topită și pânză industrială încheiată cu cheiță executată cu acul, cu deschizătura dreaptă, încrețită la gât pe o bentiță îngustă ornamentată cu motive geometrice și aplicație din paiete. Decor cu motive geometrice dispus pe piept sub formă de table, pe spate, în două registre verticale, pe mâneci: altița și trei registre verticale intercalate de șiruri cu broderie perforată. Mâneca este largă și terminată cu un registru de motive geometrice. Poalele se termină cu marginea ornamentată cu motive florale stilizate, alese cu speteaza. Marginea poalelor și a mânecilor prezintă colțișori croșetați cu arnici negru. Cromatică: alb, negru, grena, albastru, verde, liliachiu, roz, galben. | Muzeul Viticulturii și Pomiculturii, Golești      | Cimec    |
|      | Prosop cu motive florale Autor: anonim                          | Datare: 1/2 sec. XX Descoperit: jud. VÂLCEA, SINEȘTI Material: bumbac; arnici; țesut în 2 ițe; brodat în punct românesc; înnodat | Formă dreptunghiulară, dintr-o singură bucată, ornamentat, la capete, cu motive florale stilizate și geometrice dispuse sub formă de câte trei registre orizontale alcătuite din grupuri de câte patru lalele care formează pătrate unite prin grupuri de pătrate mici. Capetele se termină cu ciucuri scurți, înnodați din arnici, în alternanță cromatică. Cromatică: alb, roșu, verde, liliachiu, galben, negru. | Muzeul Viticulturii și Pomiculturii, Golești      | Cimec    |
|      | Prosop cu motive florale Autor: anonim                          | Datare: 1/2 sec. XX Descoperit: jud. VÂLCEA, SINEȘTI Material: bumbac; arnici; țesut în 2 ițe; brodat în punct românesc; înnodat | Formă dreptunghiulară, dintr-o singură bucată, ornamentat, la capete, cu motive florale stilizate dispuse sub formă de registre orizontale mai late alcătuite din linie în zig-zag și frunze de stejar, dispuse alternativ, despărțite de registre mai înguste din arnici negru. Capetele se termină cu ciucuri scurți, înnodați, din arnici, în alternanță cromatică. Cromatică: alb, roșu, negru. | Muzeul Viticulturii și Pomiculturii, Golești      | Cimec    |
|      | Prosop cu motive florale ales cu speteaza Autor: anonim         | Datare: 1/2 sec. XX Descoperit: jud. VÂLCEA, RÂMNICU VÂLCEA Material: bumbac; arnici; țesut în 2 ițe; ales cu speteaza; ales peste fire | Formă dreptunghiulară, dintr-o singură bucată, ornamentat, la capete, cu motive decorative diverse. Mijlocul este ornamentat cu șiruri orizontale de romburi, în alternanță cromatică, despărțite de grupuri de vărguțe. La capete, câte două registre late cu motive florale stilizate, alcătuite din ramură cu frunze și flori, despărțite de șiruri cu romburi și grupuri de vărguțe. Capetele se termină cu firele libere ale urzelii. Cromatică: alb, roșu, albastru, galben. | Muzeul Viticulturii și Pomiculturii, Golești      | Cimec    |
|      | Bete ales cu fir Autor: anonim                                  | Datare: 2/2 sec. XX Descoperit: jud. ARGEȘ, CĂLINEȘTI Material: arnici; fir metalic; țesut în 2 ițe; năvădit; ales; urzit în 2 ițe; bătut arnici | Formă dreptunghiulară, ornamentate pe toată suprafața cu motive geometrice diverse: romburi concentrice, triunghiuri, dreptunghiuri; capetele se termină cu firele libere ale urzelii. Cromatică: roșu, alb. | Muzeul Viticulturii și Pomiculturii, Golești      | Cimec    |
|      | Prosop cu motive stelare Autor: anonim                          | Datare: 1/2 sec. XX Descoperit: jud. VÂLCEA, RÂMNICU VÂLCEA Material: bumbac; arnici; țesut în 2 ițe; brodat în punct românesc; înnodat; tivit; șabac | Formă dreptunghiulară, dintr-o singură bucată, ornamentat, la capete, cu motive decorative diverse sub forma unui registru lat cu motivele: stea, romburi concentrice, triunghiuri și două registre mai înguste cu motive florale stilizate alcătuite din linie în zig-zag, flori și frunze, dispuse alternativ. Registrele sunt mărginite de șiruri cu motive decorative diverse. Capetele sunt tivite cu șabac și se termină cu ciucuri înnodați din arnici grena. Cromatică: alb, roșu, grena, bleumarin. | Muzeul Viticulturii și Pomiculturii, Golești      | Cimec    |
|      | Păretar                                                         | Datare: 1/4 sec. XX Material: bumbac; arnici; năvădit; țesut în 2 ițe; ales printre fire; ales peste fire; tivit | Formă dreptunghiulară, ornamentat, pe toată suprafața, cu registre în alternanță cromatică, cu vergi de diferite lățimi, dispuse transversal. Pe vergile mai late, de culoare roșie, se află motive geometrice sub formă de cruce dreaptă și dreptunghiuri, iar vergile mai înguste de culoare neagră prezintă motive geometrice: romb și X- uri. Vărguțele de culoare roșie sunt prevăzute cu bumbi negri, iar vărguțele de culoare neagră, cu bumbi roșii. Aceste motive geometrice sunt plasate pe una din jumătățile piesei. Capetele sunt tivite. Cromatică: alb, roșu, negru, cărămiziu, galben, portocaliu. | Muzeul Viticulturii și Pomiculturii, Golești      | Cimec    |
|      | Păretar                                                         | Datare: 1/4 sec. XX Material: bumbac; arnici; țesut în 4 ițe; năvădit; tivit | Formă dreptunghiulară, ornamentat cu grupuri de vergi transversale, dispuse pe toată suprafața, din motive geometrice diverse. O vargă mai lată cu bumbi, dreptunghiuri, vergi înguste din arnici roșu și negru, în alternanță cu două vergi albe despărțite printr-o vargă de culoare neagră. La capete, tivit. Cromatică: alb, roșu, negru, galben. | Muzeul Viticulturii și Pomiculturii, Golești      | Cimec    |
|      | Păretar                                                         | Datare: 1/4 sec. XX Material: bumbac; arnici; lânică; țesut în 4 ițe; năvădit; tivit; ales peste fire; ales printre fire | Formă dreptunghiulară, ornamentat, pe toată suprafața, cu grupuri de vergi de lățimi diferite, dispuse în alternanță cromatică, pe care sunt amplasate motive geometrice diverse: romb, bumb, dreptunghi. La capete, tivit. Cromatică: alb, roșu, negru, galben. | Muzeul Viticulturii și Pomiculturii, Golești      | Cimec    |
|      | Șervet                                                          | Datare: 1/4 sec. XX Descoperit: jud. VÂLCEA, com. DĂEȘTI Material: bumbac; arnici; țesut în 2 ițe; ales peste fire; ales printre fire; ales cu speteaza | Formă dreptunghiulară, ornamentat pe toată suprafața, cu motive geometrice și florale stilizate. În mijloc, grupuri de vărguțe, de diferite grosimi, din arnici roșu și negru, dispuse transversal și paralel pe fondul alb. La capete, câte trei registre cu motive florale stilizate dispuse paralel și transversal, în alternanță cromatică, intercalate între grupuri de vărguțe, cel din mijloc, fiind realizat prin tehnica alesului peste fire. Capetele se termină cu firele libere ale urzelii. Cromatică: alb, roșu, negru, galben. | Muzeul Viticulturii și Pomiculturii, Golești      | Cimec    |
|      | Carpetă                                                         | Datare: 1/2 sec. XX Descoperit: jud. OLT, com. COLONEȘTI Material: bumbac; fir metalic argintiu; țesut în 2 ițe; ales peste fire | Formă dreptunghiulară, cu decor amplasat pe toată suprafața cu motive geometrice sub formă de romburi concentrice. Pe cele două laturi, câte un registru cu motive geometrice: romb și coarnele berbecului, mărginite de vergi înguste. Cromatică: alb, roșu. | Muzeul Viticulturii și Pomiculturii, Golești      | Cimec    |
|      | Față de pernă                                                   | Datare: 1/2 sec. XX Descoperit: jud. ARGEȘ Material: lână; cânepă; in; bumbac; țesut în două ițe; urzeală ascunsă; urzit cânepă; bătut lână; ales cu găurele; karamani; cusut pe muchie | Formă dreptunghiulară, din două foi cusute pe muchie. Fața este ornamentată pe toată suprafața, cu motive geometrice sub formă de romburi și jumătăți de romburi în trepte, în alternanță cromatică, având în centru, motivul pristolnic. Dosul prezintă, la capete, grupuri de vărguțe transversale. Cromatica: alb, roșu, negru, verde, portocaliu, gri. | Muzeul Viticulturii și Pomiculturii, Golești      | Cimec    |
|      | Opinci                                                          | Datare: 1/2 sec. XX Descoperit: jud. ARGEȘ, CURTEA DE ARGEȘ Material: piele de vită; argăsit; tăbăcit; croit; îngurzit; găurit | Confecționate dintr-o fâșie de piele de formă dreptunghiulară, cu gurgui drept, încrețit în partea superioară. Gurguiul și crețul sunt realizate cu ajutorul unor fâșii înguste de piele. Marginile laterale sunt prevăzute cu orificii pentru fixat, pe picior, cu ajutorul nojițelor. Nojițele lipsesc. Cromatică: maro. | Muzeul Viticulturii și Pomiculturii, Golești      | Cimec    |
|      | Opinci de călușar                                               | Datare: 1/2 sec. XX Descoperit: jud. ARGEȘ, PITEȘTI Material: piele de vită; catarame; curele; accesorii metalice; argăsit; tăbăcit; croit; îngurzit; găurit | Confecționate din câte o fâșie de piele de formă dreptunghiulară, cu gurgui drept, încrețit în partea superioară, cu curele peste picior prinse în cataramă la spate și lateral, accesorii din tablă pentru scos sunete în timpul dansului de călușar. Cromatică: maro. | Muzeul Viticulturii și Pomiculturii, Golești      | Cimec    |
|      | Prosop cusut cu roșu                                            | Datare: 1/4 sec. XX Descoperit: BUCUREȘTI Material: bumbac; arnici; țesut în 2 ițe; brodat în cruci; brodat peste fire; înnodat | Formă dreptunghiulară, ornamentat la capete cu motive florale stilizate și motive geometrice. Către mijloc, șiruri de motive florale și fitomorfe stilizate, continuate către capete cu trei registre, din care, cel din mijloc din grupuri de frunze și flori, mărginit de câte un registru din triunghiuri, realizat din broderie peste fire. Capetele se termină cu ciucuri înnodați, din arnici roșu. Cromatică: alb, roșu, negru, albastru. | Muzeul Viticulturii și Pomiculturii, Golești      | Cimec    |
|      | Chimir                                                          | Datare: 1/2 sec. XX Descoperit: jud. ARGEȘ, com. CIOMĂGEȘTI, CIOMĂGEȘTI Material: piele de vită; catarame; curele; bumbi; material sintetic; argăsit; tăbăcit; croit; vopsit; ștanțat; aplicație | Formă dreptunghiulară, cu patru catarame și patru curele la capete. Decor amplasat pe toată suprafața cu motive florale stilizate, ștanțate, dispuse în patru registre longitudinale, mărginite la capete și în părțile laterale cu linii paralele. În partea superioară și la unul din capete, aplicație din material sintetic în formă de „V”, în alternanță cromatică. La celălalt capăt, atașată o bucată de piele cu motive geometrice, în alternanță cromatică, doi bumbi și patru catarame. Pe curele, capse metalice și patru bumbi. Cromatică: negru, roșu, galben, albastru, alb, verde. | Muzeul Viticulturii și Pomiculturii, Golești      | Cimec    |
|      | Față de pernă                                                   | Datare: 1/2 sec. XX Descoperit: jud. BACĂU, com. COȚOFĂNEȘTI Material: lână; bumbac; țesut în două ițe; urzeală ascunsă; urzit bumbac; bătut lână; ales cu mâna; ales peste fire | Formă dreptunghiulară, cu decor amplasat pe toată suprafața din vergi de diferite lățimi, dispuse transversal, în alternanță cromatică. Vergile mai late, de culoare bleumarin au alesături realizate cu mâna. Capetele se termină cu firele libere ale urzelii. Cromatică: bleumarin, vișiniu, verde, alb, portocaliu, frez. | Muzeul Viticulturii și Pomiculturii, Golești      | Cimec    |
|      | Căciulă neagră de călușar - Mutu                                | Datare: 1/2 sec. XX Descoperit: jud. BISTRIȚA-NĂSĂUD, com. SALVA Material: blăniță de astrahan; argăsit; tăbăcit; croit; cusut manual pe calapod | Formă țuguiată, cu cută pe mijloc, dublată, în interior, cu blăniță. Fără decor. Cromatică: negru, maro. | Muzeul Viticulturii și Pomiculturii, Golești      | Cimec    |
|      | Căciulă de astrahan                                             | Datare: 1/2 sec. XX Descoperit: jud. ARGEȘ, com. SĂPATA Material: blăniță de astrahan; argăsit; tăbăcit; croit; cusut manual pe calapod | Formă ovală, cu „cută” pe mijloc, dublată, în interior, cu blăniță. Fără decor. Cromatică: negru, alb. | Muzeul Viticulturii și Pomiculturii, Golești      | Cimec    |
|      | Ceșcuță kuty Autor: Colibaba Constantin                         | Datare: 3/4 sec. XX-lea Descoperit: jud. ARGEȘ, com. MUNICIPIUL PITEȘTI, PITEȘTI Dimensiuni: I=6.5 Material: Lut, angobă albă, coloranți; modelare la roată, angobare, pictat cu pensula, smălțuire, ardere oxidantă.                                                                                           | Formă tronconică, cu o toartă ce pornește de sub buză și se termină în treimea inferioară a piesei, smălțuită și angobată atât pe interior cât și pe exterior, pereții prezintă pe exterior decor realizat pe toată suprafața pe două nivele suprapuse, cu motive fitomorfe, dispuse în alternanță cromatică și decorativă. Marcă: Colibaba, pe fundul piesei. Cromatică: alb, verde,galben, maroniu. | Muzeul Viticulturii și Pomiculturii, Golești      | Cimec    |
|      | Canceu Transilvania                                             | Datare: 1/4 sec. XIX-lea Dimensiuni: I=19 Material: Lut, angobă albă, coloranți (oxid de cobalt, smalț plumbifer); modelat la roată, angobare, decorare prin pictare cu pensula și cornul, smălțuire, ardere oxidantă dublă.                                                                                    | formă piriformă, gât alungit ușor evazat, prevăzut cu o toartă plină ce are ca puncte de inserție gâtul și partea centrală a corpului. Angobată și smălțuită la interior și exterior. Prezintă benzi circulare (albastre și maronii) la gură și în treimea inferioară a vasului. Decorul este compus din două registre orizontale ce prezintă în alternanță cromatică și decorativă motive florale și motive fitomorfe. Toarta vasului este decorată cu linii înguste paralele. Pe anumite porțiuni, smalțul este exfoliat. Smalțul este degradat pe buză aproximativ 2 cm. Cromatică: alb, albastru, maroniu, verde. | Muzeul Viticulturii și Pomiculturii, Golești      | Cimec    |
|      | Bete                                                            | Datare: 1/2 sec XX Descoperit: jud. ARGEȘ, GOLEȘTII BADII Material: bumbac; fir metalic; țesut în 2 ițe; ales peste fire; ales printre fire | Formă dreptunghiulară, decor amplasat pe toată suprafața cu motive geometrice sub forma unui registru central, mărginit pe cele două laturi de câte un registru mai îngust, din romburi concentrice, triunghiuri, puncte, pe fond vișiniu, cu fir metalic. Capetele se termină cu firele libere ale urzelii. Cromatică: vișiniu, alb, galben. | Muzeul Viticulturii și Pomiculturii, Golești      | Cimec    |
|      | Față de masă                                                    | Datare: 1/4 sec XX Descoperit: jud. ARGEȘ, PITEȘTI Material: bumbac; arnici; țesut în 2 ițe; ales cu speteaza; croșetat; tivit cu găurele; încheiat cu acul; aplicație | Formă dreptunghiulară, alcătuită din două foi unite între ele printr-o cheiță lată de nouă cm; decor amplasat pe toată suprafața constând din grupuri de câte cinci vărguțe alese cu speteaza, care se repetă. Tivită cu găurele, pe lățime. Pe trei laturi aplicație din dantelă croșetată cu arnici roșu. Cromatică: alb, roșu, negru. | Muzeul Viticulturii și Pomiculturii, Golești      | Cimec    |
|      | Batistă de nuntă                                                | Datare: 1/2 sec. XX Descoperit: jud. Argeș, PITEȘTI Material: pânză; arnici; țesut în 2 ițe; brodat în punct românesc; șabac; feston | Formă pătrată, ornamentată cu chenar din florale stilizate mărginite de șabac. Central, inscripții: RIȚA. Marginile sunt festonate și se termină cu ciucuri înnodați din arnici roșu și negru, în alternanță cu firele libere ale urzelii și bătelii. Cromatică: alb, negru, galben, roșu. | Muzeul Viticulturii și Pomiculturii, Golești      | Cimec    |
|      | Băsmăluță de nuntă                                              | Datare: 1/2 sec. XX Descoperit: jud. Argeș, PITEȘTI Material: pânză; arnici; țesut în 2 ițe; brodat în punct românesc; tivit cu găurele; înnodat | Formă dreptunghiulară, ornamentată cu chenar din florale stilizate. În fiecare colț câte un motiv floral stilizat: lalea. Marginile sunt prevăzute cu ciucuri înnodați din arnici roșu și negru, în alternanță cromatică. Cromatică: alb, negru, roșu. | Muzeul Viticulturii și Pomiculturii, Golești      | Cimec    |
|      | Maramă aleasă cu galben                                         | Datare: 1/4 sec. XX Descoperit: jud. Argeș, PITEȘTI Material: borangic; mătase; țesut în 2 ițe; ales printre fire | Formă dreptunghiulară, decor amplasat pe toata suprafața. Câmpul este ornamentat cu motive florale stilizate dispuse sub formă de șiruri transversale. La extremități, câte un registru lat cu motive geometrice - romburi în trepte concentrice, urmate de grupuri de câte două vărguțe. Pe laturile lungi, câte un șir de romburi în trepte. Capetele se termină cu firele libere ale urzelii. Cromatică: alb, galben. | Muzeul Viticulturii și Pomiculturii, Golești      | Cimec    |
|      | Maramă                                                          | Datare: 1/2 sec. XX Descoperit: jud. București Material: borangic; mătase; țesut în 2 ițe; ales cu găurele | Formă dreptunghiulară. Câmpul este neornamentat. La extremități, câte trei registre, cel din mijloc mai lat, ornamentat cu motivul „cruce în X”, mărginit de grupuri de câte două vărguțe. Capetele se termină cu firele libere ale urzelii. Cromatică: alb, galben. | Muzeul Viticulturii și Pomiculturii, Golești      | Cimec    |
|      | Maramă                                                          | Datare: 1/2 sec. XX Descoperit: jud. Argeș, com. BASCOV, BASCOV Material: borangic; mătase; țesut în 2 ițe; ales printre fire | Formă dreptunghiulară, decor amplasat pe toata suprafața. Câmpul este ornamentat cu motive geometrice dispuse în șiruri. Pe laturile lungi, decor geometrizant. La extremități, romburi în trepte având înscrise motive florale stilizate: ramură cu frunze și flori, continuate cu grupuri de câte două vărguțe. Capetele se termină cu firele libere ale urzelii. Cromatică: alb, galben. | Muzeul Viticulturii și Pomiculturii, Golești      | Cimec    |
|      | Maramă                                                          | Datare: 1/2 sec. XX Descoperit: jud. Argeș, com. COȘEȘTI, JUPÂNEȘTI Material: borangic; mătase; țesut în 2 ițe; ales cu găurele | Formă dreptunghiulară, decor amplasat pe toata suprafața, cu vărguțe longitudinale din firele apropiate ale urzelii. La extremități sunt câte trei registre, cel din mijloc mai lat, ornamentat cu motive florale stilizate reprezentând o floare cu frunze, mărginit de câte un registru, mai îngust, cu motive geometrice „cruce în X” și zăluță, în alternanță cromatică. Capetele se termină cu firele libere ale urzelii. Cromatică: alb, galben. | Muzeul Viticulturii și Pomiculturii, Golești      | Cimec    |
|      | Maramă                                                          | Datare: 1/2 sec. XX Descoperit: jud. Argeș, com. COȘEȘTI, JUPÂNEȘTI Material: borangic; bumbac; țesut în 2 ițe; ales cu găurele | Formă dreptunghiulară, decor geometrizant pe toata suprafața, sub formă de vărguțe longitudinale din firele apropiate ale urzelii. La extremități sunt câte trei registre, cel din mijloc mai lat. Capetele se termină cu firele libere ale urzelii. Cromatică: alb. | Muzeul Viticulturii și Pomiculturii, Golești      | Cimec    |
|      | Maramă                                                          | Datare: 1/2 sec. XX Descoperit: jud. Argeș Material: borangic; mătase; țesut în 2 ițe; ales cu găurele | Formă dreptunghiulară, decor amplasat pe toata suprafața. Câmpul este ornamentat cu vergi transversale realizate prin tehnica alesului cu găurele. La extremități sunt câte trei registre, cel din mijloc mai lat, cu motive florale stilizate mărginit de câte un registru mai îngust ornamentat cu motive fitomorfe. Capetele se termină cu firele libere ale urzelii. Cromatică: alb. | Muzeul Viticulturii și Pomiculturii, Golești      | Cimec    |
|      | Maramă                                                          | Datare: 1/2 sec. XX Descoperit: jud. Argeș, PITEȘTI Material: borangic; bumbac; țesut în 2 ițe; ales cu găurele; înnodat | Formă dreptunghiulară, decor amplasat pe toata suprafața. Câmpul este ornamentat cu grupuri de câte două vărguțe apropiate, dispuse orizontal, din bumbac alb. La extremități sunt câte trei registre, cel din mijloc mai lat, cu motive florale stilizate mărginit de câte un registru mai îngust ornamentat cu motive geometrice: romb. Capetele sunt tivite și se termină cu ciucuri înnodați din bumbac alb. Cromatică: alb. | Muzeul Viticulturii și Pomiculturii, Golești      | Cimec    |
|      | Maramă                                                          | Datare: 1/2 sec. XX Descoperit: jud. Argeș, ȘTEFĂNEȘTI Material: borangic; bumbac; țesut în 2 ițe; ales cu găurele; tivit | Formă dreptunghiulară, decor amplasat pe toată suprafața sub formă de grupuri de vergi longitudinale realizate din firele apropiate ale urzelii. La extremități sunt câte trei registre în tehnica alesului cu găurele cu bumbac alb, cel din mijloc mai lat. Capetele sunt tivite. Cromatică: alb, galben. | Muzeul Viticulturii și Pomiculturii, Golești      | Cimec    |
|      | Maramă                                                          | Datare: 1/2 sec. XX Descoperit: jud. Argeș, ȘTEFĂNEȘTI Material: borangic; bumbac; țesut în 2 ițe; ales cu găurele; tivit | Formă dreptunghiulară, decor geometrizant amplasat pe toată suprafața sub formă de grupuri de vergi longitudinale realizate din firele alăturate ale urzelii. La extremități sunt câte trei registre cu motive geometrice și fitomorfe, cel din mijloc mai lat cu motive ornamentale sub formă de inimă având înscris motivul frunză, mărginit de câte un registru cu motivul cruce dreaptă. Capetele sunt tivite. Cromatică: alb. | Muzeul Viticulturii și Pomiculturii, Golești      | Cimec    |
|      | Cârpă de borangic                                               | Datare: 1/2 sec. XX Descoperit: jud. Argeș, PITEȘTI Material: borangic; arnici; țesut în 2 ițe; ales cu găurele; înnodat; tivit cu găurele | Formă dreptunghiulară, decor geometrizant amplasat pe toată suprafața sub formă de grupuri de vergi longitudinale realizate din firele alăturate ale urzelii. La extremități sunt câte trei registre, cel din mijloc mai lat ornamentat cu motive florale stilizate, mărginit de câte două vergi realizate în tehnica alesului cu găurele. Capetele sunt tivite cu găurele și au ciucuri înnodați din arnici. Cromatică: alb. | Muzeul Viticulturii și Pomiculturii, Golești      | Cimec    |
|      | Fotă cu fir                                                     | Datare: 1/4 sec. XX Descoperit: jud. Argeș, CĂLINEȘTI Material: bumbac; fir metalic „janir” creț; țesut în 4 ițe; ales peste fire | Formă dreptunghiulară, ornamentată pe toată suprafața cu motive geometrice: romburi, cruce în X, dinți de ferăstrău, sub forma unui registru mai lat în partea superioară și la unul din capete, mărginit de două registre mai înguste. La celălalt capăt, un registru îngust. În partea superioară, câmpul este ornamentat cu romburi mici înscrise în romburi mari. Cromatică: alb, galben. | Muzeul Viticulturii și Pomiculturii, Golești      | Cimec    |
|      | Batistă de ginere                                               | Datare: 3/4 sec. XIX Descoperit: jud. Vâlcea, com. COSTEȘTI, COSTEȘTI Material: pânză; lânică; arnici; țesut în 2 ițe; brodat în punct românesc; tivit | Formă pătrată, ornamentată în cele patru colțuri cu pătrate alcătuite din motive decorative diverse, mărginite de câte o ghirlandă. Cromatică: alb, negru, roșu, albastru, roz, portocaliu, verde, piersiciu. | Muzeul Viticulturii și Pomiculturii, Golești      | Cimec    |
|      | Zăvelcă                                                         | Datare: 3/4 sec. XIX Descoperit: jud. Vâlcea, com. BUNEȘTI, BUNEȘTI Material: bumbac; lânică; fir metalic; țesut în 2 ițe; ales peste fire; brodat peste fire; croșetat; aplicație; tivit | Formă dreptunghiulară, decor amplasat pe toată suprafața sub formă de șiruri cu motive florale stilizate, realizate din lânică multicoloră și din fir metalic janir auriu și argintiu, în alternanță cromatică, dispuse longitudinal și paralel. La capătul inferior, un registru cu motive geometrice în formă de X și romburi, mărginit de grupuri de vărguțe. Pe trei laturi, aplicație de dantelă croșetată din bumbac și fir metalic. Capătul superior este tivit. Cromatică: alb, roșu, albastru, verde, crem, piersiciu, liliachiu, argintiu, auriu. | Muzeul Viticulturii și Pomiculturii, Golești      | Cimec    |
|      | Zăvelcă                                                         | Datare: 1/4 sec. XX Descoperit: jud. Vâlcea, com. MĂLDĂREȘTI, MĂLDĂREȘTI Material: bumbac; lână; lânică; țesut în 2 ițe; ales cu găurele; karamani | Formă dreptunghiulară, decor amplasat pe toată suprafața, ordonat în registre sub formă de vergi mai late cu motive florale stilizate și fitomorfe, dar și motive geometrice (romb, cruce, triunghi) în registre mai înguste, în alternanță cu vergi roșii dispuse orizontal și paralel. Cromatică: alb, roșu, albastru, verde, galben, negru. | Muzeul Viticulturii și Pomiculturii, Golești      | Cimec    |
|      | Fotă cu catrință                                                | Datare: 1/2 sec. XIX Descoperit: jud. Argeș, PITEȘTI Material: lână; lânică; fir metalic; beteală; paiete; mărgele; țesut în 2 ițe; brodat peste fire; lănțișor; festonat; aplicație | Fota are formă dreptunghiulară, alcătuită din două foi încheiate cu acul, decor amplasat pe trei laturi, cu motive geometrice diverse (romb, cruce dreaptă, stea) sub formă de trei registre din care unul mai lat la mijloc. Festonată pe trei laturi cu lânică în alternanță cromatică. În spațiile libere, aplicație cu lănțișor din fir metalic, beteală, fluturi și mărgele. Cromatică: bleumarin, roșu, vișiniu, verde, liliachiu. Catrința are formă dreptunghiulară cu decor amplasat pe toată suprafața; în partea inferioară, două registre mici cu motive florale stilizate ce încadrează un registru lat cu motive geometrice și decorative diverse (rac). În partea superioară, motive florale stilizate pe fond negru. Piesa se termină cu firele libere ale urzelii. Cromatică: negru, bleu, verde, alb. | Muzeul Viticulturii și Pomiculturii, Golești      | Cimec    |
|      | Maramă                                                          | Datare: 1/4 sec. XX Descoperit: jud. Argeș, GOLEȘTI Material: borangic; bumbac; țesut în 2 ițe; ales cu găurele | Formă dreptunghiulară, decor simetric la extremități cu motive florale stilizate sub formă de câte cinci registre, două mai late în alternanță cu trei registre mai înguste. Capetele se termină cu firele libere ale urzelii. Cromatică: alb. | Muzeul Viticulturii și Pomiculturii, Golești      | Cimec    |
|      | Șorț femeiesc                                                   | Datare: 1/4 sec. XX Descoperit: jud. Vâlcea, com. GRĂDIȘTEA, GRĂDIȘTEA Material: bumbac; lână; mătase; arnici; fir metalic; dantelă croșetată; țesut în 4 ițe; ales peste fire; ales printre fire; croșetat; aplicație                                                                                          | Formă dreptunghiulară, decor amplasat pe toată suprafața, sub formă de registre cu motive florale stilizate pe fondul albastru al piesei, în alternanță cu vergi cu motive geometrice din fir metalic și arnici galben, dispuse orizontal și paralel. În partea inferioară, un registru din trei vergi cu motive geometrice cu fir metalic, în alternanță cu grupuri de vergi cu arnici galben. Pe trei laturi, aplicație de dantelă croșetată cu arnici negru. Cromatică: albastru, galben, negru, kaki, mov. | Muzeul Viticulturii și Pomiculturii, Golești      | Cimec    |
|      | Maramă                                                          | Datare: 1/4 sec. XX Descoperit: jud. Vâlcea, com. GRĂDIȘTEA, GRĂDIȘTEA Material: borangic; mătase; arnici; țesut în 2 ițe; ales cu găurele; ales printre fire | Formă dreptunghiulară, decor amplasat pe toată suprafața. Câmpul este ornamentat cu grupuri de două vărguțe dispuse transversal, din mătase albă. La extremități, sunt câte trei registre floral stilizate, cel din mijloc mai lat, celelalte două mai înguste și mărginite de câte două vergi, toate acestea fiind realizate în tehnica alesului cu găurele și alesul printre fire, cu arnici galben. Laturile lungi sunt prevăzute cu grupuri de câte două vergi cu arnici galben. Capetele se termină cu firele libere ale urzelii. Cromatică: alb, galben. | Muzeul Viticulturii și Pomiculturii, Golești      | Cimec    |
|      | Maramă                                                          | Datare: 1/4 sec. XX Descoperit: jud. Vâlcea, com. GRĂDIȘTEA, GRĂDIȘTEA Material: borangic; mătase; arnici; țesut în 2 ițe; ales printre fire | Formă dreptunghiulară, decor amplasat pe toată suprafața. Câmpul este ornamentat cu motive fitomorfe, reprezentând frunze, sub formă de șiruri orizontale, de culoare albă, având în mijloc arnici colorat, în alternanță cromatică. La extremități, sunt câte trei registre, cel din mijloc este alcătuit din trei șiruri de ornamente floral stilizate, mărginit de câte un registru mai îngust, cu motive geometrice, care la rândul lui se mărginește cu grupuri de câte două vărguțe. Capetele se termină cu firele libere ale urzelii. Cromatică: alb, galben, liliachiu. | Muzeul Viticulturii și Pomiculturii, Golești      | Cimec    |
|      | Fotă de mireasă                                                 | Datare: 1/4 sec. XX Descoperit: jud. Argeș, com. SĂLĂTRUCU, SĂLĂTRUCU Material: bumbac; fir metalic; țesut în 2 ițe; ales peste fire; aplicație; încheiat cu acul | Formă dreptunghiulară, alcătuită din două foi încheiate cu acul, ornamentată pe toată suprafața cu motive geometrice - romb și florale stilizate înscrise în romb, dispuse într-un registru mai lat, în partea inferioară și sub formă de benzi longitudinale și paralele în partea superioară. La poale, pe una din laturi și pe jumătate din cealaltă latură, aplicație din franjuri de metal. Cromatică: alb, galben. | Muzeul Viticulturii și Pomiculturii, Golești      | Cimec    |
|      | Maramă                                                          | Datare: 1/4 sec. XX Descoperit: jud. Argeș, ȘTEFĂNEȘTI Material: borangic; arnici; țesut în 2 ițe; ales cu găurele; brodat în punct românesc; tivit | Formă dreptunghiulară, decor amplasat pe toată suprafața cu vergi longitudinale din firele apropiate ale urzelii. Câmpul este ornamentat cu grupuri de câte două vărguțe dispuse transversal din bumbac alb. La extremități, grupuri de vergi țesute din bumbac alb în alternanță cu vergi realizate în tehnica alesului cu găurele. Peste grupurile de vergi albe se află brodate în punct românesc, câte trei șiruri de motive florale stilizate, cel din mijloc sub formă de ghirlandă din arnici roșu și verde în alternanță cromatică. Capetele sunt tivite. Cromatică: alb, roșu, verde. | Muzeul Viticulturii și Pomiculturii, Golești      | Cimec    |
|      | Batistă de nuntă                                                | Datare: 1/4 sec. XX Descoperit: jud. Argeș, com. CORBENI, CORBENI Material: pânză; lânică; țesut în 2 ițe; brodat peste fire; înnodat; tivit | Formă dreptunghiulară, decor amplasat pe toată suprafața sub formă de grupuri de pătrate cu motive geometrice în centru și trei șiruri de chenare către margini. Pe cele patru laturi, ciucuri înnodați, în alternanță cromatică. Cromatică: alb, roșu, verde, kaki. | Muzeul Viticulturii și Pomiculturii, Golești      | Cimec    |
|      | Fotă de Argeș                                                   | Datare: 1/2 sec. XX Descoperit: jud. Argeș, com. DĂRMĂNEȘTI, PISCANI Material: bumbac; fir metalic; țesut în 4 ițe; ales peste fire | Formă dreptunghiulară, ornamentată pe toată suprafața cu motive geometrice: romb, cruce în X, linie frântă dispuse sub formă de trei registre pe trei laturi, unul mai lat în mijloc, mărginit de câte un registru mai îngust. Centrul fotei, în partea superioară este ornamentat cu romburi mici înscrise în romburi mari. Cromatică: alb, galben. | Muzeul Viticulturii și Pomiculturii, Golești      | Cimec    |
|      | Covor                                                           | Datare: 1/4 sec. XX Descoperit: jud. Bacău, com. COȚOFĂNEȘTI Material: lână prelucrată în gospodărie; urzit și bătut lână; țesut în 2 ițe cu urzeală ascunsă; ales legat cu fire întrepătrunse; înnodat | Formă dreptunghiulară, fond negru, dintr-o singură foaie, ornamentată pe toată suprafața cu motive florale stilizate. Centrul este ornamentat cu patru „coronițe” din frunze și flori, iar pe cele patru laturi, un registru din crenguțe și frunze. La capete, ciucuri înnodați din capetele libere ale urzelii. Cromatică: negru, roșu, galben, verde, piersiciu, alb, cafeniu, albastru. | Muzeul Viticulturii și Pomiculturii, Golești      | Cimec    |
|      | Fotă de mireasă                                                 | Datare: 1/2 sec. XX Descoperit: jud. Argeș, PITEȘTI Material: bumbac; borangic; fir metalic; arnici; țesut în 2 ițe; ales peste fire; aplicație; cusut | Formă dreptunghiulară, alcătuită din trei foi încheiate cu mașina, ornamentată pe toată suprafața cu motive decorative diverse, dispuse într-un registru mai lat mărginit de două registre mai înguste în partea inferioară și la unul din capete și cu motivul cruce înscris în romburi în partea superioară. La poale și pe unul din capete, aplicație cu franjuri din fir metalic. Cromatică: alb, albastru, galben. | Muzeul Viticulturii și Pomiculturii, Golești      | Cimec    |
|      | Zăvelcă                                                         | Datare: 4/4 sec. XIX Descoperit: jud. Vâlcea, com. MIHĂEȘTI, BULETA Material: bumbac; lână; lânică; țesut în 2 ițe; ales cu găurele; karamani; festonat; tivit | Formă dreptunghiulară, decor amplasat pe toata suprafața, sub formă de registre ornamentate cu motive florale stilizate sub formă de ghirlandă, pe fond vișiniu și registre cu motivul cruce dreaptă în alternanță cu vergi late din lână roșie, dispuse orizontal și paralel. Capătul superior este tivit. Cromatică: alb, roșu, vișiniu, verde, piersiciu, albastru, galben. | Muzeul Viticulturii și Pomiculturii, Golești      | Cimec    |
|      | Maramă                                                          | Datare: 1/4 sec. al XX-lea Descoperit: jud. Vâlcea, com. STOENEȘTI, ZMEURĂTU Material: borangic, mătase; țesut în 2 ițe, ales cu găurele | Formă dreptunghiulară, decor amplasat pe toată suprafața, cu motive geometrice. Câmpul este ornamentat cu vergi dispuse orizontal. La extremități, câte trei registre cu motive florale stilizate, două mai înguste și unul, mai lat, în mijloc. Capetele se termină cu firele libere ale urzelii. Cromatică: alb. | Muzeul Viticulturii și Pomiculturii, Golești      | Cimec    |
|      | Maramă                                                          | Datare: 1/4 sec. al XX-lea Descoperit: jud. Vâlcea, com. STOENEȘTI, ZMEURĂTU Material: borangic, mătase vegetală; țesut în 2 ițe, ales cu găurele | Formă dreptunghiulară, decor amplasat pe toată suprafața. Câmpul este ornamentat cu registre de diferite lățimi în alternanță decorativă. La extremități, câte trei registre cu motive florale stilizate, cel din mijloc mai lat, mărginit cu câte un registru mai îngust având motivul floral garoafă. Capetele se termină cu firele libere ale urzelii. Cromatică: alb. | Muzeul Viticulturii și Pomiculturii, Golești      | Cimec    |
|      | Maramă                                                          | Datare: 1/4 sec. al XX-lea Descoperit: jud. Vâlcea, com. BĂRBĂTEȘTI, BĂRBĂTEȘTI Material: borangic, arnici; țesut în 2 ițe, ales peste fire, ales cu găurele | Formă dreptunghiulară, decor amplasat pe toată suprafața, cu motive florale stilizate, sub formă de ramură cu frunze și flori, dispuse în șiruri orizontale, în alternanță cu registre cu aceleași motive, realizate în tehnica ales cu găurele. Capetele se termină cu firele libere ale urzelii. Cromatică: alb, albastru. | Muzeul Viticulturii și Pomiculturii, Golești      | Cimec    |
|      | Maramă                                                          | Datare: 1/4 sec. al XX-lea Descoperit: jud. Argeș, com. ȘUICI, ȘUICI Material: borangic, bumbac, lânică; țesut în 2 ițe, ales cu speteaza | Formă dreptunghiulară, decor amplasat pe toată suprafața, cu motive geometrice. Câmpul este ornamentat cu șiruri, având motivul crucii, dispuse alternativ. La extremități, piesa prezintă câte un registru lat, alcătuit din șiruri cu motivul crucii, dispuse sub formă de romb; în centrul rombului, un alt romb din bumbac alb. Registrele sunt mărginite de câte un registru mai îngust, cu motive geometrice, încadrat de grupuri de câte două vărguțe. Capetele se termină cu firele libere ale urzelii. Cromatică: alb, albastru, roșu, piersiciu. | Muzeul Viticulturii și Pomiculturii, Golești      | Cimec    |
|      | Maramă Autor: Mărgineanu (familia)                              | Datare: 4/4 sec. al XIX-lea Descoperit: jud. Vâlcea, com. MĂLDĂREȘTI, MĂLDĂREȘTI Material: borangic, arnici; țesut în 2 ițe, ales cu speteaza | Formă dreptunghiulară, decor amplasat pe toată suprafața. Câmpul este ornamentat cu registre alcătuite din câte trei vărguțe albe, mărginite de câte un șir de motive geometrice albe și galbene, în alternanță cromatică. La extremități, câte trei registre din șiruri orizontale, cu motivul coarnele berbecului, cele de margine, fiind încadrate, de aceleași motive, ca pe câmp. Capetele se termină cu firele libere ale urzelii. Cromatică: alb, galben. | Muzeul Viticulturii și Pomiculturii, Golești      | Cimec    |
|      | Boscea                                                          | Datare: 1/4 sec. al XX-lea Descoperit: jud. Olt, Drăgănești Material: Lână, bumbac, panglică; țesut în 4 ițe, ales peste fire, aplicație | Formă dreptunghiulară, decor amplasat pe toată suprafața; cu vărguțe verticale roșii și negre, întretăiate de vărguțe orizontale verzi. În partea inferioară, un registru, mai lat, cu motivul romb, în alternanță cromatică. Cele trei registre sunt delimitate de vărguțe albe. Pe cele două laturi, câte un șir cu motive romboidale, în alternanță cromatică. Pe trei laturi, aplicație din panglică neagră. La capătul superior, două cordoane din lână împletită. Cromatică: roșu, negru, galben, verde, albastru, piersiciu, alb. | Muzeul Viticulturii și Pomiculturii, Golești      | Cimec    |
|      | Zăvelcă în scoarță                                              | Datare: 1/4 sec. al XX-lea Descoperit: jud. Vâlcea, com. MĂLDĂREȘTI, MĂLDĂREȘTI Material: Lână, bumbac, lănică; țesut în 2 ițe, ales legat, ales în tehnica karamani (cu găurele), croșetat | Formă dreptunghiulară, decor amplasat pe toată suprafața, sub formă de registre cu motive florale stilizate și motive fitomorfe, dispuse orizontal și alternativ, despărțite prin vergi de culoare roșie. Pe trei laturi, colțișori croșetați cu lână roșie. Cromatică: roșu, vișiniu, alb, albastru, verde, piersiciu. | Muzeul Viticulturii și Pomiculturii, Golești      | Cimec    |
|      | Catrință                                                        | Datare: 1/4 sec. al XX-lea Descoperit: Glodeni Material: Bumbac, lână, lânică, fluturi, mărgele, panglică; țesut în 2 ițe, brodat peste fire, aplicație | Formă dreptunghiulară, decor amplasat pe toată suprafața, sub formă de șiruri verticale, cu motive decorative diverse, pe fond roșu. În spațiile libere, aplicație din fluturi și mărgele. În partea inferioară, o vargă lată de culoare albastru închis, terminată cu capetele libere ale urzelii. Pe trei laturi, aplicație din panglică. Cromatică: roșu, verde, galben, albastru, liliachiu, alb, cafeniu. | Muzeul Viticulturii și Pomiculturii, Golești      | Cimec    |
|      | Maramă                                                          | Datare: ¼ sec. al XX-lea Descoperit: jud. Buzău, com. CHIOJDU, CHIOJDU Material: borangic, bumbac; țesut în 2 ițe, ales peste fire | Formă dreptunghiulară, decor amplasat pe toată suprafața. Câmpul este ornamentat cu șiruri orizontale, cu motivul trifoi cu patru foi. Lungimile sunt marcate de câte o vărguță, din bumbac alb. Extremitățile sunt ornamentate cu șiruri, cu motive florale stilizate (ramură cu frunze și flori), urmate de câte un registru, cu motive geometrice. Capetele se termină cu firele libere ale urzelii. Cromatică: alb. | Muzeul Viticulturii și Pomiculturii, Golești      | Cimec    |
|      | Cârpă de bătrână                                                | Datare: ¼ sec. al XX-lea Descoperit: jud. Gorj, com. BĂLEȘTI, BĂLEȘTI Material: borangic, arnici; țesut în 2 ițe, ales printre fire | Formă dreptunghiulară, decor amplasat pe toată suprafața, cu motive florale stilizate. Câmpul este ornamentat cu șiruri de flori mărunte, dispuse orizontal. La extremități, piesa prezintă câte trei registre, unul, în mijloc, sub formă de ghirlandă, mărginit de două șiruri alcătuite din buchete de flori. Capetele se termină cu firele libere ale urzelii. Cromatică: alb, albastru, galben. | Muzeul Viticulturii și Pomiculturii, Golești      | Cimec    |
|      | Catrință                                                        | Datare: 1/4 sec. al XX-lea Descoperit: jud. Gorj, com. Bălești, Bălești Material: Bumbac, lână, lânică, fir metalic, panglică ; țesut în 2 ițe, ales peste fire, aplicație | Compus din două piese, prima are formă dreptunghiulară, bumbac urzit, țesut lână și lânică, decor amplasat pe toată suprafața, sub formă de registre orizontale, cu motive florale stilizate policrome, pe fond negru, în alternanță cu vergi roșii și piersicii mai late și vărguțe negre, albastre și verzi, cu fir metalic. Pe trei laturi, piesa prezintă aplicație din panglică galbenă. Cromatică: roșu, negru, albastru, verde, alb, piersiciu, galben. A doua piesă componentă prezintă aceleași tehnici și materiale, având, și ea, registre orizontale, cu motive florale stilizate policrome, pe fond negru, iar marginile compuse din șiruri cu motivul romb și X, în alternanță cu vergi roșii și vărguțe negre și verzi. Pe trei laturi, panglică aplicată. | Muzeul Viticulturii și Pomiculturii, Golești      | Cimec    |
|      | Zăvelcă aleasă                                                  | Datare: 1/4 sec. al XX-lea Descoperit: jud. Argeș, com. Moșoaia Material: Lână, lânică, fir metalic, panglică; țesut în 4 ițe, ales peste fire, aplicație | Formă dreptunghiulară, decor amplasat pe toată suprafața, sub formă de șiruri cu motive florale stilizate, realizate cu lânică multicoloră și fir metalic pe fond roșu, care prezintă vergi verticale negre. Șirurile florale sunt mărginite de vergi înguste, din lână neagră și fir metalic. În partea inferioară, un registru mai lat cu motive florale. Pe toate laturile, aplicație din panglică. Cromatică: roșu, negru, verde, vișiniu, piersiciu, galben, violet. | Muzeul Viticulturii și Pomiculturii, Golești      | Cimec    |
|      | Prosop                                                          | Datare: 1922 Descoperit: jud. Vrancea, com. JARIȘTEA Material: bumbac, arnici, dantelă croșetată; țesut în 2 ițe, brodat la fir, croșetat | Formă dreptunghiulară, decor amplasat la extremități, alcătuit din câte un registru de șabac realizat cu arnici albastru, încadrat de două șiruri orizontale de romburi întrerupte. La cele două capete, este tivit cu găurele și prezintă dantelă croșetată. Lângă motivele ornamentale se află, într-o parte, cusut ANUL 1922, iar, în cealaltă, inițialele DSG. Cromatică: roșu, negru, verde, vișiniu, piersiciu, galben, violet. | Muzeul Viticulturii și Pomiculturii, Golești      | Cimec    |
|      | Maramă                                                          | Datare: ¼ sec. al XX-lea Descoperit: jud. Argeș, Pitești Material: borangic, bumbac; țesut în 2 ițe, ales cu găurele | Formă dreptunghiulară, decor amplasat pe toată suprafața, sub formă de vărguțe longitudinale, din firele apropiate ale urzelii. La extremități, câte trei registre cu motive florale stilizate, realizate în tehnica ales cu găurele: două late și unul îngust, la mijloc. Cromatică: alb. | Muzeul Viticulturii și Pomiculturii, Golești      | Cimec    |
|      | Zăvelcă aleasă                                                  | Datare: 1/4 sec. al XX-lea Descoperit: jud. Olt, com. Scornicești Material: bumbac, lână, lânică, panglică; țesut în 2 ițe, ales în tehnica karamani (cu găurele), aplicație | Formă dreptunghiulară, urzit bumbac, bătut lână și lânică, decor amplasat pe toată suprafața, sub formă de registre orizontale, cu motive decorative diverse în alternanță cu vergi de culoare roșie. În partea inferioară, trei registre, mai late, cu aceleași motive. Pe trei laturi, aplicație de panglică albastră. Cromatică: roșu, verde, albastru, alb, galben, vișiniu. | Muzeul Viticulturii și Pomiculturii, Golești      | Cimec    |
|      | Maramă                                                          | Datare: ¼ sec. al XX-lea Descoperit: Scornicești Material: borangic, bumbac; țesut în 2 ițe, ales printre fire | Formă dreptunghiulară, decor geometrizant, dispus pe toată suprafața, alcătuit din romburi în trepte, având, în centru, motivul „coarnele berbecului”. La extremități, câte un registru orizontal, alcătuit din motive geometrice: vargă și romb, urmat de motivul „coarnele berbecului”. Capetele se termină cu firele libere ale urzelii. Cromatică: alb. | Muzeul Viticulturii și Pomiculturii, Golești      | Cimec    |
|      | Ștergar de cap cu motive florale                                | Datare: 1/4 sec. al XX-lea Descoperit: jud. Vrancea, com. VALEA SĂRII, VALEA SĂRII Material: borangic, bumbac; țesut în 2 ițe, ales printre fire | Formă dreptunghiulară, decor amplasat pe toată suprafața. Câmpul este ornamentat cu șiruri orizontale cu decor geometrizant. La extremități, piesa prezintă o compoziție cu câmp continuu: floare și brăduț în alternanță decorativă, urmată de câte două registre mărginite cu grupuri de câte două vărguțe. Capetele se termină cu firele libere ale urzelii. Cromatică: alb. | Muzeul Viticulturii și Pomiculturii, Golești      | Cimec    |
|      | Maramă                                                          | Datare: ¼ sec. al XX-lea Descoperit: jud. Argeș, Pitești Material: borangic, bumbac; țesut în 2 ițe, ales peste fire | Formă dreptunghiulară, decor amplasat pe toată suprafața, sub formă de șiruri de ramuri, dispuse orizontal, în alternanță cu mici pătrate. La extremități, câte un registru cu motive geometrice, mărginit de grupuri de câte două vărguțe. Capetele se termină cu firele libere ale urzelii. Cromatică: alb. | Muzeul Viticulturii și Pomiculturii, Golești      | Cimec    |
|      | Maramă                                                          | Datare: ¼ sec. al XX-lea Descoperit: jud. Argeș Material: borangic, bumbac, arnici; țesut în 2 ițe, ales cu speteaza | Formă dreptunghiulară, decor amplasat pe toată suprafața, sub formă de motive florale stilizate: ramuri cu flori și frunze, dispuse în șiruri orizontale și paralele. La extremități, câte un registru cu motive geometrice și vărguțe. Laturile lungi se termină cu câte două vărguțe. Capetele se termină cu firele libere ale urzelii. Cromatică: alb, muștar. | Muzeul Viticulturii și Pomiculturii, Golești      | Cimec    |
|      | Maramă                                                          | Datare: ¼ sec. al XX-lea Descoperit: jud. Argeș, com. Hârsești, Hârsești Material: borangic, bumbac; țesut în 2 ițe, ales cu găurele | Formă dreptunghiulară, decor amplasat pe toată suprafața, sub formă de vărguțe longitudinale realizate din firele apropiate ale urzelii. La extremități, câte trei registre, unul mai lat, cu motive florale stilizate și două, mai înguste, cu motivul spirală, în alternanță cu grupuri de vergi dispuse transversal, din bumbac alb. Marginile longitudinale prezintă câte două vărguțe. Capetele se termină cu firele libere ale urzelii. Cromatică: alb. | Muzeul Viticulturii și Pomiculturii, Golești      | Cimec    |
|      | Maramă                                                          | Datare: ¼ sec. al XX-lea Descoperit: jud. Argeș, Ștefănești Material: borangic, bumbac; țesut în 2 ițe, ales cu găurele | Formă dreptunghiulară, decor amplasat pe toată suprafața, sub formă de vărguțe, realizate din firele apropiate ale urzelii și bătelii, formând pătrate. La extremități, câte trei registre, cel din mijloc, mai lat, cu motive florale stilizate, realizate prin tehnica alesului cu găurele, mărginit de câte un registru mai îngust. Capetele se termină cu firele libere ale urzelii. Cromatică: alb. | Muzeul Viticulturii și Pomiculturii, Golești      | Cimec    |
|      | Maramă cu broderie                                              | Datare: 1/4 sec. al XX-lea Descoperit: jud. Olt, Caracal Material: borangic, arnici; țesut în 2 ițe, ales cu găurele | Formă dreptunghiulară, decor amplasat pe toată suprafața, sub formă de vărguțe longitudinale, din borangic galben. La extremități, câte trei registre, cel din mijloc, mai lat, reprezentând o ghirlandă, mărginit de câte două registre mai înguste, alese cu motive decorative diverse. Capetele se termină cu firele libere ale urzelii. Cromatică: alb, galben. | Muzeul Viticulturii și Pomiculturii, Golești      | Cimec    |
|      | Șorț femeiesc                                                   | Datare: 1/4 sec. al XX-lea Descoperit: jud. Argeș, Pitești Material: bumbac, mătase, fir „janir”, franjuri, fir metalic; țesut în 4 ițe, ales peste fire, aplicație | Formă dreptunghiulară, decor amplasat pe toată suprafața, sub formă de chenar pe trei laturi cu motivele romb și coarnele berbecului, mărginit de motivul zigzag, din fir metalic. În partea superioară, pe fond cafeniu, găsim o rețea de romburi din fir „janir”; în partea inferioară, un pătrat cu romburi concentrice, despărțite printr-un registru orizontal. Pe trei laturi, aplicație de franjuri din fir metalic argintiu. Cromatică: cafeniu, albastru, violet, galben, alb. | Muzeul Viticulturii și Pomiculturii, Golești      | Cimec    |
|      | Șorț femeiesc                                                   | Datare: 1/4 sec. al XX-lea Descoperit: jud. Argeș, Pitești Material: bumbac, mătase, fir „janir”, franjuri, fir metalic; țesut în 4 ițe, ales peste fire, aplicație | Formă dreptunghiulară, decor amplasat pe toată suprafața, sub formă de chenar pe trei laturi, cu motivele romb și coarnele berbecului, mărginit de motivul zig-zag din fir metalic. În partea superioară, pe fondul cafeniu, găsim o rețea de romburi din fir „janir”; în partea inferioară, un pătrat cu romburi concentrice, despărțite printr-un registru orizontal. Pe trei laturi, aplicație de franjuri din fir metalic argintiu. Cromatică: cafeniu, albastru, violet, galben, alb. | Muzeul Viticulturii și Pomiculturii, Golești      | Cimec    |
|      | Maramă Autor: Catrina, Elena                                    | Datare: 1/4 sec. al XX-lea Descoperit: jud. Argeș, CĂLINEȘTI Material: borangic, mătase vegetală; țesut în două ițe, ales printre fire | Formă dreptunghiulară, decor amplasat pe toată suprafața. Câmpul este ornamentat cu șiruri cu motive geometrice, sub formă de hexagon, având înscris motivul zăluță. La extremități, câte patru șiruri cu motivul coarnele berbecului, romb și zăluță, în alternanță cu jumătăți de romb, urmate de câte un registru cu motive geometrice, încadrat de vărguțe. Capetele se termină cu firele libere ale urzelii. Cromatică: alb. | Muzeul Viticulturii și Pomiculturii, Golești      | Cimec    |
|      | Maramă Autor: Radu (familia)                                    | Datare: 1/4 sec. al XX-lea Descoperit: jud. Argeș, CĂLINEȘTI Material: borangic, bumbac; țesut în două ițe, ales printre fire | Formă dreptunghiulară, decor amplasat pe toată suprafața, decor geometrizant, sub formă de șiruri orizontale și paralele, dispuse pe câmp și la extremități, sub formă de câmp continuu de romburi în trepte, având înscris motivul cruce dreaptă, urmat de registre înguste, în alternanță cu grupuri de câte două vărguțe. Laturile lungi sunt țesute cu câte un registru îngust, din motive geometrice. Capetele se termină cu firele libere ale urzelii. Cromatică: alb. | Muzeul Viticulturii și Pomiculturii, Golești      | Cimec    |
|      | Maramă                                                          | Datare: 1/4 sec. al XX-lea Descoperit: jud. Argeș, Pitești Material: borangic, bumbac, fir metalic; țesut în două ițe, ales printre fire | Formă dreptunghiulară, decor amplasat pe toată suprafața. Câmpul este ornamentat cu romburi în trepte, având, în centru, motivul romb „cu coarne” . La extremități, câte un registru îngust, cu decor geometrizant, mărginit de câte două vărguțe din fir metalic, urmat de un șir cu motivul romb „cu coarne”. Capetele se termină cu firele libere ale urzelii. Cromatică: alb. | Muzeul Viticulturii și Pomiculturii, Golești      | Cimec    |
|      | Maramă                                                          | Datare: 1/4 sec. al XX-lea Descoperit: jud. Argeș, Pitești Material: borangic, mătase vegetală; țesut în două ițe, ales cu speteaza | Formă dreptunghiulară, decor amplasat pe toată suprafața. Câmpul și laturile lungi sunt ornamentate cu decor geometrizant. Către extremități, romburi în trepte, având înscrise motive florale stilizate - trandafir - în câte cinci șiruri orizontale. Decorul se continuă cu câte un registru, cu decor geometrizant, mărginit și continuat de grupuri de câte două vărguțe. Capetele se termină cu firele libere ale urzelii. Cromatică: alb, auriu. | Muzeul Viticulturii și Pomiculturii, Golești      | Cimec    |
|      | Șorț femeiesc                                                   | Datare: 3/4 sec. al XIX-lea Descoperit: jud. Argeș, Pitești Material: bumbac, lână, lânică, fluturi, mărgele, fir metalic; țesut în 2 ițe, ales cu speteaza, aplicație | Piesă formată din două bucăți (față și spate) cu decor identic, formă dreptunghiulară, decor amplasat pe toată suprafața, pe fondul roșu al țesăturii, alcătuit din șiruri orizontale cu motive florale stilizate din lână policromă, dispuse în partea superioară. În partea inferioară piesa prezintă două buchete de flori din lânică policromă și fir metalic, mărginite de două ghirlande. Ornamentele au aplicații din fluturi și mărgele. Pe trei laturi găsim aplicație din panglică și dantelă de culoare neagră. Cromatică: roșu, verde, piersiciu, violet, galben, roz, albastru, negru. | Muzeul Viticulturii și Pomiculturii, Golești      | Cimec    |
|      | Maramă Autor: Dumitru, Ioana                                    | Datare: 1/4 sec. al XX-lea Descoperit: jud. Constanța, Constanța Material: borangic, bumbac; țesut în 2 ițe, ales cu găurele | Formă dreptunghiulară, decor amplasat pe toată suprafața, cu vărguțe longitudinale din firele apropiate ale urzelii. Câmpul este ornamentat cu vergi realizate în tehnica alesului cu găurele. La extremități, câte trei registre cu motive florale stilizate, cel din mijloc, mai lat, sub formă de ghirlandă, în alternanță cu vergi realizate în aceeași tehnică. Capetele se termină cu firele libere ale urzelii. Cromatică: alb. | Muzeul Viticulturii și Pomiculturii, Golești      | Cimec    |
|      | Maramă                                                          | Datare: 1/4 sec. al XX-lea Descoperit: jud. Argeș, Pitești Material: borangic, bumbac; țesut în 2 ițe, ales printre fire | Formă dreptunghiulară, decor geometrizant, amplasat pe toată suprafața, sub formă de jumătăți de romburi și romburi unite câte două, dispuse în șiruri orizontale, în alternanță decorativă. La extremități, câte un registru cu decor geometrizant. Capetele se termină cu firele libere ale urzelii. Cromatică: alb. | Muzeul Viticulturii și Pomiculturii, Golești      | Cimec    |
|      | Maramă                                                          | Datare: ½ sec. al XX-lea Descoperit: jud. Argeș, com. ȘUICI, ȘUICI Material: borangic, bumbac, fir metalic; țesut în 2 ițe, ales printre fire, ales cu găurele | Formă dreptunghiulară, decor amplasat pe toată suprafața. În lungul țesăturii, grupuri de vărguțe realizate din firele apropiate ale urzelii. Câmpul este ornamentat cu decor geometrizant, alcătuit din șiruri de romburi dispuse transversal, având, în mijloc, dreptunghi din fir metalic. La extremități, câte un registru cu motive florale stilizate: garoafă mărginită de câte o ghirlandă cu motive florale stilizate: lalea și câte un registru realizat prin tehnica alesului cu găurele. Capetele se termină cu firele libere ale urzelii. Cromatică: alb, galben. | Muzeul Viticulturii și Pomiculturii, Golești      | Cimec    |
|      | Cârpă de borangic                                               | Datare: 1/2 sec. al XX-lea Descoperit: jud. Argeș, Pitești Material: borangic galben, bumbac; țesut în două ițe, ales cu găurele | Formă dreptunghiulară, decor amplasat simetric, la extremități, cu motive florale stilizate, alcătuit din câte un registru lat, cu motive florale stilizate: glastră cu frunze și flori, mărginit de câte un registru mai îngust. Cromatică: galben, alb. | Muzeul Viticulturii și Pomiculturii, Golești      | Cimec    |
|      | Șorț femeiesc                                                   | Datare: 1/2 sec. al XX-lea Descoperit: jud. Argeș, Pitești Material: Lână, bumbac, fir metalic, găitan, panglică, franjuri ; țesut în 2 ițe, ales peste fire, aplicație | Formă dreptunghiulară, decor amplasat pe toată suprafața, în șiruri verticale, cu motive în romb, din fir metalic auriu, pe fond alb. Pe trei laturi, piesa prezintă aplicație din găitan galben. La capătul inferior, aplicație cu franjuri din fir metalic. La capătul superior, aplicație cu panglică albastră. Cromatică: alb, galben, albastru. | Muzeul Viticulturii și Pomiculturii, Golești      | Cimec    |
|      | Șorț femeiesc                                                   | Datare: 1/2 sec. al XX-lea Descoperit: jud. Argeș, Pitești Material: Lână, bumbac, fir metalic, găitan, panglică ; țesut în 2 ițe, ales peste fire, aplicație | Formă dreptunghiulară, decor amplasat pe toată suprafața, în șiruri verticale cu motive în romb, din fir metalic auriu, pe fond alb. Pe trei laturi, piesa prezintă aplicație din găitan galben. La capătul superior, aplicație cu panglică albastră. Cromatică: alb, galben, albastru | Muzeul Viticulturii și Pomiculturii, Golești      | Cimec    |
|      | Maramă                                                          | Datare: ¼ sec. al XX-lea Descoperit: jud. Argeș, Pitești Material: borangic, arnici; țesut în 2 ițe, ales cu găurele | Formă dreptunghiulară, decor amplasat pe toată suprafața, sub formă de vărguțe longitudinale din firele apropiate ale urzelii, mai late, pe laturile lungi, grupate câte trei, din borangic galben. La extremități, câte trei registre, mai lat cel din mijloc, realizat în tehnica alesului cu găurele, din arnici galben. Capetele se termină cu firele libere ale urzelii. Cromatică: alb, galben. | Muzeul Viticulturii și Pomiculturii, Golești      | Cimec    |
|      | Butoiaș                                                         | Datare: 2/2 sec. XIX Descoperit: jud. Argeș, POIENARI Dimensiuni: Î: 27 cm Material: lut; coloranți; angobă; smalț; frământat prin călcare; modelare la roată; modelat manual; smălțuire; angobare; pictare cu „plotogul”; pictare cu cornul; ardere oxidantă                                                   | Butoiaș de ceramică, ușor bombat la mijloc, smălțuit la exterior, cu o toartă deasupra (tip mănușă) și cu un cioc de scurgere. În partea superioară, prezintă un orificiu în mijlocul gurii, pentru introducerea lichidului. Butoiașul este decorat cu două registre cu motive florale și geometrice, din smalț galben și trei linii circulare incizate în pastă. Pe toartă și pe vas, din loc în loc, există pete din smalț verde. Cromatică: cărămiziu, galben, verde. | Muzeul Viticulturii și Pomiculturii, Golești      | Cimec    |
|      | Cană                                                            | Datare: 3/4 sec. XIX Descoperit: jud. Argeș, com. MUȘĂTEȘTI, STROEȘTI Dimensiuni: Î: 21 cm Material: lut; coloranți; angobă; smalț; frământat prin călcare; modelare la roată; modelat manual; smălțuire; angobare; pictare cu pensula; ardere oxidantă                                                         | Din lut ars, smălțuită exterior și interior, de formă cilindrică, bombată la mijloc, cu o singură mănușă, fixată de la buză până la diametrul maxim. Gura are un cioc de scurgere în formă de cap de berbec cu coarne. Piesa prezintă cromatică policromă, decorul fiind realizat prin jirăvirea culorilor. Cromatică: verde, brun închis, cărămiziu. | Muzeul Viticulturii și Pomiculturii, Golești      | Cimec    |
|      | Capac de alambic                                                | Datare: 2/2 sec. XIX Descoperit: jud. Argeș, com. MUȘĂTEȘTI, STROEȘTI Dimensiuni: Î: 30 cm Material: lut; coloranți; smalț; frământat prin călcare; modelare la roată; modelat manual; smălțuire; ardere oxidantă                                                                                               | Capac de alambic din ceramică, cu pântece bombat, prevăzut în partea sa superioară cu un ștuț ceramic pentru scurgerea aburului. În partea inferioară, capacul are o buză de prindere în gura cazanului. Vasul este smălțuit în exterior, cu smalț de culoare verde. | Muzeul Viticulturii și Pomiculturii, Golești      | Cimec    |
|      | Oală „vacă”                                                     | Datare: 3/4 sec. XIX Descoperit: jud. Argeș, com. POIENARII DE ARGEȘ, POIENARI Dimensiuni: Î: 23,5 cm Material: lut; angobă; coloranți; smalț; frământat prin călcare; modelare la roată; modelat manual; angobare; smălțuire; pictat cu pensula; ardere oxidantă                                               | Din lut ars, cu fundul îngust, pântece bombat, jumătate din gura vasului fiind executată în forma unui cap de vacă. Mănușa plină, laterală, pe aceeași direcție cu gura de scurgere. Smălțuit în exterior, decor din patru registre florale dispuse vertical și un brâu ușor incizat. Prezintă pete de smalț. Cromatică: cărămiziu, verde, galben. | Muzeul Viticulturii și Pomiculturii, Golești      | Cimec    |
|      | Chiup                                                           | Datare: 3/4 sec. XIX Dimensiuni: Î: 32 cm Material: lut; angobă; coloranți; smalț; frământat prin călcare; modelare la roată; modelat manual; angobare; smălțuire; decorat cu tiparul; aplicație; ardere oxidantă                                                                                               | Oală de formă bitronconică, cu două mănuși laterale ce pornesc de pe porțiunea de gabarit maxim și se prind de vas sub buza acestuia. Decorul este realizat în mai multe registre, împărțite de brâuri alveolare ce înconjoară vasul; în aceste registre, există motive florale și zoomorfe (fluturi). Toarțele sunt decorate cu un brâu alveolar central. Vasul este smălțuit exterior și interior. | Muzeul Viticulturii și Pomiculturii, Golești      | Cimec    |
|      | Suport de ouă                                                   | Datare: 3/4 sec. XIX Descoperit: jud. Olt, com. SPRÂNCENATA Dimensiuni: Î: 25 cm Material: lut; angobă; coloranți; smalț; frământat prin călcare; modelare la roată; modelat manual; angobare; smălțuire; pictat cu pensula; ardere oxidantă                                                                    | Din lut ars, piesă cu 11 suporturi (cești) așezate pe trei etaje, primul cu șase ceșcuțe, al doilea cu patru, iar, al treilea, cu una. Suportul este smălțuit în partea superioară cu smalț verde, iar, în cea inferioară, cu smalț galben. Marginile ce delimitează etajele prezintă decor alveolar. Suportul prezintă pete de smalț. Cromatică: verde, galben. | Muzeul Viticulturii și Pomiculturii, Golești      | Cimec    |
|      | Ulcior                                                          | Datare: 3/4 sec. XIX Descoperit: jud. Argeș, VÂLSĂNEȘTI Dimensiuni: Î: 24 cm Material: lut; coloranți; smalț; frământat prin călcare; modelare la roată; modelat manual; aplicare; smălțuire; pictat cu pensula; ardere oxidantă                                                                                | Din lut ars, smălțuit, cu pântece bombat și gât lung, ulciorul are două mănuși (toarte): una tubulară, răsucită la capăt în formă de cioc pentru scurgere, cealaltă plină, decorată cu șiruri de bumbi mici în relief. Pe pântece, ulciorul este decorat cu motive florale (creangă) excizate, executate cu tiparul. | Muzeul Viticulturii și Pomiculturii, Golești      | Cimec    |
|      | Ulcior                                                          | Datare: 3/4 sec. XIX Descoperit: jud. Argeș, com. MUȘĂTEȘTI, STROEȘTI Dimensiuni: Î: 35 cm Material: lut; coloranți; smalț; frământat prin călcare; modelare la roată; modelat manual; angobare; smălțuire; pictat cu pensula; jirăvit; ardere oxidantă                                                         | Din lut ars, smălțuit, bombat la mijloc, cu gâtul scurt și buza dreaptă. Ulciorul are o toartă laterală (o mănușă tubulară) pe care este fixată „țâța” prin care se poate bea. Decorul este realizat din limbi de var verticale, ce pornesc din zona de gabarit maxim spre bază. În partea superioară, ulciorul prezintă decor geometric (valuri jirăvite). Ulciorul este smăltuit pe exterior cu smalț verde. Cromatica: verde deschis și închis. | Muzeul Viticulturii și Pomiculturii, Golești      | Cimec    |
|      | Ulcior mic - pepene                                             | Datare: 3/4 sec. XIX Descoperit: jud. Argeș, com. MUȘĂTEȘTI, STROEȘTI Dimensiuni: Î: 22,5 cm Material: lut; coloranți; angobă; smalț; frământat prin călcare; modelare la roată; modelat manual; angobare; smălțuire; pictat cu pensula; ardere oxidantă                                                        | Din lut ars, smălțuit, bombat la mijloc, cu gâtul scurt și buză dreaptă. Ulciorul are o toartă laterală (o mănușă tubulară), pe care este fixată „țâța” prin care se poate bea. Decorul este realizat din alternanță de dungi radiale verzi, de la gât spre bază, simbolizând coaja de pepene, peste care s-a aplicat smalțul. Cromatica: verde. | Muzeul Viticulturii și Pomiculturii, Golești      | Cimec    |
|      | Ulcior ornamentat                                               | Datare: 3/4 sec. XIX Descoperit: jud. Argeș, HOREZU Dimensiuni: Î: 35 cm Material: lut; coloranți; smalț; frământat prin călcare; modelare la roată; modelat manual; excizare; aplicație; smălțuire; decorat cu tiparul; ardere oxidantă                                                                        | Din lut ars, smălțuit, cu pântece proeminent, bombat la mijloc, cu gâtul scurt. Ulciorul are o toartă laterală (o mănușă tubulară) pe care este fixată „țâța” prin care se poate bea. Ulciorul are gura acoperită cu un dop ceramic lipit. În zona de diametru maxim, piesa prezintă un brâu incizat cu motive geometrice, iar, deasupra, sunt aplicați bumbi decorați. Smalțul este afectat pe toată suprafața piesei. Cromatica: verde. | Muzeul Viticulturii și Pomiculturii, Golești      | Cimec    |
|      | Șorț femeiesc                                                   | Datare: 1/2 sec. XX Descoperit: jud. Argeș, PITEȘTI Material: bumbac; fir metalic „janir”; mătase; țesut în 4 ițe; ales peste fire; aplicație | Formă dreptunghiulară, decor amplasat pe toată suprafața cu motive geometrice romboidale sub formă de chenar pe cele patru laturi și decor în table. Central, despărțit printr-un registru orizontal. Pe trei laturi aplicație cu franjuri din fir metalic auriu. Cromatică: roșu, negru, alb, galben, albastru, verde, liliachiu. | Muzeul Viticulturii și Pomiculturii, Golești      | Cimec    |
|      | Șorț femeiesc                                                   | Datare: 1/2 sec. XX Descoperit: jud. Argeș, PITEȘTI Material: bumbac; fir metalic „janir”; mătase; țesut în 4 ițe; ales peste fire; aplicație | Formă dreptunghiulară, decor amplasat pe toată suprafața cu motive geometrice romboidale sub formă de chenar pe cele patru laturi și decor în table. Central, despărțit printr-un registru orizontal. Pe trei laturi aplicație cu franjuri din fir metalic auriu. Cromatică: roșu, negru, alb, galben, albastru, verde, liliachiu. | Muzeul Viticulturii și Pomiculturii, Golești      | Cimec    |
|      | Față de pernă                                                   | Datare: 1934 Descoperit: jud. Argeș, PITEȘTI Material: pănză; arnici; țesut în 2 ițe; brodat la fir; brodat „în muște”; lănțișor; cheiță | Formă dreptunghiulară, alcătuită din două foi: față și dos unite pe trei laturi, cu cheiță realizată cu acul. Ornamentată, numai pe față, cu chenar din motive geometrice și florale stilizate. Central, se află înscrisul - ELENA. A:N. 1934 -. De jur împrejur, are tiv cu găurele. Cromatică: alb, negru, galben. | Muzeul Viticulturii și Pomiculturii, Golești      | Cimec    |
|      | Ștergar ales                                                    | Datare: 1/4 sec. XX Descoperit: jud. Argeș, CÂMPULUNG Material: bumbac; arnici; lânică; fir; țesut în 2 ițe; ales peste fire | Formă dreptunghiulară, decor amplasat pe toată suprafața și simetric la cele două capete, alcătuit din grupuri de vergi, în alternanță cu motive geometrice: zăluță, romb. Central, piesa prezintă grupuri de vărguțe, care alternează cu zăluțe întrerupte. Cromatică: alb, galben, vișiniu, albastru, verde, piersică. | Muzeul Viticulturii și Pomiculturii, Golești      | Cimec    |
|      | Ștergar ales                                                    | Datare: 1/4 sec. XX Descoperit: jud. Argeș, CÂMPULUNG Material: bumbac; arnici; lânică; fir; țesut în 2 ițe; ales peste fire; brodat | Formă dreptunghiulară, decor geometrizant, amplasat simetric la cele două capete, realizat din următoarele motive : vargă, val, coarnele berbecului înscrise în romb și jumătăți de romb. Câmpul este realizat din vărguțe orizontale care alternează cu motivul cruce în X. Cromatică: alb, albastru, roșu, galben, verde, roz. | Muzeul Viticulturii și Pomiculturii, Golești      | Cimec    |
|      | Ștergar ales                                                    | Datare: 1/4 sec. XX Descoperit: jud. Argeș, CÂMPULUNG Material: bumbac; arnici; mătase; lânică; fir; țesut în 2 ițe; ales peste fire | Formă dreptunghiulară, ornamentat pe toată suprafața cu motive geometrice. La cele două capete, vărguțe din arnici albastru și fir, alternează cu vergi, prevăzute cu alesături: romburi și motivul coarnele berbecului. Central, piesa prezintă grupuri de vergi din arnici albastru și roșu, ce alternează cu motive întrerupte (zăluță). Cromatică: alb, verde, galben, roșu, albastru, piersiciu. | Muzeul Viticulturii și Pomiculturii, Golești      | Cimec    |
|      | Ștergar ales                                                    | Datare: 1/4 sec. XX Descoperit: jud. Argeș, CÂMPULUNG Material: bumbac; arnici; lânică; fir; țesut în 2 ițe; ales peste fire | Formă dreptunghiulară, decor geometrizant, amplasat pe toată suprafața și simetric la cele două capete, astfel: registre din vergi transversale din arnici roșu, care mărginesc motivul val, încadrează un registru cu motive întrerupte: coarnele berbecului și motive geometrice: romb. Câmpul este ornamentat cu vergi roșii, negre și fir în alternanță cu motivul cruce în X. Cromatică: alb, verde, roșu, negru, mov, galben, roz, portocaliu. | Muzeul Viticulturii și Pomiculturii, Golești      | Cimec    |
|      | Ștergar ales                                                    | Datare: 1/4 sec. XX Descoperit: jud. Argeș, CÂMPULUNG Material: bumbac; arnici; mătase; lânică; fir; țesut în 2 ițe; ales peste fire | Formă dreptunghiulară, ornamentat pe toată suprafața. La cele două capete, grupuri de vărguțe din arnici negru și fir, alternează cu alesături, ce au motivul romb și coarnele berbecului. Central, piesa prezintă grupuri de vergi din arnici roșu și negru, care alternează cu motivul cruce în X, întrerupt. Cromatică: alb, roșu, negru, verde, galben, mov, piersiciu, portocaliu. | Muzeul Viticulturii și Pomiculturii, Golești      | Cimec    |
|      | Covor                                                           | Datare: 3/4 sec. XIX Descoperit: jud. Vrancea, JARIȘTEA Material: lână; țesut în 2 ițe; karamani cu tăieturi | Covor de formă dreptunghiulară , dintr-o singură bucată, decor amplasat pe toată suprafața. Cu chenar pe toate laturile, pe fond roșu cu motive întrerupte: coarnele berbecului. Central, câmpul prezintă romburi concentrice, zimțate și jumătăți de romburi, într-o alternanță cromatică. Cromatică: roșu, galben, portocaliu, alb, negru, vișiniu, liliachiu. | Muzeul Viticulturii și Pomiculturii, Golești      | Cimec    |
|      | Covor oltenesc                                                  | Datare: 3/4 sec. XIX Descoperit: jud. Argeș, PITEȘTI Material: lână; bumbac; țesut în 2 ițe; ales cu mâna; karamani cu găurele | Covor de formă dreptunghiulară ce prezintă două rânduri de chenare cu marginile zimțate: cel exterior, pe fond negru, are motive geometrice: romb și jumătăți de romb în trepte; al doilea chenar are fondul portocaliu și prezintă motive florale stilizate întrerupte: lalea. Central, câmpul are motive florale stilizate: mărgăritar, ramură cu frunze și boboci, în alternanță. Cromatică: negru, roșu, portocaliu, verde închis, verde deschis, alb, galben, albastru. | Muzeul Viticulturii și Pomiculturii, Golești      | Cimec    |
|      | Covor                                                           | Datare: 3/4 sec. XIX Descoperit: jud. Argeș, PITEȘTI Material: lână; bumbac; țesut în 2 ițe; urzeală ascunsă; ales printre fire; ales legat; ales curb; frământat mecanic; franjuri | Covor de formă dreptunghiulară, dintr-o singură bucată, cu franjuri la capete. Piesa are chenar dublu: la exterior, pe fond roșu (mai lat) chenarul este ornamentat cu un grupaj floral, care se repetă. Cel de al doilea chenar (mai îngust), are fondul alb și este ornamentat cu o ghirlandă, pe care se află boboci și frunze. Câmpul, de culoare albastră, este ornamentat pe toată suprafața lui, cu motive florale stilizate, lalea. Cromatică: albastru, roșu, alb, verde, roz, galben, cafeniu, gri, grena. | Muzeul Viticulturii și Pomiculturii, Golești      | Cimec    |
|      | Velință                                                         | Datare: 1/2 sec. XIX Descoperit: jud. Argeș, COSTEȘTI Material: lână; urzeală; băteală; țesut în 2 ițe; karamani cu găurele; cusut | Formă dreptunghiulară, alcătuită din două foi, cusute între ele. Ornamentată pe toată suprafața cu registre, alcătuite din grupuri de vergi paralele, de diferite culori, în alternanță cu registre care au motivul - furca și val - motive geometrice: romb. Cromatică în culori naturale: galben, alb, albastru roșu, portocaliu, verde liliachiu. | Muzeul Viticulturii și Pomiculturii, Golești      | Cimec    |
|      | Scoarță cu flori                                                | Datare: 1/2 sec. XIX Descoperit: jud. București Material: lână; țesut în 2 ițe; urzit lână; bătut lână; ales cu mâna | Scoarță, de formă dreptunghiulară, ce prezintă franjuri la capete. Piesa prezintă decor geometric, floral, stilizat și antropomorf. Decorul se găsește pe un chenar cu fond roșu, dispus pe toate laturile, având motive geometrice și antropomorfe (două fetițe). Câmpul de culoare neagră prezintă motivul pomul vieții, mărginit de două registre verticale, alcătuite din motive florale stilizate, motive fitomorfe. Cromatică: negru, roșu, galben, verde închis, verde deschis, albastru, alb, piersiciu, cafeniu. | Muzeul Viticulturii și Pomiculturii, Golești      | Cimec    |
|      | Pătură                                                          | Datare: 3/4 sec. XIX Descoperit: jud. Gorj, BĂLĂNEȘTI Material: lână; țesut în 4 ițe; dat la vâltoare; tivit; cusut | Scoarță, de formă dreptunghiulară, alcătuită din patru foi, cusute între ele. Decorul este realizat de grupuri de câte cinci vărguțe, care se repetă, la intervale egale, pe fiecare dintre foi. Piesa este tivită, la cele două capete. Una dintre foi se termină cu urzeala înnodată. Cromatică: culori naturale - alb și negru. | Muzeul Viticulturii și Pomiculturii, Golești      | Cimec    |
|      | Pătură                                                          | Datare: 3/4 sec. XIX Descoperit: jud. Gorj, BĂLĂNEȘTI Material: lână; țesut în 4 ițe; dat la vâltoare; îngroșat; tivit; cusut | Scoarță, de formă dreptunghiulară, alcătuită din patru foi, cusute între ele. Decor geometrizant, dispus pe toată suprafața: din pătrate alb și negru. Piesa este tivită pe lățime. Una dintre foi se termină cu urzeală înnodată. Cromatică: culori naturale - alb și negru. | Muzeul Viticulturii și Pomiculturii, Golești      | Cimec    |
|      | Scoarță                                                         | Datare: 3/4 sec. XIX Descoperit: jud. București Material: lână; țesut în 2 ițe; karamani cu găurele; cusut; franjuri | Scoarță, de formă dreptunghiulară, din două foi, decor geometrizant, dispus pe toată suprafața piesei, în registre transversale, pe urzeală. Alternanță decorativă, realizată din vergi de diferite lățimi și registre cu motivul pristornic și alte motive geometrice. Cromatică: roșu, galben, cafeniu, albastru (decolorat). | Muzeul Viticulturii și Pomiculturii, Golești      | Cimec    |
|      | Scoarță                                                         | Datare: 3/4 sec. XIX Descoperit: jud. Gorj, RUNCU Material: lână; țesut în 2 ițe; karamani cu găurele; cusut; franjuri | Scoarță, de formă dreptunghiulară, dintr-o singură bucată, ornamentată pe toată suprafața. Pe lungime, în partea exterioară, pe fondul roșu, este ales motivul pristornicului, în alternanță cromatică. Central, piesa are motive geometrice: romb și jumătăți de romb în trepte, în alternanță cromatică. Cromatică: roșu, galben, verde, mov, negru, portocaliu. | Muzeul Viticulturii și Pomiculturii, Golești      | Cimec    |
|      | Scoarță                                                         | Datare: 3/4 sec. XIX Descoperit: jud. Argeș, com. POIENARII DE MUSCEL Material: lână; bumbac; țesut în 2 ițe; karamani cu tăieturi; cusut | Scoarță, din două foi, cusute între ele, cu decor geometrizant, amplasat pe toată suprafața, alcătuit din grupuri de vergi, în alternanță cu motive decorative diverse, de diferite culori. Cromatică: roșu, verde, alb, mov , albastru. | Muzeul Viticulturii și Pomiculturii, Golești      | Cimec    |
|      | Scoarță                                                         | Datare: 3/4 sec. XIX Descoperit: jud. Gorj, com. DRĂGOIENI Material: lână; bumbac; țesut în 2 ițe; karamani cu tăieturi; cusut; franjuri | Formă dreptunghiulară, alcătuită din două foi cusute între ele. Decor geometrizant, dispus pe toată suprafața scoarței, într-o alternanță simetrică și cromatică. Piesa prezintă grupuri de vergi paralele, de diferite mărimi, din lână multicoloră, având registre alese, cu motive: rac, romb și jumătăți de romb cu trepte concentrice și cruce dreaptă. Cromatică: roșu, verde, alb, albastru, portocaliu, mov, piersiciu. | Muzeul Viticulturii și Pomiculturii, Golești      | Cimec    |
|      | Scoarță oltenească                                              | Datare: 1/4 sec. XX Descoperit: jud. Dâmbovița, TÂRGOVIȘTE Material: lână; bumbac; țesut în 2 ițe; ales peste fire; cusut; franjuri | Scoarță, de formă dreptunghiulară, din două foi, cusute între ele, cu decor amplasat pe toată suprafața, reprezentând registre paralele și în alternanță: grupuri de vergi, mai late și mai înguste, alternează cu vergi prevăzute cu alesături, sub formă de puncte sau motive stelare, întrerupte. Cromatică: roșu, portocaliu, alb, verde, albastru. | Muzeul Viticulturii și Pomiculturii, Golești      | Cimec    |
|      | Poale femeiești                                                 | Datare: 1/4 sec. XX Descoperit: jud. Mehedinți, TURNU SEVERIN Material: pânză albă de casă; arnici; țesut în 2 ițe; brodat în cruci | Formă dreptunghiulară, alcătuita din 5 foi de pânză de casă, cusute între ele, ornamentată cu motive florale stilizate, sub formă de buchete de trandafiri și ghirlande, dispuse în partea de jos și pe părțile laterale. Cromatică: alb, roșu, negru. | Muzeul Viticulturii și Pomiculturii, Golești      | Cimec    |
|      | Cămașă femeiască                                                | Datare: 1/4 sec. XX Descoperit: jud. Mehedinți, com. NEGOIEȘTI Material: pânză albă de casă; arnici; mărgele; țesut în 2 ițe; ales peste fire; cusut; cheiță | Cămașă, alcătuită din 10 foi unite prin cheiță; gura, într-o parte, încrețită pe bentiță îngustă; ornamente geometrice, alese cu arnici negru, dispuse pe piept, mâneci, bentița de la gât și de la mâneci. În spațiile libere, sunt cusute mărgele multicolore. Pe mâneca încrețită, ornamentul este întrerupt de un registru, ales cu arnici galben și mărgele cusute, sub formă de altiță. Poalele sunt desprinse de trupul cămășii, alcătuite din 13 foi, din pânză de casă, având, în partea de jos, un registru cu aceleași motive ornamentale. Cromatică: alb, negru , galben. | Muzeul Viticulturii și Pomiculturii, Golești      | Cimec    |
|      | Vestă femeiască                                                 | Datare: 1/4 sec. XX Descoperit: jud. Mehedinți, TURNU SEVERIN Material: bumbac; fir metalic; mărgele; fluturi; țesut în 2 ițe; ales peste fire; cusut; aplicație | Ornamentată pe toată suprafața cu motive geometrice sub formă de romburi, având în centru un motiv stelar. În spațiile libere, fluturi și mărgele cusute. Pe piepți și în partea de jos, aplicație cu franjuri din fir metalic. Cromatică: negru, argintiu. | Muzeul Viticulturii și Pomiculturii, Golești      | Cimec    |
|      | Șorț femeiesc                                                   | Datare: 3/4 sec. XIX Descoperit: jud. București Material: lână; bumbac; țesut în 2 ițe; karamani cu găurele; festonat; cusut | Formă dreptunghiulară, din două foi, încheiate cu acul, ornamentată pe trei sferturi din suprafață. Decor geometrizant, din registre orizontale, în alternanță cu vergi roșii, mai late și vărguțe verzi și albastre. În partea inferioară, piesa are trei registre: unul central, mai lat, cu motivele romb zimțat și „coarnele berbecului", mărginit de două registre mai înguste, cu motivul romb zimțat. Pe cele patru laturi șorțul este festonat. Cromatică: roșu, alb, albastru, verde, portocaliu, vișiniu. | Muzeul Viticulturii și Pomiculturii, Golești      | Cimec    |
|      | Opreg cu mărgele                                                | Datare: 1/4 sec. XX Descoperit: jud. Gorj, BĂLEȘTI Material: bumbac; lână; mărgele; fluturi; panglică; țesut în 2 ițe; cusut; aplicație | Décor, amplasat pe toată suprafața, realizat din mărgele multicolore cusute, care reprezintă, ca motiv central, pomul vieții, cu romburi, cu frunze și flori (lalea), strugure, motive zoomorfe: păsări pe ramuri, la bază, motive stelare. Pe cele două laturi, ghirlande. Pe toate cele patru laturi, piesa prezintă panglică neagră și roșie. Cromatică: negru, alb, verde, roșu, albastru, piersiciu, galben, vișiniu. | Muzeul Viticulturii și Pomiculturii, Golești      | Cimec    |
|      | Crăț Autor: Păunescu, Ana                                       | Datare: 1/4 sec. XX Descoperit: jud. Mehedinți, com. BALTA Material: lână; lânică; bumbac; fir metalic; țesut în 2 ițe; ales peste fire | Formă dreptunghiulară, ornamentată, pe toată suprafața, cu grupuri de vărguțe roșii, despărțite printr-un fir de culoare neagră, care alternează cu registre cu motive florale stilizate, alese cu lânică multicoloră, pe fond negru. În partea de sus, la brâu, se poartă plisat (cutat), pe un șnur din lână neagră răsucită, cu vergile ornamentate în afară. La poale, are aplicată o panglică de culoare neagră. Cromatică: roșu, negru, verde, piersiciu, galben, alb, albastru. | Muzeul Viticulturii și Pomiculturii, Golești      | Cimec    |
|      | Zăvelcă                                                         | Datare: 3/4 sec. XIX Descoperit: jud. Vâlcea, com. TOMȘANI Material: lână; lânică; bumbac; țesut în 2 ițe; ales peste fire; croșetat | Formă dreptunghiulară, decor amplasat pe toată suprafața, sub formă de registre, unele mai late cu ghirlandă din motive florale stilizate și altele, mai înguste, cu ghirlande: boboc. Între registre, se găsesc vergi roșii, mai late, despățite de vărguțe albastre și verzi. Marginea inferioară prezintă colțișori croșetați. Cromatică: roșu, vișiniu, verde, albastru, piersiciu, liliachiu, alb, galben. | Muzeul Viticulturii și Pomiculturii, Golești      | Cimec    |
|      | Catrință                                                        | Datare: 3/4 sec. XIX Descoperit: jud. Olt, DRĂGĂNEȘTI Material: lână; lânică; bumbac; panglică; țesut în 2 ițe; karamani cu găurele | Formă dreptunghiulară, decor geometrizant, amplasat pe toată suprafața, sub formă de registre orizontale, cu motivele „romb în trepte", cruce, în alternanță cromatică intercalate între vergi roșii mai late și vărguțe de culoare albastră, verde, negru. Partea inferioară are trei registre: unul central, cu motive geometrice: romb, mărginit de două registre cu vărguțe roșii, verzi și negre. Piesa prezintă pe trei laturi aplicație, panglică neagră și portocalie. Cromatică: roșu, albastru, verde, negru, alb, vișiniu. | Muzeul Viticulturii și Pomiculturii, Golești      | Cimec    |
|      | Catrință                                                        | Datare: 1/4 sec. XX Descoperit: jud. Argeș, ȘTEFĂNEȘTI Material: lânică; bumbac; fluturi; mărgele; fir metalic; țesut în 2 ițe; ales cu speteaza; brodat peste fire; croșetat | Catrințe din două piese, de formă dreptunghiulară, prima piesă are decor amplasat pe toată suprafața, în partea superioară șiruri din motive geometrice întrerupte, brodate cu lânică, fluturi și mărgele, în alternanță cromatică. În partea inferioară, găsim trei registre: unul central cu motive zoomorfe (cocoș), mărginit de două registre cu motive zoomorfe (fluturi). Între registre sunt vărguțe. Motivele zoomorfe sunt marcate de fluturi și mărgele. A doua piesă prezintă același decor și aceleași motive geometrice și zoomorfe. Cromatică: roșu, albastru, galben, verde, piersiciu, vișiniu. | Muzeul Viticulturii și Pomiculturii, Golești      | Cimec    |
|      | Catrință                                                        | Datare: 3/4 sec. XIX Descoperit: jud. Olt, DRĂGĂNEȘTI Material: lână; lânică; bumbac; fluturi; mărgele; panglică; țesut în 2 ițe; karamani cu găurele | Formă dreptunghiulară, decor geometrizant, format din registre orizontale, cu alesături în alternanță, cu vergi roșii mai late și vărguțe verzi, albastre. În partea inferioară piesa prezintă trei registre: unul central, mai lat, din romburi concentrice, dințate, în alternanță cromatică, mărginit de două registre mai înguste, cu același decor. Cele trei registre prezintă fluturi și mărgele. Pe trei laturi, aplicație din panglică neagră. Cromatică: roșu, alb, verde, albastru, portocaliu, negru, vișiniu. | Muzeul Viticulturii și Pomiculturii, Golești      | Cimec    |
|      | Sfântul Ioan Botezătorul                                        | Datare: 2/2 sec. XIX Dimensiuni: gr: 2 cm Material: Blatul și rama din lemn de fag, culori tempera, baițuri; Tăiat, cioplit, fasonat, sculptat, pictat cu pensula. | Icoanele de vatră specifice pentru zona Olteniei se puneau deasupra vetrei pentru a o feri de duhurile rele. Icoana îl reprezintă pe Ioan Botezătorul, cu aripi de înger, având Cartea Sfântă și Crucea în mâini. Veșmintele sunt de arhiereu: mantie, patrafir etc. Contururile sunt realizate prin incizie în blat și colorate în tonuri puține. Fond: bleumarin; roșu, negru, grena, maron. | Muzeul Viticulturii și Pomiculturii, Golești      | Cimec    |
|      | Sfântul Arhanghel Mihail                                        | Datare: 2/2 sec. XIX Descoperit: jud. Gorj, com. GLODENI Dimensiuni: gr: 2 cm Material: Blatul și rama din lemn de fag, culori tempera, baițuri; Tăiat, cioplit, fasonat, sculptat, incizat, pictat cu pensula                                                                                                  | Icoanele de vatră sunt specifice pentru zona Olteniei; se puneau deasupra vetrei pentru a o feri de duhurile rele. Icoana îl reprezintă pe Arhanghelul Mihail una din căpeteniile îngerilor, cu aripi de înger, cu un rotulus și sabia în mâini. Veșmintele sunt de arhiereu: mantie, brâu etc. Contururile sunt realizate prin incizie în blat și colorate în tonuri puține. Scena iconografică este încadrată de un chenar cu zig-zag și triunghiuri. În partea superioară apare inscripția. Fond: roșu; roșu, negru, ocru, alb, maron, auriu. | Muzeul Viticulturii și Pomiculturii, Golești      | Cimec    |
|      | Nașterea lui Iisus Hristos; Botezul lui Iisus Hristos           | Datare: 2/2 sec.XIX Descoperit: jud. Buzău, com. CHIOJDU Material: Blatul și rama din lemn de brad, grund, clei, culori tempera, foiță de aur, verniuri; Tăiat, cioplit, fasonat, grunduit, pictat cu pensula, fixare și protejare cu verni                                                                     | Piesă de formă dreptunghiulară. Icoana face parte din icoanele de praznice care se puneau pe tetrapod în ziua praznicului ilustrat de scena iconografică. Icoană cu două fețe. Pe una din fețe este reprezentată prima din cele șapte taine creștine, prin care, prin întreita scufundare în apă sfințită se iartă celui botezat păcatul strămoșesc. Cea de a doua față reprezintă praznicul împărătesc în cinstea Maicii Domnului în amintirea veștii primite de la arhanghelul Gavriil că va naște om pe fiul lui Dumnezeu. Fecioara stă pe un jilț ascultând pe arhanghel ce-I întinde o floare. Deasupra Sf. Duh își revarsă razele asupra scenei. În colțul din dreapta sus apar falduri de draperii. Scenele iconografice sunt încadrate de chenare realizate din benzi de culoare simple. Fond: albastru, bleu; alb, roșu, negru, verde, vernil, grena, maron, lila, auriu. | Muzeul Viticulturii și Pomiculturii, Golești      | Cimec    |
|      | Buna Vestire (Blagoveștenie); Întâmpinarea Domnului (Stretenie) | Datare: 2/2 sec. XIX Descoperit: jud. Buzău, CHIOJDU Material: Material: blatul și rama din lemn de brad, grund, clei, culori tempera, foiță de aur, verniuri; Tăiat, cioplit, fasonat, grunduit, pictat cu pensula, fixare și protejare cu verni.                                                              | Piesă de formă dreptunghiulară. Icoana face parte din icoanele de praznice care se puneau pe tetrapod în ziua praznicului ilustrat de scena iconografică. Icoană cu două fețe. Pe una din fețe este reprezentată una din cele 12 mari sărbători domnești care amintește de ziua când Fecioara Maria a adus pe Pruncul Iisus la templu la 40 de zile de la naștere unde a fost întâmpinat de dreptul Simeon. Acesta apare în partea din dreapta jos cu Iisus în brațe. În fața lor Fecioara Maria și Iosif. Din scenă lipsesc, conform erminiilor prorocița Ana și porumbeii pe care trebuia să-I țină Iosif. Veșmintele au falduri din tonuri închise. Scena este străjuită de stâlpi și arcadă semiovă în care apare inscripția. Cea de a doua față reprezintă praznicul împărătesc în cinstea Maicii Domnului, în amintirea veștii primite de la arhanghelul Gavriil că va naște om pe fiul lui Dumnezeu. Fecioara stă pe un jilț ascultând pe arhanghel ce-I intinde o floare. Deasupra Sf. Duh își revarsă razele asupra scenei. În colțul din dreapta sus apar falduri de draperii. Scenele iconografice sunt încadrate de chenare realizate din benzi de culoare simple. Cromatica: Fond: albastru, bleu; alb, roșu, negru, verde, vernil, grena, maron, lila, auriu. | Muzeul Viticulturii și Pomiculturii, Golești      | Cimec    |
|      | Adormirea Maicii Domnului; Schimbarea la față                   | Datare: 2/2 sec. XIX Descoperit: jud. Buzău, CHIOJDU Material: Blatul și rama din lemn de brad, grund, clei, culori tempera, foiță de aur, verniuri; tăiat, cioplit, fasonat, grunduit, pictat cu pensula, fixare și protejare cu verni.                                                                        | Piesă de formă dreptunghiulară. Icoana face parte din icoanele de praznice care se puneau pe tetrapod în ziua praznicului ilustrat de scena iconografică. Icoană cu două fețe. Pe una din fețe este reprezentată una din cele marile sărbători creștine care amintește de ziua când Fecioara Maria a trecut din viața pământească în cea cerească. Maica Domnului este întinsă pe catafalc străjuită de apostolul Petru urmat de apostoli reprezentați în isocefalie și de apostolul Pavel urmat de femei care reprezintă pe credincioșii Ierusalimului. La baza catafalcului arhanghelul Mihail a tăiat mâinile evreului Jephonias care a profanat catafalcul, atingându-l. Deasupra, în nori, Iisus întinde mâna spre sufletul Maicii Sale repretentat ca un copil mic cu aripi. Cea de a doua față reprezintă una din cele 12 sărbători domnești, în amintirea zilei când Iisus s-a arătat apostolilor Petru, Iacov și Ioan și în prezența lui Moise și Ilie pe muntele Taborului în toată strălucirea Sa divină. Taborul este reprezentat prin nori din care ies raze Deasupra norilor Iisus prezentat, transfigurat binecuvântează cu amândouă mâinile având de o parte și alta pe Moise cu tablele legii și pe Ilie. În partea de jos apostolii, cu fețele la pământ. Scenele iconografice sunt încadrate de chenare realizate din benzi de culoare simple. Cromatica: fond: albastru, bleu; alb, roșu, negru, verde, vernil, grena, maron, lila, auriu. | Muzeul Viticulturii și Pomiculturii, Golești      | Cimec    |
|      | Sfinții Arhangheli Mihail și Gavriil                            | Datare: 1/2 sec. XIX Descoperit: jud. Argeș, PITEȘTI Material: Blatul și rama din lemn de brad, grund, clei, culori tempera, foiță de aur, verniuri; Tăiat, cioplit, fasonat, sculptat, incizat, întărit cu chingă pe spate, grunduit, pictat cu pensula, fixare și protejare cu verni.                         | Piesă de formă dreptunghiulară. Icoana face parte din icoanele împărătești care se puneau de o parte și alta a ușilor împărătești și diaconești. Scena îi reprezintă pe Sf. Arhanghel Mihail în calitatea sa de conducător al oștilor cerești, îmbrăcat în veșminte militare, cu sabie. El calcă pe trupul bogatului nemilostiv. În partea dreaptă a icoanei arhanghelul Gavriil cu bastonul cu cruce în vârf. Cei doi susțin o clapetă în formă de palmetă în care este reprezentat Iisus – Emanuel. Sus, în partea centrală în nori se află ochiul omniscienței din care pornesc razele Sf. Duh. Pământul este reprezentat printr-un pavaj ocru trasat cu brun, în perspectivă apuseană. Scena iconografică este încadrată de un chenar dublu realizat din linii drepte, simple. Fond: albastru; motive: alb, roz, negru, verde, vernil, grena, maron, ocru, brun, auriu. | Muzeul Viticulturii și Pomiculturii, Golești      | Cimec    |
|      | Sfântul Ierarh Nicolae                                          | Datare: 1/2 sec. XIX Descoperit: jud. Argeș, PITEȘTI Material: Blatul și rama din lemn de brad, grund, clei, culori tempera, foiță de aur, verniuri; Tăiat, cioplit, fasonat, sculptat, incizat, întărit cu chingă pe spate, grunduit, pictat cu pensula, fixare și protejare cu verni.                         | Piesă de formă dreptunghiulară. Icoana face parte din icoanele împărătești care se puneau de o parte și alta a ușilor împărătești și diaconești. Scena îi reprezintă pe Sf. Ierarh Nicolae, bust, în veșminte de arhiereu (stihar, felon, omofor). Mâna dreaptă binecuvântează, stânga ține o Evanghelie decorată cu motive geometrice. Sus, la dreapta Sfântului Iisus, pe nori, îi oferă Evanghelia. La stânga, pe nori, Maica Domnului îi dă omoforul. Scena iconografică este încadrată de un chenar dublu realizat din linii drepte, simple. Fond: albastru; motive: alb, roz, negru, verde, vernil, grena, maron, ocru, brun, auriu. | Muzeul Viticulturii și Pomiculturii, Golești      | Cimec    |
|      | Pistornic                                                       | Datare: 1814 Descoperit: jud. Argeș, MIROȘI Material: Lemn de fag, baițuri; tăiat, cioplit, fasonat, sculptat, incizat | Sigiliu de piatră sau lemn (în formă de cruce) cu care se împrimă pe prescuri semnul crucii și inițialele rituale; se punea pe perete. Piesă în formă de cruce sculptată dintr-o singură bucată de lemn și un suport la partea inferioară pe care sunt plasate însemnele rituale (partea cu care se imprimă pe colaci). Însemnele sunt trecute pe brațele crucii. Contururile piesei sunt marcate de linii drepte. Decorul este completat cu puncte făcute cu dalta. Pe spate este trecută datarea de la facerea lumii. Cromatica: maron – culoarea naturală a lemnului patinat. | Muzeul Viticulturii și Pomiculturii, Golești      | Cimec    |
|      | Pistornic                                                       | Datare: 2/2 sec. XIX Descoperit: jud. Argeș, SUSENI Material: Lemn de fag; tăiat, cioplit, fasonat, sculptat, incizat. | Sigiliu de piatră sau lemn (în formă de cruce) cu care se imprimă pe prescuri semnul crucii și inițialele rituale; se punea pe perete. Piesă în formă de troiță cu o cruce centrală și două laterale sculptate dintr-o singură bucată de lemn și un suport la partea inferioară pe care sunt plasate însemnele rituale (partea cu care se imprimă pe colaci). Însemnele sunt trecute pe fiecare braț al crucii. Contururile piesei sunt marcate de linii drepte. Cromatica: negru gălbui – culoarea naturală a lemnului patinat. | Muzeul Viticulturii și Pomiculturii, Golești      | Cimec    |
|      | Pistornic                                                       | Datare: 1873 Descoperit: jud. Argeș, Trețulești Material: Lemn de fag, baițuri; tăiat, cioplit, fasonat, sculptat, incizat | Sigiliu de piatră sau lemn (în formă de cruce) cu care se împrimă pe prescuri semnul crucii și inițialele rituale; se punea pe perete. Piesă în formă de troiță cu o cruce centrală și două laterale sculptate dintr-o singură bucată de lemn și un suport la partea inferioară pe care sunt plasate însemnele rituale (partea cu care se imprimă pe colaci). Însemnele sunt trecute pe fiecare braț al crucii. Contururile piesei sunt marcate de linii drepte. Pe spate sunt trecute datarea și însemnele de meșter. Cromatica: maron – culoarea naturală a lemnului patinat. | Muzeul Viticulturii și Pomiculturii, Golești      | Cimec    |
|      | Maica Domnului cu Pruncul                                       | Datare: 1864 Descoperit: jud. Argeș, com. MOȘOAIA Material: Blatul și rama din lemn de brad, grund, clei, culori tempera, foiță de aur, verniuri; tăiat, cioplit, fasonat, sculptat, incizat, întărit cu chingă pe spate, grunduit, pictat cu pensula, fixare și protejare cu verni.                            | Piesă de formă dreptunghiulară. Icoana face parte din icoanele care se puneau pe tetrapod; în interiorul locuințelor se puneau pe peretele de la răsărit. Scena o reprezintă pe Maica Domnului pe tron de tip baroc cu Pruncul – Emanuel pe mâna stângă. În partea de jos apare Sf. Ursula. De o parte și alta Maica este flancată de Ioan Botezătorul și de Sf. Gheorghe. În partea superioară a icoanei apar arhanghelii Mihail și Gavriil cu flori de crin și cununile din flori ale slavei. Mantiile, maforionul, himationul sunt bogat drapate cu negru și alb. Marginile tivite cu aur. Figurile conturate cu brunuri. Scena iconografică este încadrată de ramă bicoloră aplicată. Fond: albastru; motive: alb, roz, negru, verde, vernil, grena, maron, alb, auriu. | Muzeul Viticulturii și Pomiculturii, Golești      | Cimec    |
|      | Sfânta Cuvioasă Paraschiva                                      | Datare: 2/2 sec. XVIII Descoperit: jud. Argeș, PITEȘTI Material: Blatul și rama din lemn de brad, grund, clei, culori tempera, foiță de aur, verniuri; tăiat, cioplit, fasonat, sculptat, incizat, întărit cu chingă pe spate, grunduit, pictat cu pensula, fixare și protejare cu verni.                       | Piesă de formă dreptunghiulară. Icoana face parte din icoanele împărătești care se puneau de o parte și alta a ușilor împărătești și diaconești. Scena o reprezintă pe Sf. Cuvioasă Paraschiva din Epivat. Sfânta este reprezentată bust, frontal, îmbrăcată în maforion deschis la culoare cu bricuri maronii, marginile bordate cu aur și fixată la piept cu o broșă. Veșmântul de dedesubt de culoare verde. Sfânta poartă însemnul specific ei – crucea – în dreapta. În mâna stângă ține mătănii (în erminii apare cu o ramură de finic). Figura solemnă, aproape severă este îndulcită de umbre brune. În partea superioară a icoanei apare inscripția nominală. Scena iconografică este încadrată de un chenar triplu realizat din linii drepte, simple. Fond: albastru; motive: alb, roz, negru, verde, vernil, grena, maron, auriu. | Muzeul Viticulturii și Pomiculturii, Golești      | Cimec    |
|      | Cruce de mână                                                   | Datare: 1839 Descoperit: jud. Argeș, com. SĂPATA Material: Lemn de fag; tăiat, cioplit, fasonat, sculptat, incizat | Sigiliu de piatră sau lemn (în formă de cruce) cu care se împrimă pe prescuri semnul crucii și inițialele rituale; se punea pe perete. Piesă în formă de cruce cu partea centrală rotundă cu opt raze sculptate dintr-o singură bucată de lemn. Partea rotundă este decorată cu motive geometrice – cercuri concentrice, cruce în x – și fitomorfe – patru frunze dispuse în cruce în x. Contururile piesei sunt marcate de linii drepte. Cromatica: negru-gălbui – culoarea naturală a lemnului patinat. | Muzeul Viticulturii și Pomiculturii, Golești      | Cimec    |
|      | Maica Domnului cu Pruncul                                       | Datare: 4/4 sec. XIX Descoperit: jud. Vrancea, com. URECHEȘTI Material: Blatul și rama din lemn de brad, grund, clei, culori tempera, foiță de aur, verniuri; tăiat, cioplit, fasonat, sculptat, incizat, întărit cu chingă pe spate, grunduit, pictat cu pensula, fixare și protejare cu vernil.               | Piesă de formă dreptunghiulară. Icoana face parte din icoanele care se puneau pe tetrapod; în interiorul locuințelor se puneau pe peretele de la răsărit. Scena o reprezintă pe Maica Domnului (încadrată într-un dreptunghi) de tip Hodighitria cu Pruncul – Emanuel pe mâna stângă și cu dreapta arată spre El. Amândoi poartă coroane din foiță de argint cu nimburi. Marginile maforionului sunt tivite cu aur iar decorația cu motive acantiforme. Figurile conturate cu brunuri. Scena iconografică este încadrată de ramă bicoloră aplicată. Fond: argintiu, auriu, roșu; motive: alb, roz, negru, verde, vernil, grena, maron, alb, auriu. | Muzeul Viticulturii și Pomiculturii, Golești      | Cimec    |
|      | Pistornic                                                       | Datare: 2/2 sec. XIX Descoperit: jud. Argeș Material: Lemn de fag; baițuri; tăiat, cioplit, fasonat, sculptat, incizat | Sigiliu de piatră sau lemn (în formă de cruce) cu care se împrimă pe prescuri semnul crucii și inițialele rituale; se punea pe perete. Piesă în formă de troiță cu o cruce centrală și două laterale sculptate dintr-o singură bucată de lemn și un suport la partea inferioară pe care sunt plasate însemnele rituale (partea cu care se imprimă pe colaci). Însemnele sunt trecute pe fiecare braț al crucii. Contururile piesei sunt marcate de linii drepte. | Muzeul Viticulturii și Pomiculturii, Golești      | Cimec    |
|      | Sfânta Treime; Înălțarea Sfintei Cruci                          | Datare: 3/4 sec. XIX Descoperit: jud. Vâlcea, com. OLTEANCA Material: Blatul și rama din lemn de fag, grund, clei, culori tempera, foiță de aur, verniuri; tăiat, cioplit, fasonat, sculptat, incizat, întărit cu chingă pe spate, grunduit, pictat cu pensula, fixare și protejare cu verni.                   | Piesă de formă dreptunghiulară. Icoana face parte din icoanele de praznic care se puneau pe tetrapod; se puneau in interiorul locuințelor pe peretele de la răsărit. Spațiul icoanei este împărțit în două scene: în partea superioară icoana Sfintei Treimi cu Iisus stând la dreapta Tatălui purtând crucea, între ei globul cruciger iar deasupra, în nori, Sf. Duh. În colțurile de jos apar doi sfinți: Sf. Ilie și Sf. Ioan. În partea inferioară Sf. Constantin și Elena susțin crucea reprezentată fără traverse cu “ochiul lui Dumnezeu” înscris într-un triunghi înconjurat de raze. În spatele lor sunt reprezentați mulțimi de sfinți și sfinte. Scena iconografică este încadrată de două chenare roșii bordate cu alb precum și un chenar cu flori roșii și albastre, alternate ritmic, legate prin ramuri cu frunze dispuse simetric de o parte și alta a tijelor. Fond: albastru; motive: alb, roz, negru, verde, vernil, grena, maron, galauriu. | Muzeul Viticulturii și Pomiculturii, Golești      | Cimec    |
|      | Răstignirea lui Iisus Hristos                                   | Datare: 4/4 sec. XIX Descoperit: jud. Argeș, PITEȘTI Material: Blatul și rama din lemn de fag, grund, clei, culori tempera, foiță de aur, foiță de argint, verniuri; tăiat, cioplit, fasonat, sculptat, incizat, întărit cu chingă pe spate, grunduit, pictat cu pensula, fixare și protejare cu verni.         | Piesă de formă dreptunghiulară din două blaturi unite prin chingi pe spate. Icoana face parte din icoanele care se puneau pe tetrapod; se puneau în locuințe pe peretele de la răsărit. Icoana este împărțită în patru scene de mărime egală prin intermediul crucii, cu brațe egale, pe care este răstignit Iisus având desupra, pe cruce, reprezentarea lui Dumnezeu. În cele patru casete formate de cruce apar: Maica Domnului cu Pruncul, Sfântul Nicolae, Arhanghelul Mihail ca înger al Apocalipsei ținând în mâini curcubeul și cartea și Sf. Gheorghe călare. Pământurile sunt modelate cu tonuri de gri și verzui. Scena iconografică este încadrată de un chenar roșu. Fond: argintiu; motive: alb, negru, verde, ocru, grena, roșu, maron, auriu, alb, orange. | Muzeul Viticulturii și Pomiculturii, Golești      | Cimec    |
|      | Marea Deisis                                                    | Datare: 4/4 sec. XIX Descoperit: jud. Argeș, PITEȘTI Material: Blatul și rama din lemn de fag, grund, clei, culori tempera, foiță de aur, foiță de argint, verniuri; tăiat, cioplit, fasonat, sculptat, incizat, întărit cu chingă pe spate, grunduit, pictat cu pensula, fixare și protejare cu verni.         | Piesă de formă dreptunghiulară. Icoana face parte din icoanele care se puneau pe tetrapod sau pe catapeteasmă; se puneau în locuințe pe peretele de la răsărit. Icoana îl prezintă, în partea centrală pe Iisus Hristos pe un tron de aur cu Cartea Sfântă deschisă. El este înconjurat de intercesori (intermediari între pământenii și Iisus pentru iertarea păcatelor: Maica Domnului, Ioan Botezătorul, Arhanghelii Mihail și Gavril, Sf. Petru și Pavel). Toți au capetele aplecate spre picioarele lui Iisus, cuviosul Zosima. Scena iconografică este încadrată de un chenar roșu pe care este trecută inscripția. Inscripțiile nominative sunt trecute pe aureole. Fond: argintiu; motive: alb, negru, verde, ocrul, grena, roșu, maron, auriu, alb, orange. | Muzeul Viticulturii și Pomiculturii, Golești      | Cimec    |
|      | Sfinții Petru și Pavel                                          | Datare: 4/4 sec. XVIII Descoperit: jud. Argeș, PITEȘTI Dimensiuni: gr: 2 cm Material: Blatul și rama din lemn de fag, culori tempera, baițuri; Tăiat, cioplit, fasonat, incizat, sculptat, pictat cu pensula | Icoanele de vatră specifice pentru zona Olteniei se puneau deasupra vetrei pentru a o feri de duhurile rele. Piesă de formă dreptunghiulară cu două cruci legate în partea superioară sculptate dintr-o singură bucată de lemn. Icoana îi reprezintă pe Sf. Petru și Pavel, bust, cu veșminte și aureole. Din însemnele erminice apare doar crucea purtată de Sf. Petru. Contururile sunt realizate prin incizie în blat și colorate în tonuri puține. Scena iconografică este încadrată de un chenar cu zig-zag și triunghiuri. În partea superioară apare inscripția. Fond: maron – culoarea naturală a lemnului patinat; roșu, negru. | Muzeul Viticulturii și Pomiculturii, Golești      | Cimec    |
|      | Sfântul Ioan Evanghelistul                                      | Datare: 4/4 sec. XVIII Descoperit: jud. Argeș, PITEȘTI Material: Blatul și rama din lemn de stejar, grund, clei, culori tempera, foiță de aur, verniuri; Tăiat, cioplit, fasonat, sculptat, grunduit, pictat cu pensula, fixare și protejare cu verni.                                                          | Piesă de formă dreptunghiulară cu partea superioară sculptată în semiovă. Icoana face parte din icoanele de catapeteasmă care se puneau deasupra acesteia în partea stângă a crucii Răstignirii făcând pereche, întotdeauna, cu icoana Maicii Domnului. Icoana îl prezintă pe Ioan Evanghelistul, în picioare, întors spre dreapta cu himation roșu, nimb și mâinile împreunate. Icoana a fost săpată în blat lăsând pe trei laturi o ramă dreaptă la exterior și sculptată cu motivul funiei spre interior. Fond: albastru; motive: alb, roșu, negru, verde, grena, maron, auriu. | Muzeul Viticulturii și Pomiculturii, Golești      | Cimec    |
|      | Sfântul Arhidiacon Ștefan și Sfântul Ierarh Nicolae             | Datare: 4/4 sec. XIX Descoperit: jud. Argeș, com. ȘTEFĂNEȘTI Material: Blatul și rama din lemn de fag, grund, clei, culori tempera, foiță de aur, verniuri; Tăiat, cioplit, fasonat, incizat, întărit cu chingă pe spate, grunduit, pictat cu pensula, fixare și protejare cu verni                             | Piesă de formă dreptunghiulară. Icoana face parte din icoanele care se puneau pe tetrapod; se puneau în locuințe pe peretele de la răsărit. Scena îi prezintă pe Sf. Ștefan și Nicolae îmbrăcați în veșminte specifice. Ștefan ține în dreapta o cădelniță iar cu stânga susține o machetă a Bisericii. Sf. Nicolae binecuvântează și ține la piept Evanghelia. Scena iconografică este încadrată de un chenar cu motive florale. Fond: albastru; motive: alb, roz, negru, verde, ocrul, grena, maron, auriu. | Muzeul Viticulturii și Pomiculturii, Golești      | Cimec    |
|      | Sfântul Ierarh Nicolae                                          | Datare: 2/2 sec. XIX Descoperit: jud. Olt, DRĂGĂȘANI Material: Blatul și rama din lemn de tei, culori tempera, baițuri; Tăiat, cioplit, fasonat, sculptat, pictat cu pensula. | Piesă de formă dreptunghiulară. Icoana face parte din icoanele de praznice care se puneau pe tetrapod în ziua praznicului ilustrat de scena iconografică. Icoana îl reprezintă pe Sf. Nicolae, bust, cu aureolă, binecuvântând și ținând la piept Cartea Sfântă. Veșmintele sunt de arhiereu: mantie, patrafir etc. Contururile sunt realizate prin desen cu pensula, colorat în tonuri puține. Specific zonei sunt ochii mari cu pupile rotunde. Icoana este încadrată într-un chenar simplu. Fond: gălbui – culoarea naturală a lemnului patinat; roșu, negru. | Muzeul Viticulturii și Pomiculturii, Golești      | Cimec    |
|      | Nașterea lui Iisus Hristos                                      | Datare: 4/4 sec. XIX Descoperit: jud. Argeș, PITEȘTI Material: Blatul și rama din lemn de fag, grund, clei, culori tempera, foiță de aur, verniuri; Tăiat, cioplit, fasonat, sculptat, incizat, întărit cu chingă pe spate, grunduit, pictat cu pensula, fixare și protejare cu verni                           | Piesă de formă dreptunghiulară. Icoana face parte din icoanele împărătești care se puneau de o parte și alta a ușilor împărătești și diaconești. Icoana reprezintă scena Nașterii Domnului în manieră populară, cu abateri de la Erminie. Central este situată peștera cu Pruncul Iisus înfășat în scutece roșii, cu aură, așezat pe un pat aurit. De o parte și alta apar Maica Domnului și Iosif. Sus, în stânga se disting magii, în dreapta un înger și doi păstori. Între ei steaua. În partea de jos apar cele două femei (moașe) aduse de Iosif la Maria și scena îndoielii lui Iosif. Scena iconografică este încadrată de un chenar dublu realizat din linii drepte, simple. Fond: albastru, verde; motive: alb, roz, negru, verde, ocrul, grena, maron, auriu. | Muzeul Viticulturii și Pomiculturii, Golești      | Cimec    |
|      | Iisus Hristos Mare învățător                                    | Datare: 2/2 sec. XIX Descoperit: jud. Olt, DRĂGĂȘANI Dimensiuni: gr: 3 cm Material: Blatul și rama din lemn de nuc, culori tempera, baițuri; Tăiat, cioplit, fasonat, sculptat, pictat cu pensula. | Icoanele de vatră specifice pentru zona Olteniei se puneau deasupra vetrei pentru a o feri de duhurile rele. Icoana îl reprezintă pe Iisus Hristos, bust, cu aureolă, binecuvântând și ținând la piept Cartea Sfântă. Veșmintele sunt de arhiereu: mantie, patrafir etc. Contururile sunt realizate prin incizie în blat și colorate în tonuri puține. Icoana este încadrată într-un chenar compus din linii drepte și semicercuri în lanț. Fond: gălbui – culoarea naturală a lemnului patinat; roșu, negru. | Muzeul Viticulturii și Pomiculturii, Golești      | Cimec    |
|      | Maica Domnului cu pruncul                                       | Datare: 4/4 sec. XIX Descoperit: jud. Vâlcea Material: Blatul și rama din lemn de fag, grund, clei, culori tempera, foiță de aur, foiță de argint, verniuri; Tăiat, cioplit, fasonat, sculptat, incizat, întărit cu chingă pe spate, grunduit, pictat cu pensula, fixare și protejare cu verni.                 | Piesă de formă dreptunghiulară. Icoana face parte din icoanele care se puneau pe tetrapod; se puneau în locuințe pe peretele de la răsărit. Scena o reprezintă pe Maica Domnului de tip Eleusa ( Cea dulce iubitoare) cu Pruncul Iisus (Emanuel) pe mâna dreaptă și fața lipită de cea a lui Iisus. Ambii poartă coroane, aureole și veșminte bogat ornamentate cu motive acantiforme cu borduri cu puncte. Scena iconografică este încadrată de un chenar roșu. Fond: auriu; alb, roz, negru, verde, ocrul, grena, maron, auriu. | Muzeul Viticulturii și Pomiculturii, Golești      | Cimec    |
|      | Maica Domnului cu pruncul                                       | Datare: 4/4 sec. XIX Descoperit: jud. Gorj, GLODENI Material: Blatul și rama din lemn de fag, grund, clei, culori tempera, foiță de aur, foiță de argint, verniuri; Tăiat, cioplit, fasonat, sculptat, incizat, întărit cu chingă pe spate, grunduit, pictat cu pensula, fixare și protejare cu verni.          | Piesă de formă dreptunghiulară. Icoana face parte din icoanele care se puneau pe tetrapod; se puneau în locuințe pe peretele de la răsărit. Scena o reprezintă pe Maica Domnului de tip Eleusa ( Cea dulce iubitoare) cu Pruncul Iisus (Emanuel) pe mâna stângă și fața lipită de cea a lui Iisus. Ambii poartă coroane, aureole și veșminte bogat ornamentate cu motive acantiforme cu borduri cu puncte. Scena iconografică este încadrată de un chenar roșu. Fond: auriu; alb, roz, negru, verde, ocrul, grena, maron, auriu. | Muzeul Viticulturii și Pomiculturii, Golești      | Cimec    |
|      | Răstignirea lui Iisus Hristos                                   | Datare: 4/4 sec. XIX Descoperit: jud. Argeș, com. ȘTEFĂNEȘTI Material: Blatul și rama din lemn de fag, grund, clei, culori tempera, foiță de aur, foiță de argint, verniuri; Tăiat, cioplit, fasonat, sculptat, incizat, întărit cu chingă pe spate, grunduit, pictat cu pensula, fixare și protejare cu verni. | Piesă de formă dreptunghiulară din două blaturi unite prin chingi pe spate. Icoana face parte din icoanele care se puneau pe tetrapod; se puneau în locuințe pe peretele de la răsărit. Icoana este împărțită în patru scene de mărime egală prin intermediul crucii, cu brațe egale, pe care este răstignit Iisus având pe transeptul ei pe Maica Domnului și pe Ioan Evanghelistul. Deasupra lui Iisus, pe cruce, se află reprezentarea lui Dumnezeu. În cele patru casete formate de cruce apar: Maica Domnului cu Pruncul, Sfântul Nicolae, Arhanghelul Mihail ca înger al Apocalipsei ținând în mâini curcubeul și cartea și Sf. Dumitru călare. Pământurile sunt modelate cu tonuri de gri și verzui. Scena iconografică este încadrată de un chenar roșu. Fond: argintiu; alb, negru, verde, ocrul, grena, roșu, maron, auriu, alb, orange. | Muzeul Viticulturii și Pomiculturii, Golești      | Cimec    |
|      | Pistornic                                                       | Datare: 1932 Descoperit: jud. Argeș, SFÂRCI Dimensiuni: gr: 3 cm Material: Lemn de tei, baițuri; tăiat, cioplit, fasonat, sculptat, incizat. | Sigiliu de piatră sau lemn (în formă de cruce) cu care se împrimă pe prescuri semnul crucii și inițialele rituale; se punea pe perete. Piesă în formă de cruce centrală și două sculptată dintr-o singură bucată de lemn și un suport la partea inferioară pe care sunt plasate însemnele rituale (partea cu care se imprimă pe colaci). Însemnele sunt trecute pe fiecare braț al crucii. Pe cruce, în partea superioară, apare Iisus încojurat de insemne. Între brețele crucii apar raze. Pe picior apare un brad. Pe spate este înscrisă data. Cromatica: maron – culoarea naturală a lemnului patinat. | Muzeul Viticulturii și Pomiculturii, Golești      | Cimec    |
|      | Pistornic                                                       | Datare: 1923 Descoperit: jud. Argeș, IONEȘTI Material: Lemn de tei, baițuri; tăiat, cioplit, fasonat, sculptat, incizat. | Sigiliu de piatră sau lemn (în formă de cruce) cu care se împrimă pe prescuri semnul crucii și inițialele rituale; se punea pe perete. Piesă în formă de cruce dintr-o singură bucată de lemn și un suport la partea inferioară pe care sunt plasate însemnele rituale (partea cu care se imprimă pe colaci). Partea superioară are formă romboidală cu marginile cu dinți de fierăstrău. Pe spate este înscrisă data, litera T și o cruce dreaptă. Cromatica: maron – culoarea naturală a lemnului patinat. | Muzeul Viticulturii și Pomiculturii, Golești      | Cimec    |
|      | Pistornic                                                       | Datare: 1930 Descoperit: jud. Argeș, SFÂRCI Dimensiuni: gr: 3 cm Material: Lemn de tei, baițuri; tăiat, cioplit, fasonat, sculptat, incizat | Sigiliu de piatră sau lemn (în formă de cruce) cu care se împrimă pe prescuri semnul crucii și inițialele rituale; se punea pe perete. Piesă în formă de cruce centrală și două sculptată dintr-o singură bucată de lemn și un suport la partea inferioară pe care sunt plasate însemnele rituale (partea cu care se imprimă pe colaci). Însemnele sunt trecute pe fiecare braț al crucii. Pe spate este înscrisă data. Cromatica: maron – culoarea naturală a lemnului patinat. | Muzeul Viticulturii și Pomiculturii, Golești      | Cimec    |
|      | Sfânta Cuvioasă Paraschiva                                      | Datare: 4/4 sec. XVIII Descoperit: jud. Argeș, PITEȘTI Material: Blatul și rama din lemn de brad, grund, clei, culori tempera, foiță de aur, verniuri; Tăiat, cioplit, fasonat, sculptat, incizat, întărit cu chingă pe spate, grunduit, pictat cu pensula, fixare și protejare cu verni.                       | Piesă de formă dreptunghiulară. Icoana face parte din icoanele împărătești care se puneau de o parte și alta a ușilor împărătești și diaconești. Scena o reprezintă pe Sf. Cuvioasă Paraschiva din Epivat. Sfânta este reprezentată așezată pe tron, îmbrăcată în maforion roșu cu bricuri maronii, marginile bordate cu aur și fixată la piept cu o broșă. Veșmântul de dedesubt de culoare verde. Sfânta poartă însemnul specific ei – crucea – în dreaptă. Figura solemnă, aproape severă este îndulcită de umbre brune. În partea superioară a icoanei apar Arhanghelii Mihail și Gavriil care îi așează pe cap coroana slavei și inscripția nominală. Scena iconografică este încadrată de un chenar triplu realizat din linii drepte, simple. Fond: albastru; alb, roz, negru, verde, ocrul, grena, maron, auriu. | Muzeul Viticulturii și Pomiculturii, Golești      | Cimec    |
|      | Maica Domnului cu pruncul                                       | Datare: 4/4 sec. XIX Descoperit: jud. Argeș, com. SĂPATA Material: Blatul și rama din lemn de fag, grund, clei, culori tempera, foiță de aur, foiță de argint, verniuri; Tăiat, cioplit, fasonat, sculptat, incizat, întărit cu chingă pe spate, grunduit, pictat cu pensula, fixare și protejare cu verni.     | Piesă de formă dreptunghiulară. Icoana face parte din icoanele care se puneau pe tetrapod; se puneau în locuințe pe peretele de la răsărit. Icoană prăznicar cu două teme centrale: sus - Maica Domnului cu pruncul de tip Hodighitria (Călăuzitoarea) și Adormirea Maicii Domnului (jos). Dejur împrejurul catafalcului pe care este culcată apar apostoli, arhierei. La baza catafalcului apare detaliul apocrif al evreului Jephonias. Sus, în nori, Iisus așteaptă sufletul Maicii Sale. De o parte și alta a celor două scene, în casete apar Sf. Nicolae, Dumitru, Ilie, Ioan Botezătorul, Gheorghe, Haralambie. Scenele iconografice sunt separate prin benzi de foiță aurie. Scena iconografică este încadrată de un chenar monocolor. Fond: albastru; alb, roz, negru, verde, ocrul, grena, maron, auriu. | Muzeul Viticulturii și Pomiculturii, Golești      | Cimec    |
|      | Maica Domnului cu pruncul                                       | Datare: 4/4 sec. XIX Descoperit: jud. Argeș, PITEȘTI Material: Blatul și rama din lemn de fag, grund, clei, culori tempera, foiță de aur, foiță de argint, verniuri; Tăiat, cioplit, fasonat, sculptat, incizat, întărit cu chingă pe spate, grunduit, pictat cu pensula, fixare și protejare cu verni          | Piesă de formă dreptunghiulară. Icoana face parte din icoanele care se puneau pe tetrapod; se puneau în locuințe pe peretele de la răsărit. Scena o reprezintă pe Maica Domnului de tip Hodighitria (Călăuzitoarea) cu Pruncul Iisus (Emanuel). Maica Domnului este prezentată într-o imagine restrânsă – până la umeri. Ambiii poartă coroane, aureole cu raze incizate și veșminte bogat ornamentate cu motive acantiforme cu borduri cu puncte. În cartușul de la baza icoanei este plasată inscripția. Scena iconografică este încadrată de un chenar lat, roșu. Fond: auriu; alb, roz, negru, verde, ocrul, grena, maron, auriu. | Muzeul Viticulturii și Pomiculturii, Golești      | Cimec    |
|      | Sfântul Ioan Botezătorul                                        | Datare: 2/2 sec. XIX Descoperit: jud. Argeș, PITEȘTI Material: Blatul și rama din lemn de tei, culori tempera, foiță de aur; Tăiat, cioplit, fasonat, sculptat, pictat cu pensula. | Piesă de formă dreptunghiulară. Icoana face parte din icoanele de praznice care se puneau pe tetrapod în ziua praznicului ilustrat de scena iconografică. Icoana îl reprezintă pe Sf. Ioan Botezătorul, bust, cu aripi și aureolă, binecuvântând și în mâna stângă simbolul martiriului său – capul său. Veșmintele sunt specifice: haină și mantie cu falduri bordate cu alb. Contururile sunt realizate prin desen cu pensula, colorat în tonuri puține. Specific zonei sunt ochii mari cu pupile rotunde. Icoana este încadrată intr-un chenar simplu săpat în blatul icoanei și colorat. Fond: albastru; roșu, negru, verde, alb, auriu. | Muzeul Viticulturii și Pomiculturii, Golești      | Cimec    |
|      | Mica Deisis                                                     | Datare: 4/4 sec. XIX Descoperit: jud. Argeș, PITEȘTI Material: Blatul și rama din lemn de fag, grund, clei, culori tempera, foiță de aur, foiță de argint, verniuri; Tăiat, cioplit, fasonat, sculptat, incizat, întărit cu chingă pe spate, grunduit, pictat cu pensula, fixare și protejare cu verni          | Piesă de formă dreptunghiulară. Icoana face parte din icoanele care se puneau pe tetrapod; se puneau în locuințe pe peretele de la răsărit. Scena îl prezintă pe Iisus Hristos, așezat pe un tron imaginar, binecuvântează cu dreapta și ține Evanghelia deschisă, sprijinită pe genunuchi. De o parte și alta a tronului stau Fecioara Maria și Ioan Botezătorul ca intercesori. La partea superioară apar două cercuri în care a fost plasată inițial inscripția care nu mai este lizibilă. Scena iconografică este încadrată de un chenar bicolor. Fond: albastru; alb, roz, negru, verde, ocrul, grena, maron, auriu. | Muzeul Viticulturii și Pomiculturii, Golești      | Cimec    |
|      | Coborârea în iad                                                | Datare: 4/4 sec. XIX Descoperit: jud. Galați, CERȚEȘTI Material: Blatul și rama din lemn de fag, grund, clei, culori tempera, foiță de aur, foiță de argint, verniuri; Tăiat, cioplit, fasonat, sculptat, incizat, întărit cu chingă pe spate, grunduit, pictat cu pensula, fixare și protejare cu verni        | Piesă de formă dreptunghiulară .alcătuită din două blaturi unite prin chingi pe dos. Icoana face parte din icoanele care se puneau pe tetrapod; se puneau în locuințe pe peretele de la răsărit. Icoană alcătuită dintr-o temă dispusă central, mai mare decât celelalte 11 care o înconjoară: Botezul Domnului, Schimbarea la față, Înălțarea Sfintei Cruci, Sf. Treime, Nașterea Maicii Domnului, Intrarea în Biserică a Maicii Domnului, Buna Vestire, Înălțarea Domnului, Întâmpinarea Domnului, Intrarea în Ierusalim. Scenele sunt tratate sumar cu abateri de la erminii. Scena iconografică este încadrată de un chenar lat, roșu pe care este plasată inscripția. Fond: auriu; alb, roz, negru, verde, ocrul, grena, maron, auriu. | Muzeul Viticulturii și Pomiculturii, Golești      | Cimec    |
|      | Pistornic                                                       | Datare: 1939 Descoperit: jud. Argeș, com. SĂPATA Material: Lemn de tei, baițuri; tăiat, cioplit, fasonat, sculptat, incizat. | Sigiliu de piatră sau lemn (în formă de cruce) cu care se împrimă pe prescuri semnul crucii și inițialele rituale; se punea pe perete. Piesă în formă de cruce dintr-o singură bucată de lemn și un suport la partea inferioară pe care sunt plasate însemnele rituale (partea cu care se imprimă pe colaci). Brațele crucii sunt trilobate. Cromatica: maron – culoarea naturală a lemnului patinat. | Muzeul Viticulturii și Pomiculturii, Golești      | Cimec    |
|      | Buna Vestire (Blagoveștenie) Autor: Norocea, D                  | Datare: 1/4 sec. XX Descoperit: jud. Argeș, PITEȘTI Material: Blatul și rama din lemn de fag, grund, clei, culori tempera, foiță de aur, verniuri; Tăiat, cioplit, fasonat, sculptat, incizat, întărit cu chingă pe spate, grunduit, pictat cu pensula, fixare și protejare cu verni.                           | Piesă alcătuită din două piese de formă dreptunghiulară cu laturile superioare tăiate în unghi. Piesele fac parte din iconostas, sunt dispuse în partea centrală a acestuia; prin intermediul lor preotul pătrunde în altar. Pe una din uși apare arhanghelul Gavriil pe nori; scena iconografică se continuă pe cealaltă ușă unde Fecioara Maria, cu aură și capul plecat ascultă vestea. Pe fundal apar case și draperii. Fond: albastru; alb, roz, negru, verde, ocrul, grena, maron, auriu. | Muzeul Viticulturii și Pomiculturii, Golești      | Cimec    |
|      | Iisus Hristos Pantocrator                                       | Datare: 4/4 sec. XIX Descoperit: jud. Argeș, PITEȘTI Material: Blatul și rama din lemn de fag, grund, clei, culori tempera, foiță de aur, foiță de argint, verniuri; Tăiat, cioplit, fasonat, sculptat, incizat, întărit cu chingă pe spate, grunduit, pictat cu pensula, fixare și protejare cu verni.         | Piesă de formă dreptunghiulară. Icoana face parte din icoanele care se puneau pe tetrapod; se puneau în locuințe pe peretele de la răsărit. Scena îl prezintă pe Iisus Hristos, așezat pe un tron imaginar, binecuvântează cu dreapta și ține Evanghelia deschisă, sprijinită pe genunuchi. De o parte și alta a tronului apar filactere cu inscripții. La partea superioară apar soarele și luna. Veșmintele bogat ornamentate, aura raziformă și foița argintie de fond ne dau, fără tăgadă, proveniența piesei. Scena iconografică este încadrată de un chenar dublu, simplu și cu motive florale alternate cromatic. Fond: argintiu; alb, roz, negru, verde, ocrul, grena, maron, auriu. | Muzeul Viticulturii și Pomiculturii, Golești      | Cimec    |
|      | Bete                                                            | Datare: 3/4 sec XIX Material: bumbac; lânică; mărgele; paiete; țesut în 2 ițe; brodat peste fire | Bete de formă dreptunghiulară, cu ornamente florale stilizate dispuse sub formă de ghirlandă cu frunze și flori pe toată suprafața longitudinală. Spațiile rămase libere sunt completate cu paiete și mărgele. Pe marginea piesei sunt cusute mărgele albastre și liliachii, alternativ. Țesătura prezintă șiruri alese sub formă "de ochi". Unul din capete are ciucuri din lânică policromă. Cromatică: alb, roșu, portocaliu, albastru, liliachiu, verde, piersiciu, vișiniu. | Muzeul Viticulturii și Pomiculturii, Golești      | Cimec    |
|      | Bete                                                            | Datare: 3/4 sec XIX Material: lână; lânică; mărgele; fluturi; țesut în 2 ițe; brodat peste fire; cusut | Bete de formă dreptunghiulară cu fondul alcătuit din vărguțe longitudinale de culoare roșie și albă, mărginite de chenare. Peste vărguțe sunt brodate jumătăți de romburi din lânică, dispuse în alternanță cromatică; spațiile dintre ornamente sunt completate cu fluturi și mărgele. Pe margine, piesa are cusute mărgele albe. Cromatică: roșu, alb, verde, liliachiu, piersiciu, galben. | Muzeul Viticulturii și Pomiculturii, Golești      | Cimec    |
|      | Cămașă bărbătească Autor: Toma (familia)                        | Datare: 3/4 sec XIX Material: pânză albă de casă; arnici; țesut în 2 ițe; brodat peste fire | Cămașă bărbătească realizată din fâșii de pânză, ușor evazate, având în țesătură vărguțe roșii transversale, cu despicătura dreaptă; de la despicătura pornește un clin trapezoidal. Pe piept și în jurul despicăturii și al gulerului îngust, se observă ornamente florale stilizate și geometrice care formează o cruce denumită - barbure. La baza despicăturii sunt brodate inițialele "M", "I", "J". Mânecile sunt largi, având la bază motive florale stilizate. Spatele prezintă aceleași ornamente sub formă de "cruce" și litera "M". Cromatică: alb, negru, galben. | Muzeul Viticulturii și Pomiculturii, Golești      | Cimec    |
|      | Cămașă bărbătească                                              | Datare: 3/4 sec XIX Material: pânză de casă; fir auriu; mătase; bumbac; țesut în 2 ițe; cusut; încheiat cu croșeta; șabac; tivit | Cămașă bărbătească, cu mâneci largi, alcătuită din 12 bucăți de pânză albă cu grupuri de vărguțe verticale albe, încheiate cu cheiță, croșetată din fir metalic și bumbac alb. Alternanță ornamentală la mâneci și poale, cu decor geometrizant: romb, pătrat mărginit de "dinți de ferăstrău", cusut cu mătase albă și fir metalic auriu. Cămașa are un registru de șabac către margine. Tivul este cu colțișori croșetați din fir metalic. Pieptul are despicătura pe mijloc, în jurul ei având motive florale stilizate cusute cu fir metalic și dispuse de o parte și de alta a unei linii în zig-zag din mătase albă. În jurul gâtului există o bentiță ornamentată cu motive geometrice: zăluță, cruce în X-uri, V-uri. Cromatică: alb, auriu. | Muzeul Viticulturii și Pomiculturii, Golești      | Cimec    |
|      | Cămașă bărbătească                                              | Datare: 3/4 sec XIX Material: pânză albă de casă cu margine învărgată cu galben | Cămașă bărbătească, cu mâneci largi, alcătuită din 20 bucăți de pânză albă cu margine învărgată cu galben, cusute între ele. Poala este încrețită și este atașată de "trup". Decor geometrizant dispus la mâneci și poale. Gulerul este alcătuit dintr-o bantă îngustă și este brodat în punct românesc cu amici multicolor, în romburi. Cămașa are colțișori croșetați și șabac. Cromatică: alb, galben. | Muzeul Viticulturii și Pomiculturii, Golești      | Cimec    |
|      | Cămașă femeiască                                                | Datare: 1/4 sec XX Material: pânză de casă; mătase; arnici; fluturi; mărgele; țesut în 2 ițe; brodat peste fire; croșetat; cusut | Cămașa femeiască alcătuită din 13 bucăți de pânză albă, cusute între ele, fără poale. Gura dreaptă și încrețită la gât pe o bentiță îngustă, ornamentată cu motive geometrice: romburi, brodate peste fire cu mătase. Pe mijlocul pieptului, de la gât în jos este atașată o fâșie de pânză ornamentată cu motive florale stilizate sub formă de ramuri. Pe piepți și mâneci sunt dispuse ornamente cu motive geometrice, brodate peste fire cu amici negru, în cruci, peste care sunt cusute grupuri de romburi cu mărgele, în alternanță cromatică. În spațiile libere sunt cusuți fluturi și mărgele albe. În partea de jos a mânecilor există câte un registru în motive geometrice stelare și jumătăți de romb. Mânecă largă terminată cu colțișori negri croșetați. Cromatică: alb, negru, galben, albastru, piersiciu. | Muzeul Viticulturii și Pomiculturii, Golești      | Cimec    |
|      | Cămașă femeiască                                                | Datare: 3/4 sec XIX Material: pânză albă de casă cu margine învărgată cu galben | Cămașă femeiască cu poale alcătuită din 20 de bucăți de pânză albă cu marginea învărgată cu galben, deschizătură într-o parte, încheiată în partea superioară cu cheița realizată cu acul, din arnici negru; încrețită la gât pe o bentiță ornamentată cu motive geometrice brodate peste fire cu arnici negru. Decor geometrizant dispus pe "piepți în table", pe altiță și pe restul mânecii în trei registre dispuse perpendicular pe altiță și manșetă. Decorul este realizat cu acul persan "pe gros", mărginit de șiruri de melcișori cusuți cu fir metalic argintiu sub altiță și "încreț" brodat cu arnici galben. La poale un registru cu motive florale stilizate. Cromatică: alb, negru, galben, argintiu. | Muzeul Viticulturii și Pomiculturii, Golești      | Cimec    |
|      | Ie de mireasă                                                   | Datare: 1/4 sec XX Material: pânză; fluturi; mătase; țesut în 2 ițe; cusut; brodat peste fire; încheiat cu acul; tivit cu găurele; croșetat | Cămașa de mireasă alcătuită din "trup" și poale, cu clini drepți la mânecă și evazați la poale, prinși pe o porțiune cu cheiță croșetată din bumbac alb. Gura este rotundă și încrețită pe o bentiță ornamentată cu fluturi și despicată într-o parte. Decor geometrizant pe piept cu șiruri în "V" din triunghiuri cusute peste fire cu mătase albă, în alternanță cu șiruri de fluturi. Spatele prezintă patru șiruri verticale de motive florale stilizate. Mâneca este largă, cu altiță decorată cu romburi din mătase și fluturi, mărginită de două șiruri de "dinți de ferestrău" și continuată cu "încreț" decorat cu romburi care înscriu un motiv floral; restul mânecii este decorat cu șiruri în "V" din mătase albă și fluturi. Către margine cămașa prezintă un șir floral stilizat și tiv cu găurele; colțișorii din bumbac alb sunt croșetați. La poale piesa prezintă motive geometrice - romburi - care înscriu un motiv floral stilizat mărginit de "dinți de ferestrău", continuat de tiv cu găurele și colțișori croșetați. Cromatică: alb. | Muzeul Viticulturii și Pomiculturii, Golești      | Cimec    |
|      | Cojoc femeiesc                                                  | Datare: 1/4 sec XX Material: piele de oaie; blană de oaie; arnici; ciucuri; blană de vidră; tăbăcire; argăsire; răzuit cu „gripca”; uscare; netezire; lustruire; aplicație de blăniță; brodat | Cojoc femeiesc cu spate drept dintr-o singură bucată, mâneci lungi și înguste. La poale de jur împrejur cojocul are colțișori mici din meșină maro. Gulerul este din blană de vidră și are cinci ciucuri din ibrișin legați la bază cu fâșii din piele albă. Ornamentația piepților de sus în jos cuprinde motive decorative diverse - roate, pinteni și brățări. Peste umăr până la mânecă, cojocul este brodat cu motive florale. Manșetele mânecilor prezintă blăniță de vidră, lângă care se află brodate motive florale stilizate. Cromatică: alb, negru, verde, albastru, vișiniu , cafeniu. | Muzeul Viticulturii și Pomiculturii, Golești      | Cimec    |
|      | Pieptar femeiesc Autor: Nela                                    | Datare: 1893 Material: blană de oaie; arnici; catifea; tăbăcit; argăsit; brodat; cusut; aplicație | Pieptar femeiesc, fără mâneci, cu gura răscroită pe rotund, despicat pe piept, ornamentat cu motive decorative diverse dispuse pe piepți, în jurul gurii, a răscroielilor de la umeri, pe buzunare, în partea inferioară și pe spate. Pe buzunare sunt aplicate inscripțiile: ET 1893, pe un buzunar, și NELA pe celălalt. Pe piepți și în partea inferioară piesa prezintă aplicații din catifea neagră. Pe margine pieptarul prezintă întăritură din piele. Cromatică: alb, roșu, vișiniu, verde, liliachiu, cafeniu. | Muzeul Viticulturii și Pomiculturii, Golești      | Cimec    |
|      | Cojoc                                                           | Datare: 3/4 sec XIX Material: blană de oaie; arnici; piele; catifea; tăbăcit; croit; brodat; aplicații | Cojoc fără mâneci, cu gura croită pe rotund, despicat pe piept, cu motive ornamentale diverse dispuse pe piepți în jurul gâtului, a răscroielii umărului, pe buzunare, în partea inferioară și pe spate. Marginile cojocului sunt cu aplicații din piele și catifea neagră. Cromatică: alb, roșu, vișiniu, verde, liliachiu. | Muzeul Viticulturii și Pomiculturii, Golești      | Cimec    |
|      | Cojocel                                                         | Datare: 1/4 sec XX Material: blană de oaie; lânică; tăbăcire; croire; brodare; aplicație | Cojocel fără mâneci, cu gură răscroită pe rotund, cu motive florale stilizate dispuse pe toată suprafața piepților și în partea inferioară și sub formă de buchete pe spate. Pe marginea piepților, în partea inferioară, cojocul prezintă aplicații din piele albă, ornamentată cu motive florale stilizate. Cromatică: alb, vișiniu, liliachiu. | Muzeul Viticulturii și Pomiculturii, Golești      | Cimec    |
|      | Fotă                                                            | Datare: 1/4 sec XX Material: lână; lânică; beteală; mărgele; fluturi; fir metalic; țesut în 2 ițe; brodat peste fire; lățișor; cusut; festonat | Fotă de formă dreptunghiulară alcătuită din două foi unite prin cheiță; cu ornamente din motive florale stilizate, geometrice și astrale dispuse pe cele patru laturi, mărginite de un chenar îngust spre exterior. Motivele florale sunt mărginite de lănțișor din lânică policromă. Spre interior fota prezintă un chenar cu motive astrale. Mijlocul este neornamentat. Pe margine piesa are feston din lânică în alternanță cromatică. În spațiile dintre ornamente există cruci din beteală și fluturi cu mărgele. Cromatică: argintiu, crem, vernil, portocaliu, liliachiu, albastru, roșu, negru. | Muzeul Viticulturii și Pomiculturii, Golești      | Cimec    |
|      | Fotă                                                            | Datare: 3/4 sec XIX Material: lână; lânică; beteală; mărgele; fluturi; țesut în 2 ițe; brodat peste fire; lățișor; cusut; festonat | Fotă de formă dreptunghiulară, alcătuită din două foi cusute între ele; ornamentată pe cele patru laturi cu motive geometrice romboidale și X-uri grupate în registre. Romburile sunt cusute cu paiete și mărgele și formează un motiv floral stilizat. Spațiul dintre romburi este cusut cu beteală. Câmpul central nu este ornamentat. Registrele sunt încadrate de câte un chenar mărginit de linie în zig-zag. Fota este festonată pe margini. Cromatică: negru, roșu, verde, galben, liliachiu, piersiciu. | Muzeul Viticulturii și Pomiculturii, Golești      | Cimec    |
|      | Fotă                                                            | Datare: 3/4 sec XIX Material: lână; lânică; fir metalic auriu și argintiu; țesut în 2 ițe; brodat peste fire; cusut | Fotă de formă dreptunghiulară alcătuită din două foi cusute între ele, ornamentate pe toată suprafața cu motive fitomorfe, sub formă de registre dispuse la capete și în partea de jos, formate din ramuri cu frunze și flori. Decorul este încadrat de câte un chenar cu decor geometrizant. Câmpul este ornamentat cu șiruri de frunze stilizate. Cromatică: negru, maro, alb, roșu. | Muzeul Viticulturii și Pomiculturii, Golești      | Cimec    |
|      | Fotă cu fir                                                     | Datare: 3/4 sec XIX Material: bumbac; fir metalic; țesut în 2 ițe; ales peste fire | Fotă de formă dreptunghiulară, dintr-o singură bucată, ornamentată cu motive florale: - ghirlande din frunze și flori - într-un registru dispus la unul din capete și în partea de jos. Registrul este mărginit de un chenar cu motive florale stilizate. Câmpul este ornamentat pe toată suprafață cu motive geometrice în formă de romburi având înscrise motive florale stilizate. Cromatică: albastru, piersiciu, alb, auriu. | Muzeul Viticulturii și Pomiculturii, Golești      | Cimec    |
|      | Fotă                                                            | Datare: 3/4 sec XIX Material: lână; lânică; fir metalic; mărgele; fluturi; țesut în 2 ițe; brodat peste fire; cusut; festonat | Fotă de formă dreptunghiulară, ornamentată cu decor în table din motive geometrice (pătrate), având înscrise motive florale stilizate dispuse sub formă de registre pe toate laturile. Registrele sunt mărginite de un chenar cu motive florale stilizate - boboci. Câmpul prezintă pe margini un chenar cu motive florale iar centrul câmpului este neomamentat. Fota este festonată pe trei laturi, iar în partea de jos are franjuri din fir metalic. Cromatică: negru, verde, vișiniu, gri, liliachiu, piersiciu. | Muzeul Viticulturii și Pomiculturii, Golești      | Cimec    |
|      | Fotă cu fir                                                     | Datare: 1/2 sec XIX Material: borangic; fir metalic; arnici; țesut în 2 ițe; ales peste fire | Fotă de formă dreptunghiulară, ornamentată cu motive geometrice romboidale, grupate pe un registru dispus la unul din capete și în partea de jos și mărginit de un chenar cu motive geometrice. Câmpul este ornamentat cu șiruri de motive fitomorfe: ramură de frunze și flori. Pe două din cele patru laturi, fota dispune de franjuri realizați din fir metalic. Piesa are ținte în partea superioară; dublată în partea de jos. Cromatică: alb, auriu, argintiu, albastru, liliachiu, vișiniu. | Muzeul Viticulturii și Pomiculturii, Golești      | Cimec    |
|      | Fotă                                                            | Datare: 3/4 sec XIX Material: bumbac; lână; fir metalic; țesut în 2 ițe; ales peste fire; croșetat | Fotă de formă dreptunghiulară alcătuită din două foi cusute între ele, ornamentate cu motive florale stilizate - lalea cu frunze - sub formă de registre, la unul din capete și în partea de jos. Registrele sunt mărginite de un chenar cu motive florale stilizate. La celălalt capăt există o vargă lată de culoare roșie, mărginită de alte două vergi înguste de culoare albastră. Câmpul prezintă în partea de jos un șir de dreptunghiuri, alese cu fir metalic. Marginea de jos a fotei prezintă colțișori croșetați din lână de culoare piersicie. Cromatică: grena, negru, alb, piersiciu, roșu, albastru, verde, liliachiu, galben. | Muzeul Viticulturii și Pomiculturii, Golești      | Cimec    |
|      | Fotă                                                            | Datare: 3/4 sec XIX Material: bumbac; lânică; fir metalic; țesut în 4 ițe; ales peste fire | Fotă de formă dreptunghiulară dintr-o singură foaie, ornamentată cu motive fitomorfe: motivul cracă, ramură cu flori și frunze, dispuse în registre, la unul din capete și în partea de jos. Registrele sunt mărginite de un chenar cu motive fitomorfe; la celălalt capăt există o vargă lată aleasă cu speteaza din lânică piersicie, mărginită de câte un chenar cu motive florale. Câmpul central prezintă un șir de crenguțe cu flori și frunze. Cromatică: grena, negru, alb, verde, albastru, liliachiu, piersiciu. | Muzeul Viticulturii și Pomiculturii, Golești      | Cimec    |
|      | Fotă cu crace                                                   | Datare: 3/4 sec XIX Material: bumbac; fir „janir” auriu și argintiu; țesut în 4 ițe; ales peste fire | Fotă de formă dreptunghiulară, alcătuită dintr-o singură foaie ornamentată cu motive fitomorfe. Decorul este grupat pe două laturi într-un registru mărginit de câte un chenar cu motivele zig-zag și flori. La celălalt capăt piesa prezintă șiruri din frunze și flori din bumbac alb și fir metalic. Câmpul este neomamentat. Cromatică: negru, alb, muștar. | Muzeul Viticulturii și Pomiculturii, Golești      | Cimec    |
|      | Fotă de Rucăr                                                   | Datare: 1/4 sec XX Material: bumbac; fir „janir” auriu și argintiu; arnici; țesut în 4 ițe; ales peste fire | Fotă realizată dintr-o singură foaie de formă dreptunghiulară, cu decor naturalist dispus sub forma unui registru lat. În partea de jos și la unul din capete decorul este mărginit de chenar reprezentând "trandafiri". Partea inferioară a câmpului central prezintă 6 buchete de flori. Cromatică: alb, negru, galben, roșu și albastru. | Muzeul Viticulturii și Pomiculturii, Golești      | Cimec    |
|      | Pieptar                                                         | Datare: 3/4 sec XIX Material: blană de oaie; arnici; tăbăcit; croit; brodat; aplicație | Pieptar fără mâneci, cu gură rotundă, despicat pe piept, încheiat cu patru nasturi. Într-o parte pieptarul se încheie cu alți trei nasturi. Pe față are trei buzunare aplicate. Are ornamente în jurul gâtului, la deschizătura de pe piept și la cea laterală, la răscroiala de la umăr, la marginea de jos și pe spate, cu piele de culoare cafenie. Ornamentele sunt floral stilizate, brodate cu arnici roșu, cafeniu, verde, albastru și sunt dispuse sub aplicația de pe piept. Cromatică: alb, cafeniu, verde, albastru. | Muzeul Viticulturii și Pomiculturii, Golești      | Cimec    |
|      | Pieptar                                                         | Datare: 3/4 sec XIX Material: blană de oaie; lânică; piele; tăbăcit; croit; brodat; aplicație | Pieptar fără mâneci, cu gura rotundă, despicat pe piept, încheiat pe partea stangă cu trei bumbi din piele. Pe față are patru buzunare aplicate. Piesa prezintă motive ornamentale diverse, brodate cu lânică policromă, dispuse în jurul despicăturii de pe piept, pe buzunare și deasupra acestora. Are aplicații din piele cafenie în jurul gurii, a deschizăturii pieptului, pe buzunare și în partea inferioară. Marginea de jos se termină cu colți decupați din piele albă. Cromatică: alb, cafeniu, albastru, liliachiu, piersiciu, negru, verde, vișiniu. | Muzeul Viticulturii și Pomiculturii, Golești      | Cimec    |
|      | Șubă cu găitane                                                 | Datare: 1/4 sec XX Material: lână; găitane; nasturi; țesut în 4 ițe; dat la dârstă; aplicație; cusut | Haină lungă, evazată, din foi drepte și clini, mânecă largă, guler cu revere, buzunare aplicate ornamentate din găitane negre aplicate și dispuse pe margini, poale, guler, buzunare; în colțurile poalelor și la baza mânecii șuba are ornamente vegetale: pomul vieții. Pe rever și buzunare piesa are nasturi roz. Cromatică: alb, negru, roz. | Muzeul Viticulturii și Pomiculturii, Golești      | Cimec    |
|      | Zăvelcă cu fluturi                                              | Datare: 1/4 sec XX Material: lână; lânică; mărgele; fluturi; fir metalic; țesut în 4 ițe; brodat peste fire; lățișor; croșetat | Zăvelcă de formă dreptunghiulară, ornamentată pe toată suprafața cu motive geometrice: zig-zag, cercuri și vergi dispuse în șiruri longitudinale, întrerupte în partea inferioară și la capătul de jos de câte o vargă orizontală. Vergile sunt brodate peste fire cu lânică și lănțișor din fir metalic și mărgele. Spațiile dintre vergi sunt completate cu fluturi și mărgele. Piesa dispune pe trei din cele patru laturi de colțișori croșetați. Cromatică: albastru, roșu, galben, liliachiu. | Muzeul Viticulturii și Pomiculturii, Golești      | Cimec    |
|      | Zeghe                                                           | Datare: 3/4 sec XIX Material: lână; dimie; țesut în 4 ițe; dat la dârstă; cusut; brodat peste fire | Haină lungă, evazată, din foi drepte și clini, cu gură răscroită pe rotund, mâneca largă cu despicătură. Piesa are ornamente brodate peste fire din lână albă, cu motive geometrice la gât - vargă, linie șerpuită; pe marginea clinilor de pe piepți, zeghea prezintă motive întrerupte terminate cu motive florale stilizate. Marginile sunt marcate de linii punctate având în partea superioară, la mijloc și în părțile laterale motive florale. Cromatică: cafeniu închis, alb. | Muzeul Viticulturii și Pomiculturii, Golești      | Cimec    |
|      | Zeghe cu dimie                                                  | Datare: 1/4 sec XX Material: bumbac; dimie; țesut în 4 ițe; dat la dârstă; cusut; brodat peste fire | Haină lungă, evazată, din foi drepte și clini, cu mâneca largă întoarsă și despicată. Zeghea prezintă ornamente cu motive geometrice - linii - din bumbac alb, dispuse pe guler, pe margini, pe piept, la mijloc și pe manșete. Piesa e despicată pe lateral în partea de jos. Cromatică: cafeniu închis, alb. | Muzeul Viticulturii și Pomiculturii, Golești      | Cimec    |
|      | Covor muntenesc                                                 | Datare: 1/4 sec XX Material: lână; bumbac; țesut în 2 ițe; urzeală bumbac; ales legat cu fire întrepătrunse; franjuri din fire de urzeală | Covor de formă dreptunghiulară, cu franjuri la capete. Piesa are decor floral stilizat: ghirlandă, floare, boboc, frunză, ramură, dispus pe chenarul zimțat spre interior, având fondul galben. Lângă chenar covorul prezintă motive florale stilizate întrerupte. Câmpul prezintă motive antropomorfe: trei femei cu coșulețe în mână. Cromatică: mov, galben, verde, kaki, roșu, alb, portocaliu, piersiciu, negru, albastru. | Muzeul Viticulturii și Pomiculturii, Golești      | Cimec    |
|      | Covor oltenesc                                                  | Datare: 2/2 sec XIX Material: lână; țesut în 2 ițe; urzeală lână; ales legat cu fire întrepătrunse; ales curb; franjuri din fire de urzeală | Covor de formă dreptunghiulară, dintr-o singură bucată, cu franjuri la capete. Piesa are chenar dublu: unul mai lat, cu marginile zimțate și mărginit la exterior, pe lungime, de o vargă neagră și este prevăzut cu motive avimorfe stilizat; al doilea chenar este și el zimțat și are fondul negru, fiind ornamentat cu motive geometrice și avimorfe întrerupte. Câmpul este de culoare roșie cu motive geometrice întrerupte – romb. Cromatică: roșu, negru, verde, alb, liliachiu, piersiciu. | Muzeul Viticulturii și Pomiculturii, Golești      | Cimec    |
|      | Covor cu motive romboidale                                      | Datare: 3/4 sec XIX Material: lână; bumbac pescăresc; țesut în 2 ițe; tors; vopsit; ales legat | Covor de formă dreptunghiulară, dintr-o singură bucată, cu decor geometrizant central: romburi și jumătăți de romburi concentrice zimțate, având la mijloc motivul „pristornic” în alternanță cromatică. Piesa are chenar pe toate laturile, pe fond negru cu motive geometrice întrerupte. Între chenar și motivul central, există câte o vargă roșie crenelată pe o parte. Capetele se termină cu ciucuri înnodați în firele urzelii. Cromatică: alb, vișiniu, galben, verde, piersiciu, cafeniu. | Muzeul Viticulturii și Pomiculturii, Golești      | Cimec    |
|      | Covor ales cu spice                                             | Datare: 1/4 sec XX Material: lână; bumbac; țesut în 2 ițe; tors; vopsit; ales legat | Covor de formă dreptunghiulară, dintr-o singură foaie; cu motive florale stilizate: trandafiri și frunze, având chenar floral pe patru laturi. Central, piesa prezintă două coronițe, având în mijloc un motiv floral stilizat. În colțuri, în interiorul chenarului există câte trei buchete. Cromatică: negru, gri închis, roșu, verde, vișiniu. | Muzeul Viticulturii și Pomiculturii, Golești      | Cimec    |
|      | Covor ales cu spice                                             | Datare: 3/4 sec XIX Material: lână; bumbac; țesut în 2 ițe; urzit bumbac; bătut lână; ales cu găurele (karamany); ales curb; franjuri din fir de urzeală înnodată | Covor de formă dreptunghiulară, dintr-o singură bucată, cu franjuri la capete, cu decor geometric și floral stilizat dispus pe chenare și câmp. Chenarele au marginile zimțate și ornamentate cu motive florale stilizate: lalea și boboc, dar și motive geometrice: romburi. Câmpul prezintă trei mănunchiuri cu spice de grâu, dispuse în alternanță cu motive florale stilizate: lalea și pomul vieții. Cromatică: bej, gri, cafeniu deschis, alb, negru, galben. | Muzeul Viticulturii și Pomiculturii, Golești      | Cimec    |
|      | Plocat                                                          | Datare: 1/4 sec XX Material: lână; țesut în 2 ițe; tors; răsucit; vopsit; dat la vâltoare | Țolică de formă dreptunghiulară, dintr-o singură foaie, cu lațele pe față, decorul este geometrizant "în roate" (romburi), în alternanță cromatică pe toată suprafața. Cromatică: alb, portocaliu, verde, vișiniu. | Muzeul Viticulturii și Pomiculturii, Golești      | Cimec    |
|      | Oală mare                                                       | Datare: 3/4 sec. al XX-lea Descoperit: jud. ARGEȘ, PITEȘTI Dimensiuni: Î=33 cm Material: Lut, smalț; frământare prin călcare, modelat la roată, smălțuire, ardere dublu-oxidantă. | De formă bitronconică, cu buza ușor răsfrântă, are două mănuși dispuse simetric, ce au ca puncte de inserție buza vasului și zona de maximă circumferință a pântecelui. Este smălțuită la interior și la exterior, în jumătatea superioară, cu un smalț verde. Decorul este realizat din linii verticale șerpuite, dispuse în grupuri de câte două, în jumătatea superioară. Prezintă mici porțiuni de smalț exfoliat. Cromatică: cărămiziu, verde. | Muzeul Viticulturii și Pomiculturii, Golești      | Cimec    |
|      | Oală mare                                                       | Datare: 3/4 sec. al XX-lea Descoperit: jud. ARGEȘ, PITEȘTI Dimensiuni: Î=40 cm Material: Lut, humă albă, smalț; frământare prin călcare, modelat la roată, incizare, ardere oxidantă. | De formă bitronconică, cu gură largă, prezintă o humă albă, ce acoperă parțial exteriorul. Din buza, ce este ușor răsfrântă, pornesc două mănuși, ce se termină în punctul de diametrul maxim al pântecelui. Decorul este realizat din trei șiruri de puncte ușor incizate și din linii șerpuite de smalț verde. Cromatică: cărămiziu, alb, verde. | Muzeul Viticulturii și Pomiculturii, Golești      | Cimec    |
|      | Oală mare                                                       | Datare: 3/4 sec. al XX-lea Descoperit: jud. ARGEȘ, PITEȘTI Dimensiuni: Î=31 cm Material: Lut, angobă, coloranți, smalț; frământare prin călcare, modelat la roată, angobare, smălțuire, ardere dublu-oxidantă.                                                                                                  | De formă bitronconică, cu gât scurt, prezintă două mănuși, dispuse simetric, având ca puncte de inserție zona de maximă circumferință a pântecelui. Decorul este amplasat pe toată suprafața și este compus din motive florale și vegetale, iar în partea inferioară din colți verticali, din humă albă. Cromatică: cărămiziu, verde, alb. | Muzeul Viticulturii și Pomiculturii, Golești      | Cimec    |
|      | Fotă                                                            | Descoperit: jud. ARGEȘ, GOLEȘTI Material: bumbac; fir metalic; mătase; țesut în 4 ițe; ales peste fire; tivit | Formă dreptunghiulară, ornamentată cu motive geometrice: romb, zig-zag, vargă, dispuse sub formă de registru în partea inferioară și la unul din capete mărginit de unul mai îngust și de motivul zig-zag. Deasupra acestui registru, există un altul mai îngust cu aceleași motive ornamentale. Restul câmpului este neornamentat. Tivită la cele două capete. Cromatică: negru, verde, roșu, albastru, galben, alb. | Muzeul Viticulturii și Pomiculturii, Golești      | Cimec    |
|      | Fotă                                                            | Descoperit: jud. ARGEȘ, GOLEȘTI Material: bumbac; fir metalic; mătase; țesut în 4 ițe; ales peste fire; tivit | Formă dreptunghiulară, ornamentată cu motive geometrice: romburi concentrice, coarnele berbecului, vargă, motivul „S" dispuse sub forma unui registru aflat în partea inferioară și la unul din capete, mărginit de un registru din romburi concentrice și coarnele berbecului. Deasupra registrului, un șir de romburi concentrice de diferite mărimi. Romburile au în centru romburi mai mici din mătase grena. La capete și în partea inferioară, este tivită. Cromatică: negru, grena, alb, galben. | Muzeul Viticulturii și Pomiculturii, Golești      | Cimec    |
|      | Fotă                                                            | Descoperit: jud. ARGEȘ, GOLEȘTI Material: bumbac; fir metalic; țesut în 4 ițe; ales peste fire; tivit | Formă dreptunghiulară, în partea inferioară și la capete cu un registru lat din motive geometrice: romburi concentrice, dreptunghiuri, mărginit de un registru mai îngust cu motive geometrice. La unul dintre capete, are un registru mai lat. Mijlocul este ornamentat cu un registru orizontal îngust. Este tivită în partea superioară și la capete. Cromatică: negru, alb, galben. | Muzeul Viticulturii și Pomiculturii, Golești      | Cimec    |
|      | Ștergar                                                         | Descoperit: jud. ARGEȘ, PITEȘTI Material: pânză; arnici; țesut în 2 ițe; brodat în punct românesc; tivit cu găurele | Formă dreptunghiulară, ornamentată pe toată suprafața. La capete, un registru cu motive fitomorfe stilizate (viță de vie) mărginit de câte o ghirlandă cu motive florale din romburi distanțate. La capete tivit cu găurele. Cromatică: alb, negru, roșu. | Muzeul Viticulturii și Pomiculturii, Golești      | Cimec    |
|      | Ștergar de perete                                               | Descoperit: jud. ARGEȘ, com. VULTUREȘTI, VULTUREȘTI Material: bumbac; arnici; țesut în 2 ițe; ales cu speteaza | Formă dreptunghiulară, decor amplasat pe toată suprafața. La capete un registru din buchete de frunze și flori stilizate este încadrat de grupuri de vergi de diferite lățimi și de câte un șir cu motive avimorfe. Motivele ornamentale sunt dispuse în alternanță cromatică. Centrul este ornamentat cu grupuri de câte două vărguțe paralele și orizontale țesute din arnici roșu și negru. Capetele se termină cu firele libere ale urzelii. Cromatică: alb, negru, roșu. | Muzeul Viticulturii și Pomiculturii, Golești      | Cimec    |
|      | Prosop țesut                                                    | Descoperit: jud. ARGEȘ, PITEȘTI Material: pânză; arnici; țesut în 2 ițe; brodat în punct românesc; șabac; croșetat; înnodat | Formă dreptunghiulară, decor amplasat pe toată suprafața sub formă de câte două ghirlande din flori și frunze stilizate în alternanță cu câte trei ghirlande din motive fitomorfe, având intercalate șiruri din ramură cu frunze și flori. Mijlocul este ornamentat cu șiruri paralele și orizontale din ramură cu frunză și floare stilizată. La capete, un rând de șabac. Capetele sunt tivite cu găurele și se termină cu o dantelă croșetată din bumbac alb, terminată cu ciucuri înnodați din bumbac alb și roșu. Cromatică: alb, roșu. | Muzeul Viticulturii și Pomiculturii, Golești      | Cimec    |
|      | Șervet de borangic cu fir                                       | Descoperit: jud. ARGEȘ, PITEȘTI Material: bumbac; borangic; arnici; fir metalic; țesut în 2 ițe; ales printre fire | Formă dreptunghiulară, decor amplasat la extremități sub formă de registru alcătuit din romburi care au câte trei vărguțe în centru din arnici roșu, mărginit de grupuri de vărguțe din bumbac alb și fir metalic. Extremitățile sunt țesute din borangic; mijlocul din bumbac, este neornamentat. Capetele se termină cu firele libere ale urzelii. Cromatică: alb, roșu, galben. | Muzeul Viticulturii și Pomiculturii, Golești      | Cimec    |
|      | Prosop ales                                                     | Descoperit: jud. ARGEȘ, PITEȘTI Material: pânză; arnici; fir metalic; țesut în 2 ițe; brodat în punct românesc; înnodat | Formă dreptunghiulară, decor amplasat la extremități alcătuit din câte două ghirlande mai late, mărginite de grupuri de câte trei vărguțe din bumbac mai gros și câte două ghirlande mai înguste. Capetele se termină cu ciucuri înnodați din arnici roșu și albastru în alternanță cromatică. Cromatică: alb, roșu, albastru, galben. | Muzeul Viticulturii și Pomiculturii, Golești      | Cimec    |
|      | Ștergar                                                         | Descoperit: jud. ARGEȘ, PITEȘTI Material: pânză; arnici; țesut în 2 ițe; brodat în punct românesc; înnodat; tivit cu găurele | Formă dreptunghiulară, decor amplasat la extremități sub forma unui registru cu motive decorative diverse, mărginit de câte o ghirlandă, în alternanță cromatică. Mijlocul este neornamentat. Capetele sunt tivite cu găurele și terminate cu ciucuri înnodați din bumbac alb și roșu, în alternanță cromatică. Cromatică: alb, roșu, negru, galben, verde. | Muzeul Viticulturii și Pomiculturii, Golești      | Cimec    |
|      | Pătură; Scoarță în vergi alb-negru                              | Descoperit: jud. ARGEȘ, com. HÂRSEȘTI Material: lână; țesut în 2 ițe; înnodat; încheiat cu acul | Formă dreptunghiulară, din două foi încheiate cu acul, ornamentată pe toată suprafață cu motive geometrice diverse „în lăcriță": pătrate, dreptunghiuri, vergi în alternanță cromatică. Capetele se termină cu firele înnodate ale urzelii. Cromatică: alb, negru. | Muzeul Viticulturii și Pomiculturii, Golești      | Cimec    |
|      | Maramă din borangic                                             | Descoperit: jud. ARGEȘ, PITEȘTI Material: borangic; bumbac; arnici; țesut în 2 ițe; ales printre fire; ales cu speteaza | Formă dreptunghiulară, ornamentată pe toată suprafața cu motive florale stilizate și geometrice. Mijlocul este ornamentat cu motive geometrice dispuse în șiruri orizontale și paralele, în alternanță cromatică. Capetele sunt ornamentate cu romburi în care se află înscrise motive florale stilizate. Romburile sunt mărginite de grupuri de câte două vărguțe și romburi. Capetele se termină cu firele libere ale urzelii. Cromatică: crem, alb, piersiciu, bleumarin. | Muzeul Viticulturii și Pomiculturii, Golești      | Cimec    |
|      | Bete                                                            | Descoperit: jud. ARGEȘ, PITEȘTI Material: bumbac; arnici; fir metalic; țesut în 2 ițe | Formă dreptunghiulară, ornamentate pe toată suprafața, cu motive geometrice diverse: romburi concentrice, dreptunghiuri, cruce în X, în alternanță cromatică. Capetele se termină cu firele libere ale urzelii. Cromatică: negru, galben, alb. | Muzeul Viticulturii și Pomiculturii, Golești      | Cimec    |
|      | Ie cu poale cu albastru și fir                                  | Descoperit: jud. ARGEȘ, PITEȘTI Material: pânză; arnici; fir metalic; paiete; nasturi; țesut în 2 ițe; croit; brodat în punct românesc; încheiat cu croșeta; încheiat cu mașina; aplicație; încrețit; lănțișor; cheiță; croșetat                                                                                | Cămașă femeiască cu poale, alcătuită din 17 bucăți de pânză, are deschidere dreaptă și este încrețită la gât pe o bentiță îngustă ornamentată cu motive geometrice (cerc) cu aplicație de paiete. Mâneca cu altiță este largă, tivită cu mașina și are puișor la sub braț. Piesa este ornamentată cu motive geometrice diverse dispuse în patru registre verticale pe piepți, în jurul deschiderii, pe altiță în trei registre orizontale și de la altiță în jos pe trei registre verticale. Spațiile libere dintre ornamente sunt completate de lănțișor din fir metalic auriu. Pe spate, două ghirlande verticale din motive florale stilizate. Poalele sunt atașate de ie, alcătuite dintr-o bucată de pânză industrială ce are atașată pânză de casă lată de 12 cm cu ornamente din motive stilizate și paiete. Cromatică: alb, albastru, galben. | Muzeul Viticulturii și Pomiculturii, Golești      | Cimec    |
|      | Prosop                                                          | Descoperit: jud. ARGEȘ, PITEȘTI Material: pânză; arnici; țesut în 2 ițe; brodat în punct românesc; tivit | Formă dreptunghiulară, decor amplasat la extremități sub formă de trei registre alcătuite din romburi concentrice în trepte, în alternanță cromatică. Registrele sunt mărginite de câte o vărguță brodată cu arnici negru. Capetele sunt tivite cu mașina de cusut. Cromatică: alb, roșu, negru, albastru, verde, galben, cafeniu, crem. | Muzeul Viticulturii și Pomiculturii, Golești      | Cimec    |
|      | Ie cu poale                                                     | Descoperit: jud. ARGEȘ, com. ȘTEFĂNEȘTI Material: pânză; bumbac; arnici; mărgele; țesut în 2 ițe; ales cu speteaza; croit; tivit cu găurele; încheiat cu croșeta; încheiat cu mașina; încrețit; cheiță; croșetat                                                                                                | Cămașă femeiască cu poale, alcătuită din 23 bucăți de pânză, încheiate cu croșeta cu cheiță din arnici portocaliu, cu deschidere dreaptă, încrețită la gât pe o bentiță îngustă ornamentată cu motive geometrice. Mâneca este alcătuită din altiță încheiată cu cheiță de restul mânecii și terminată cu manșetă lărgită printr-o dantelă croșetată. Are „puișori'Ma sub braț. la este ornamentată cu motive florale stilizate dispuse pe piept în 2 registre verticale completate de zigzag din mărgele tubulare galbene și mărginite de două șiruri de pătrate cu motive geometrice. Altiță este ornamentată cu motive florale stilizate de la care pornesc trei registre verticale cu aceleași motive intercalate cu două registre înguste cu șabac. Aceleași motive pe manșetă. Poalele sunt prinse de ie și sunt alcătuite dintr-o singură bucată de pânză industrială la care se adaugă în partea inferioară o fâșie de pânză lată de 12 cm ornamentată cu aceleași motive florale stilizate și terminată cu colțișori croșetați din arnici albastru. Cromatică: alb, negru, roșu, albastru, galben, portocaliu, verde. | Muzeul Viticulturii și Pomiculturii, Golești      | Cimec    |
|      | Prosop cu flori                                                 | Descoperit: jud. VÂLCEA, com. SINEȘTI Material: bumbac; arnici; țesut în 2 ițe; brodat în punct românesc; înnodat | Formă dreptunghiulară, dintr-o singură bucată, ornamentată la cele două capete cu motive florale stilizate, sub formă de câte patru registre orizontale - „ghirlande" - din trandafiri și frunze. Capetele se termină cu ciucuri scurți înnodați din arnici, în alternanță cromatică. Cromatică: alb, roșu, negru, verde. | Muzeul Viticulturii și Pomiculturii, Golești      | Cimec    |
|      | Prosop cu flori                                                 | Descoperit: jud. ARGEȘ, PITEȘTI Material: bumbac; arnici; țesut în 2 ițe; brodat în punct românesc; înnodat | Formă dreptunghiulară, dintr-o singură bucată, ornamentată la cele două capete cu motive florale și vegetale stilizate, dispuse sub forma unor registre orizontale mai late din ramuri cu frunze și flori și registre mai înguste din grupuri de câte trei cireșe roșii și frunze. Registrele sunt despărțite de vergi înguste de culoare neagră. Capetele se termină cu ciucuri scurți înnodați din arnici, în alternanță cromatică. Cromatică: alb, roșu, negru, verde. | Muzeul Viticulturii și Pomiculturii, Golești      | Cimec    |